# Fuentes de Barcelona

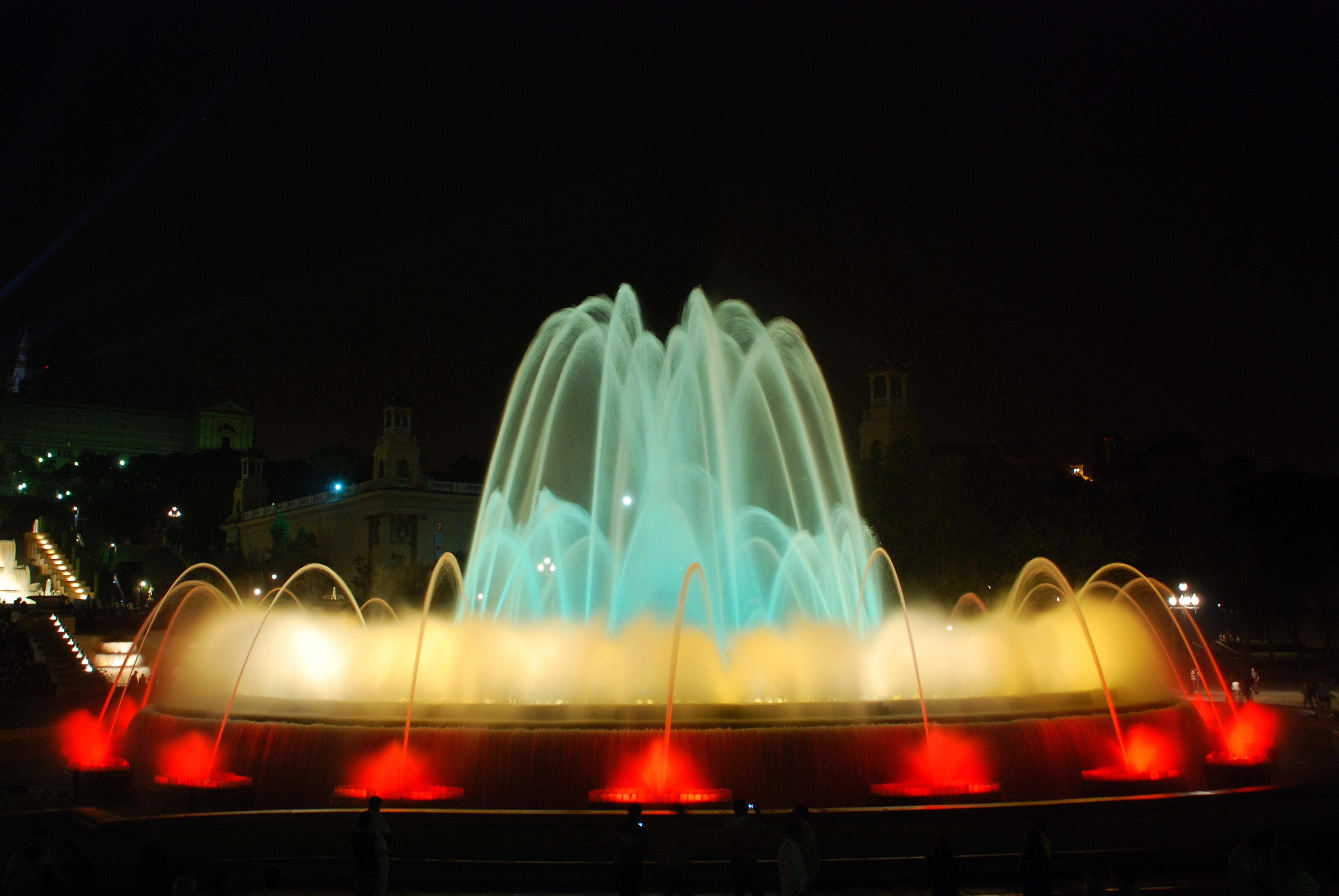
Fuente Mágica de Montjuic, plaza de Carles Buïgas, Barcelona.

Las fuentes de Barcelona (España) constituyen un conjunto de diversos tipos de surtidores de agua que se utilizan, bien para el consumo público, o bien como elementos ornamentales, ya sean fuentes propiamente dichas, ya se trate de estanques, surtidores, cascadas, construcciones o elementos diversos de tipo arquitectónico o ingenieril. Pueden variar desde el más sencillo caño de agua o la fuente elaborada en serie, hasta complejos conjuntos de fuentes decorados con esculturas u otros elementos ornamentales. Por dicho motivo, junto con el conjunto de la estatuaria pública de la ciudad, constituyen una excelente muestra más del acervo de arte público de Barcelona, ya que la Ciudad Condal siempre ha apostado por el arte y la cultura como una de sus principales características identitarias. Muchas de las fuentes de la ciudad añaden a su carácter funcional un factor ornamental que, como el resto de obras de arte de sello municipal, ha variado con el tiempo y el devenir de tendencias artísticas, y ha dejado a la capital catalana un conjunto de obras admiradas tanto por los ciudadanos como por los visitantes que llegan a la ciudad. En Barcelona hay unas 1800 fuentes públicas, entre las cuales hay unas 600 que son de agua potable, mientras que unas 200 se consideran ornamentales.
Antiguamente, las fuentes solían instalarse en plazas o lugares céntricos de los pueblos para abastecer de agua a la población, siendo su primera función eminentemente práctica. Al tratarse de una necesidad básica, la provisión de agua solía reunir en ese lugar a sus habitantes, por lo que se convirtieron en lugares de encuentro y reunión que favorecían las relaciones sociales de la comunidad. Así, estos lugares fueron ganando cada vez más relevancia, por lo que empezaron a ser ornamentados y a convertirse en verdaderos monumentos del ámbito urbano.
Principalmente durante el siglo XIX, las fuentes dejaron de ser meras canalizaciones de agua para convertirse en piezas ornamentales que, como el resto de arte público de la ciudad, evolucionaron con los estilos artísticos que se iban sucediendo en el tiempo. Así, las fuentes podían ser monumentos dedicados a la memoria de algún personaje, o bien conjuntos ornamentales sin más justificación que su valor estético; o también podían tener un componente lúdico, como acompañamiento de lugares de ocio y recreo.
Las primeras fuentes que aún subsisten en Barcelona proceden de la Edad Media, y se sitúan en la parte vieja de la ciudad. La primera fuente de carácter monumental que se conserva es la fuente de Santa Eulalia, en la plaza del Pedró, construida en 1673; originalmente, se trataba de un monumento escultórico, que fue convertido en fuente en el siglo XIX. Desde entonces se ha creado un gran número de fuentes ornamentales, al lado de los simples pilones de agua que también cumplen su misión con modestia, siendo recurso vital para el funcionamiento de la ciudad.
Las fuentes de Barcelona han ido surgiendo con el devenir histórico y artístico de la ciudad, y en ese sentido cabe resaltar que muchas proceden de importantes procesos urbanísticos y eventos celebrados en la Ciudad Condal, como el Ensanche de Barcelona, la Exposición Universal de 1888, la Exposición Internacional de 1929, los Juegos Olímpicos de 1992 y el Fórum Universal de las Culturas de 2004.

## Historia

### Edad Media

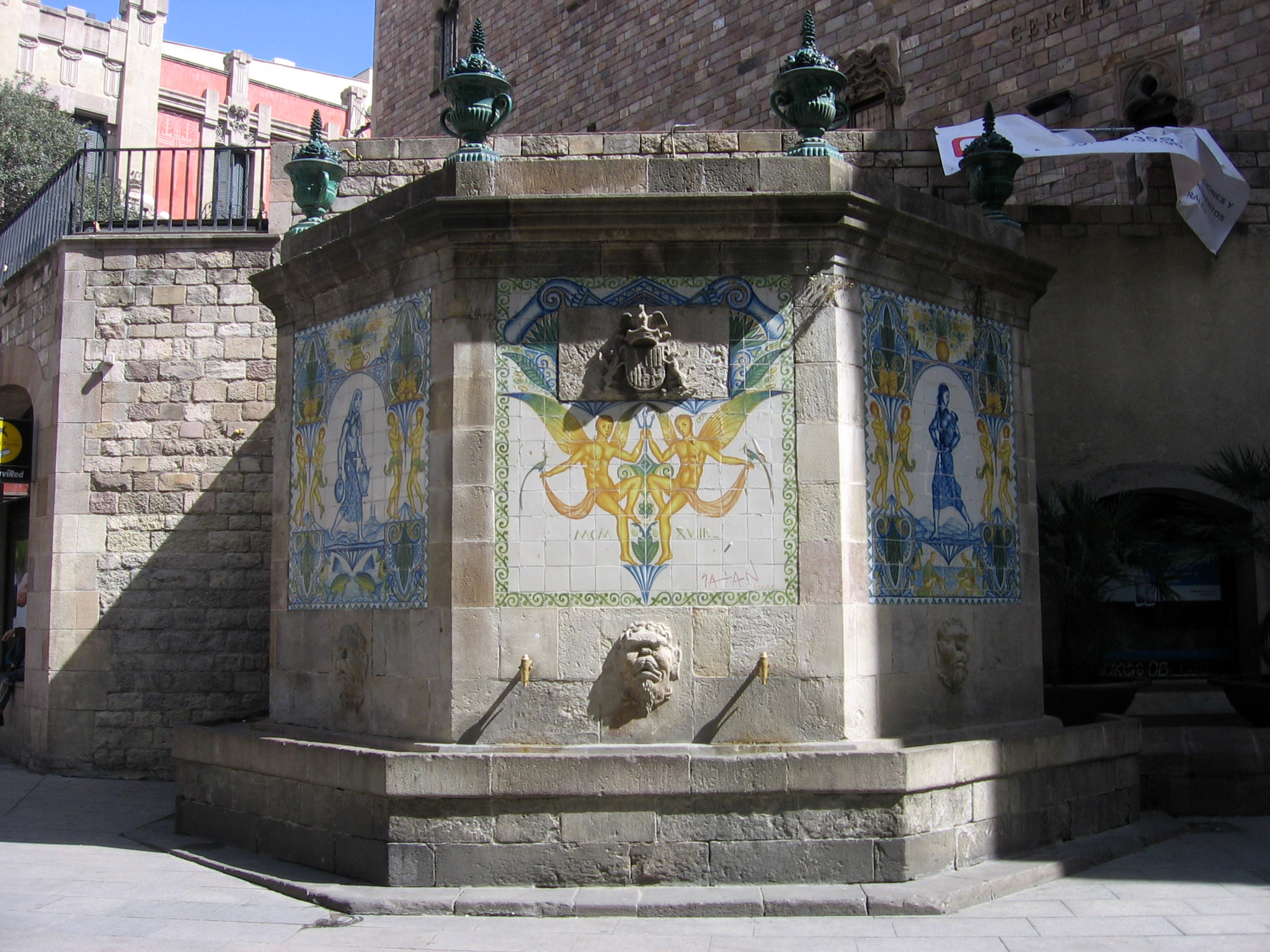
Fuente de Santa Ana (1356), avenida del Portal del Ángel con Cucurulla.

Los primeros vestigios conservados de fuentes situadas en vías o edificios públicos proceden de la Edad Media, época en que la ciudad formaba parte de la Corona de Aragón y era un importante eje marítimo y comercial del mar Mediterráneo. El recinto de la ciudad fue creciendo desde el primitivo núcleo urbano —lo que hoy día es el Barrio Gótico—, y en el siglo XIV surgió el barrio de El Raval. Barcelona tenía entonces unos 25 000 habitantes.
Por entonces el uso industrial del agua estaba asegurado con el la Acequia Condal y la canalización del agua de Montjuic hasta el Pla de la Boqueria, mientras que el consumo doméstico se efectuaba principalmente a través de pozos, que dependían de la pluviometría y provocaban escasez de suministro en épocas de sequía. Así, para paliar esta carencia y asegurar un suministro regular a la población, en este período se abrieron fuentes en diversas zonas de la ciudad, la mayoría de carácter eminentemente utilitario, por lo que no hubo mucho lugar para la creación artística.
La primera que se conserva es la fuente de Santa Ana, en la avenida del Portal del Ángel con la calle de Cucurulla, fechada en 1356. Era una fuente sin ornamentación, que al principio servía también como abrevadero de caballos. Originalmente tenía forma octogonal, pero luego fue adosada al Palacio Pignatelli —actual sede del Real Círculo Artístico de Barcelona—, y solo quedaron a la vista cinco de sus lados. En 1819 fue reformada y ampliada, y en 1918 fue decorada con unos plafones de cerámica de estilo novecentista, así como cuatro jarrones de cerámica vidriada, todo ello obra de Josep Aragay. Las imágenes contienen figuras femeninas, hidras y guirnaldas florales, y la central presenta también el escudo de Barcelona.
Le siguió la fuente de San Justo, en la plaza homónima, de 1367. Situada delante de la iglesia de los Santos Justo y Pastor, como esta es de estilo gótico, obra de autor desconocido. Tiene planta trapezoidal, con tres mascarones que vierten el agua sobre una pila, mientras que en la parte superior figura una imagen de san Justo situada entre los escudos de Barcelona y la Corona de Aragón. En un lateral que da a la calle de la Palma de San Justo hay también esculpido un halcón con una perdiz entre sus garras. En 1831 se le añadió una balaustrada en su parte superior.

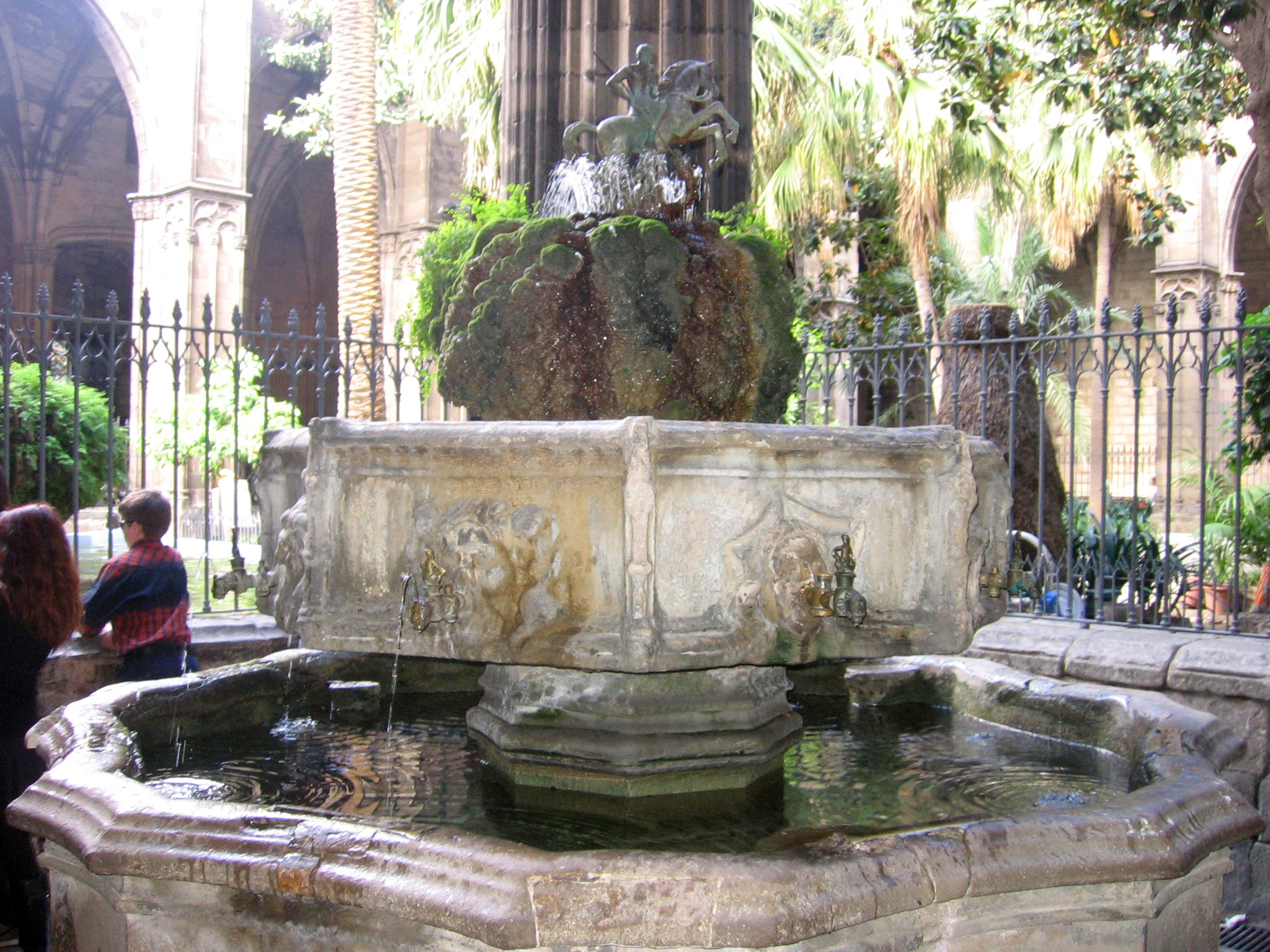
Fuente de San Jorge (1449), de Andreu Escuder, Catedral de Barcelona.

De esta época es también la fuente de Santa María, en la plaza homónima, construida en 1403 por Arnau Bargués, maestro de obras, autor del cimborrio de la Catedral de Barcelona y de la fachada antigua de la Casa de la Ciudad. Se halla frente a la Basílica de Santa María del Mar, en una zona antaño aristocrática, por lo que se la conocía también como Fuente de los Señores. Tiene planta trapezoidal, adosada a un edificio contiguo, cuyos antiguos moradores tenían un huerto encima. En la parte que da a la basílica está la fuente propiamente dicha, sobre la cual hay un rosetón circular de tracería calada; en el lado de la calle de la Argenteria hay dos gárgolas zoomórficas, un dragón y un león actualmente decapitados, y los escudos de la ciudad y el reino; el tercer muro es liso y sin decoración.
En el claustro de la Catedral de Barcelona se construyó en 1449 la fuente de San Jorge, en sustitución de una del siglo anterior que proveía agua procedente de Collserola. Fue obra del arquitecto Andreu Escuder, quien construyó una fuente en forma de aljibe de 16 lados, sobre el que se halla una taza de forma octogonal con mascarones que vierten agua en cada lado, todo ello enmarcado por un templete de estilo gótico en cuya clave de bóveda se esculpió una imagen del santo patrón de Cataluña, obra del escultor Antoni Claperós. En 1970 se situó sobre el surtidor de la fuente una estatuilla del santo a caballo, obra de Emili Colom. Esta fuente es famosa por la fiesta de l'ou com balla, celebrada el día de Corpus, en que se hace bailar un huevo sobre el chorro de agua.
De esta época procede igualmente la fuente de San Jorge ubicada en el Patio de los Naranjos del Palacio de la Generalidad de Cataluña. Está formada por un surtidor de forma octogonal, en cuyo centro se yerguen cuatro columnas que sostienen una taza que aloja una imagen ecuestre de san Jorge, obra de 1926 de Frederic Galcerà.
Entre finales del siglo XV y principios del XVI el arcediano Lluís Desplà i d'Oms mandó reformar la conocida como Casa de l'Ardiaca situada junto a la Catedral de Barcelona. En el centro del patio se colocó una fuente compuesta por una taza cuadrangular con una columna que alberga una segunda taza de forma circular a media altura, y que, como en el claustro de la Catedral, el día de Corpus se festeja con l'ou com balla.

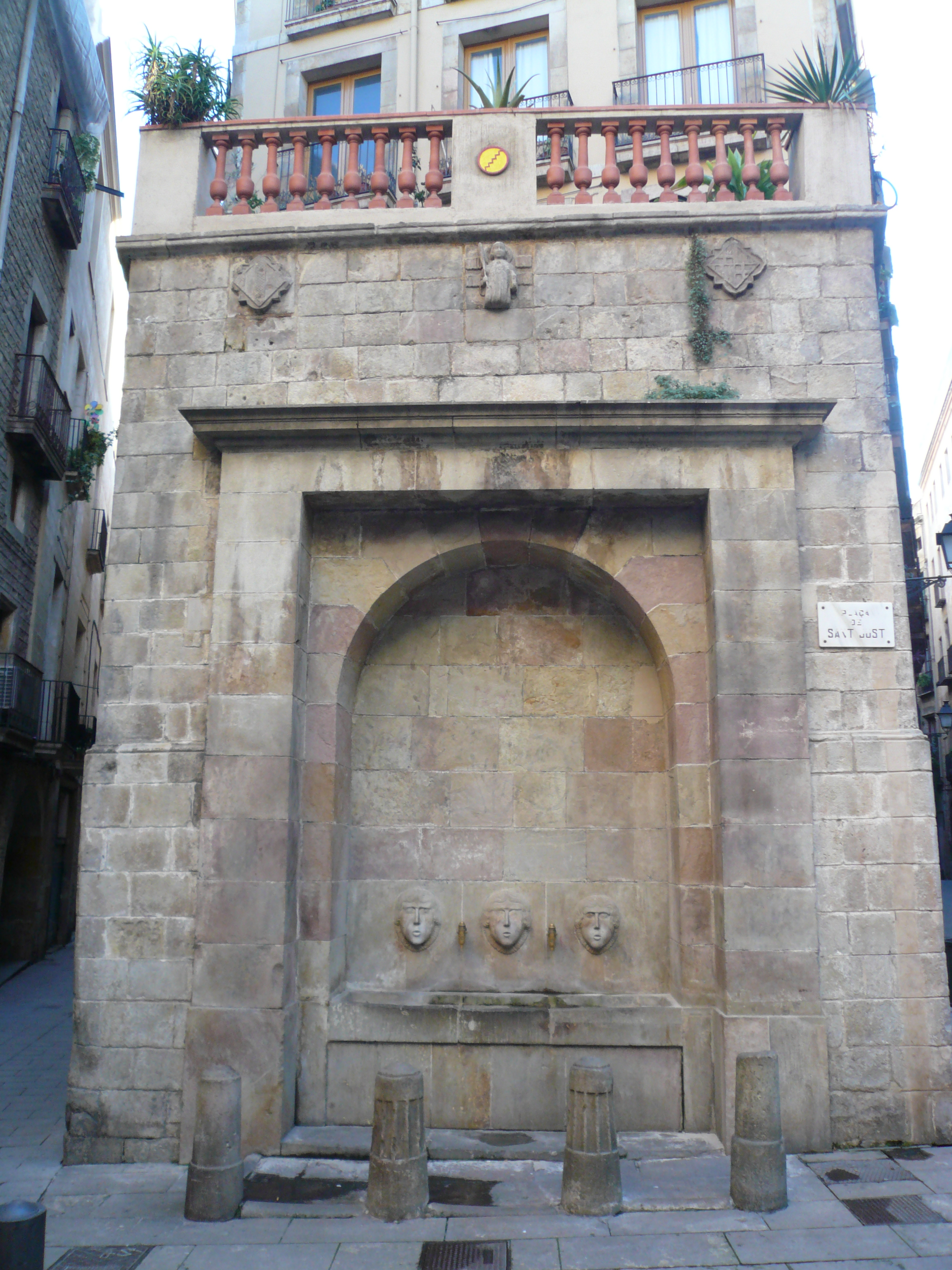
Fuente de San Justo (1367), plaza de San Justo.
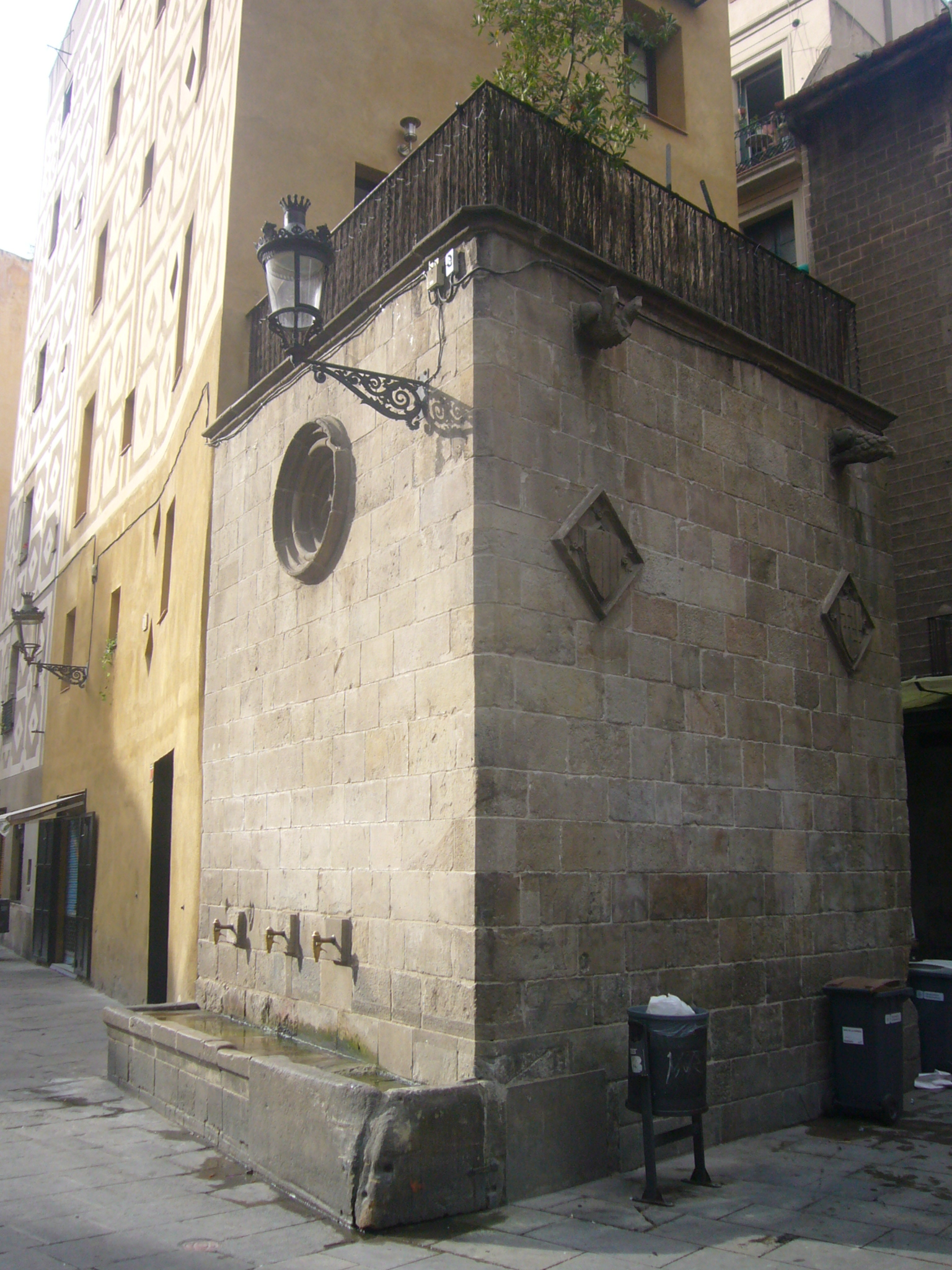
Fuente de Santa María (1403), de Arnau Bargués, plaza de Santa María.
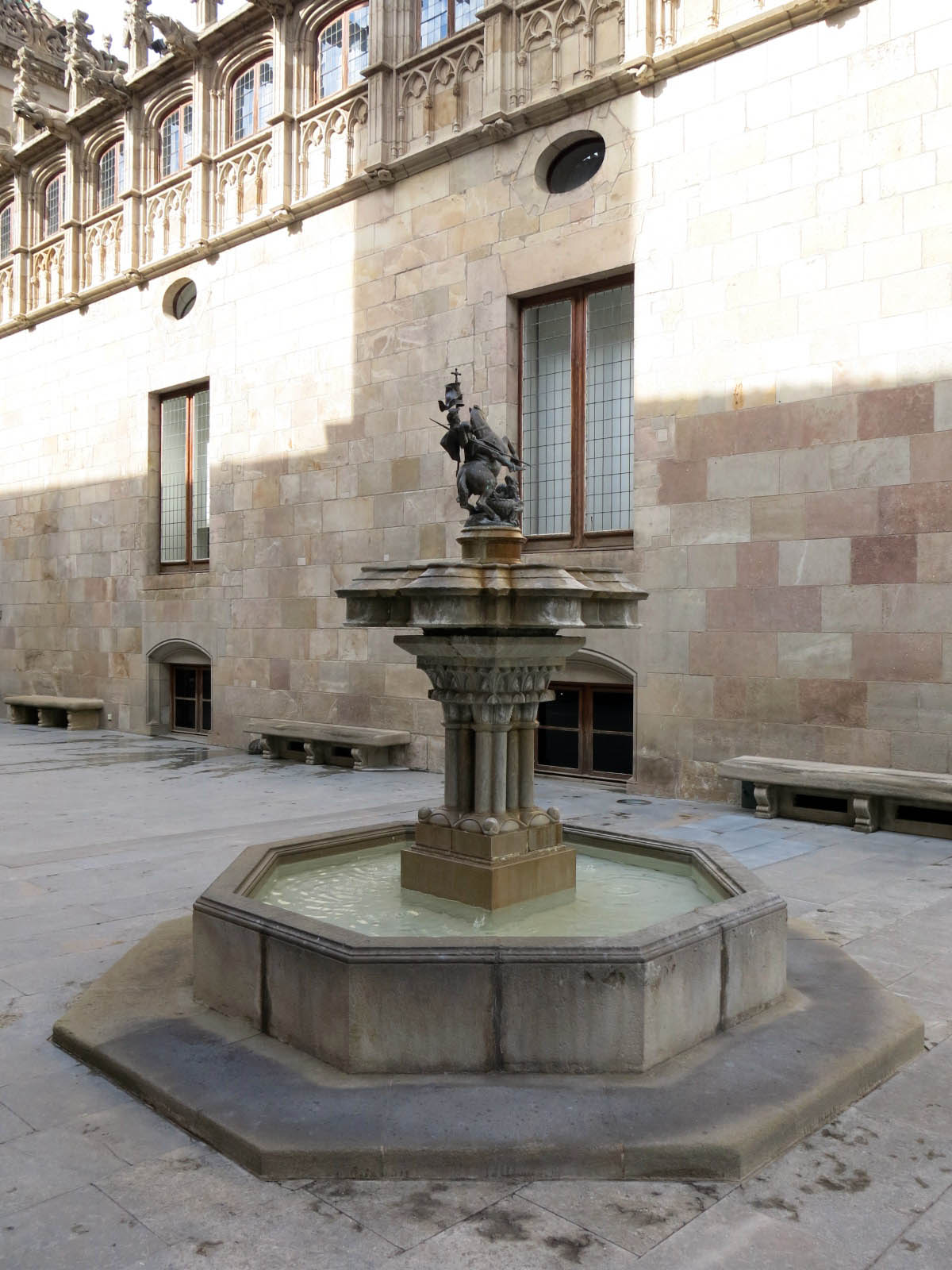
Fuente de San Jorge, Patio de los Naranjos del Palacio de la Generalidad de Cataluña.
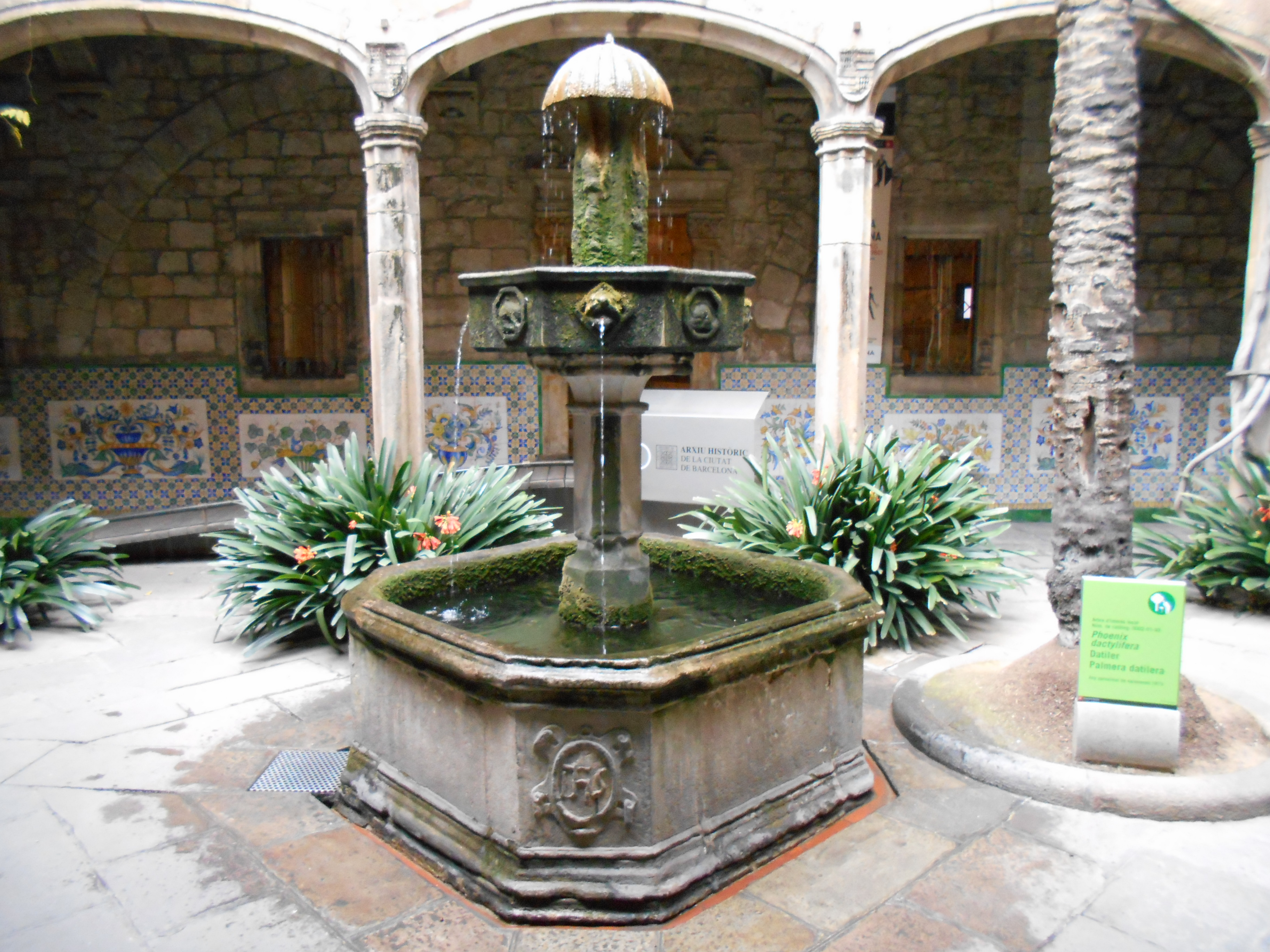
Fuente de la Casa de l'Ardiaca.

### Edad Moderna

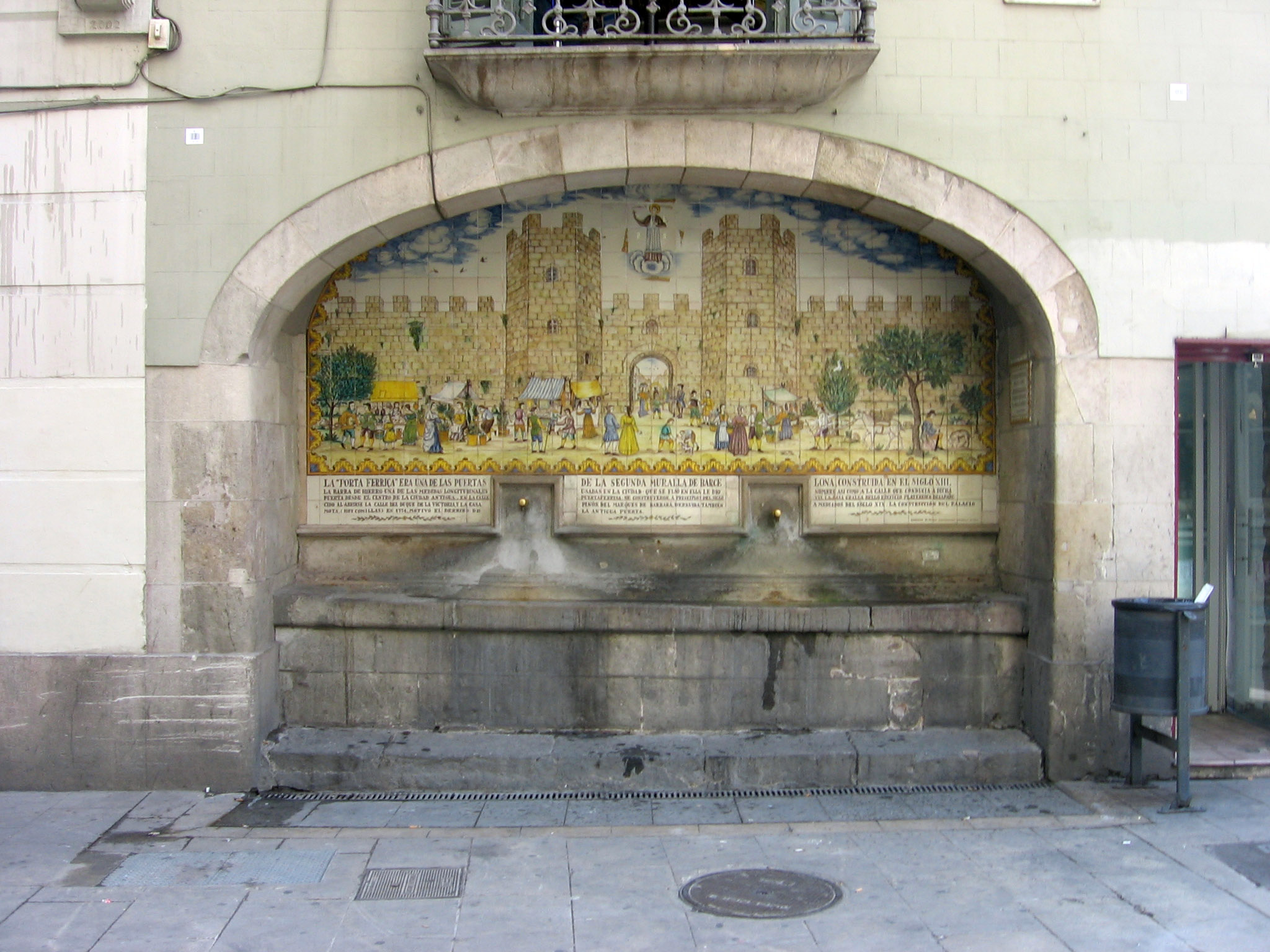
Fuente de Portaferrissa (1680).

En este período Barcelona pasó a formar parte del nuevo reino de España surgido de la unión de las coronas de Castilla y Aragón. Fue una época de alternancia entre períodos de prosperidad y de crisis económicas, especialmente por las epidemias de peste en el siglo XVI y por conflictos sociales y bélicos como la Guerra dels Segadors y la Guerra de Sucesión entre los siglos XVII y XVIII, aunque en este último siglo repuntó la economía gracias a la apertura del comercio con América y al inicio de la industria textil. La ciudad seguía encorsetada en sus murallas —la única ampliación fue en la playa, el barrio de la Barceloneta—, pese a que al final del período tenía casi 100 000 habitantes.

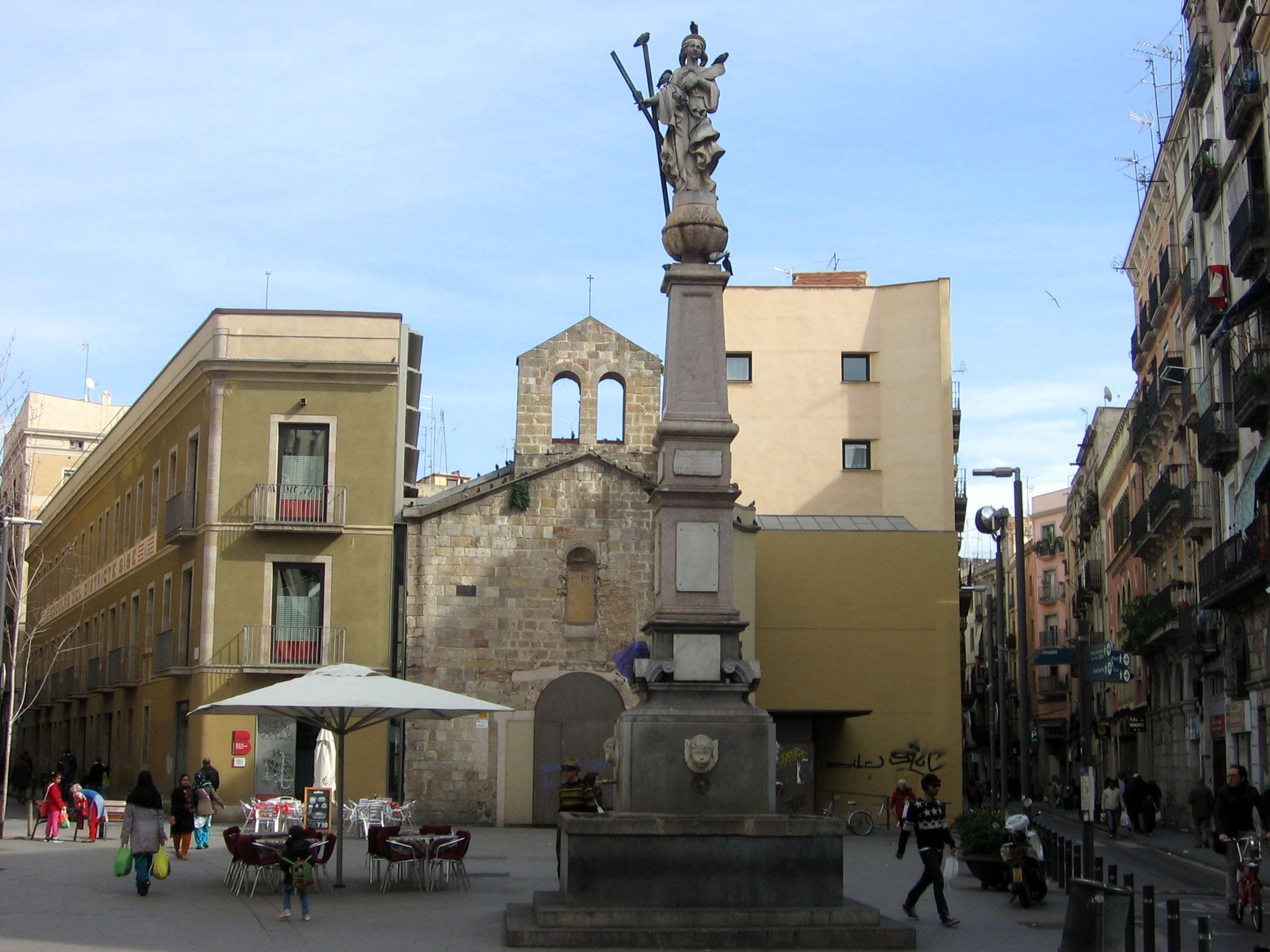
Fuente de Santa Eulalia (1673), plaza del Pedró.

En cuanto a fuentes públicas únicamente se conserva la de Puertaferrisa, en la calle homónima, original de 1680 y de autor desconocido. Sustituía a una fuente situada en la esquina de la Rambla con la calle del Carmen, junto al colegio jesuita de Belén, cuyo rector quería construir una capilla en su lugar. Se situó entonces junto al Portal de la Ferrisa, una de las puertas de acceso junto a la muralla de la ciudad, cuyo nombre provenía de una barra de hierro situada en esa ubicación, que servía para establecer medidas longitudinales. En 1959 fue decorada con unos plafones de cerámica confeccionados por Joan Baptista Guivernau, con una imagen de la zona ambientada en el siglo XVIII con la presencia de san José Oriol sobrevolando la muralla, y un texto escrito por Pere Voltes sobre la historia de la fuente.

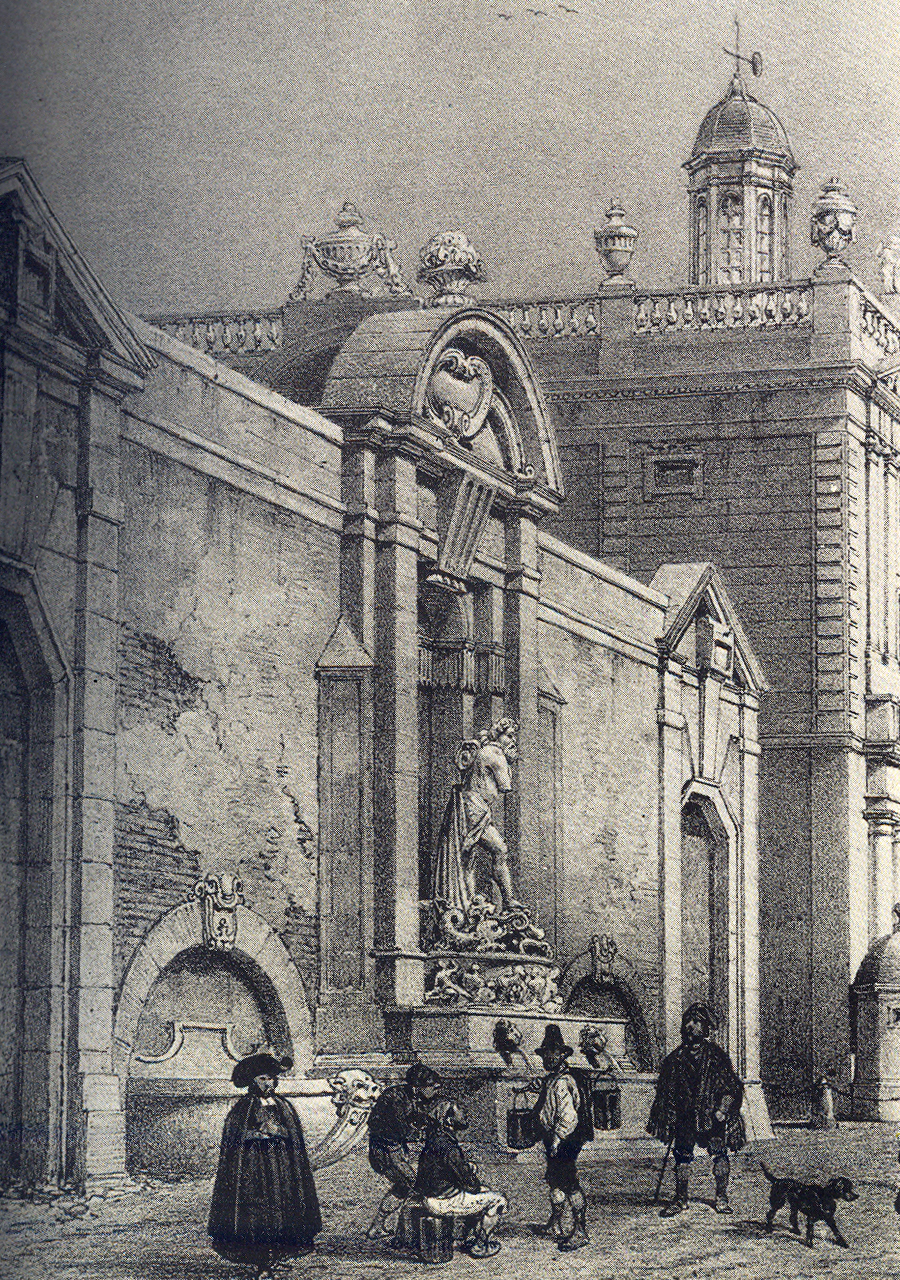
Fuente de Neptuno (1784), de Joan Enrich. Litografía de Chapuy, sección de Grabados de la Biblioteca de Cataluña.

Del siglo XVII procede también la fuente de Santa Eulalia, dedicada a la patrona de la ciudad. Inicialmente fue un monumento escultórico, erigido en la plaza del Pedró en 1673, y más tarde reconvertido en fuente. Fue realizada por el maestro de obras Benet Parés, con una imagen de madera de la santa realizada por Josep Darder, que en 1685 fue sustituida por otra de mármol de Llàtzer Tramulles y Lluís Bonifaç. En 1826 la base del monumento fue convertida en fuente, remodelación efectuada por Josep Mas i Vila. En 1936 el monumento fue derribado en el inicio de la Guerra Civil, pero en 1951 fue reconstruido con una nueva imagen, obra de Frederic Marès. La base del monumento es una fuente cuadrada sobre la que se levanta un obelisco rematado por la estatua de santa Eulalia, que lleva los atributos de su martirio: la palma y la cruz en aspa. Está considerada como el monumento público más antiguo que se conserva en la ciudad en su emplazamiento original, pese a que la obra en sí ha sido restaurada varias veces y ya no puede considerarse como la original.
En 1784 se construyó la fuente de Neptuno (o fuente de la Aduana), obra de Joan Enrich promovida por el conde del Asalto. Estaba situada junto a la Aduana, en la ubicación de la actual Estación de Francia. Representaba al dios Neptuno de pie sobre unos delfines y un pedestal con bajorrelieves, en medio de una taza de agua. La estatua fue destruida en la revuelta popular de 1843 y sustituida por una copia efectuada por un picapedrero, hasta que en 1877 la fuente fue desmontada; solo se conservó el bajorrelieve del pedestal, que se encuentra en el Museo de Historia de Barcelona.
A finales del siglo XVIII se constituyó en la finca del marqués de Llupià situada en el municipio de Sant Joan d'Horta —hoy un barrio más de la ciudad— un jardín que pese a ser de carácter privado pasó posteriormente al patrimonio público. Conocido actualmente como parque del Laberinto de Horta, este jardín presenta una profusa decoración escultórica de estilo neoclásico, así como varias fuentes: en la entrada se encuentra la llamada fuente heráldica, formada por una fuente con un pelícano esculpido en su base y una columna rematada por una corona y un perro alado; en el nivel inferior se halla la fuente de la Pirámide —o del León—, hecha de rocas escalonadas en forma de pirámide, y una fuente con forma de cabeza de león; en el laberinto que da nombre al parque se encuentra la fuente de Eco, dedicada al mito de Eco y Narciso, en el interior de una gruta de piedra porosa y helechos en forma de estalactitas, donde se halla una estatua de la ninfa, de estilo clásico; en la terraza superior se encuentra la fuente de los Delfines, formada por un conjunto de rocalla con dos delfines de mármol con las colas entrelazadas, que vierten agua sobre una alberca, sobre la que se sitúa un ninfeo en forma de estanque con una gruta decorada con la estatua de la ninfa Egeria, inspirado en la gruta de Stowe; por último, en el llamado «jardín romántico» se encuentra la fuente Grutesca, realizada en piedra y conchas con estructura de doble arco de medio punto y la figura de un pez en su interior.

Fuentes del Laberinto de Horta
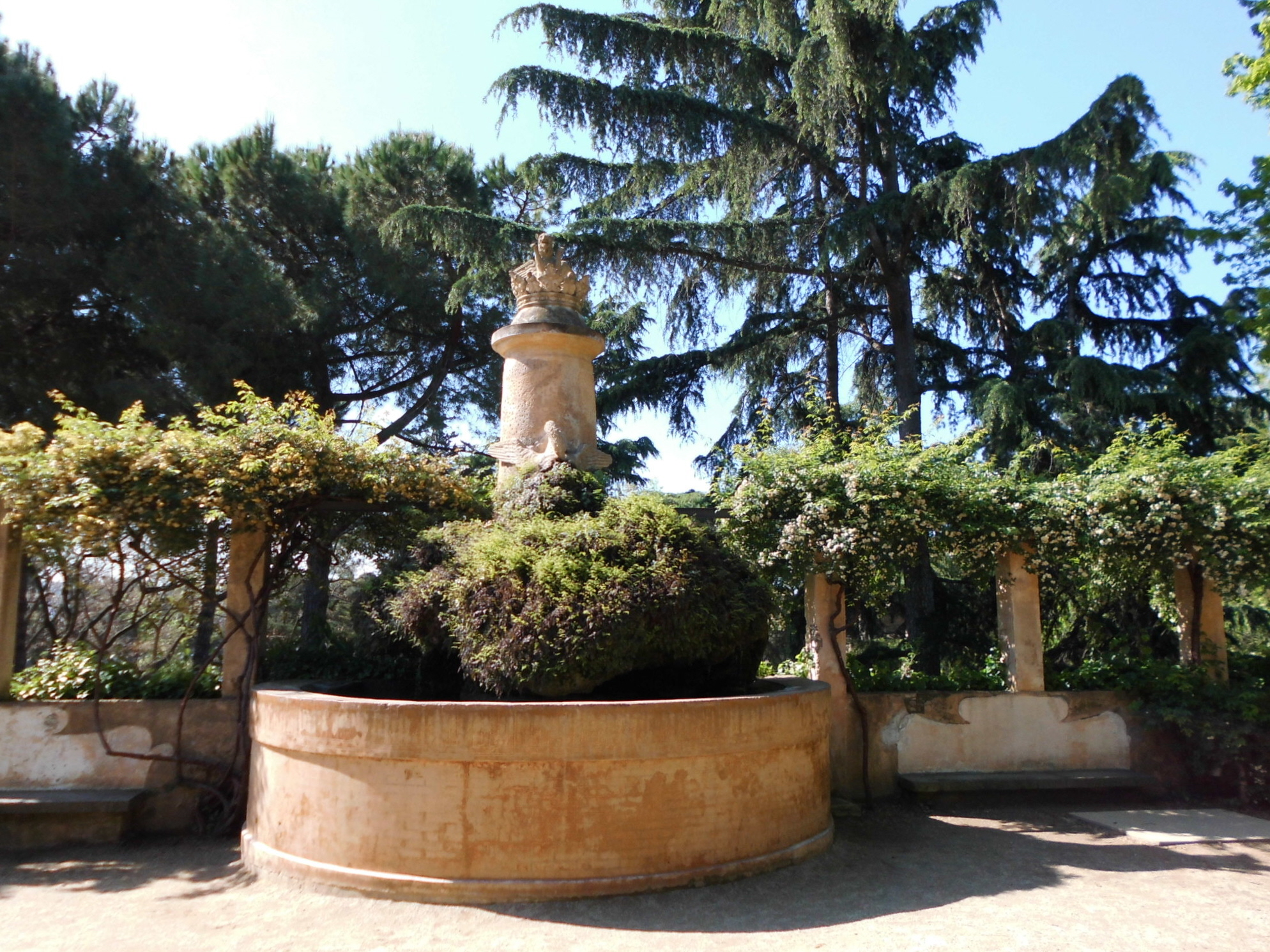
Fuente heráldica.
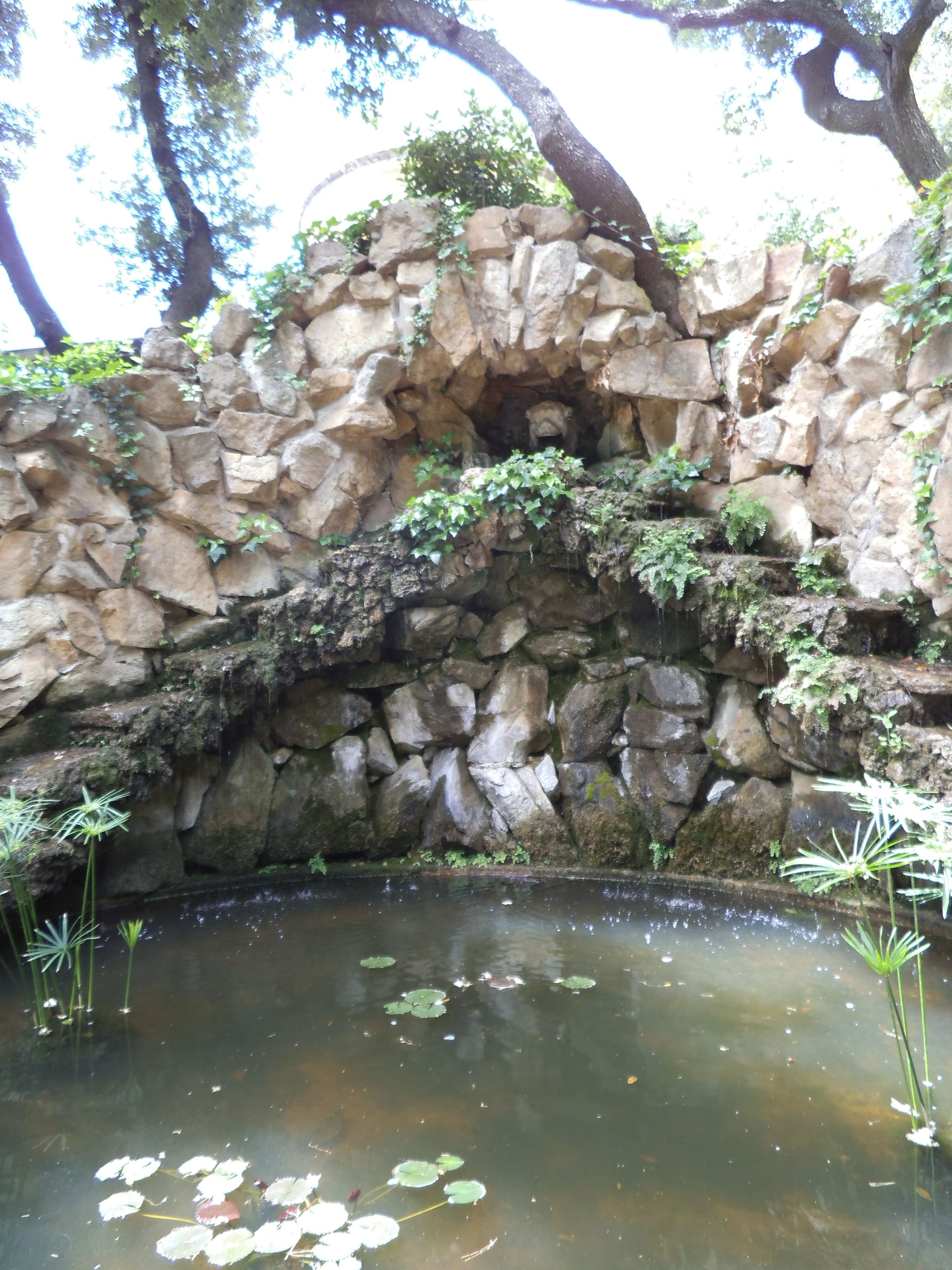
Fuente de la Pirámide.
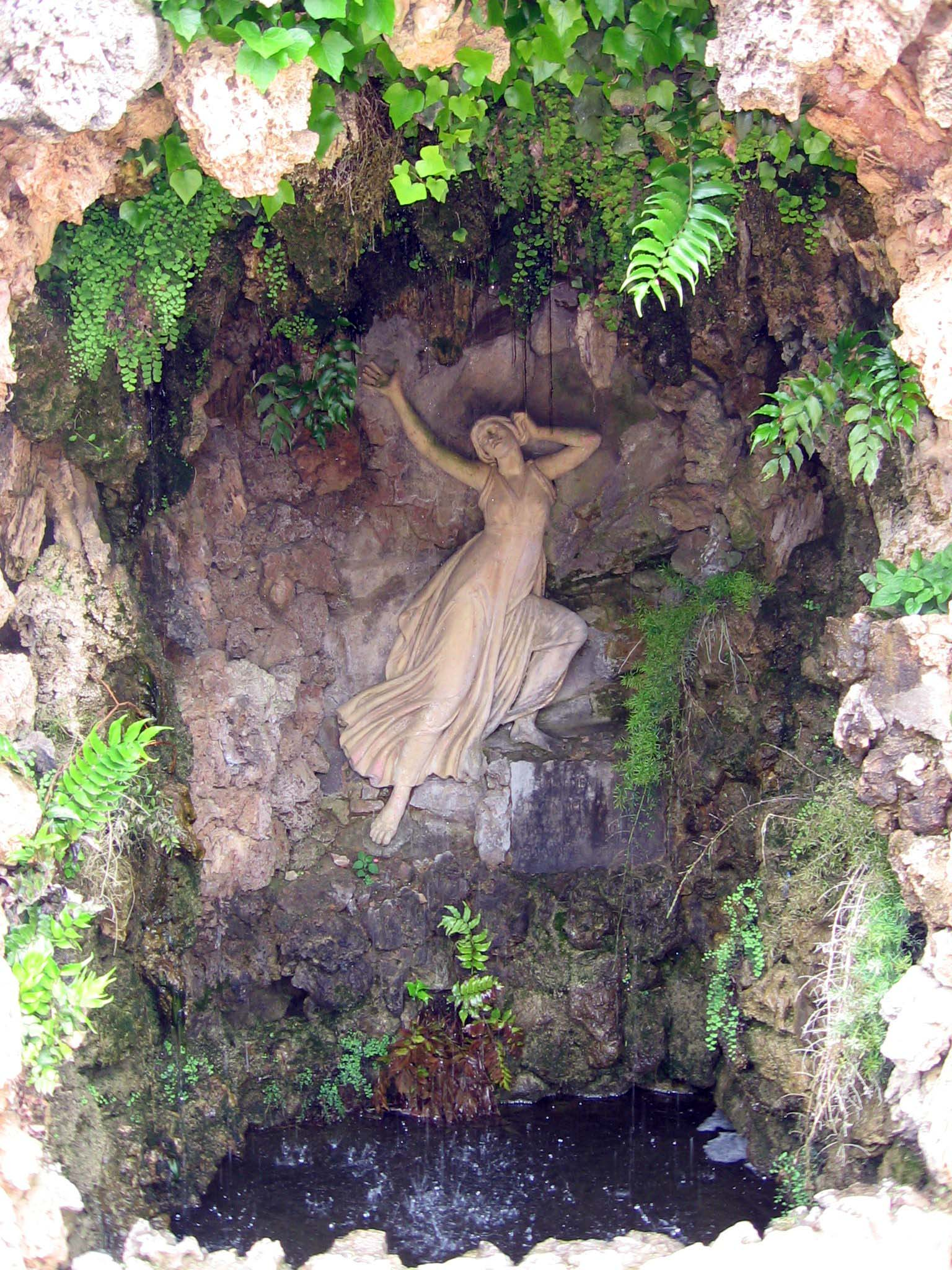
Fuente de Eco.
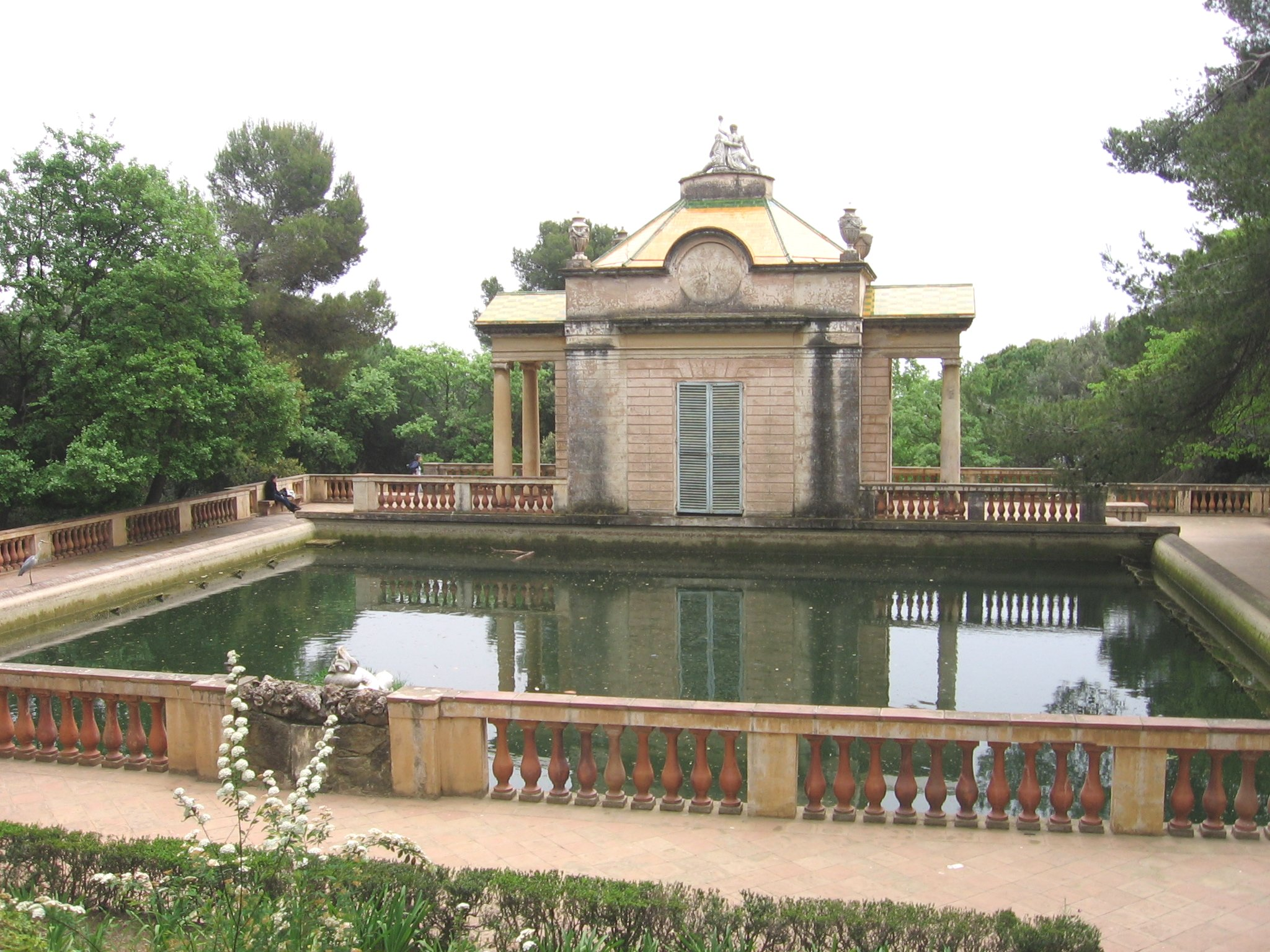
Fuente de los Delfines.
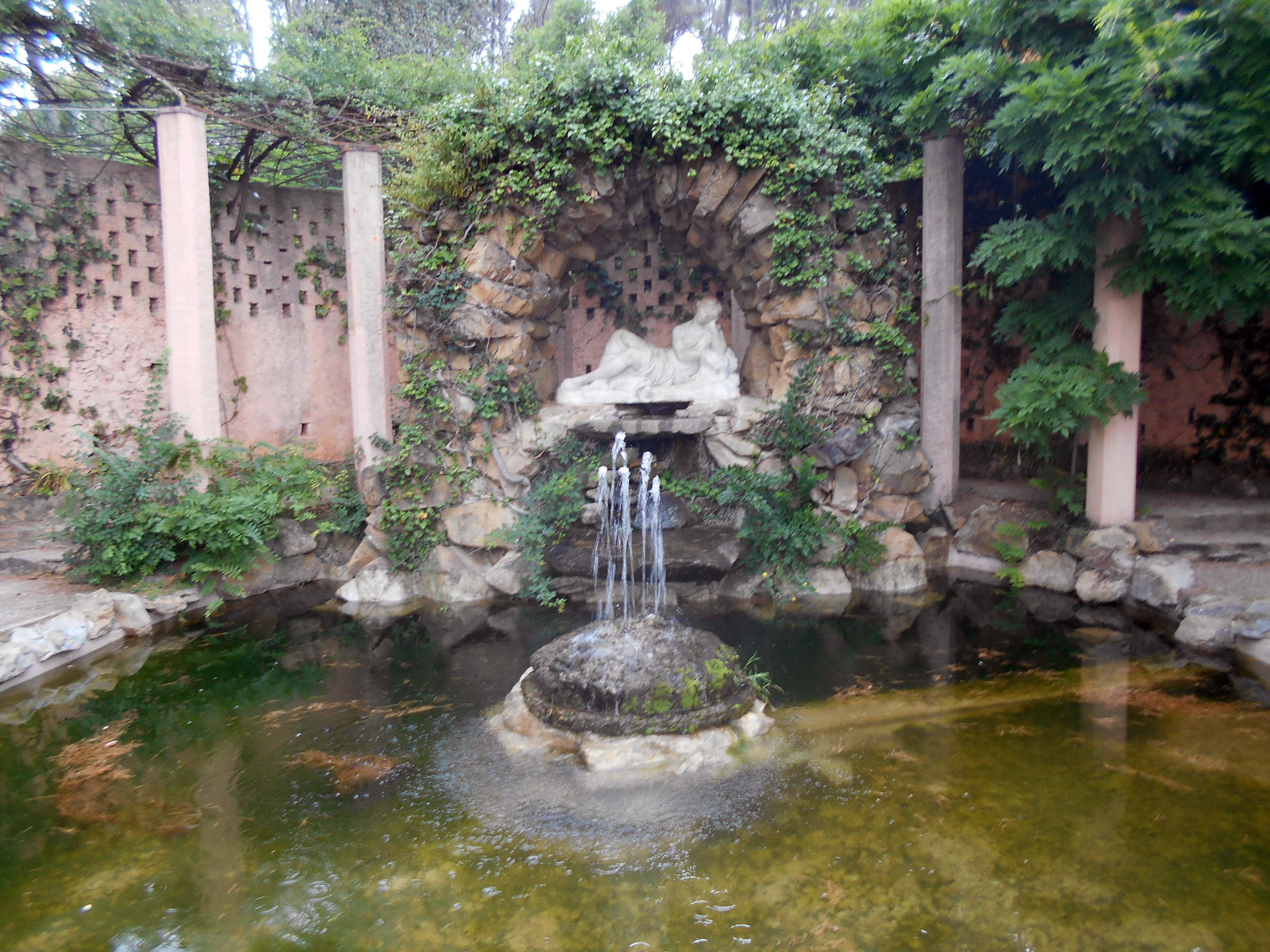
Fuente de la Ninfa Egeria.
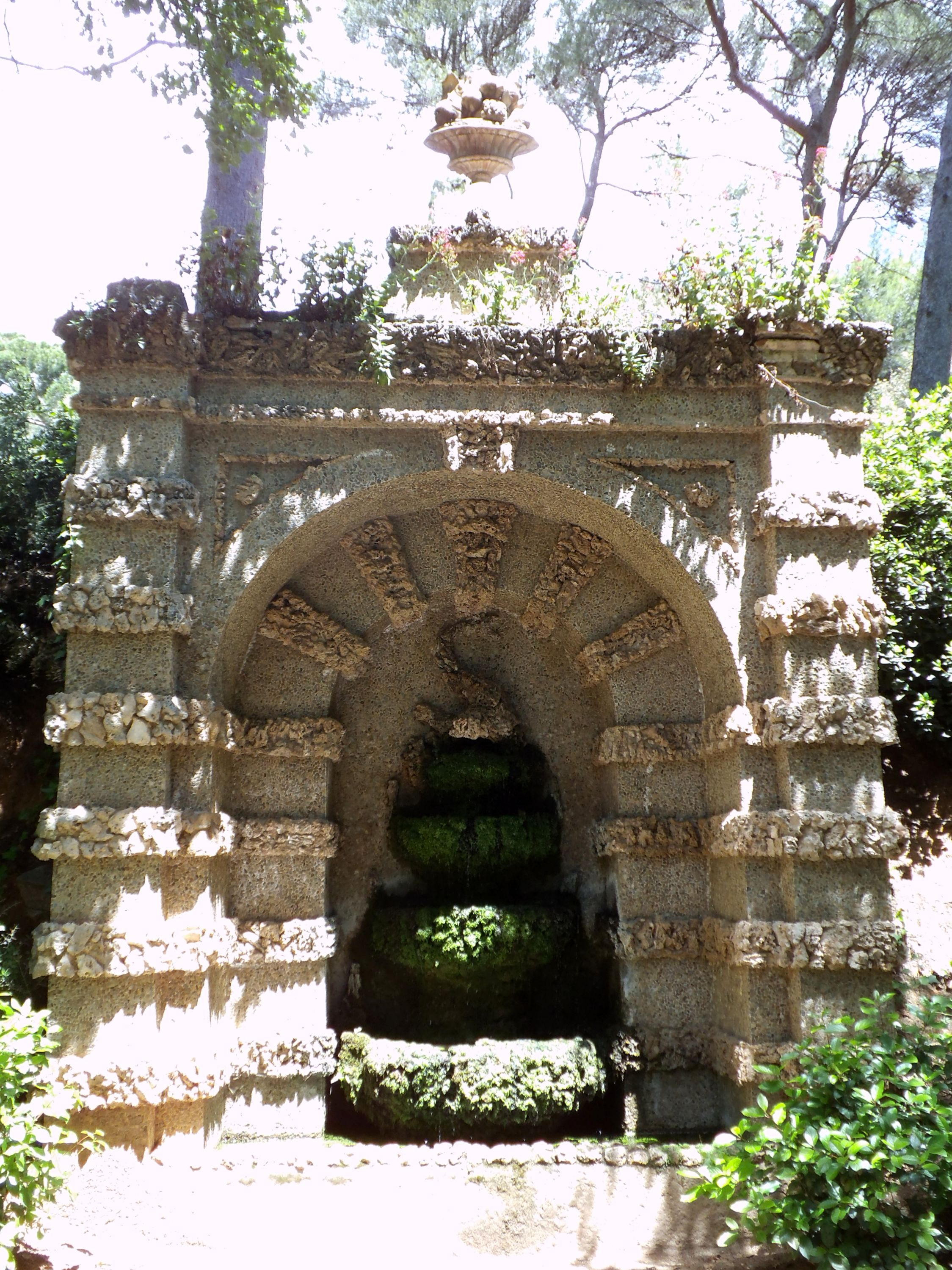
Fuente Grutesca.

### sigloXIX

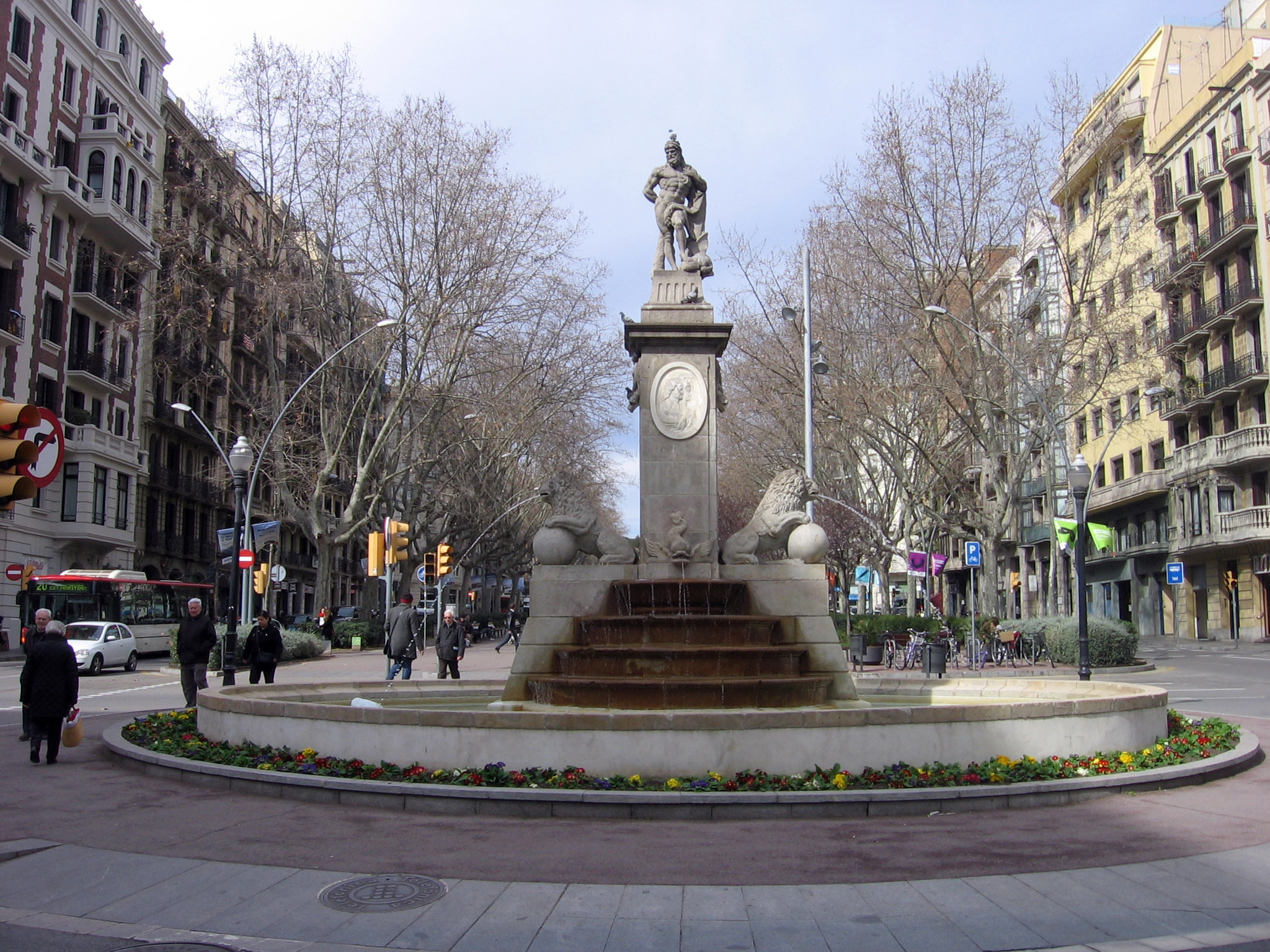
Fuente de Hércules (1802), de Josep Moret y Salvador Gurri, paseo de San Juan con Córcega.

En este período hubo una gran revitalización económica, ligada a la Revolución Industrial —especialmente la industria textil—, lo que comportó a su vez un renacimiento cultural. Entre 1854 y 1859 se produjo el derribo de las murallas, por lo que la ciudad pudo expandirse, especialmente gracias al proyecto de Ensanche elaborado por Ildefonso Cerdá en 1859. Asimismo, gracias a la Revolución de 1868 se consiguió el derribo de la Ciudadela, cuyos terrenos fueron transformados en un parque público. La población fue creciendo, especialmente gracias a la inmigración del resto de España, llegando a finales de siglo a los 400 000 habitantes.
La confección de fuentes fue profusa en la época, por lo que se podría hablar casi de una moda. Durante la primera mitad del siglo la mayor parte de monumentos públicos erigidos en la ciudad fueron fuentes. La más antigua fue la fuente de Hércules, situada en el cruce del paseo de San Juan con la calle de Córcega, obra de 1802 realizada por Josep Moret sobre un proyecto de Salvador Gurri. Situada inicialmente en el paseo Nuevo —también llamado de la Explanada—, frente a la fortaleza de la Ciudadela, está en su actual emplazamiento desde 1928. Hércules aparece sobre una columna, apoyado en una clava y con el brazo izquierdo envuelto con la piel del león de Nemea, mientras que en la base del monumento aparecen dos leones que despiden agua por la boca sobre un pequeño estanque de forma circular. La estatua del héroe mitológico griego está considerada como la escultura pública de confección original más antigua de Barcelona.

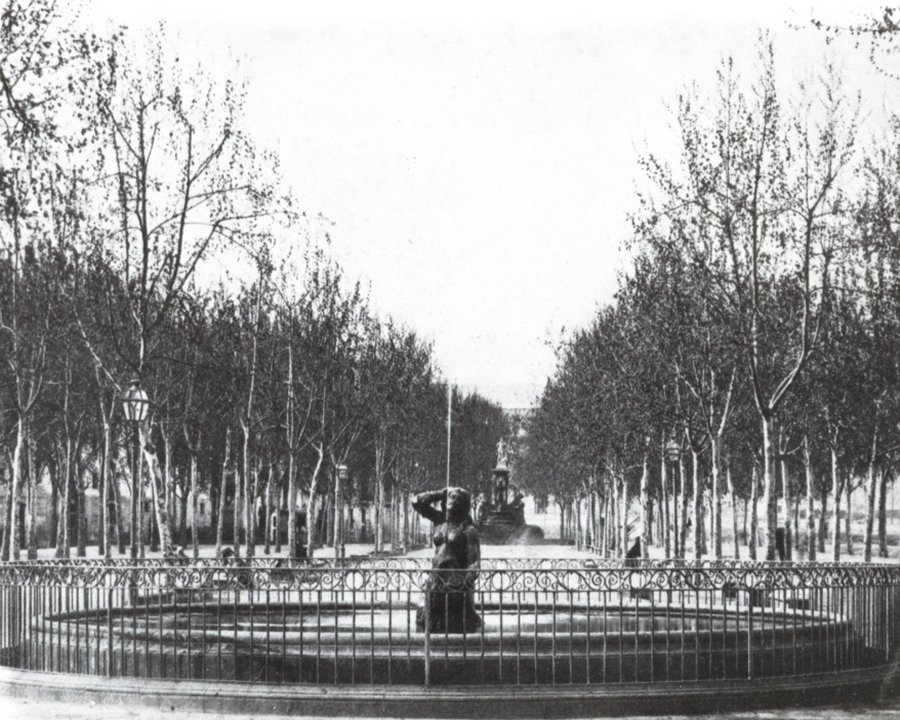
Paseo Nuevo o de la Explanada. En primer término, la fuente de la Nereida, al fondo la fuente de Hércules.

La fuente de Hércules formaba un conjunto con otras tres que jalonaban el paseo Nuevo, todas dedicadas a personajes mitológicos: la primera presentaba al dios marino Forcis luchando con un tritón; la segunda mostraba una nereida cabalgando sobre un delfín; la tercera estaba dedicada a Aretusa, una ninfa de la diosa Diana; y la cuarta era la de Hércules, el héroe hijo de Zeus y Alcmena. Estas fuentes desaparecieron en los trabajos de urbanización del parque de la Ciudadela, excepto la de Hércules, que más tarde fue trasladada de lugar.
Junto al paseo Nuevo se instaló en 1816 el Jardín del General, que fue el primer jardín público de la Ciudad Condal. Este espacio disponía de varias fuentes, de las que destacaban tres pequeños surtidores de planta circular con unas estatuas de mármol que representaban a Ceres, la Medicina y la Fidelidad, así como un surtidor circular con barandilla de hierro que contenía una estatua de una sirena, en la plaza central del jardín. Este conjunto desapareció en 1877, tras la cesión de la Ciudadela militar a la ciudad de Barcelona y el inicio de las obras de lo que sería el parque de la Ciudadela. Tan solo se conservó la fuente de la Fertilidad, que se situó temporalmente en el parque de la Ciudadela, hasta desaparecer en fecha indeterminada.

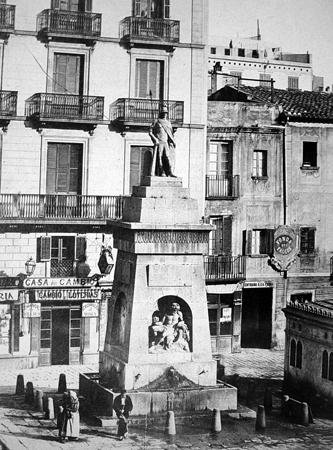
Fuente del Viejo (1818), fotografía de la obra original situada en la plaza del Teatro.

De esta época son también otras fuentes, como la fuente del Viejo (o del Chato) (1818), ubicada en la plaza del Teatro, junto a la Rambla. Sustituía una anterior fuente de 1802 llamada del Sátiro, decorada con una estatua de Hércules y derribada en 1817 debido a su mal estado de conservación. La del Viejo era inicialmente un abrevadero decorado con la figura de un fauno con una jarra en la mano, confeccionada en yeso. En 1832 esta obra fue sustituida por un proyecto más elaborado, realizado por el arquitecto Pere Serra i Bosch y los escultores Damià Campeny y Salvador Gurri. Sobre un pedestal en forma de pirámide truncada se colocó una escultura que representaba a Minerva —o bien el Genio de Barcelona o la Barcelona industriosa—, ataviada con casco y lanza, y un escudo con las armas de Barcelona, obra de Gurri; mientras que en la base del pedestal se colocaron cuatro hornacinas que debían contener alegorías de los cuatro principales suministros de agua de la ciudad: el río Llobregat, la Acequia Condal, el canal de Urgel y el puerto. Encargadas a Campeny, solo hizo la primera de estas alegorías, en forma de un viejo apoyado sobre unas rocas y con una cornucopia en la mano. En 1877 este monumento fue derribado, y solo se conservaron las estatuas: la de Gurri se colocó temporalmente en el parque de la Ciudadela, y ahora se conserva en un almacén municipal; la figura del viejo fue también emplazada en el parque de la Ciudadela, hasta que en 1975 se ubicó en la plaza de Sants.

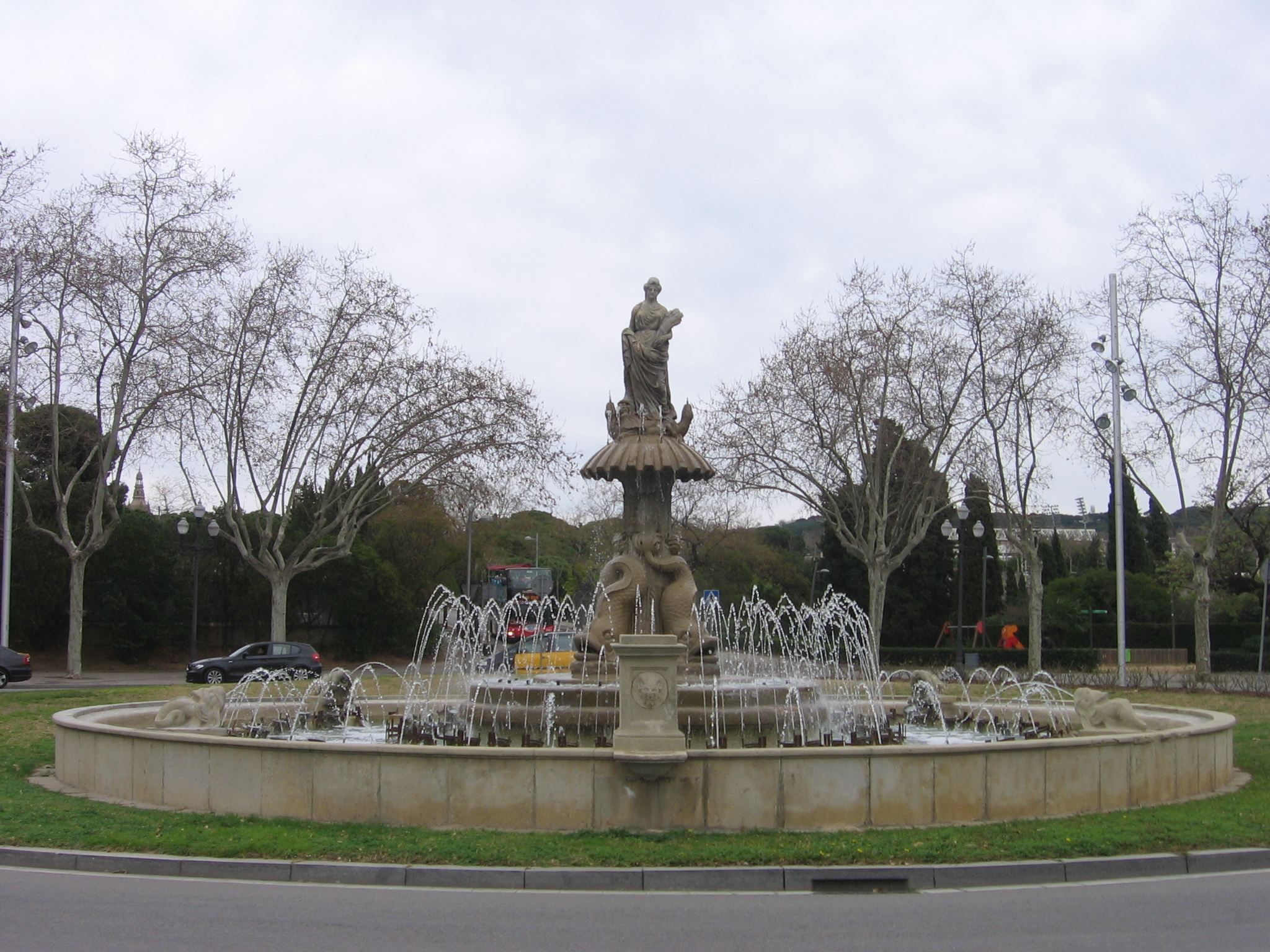
Fuente de Ceres (1825-1830), de Celdoni Guixà, plaza de San Jorge (Montjuic).

Entre 1825 y 1830 se construyó la fuente de Ceres, obra de Celdoni Guixà, situada inicialmente en el paseo de Gracia esquina con la calle de Provenza, y trasladada en 1874 a la plaza Blasco de Garay —actual plaza del Surtidor—, en el Pueblo Seco, y en 1918 a la plaza de San Jorge, en Montjuïc. Está formada por un estanque circular con diversos surtidores de agua, sobre el que se alza una columna con cuatro delfines en la base, que vierten agua por la boca. Esta columna tiene un capitel en forma de almeja, sobre el que se sitúa la estatua de la diosa, vestida con túnica y llevando en la mano unas espigas de trigo.
Le siguió la fuente de Neptuno, elaborada en 1826 por Adrià Ferran en el Muelle de la Riba, en la Barceloneta. La estatua del dios del mar se encuentra sentada, sosteniendo un tridente, en lo alto de un pedestal en cuya base se hallan cuatro figuras de esfinges, confeccionadas por Celdoni Guixà, en lo alto de un basamento de forma poliédrica de donde salen unos chorros de agua que caen sobre un estanque. A principios del siglo XX la fuente fue trasladada a los jardines de Laribal, en Montjuic; y, en 1983, a la plaza de la Merced, frente a la basílica homónima, donde fue emplazada en el centro de un estanque.

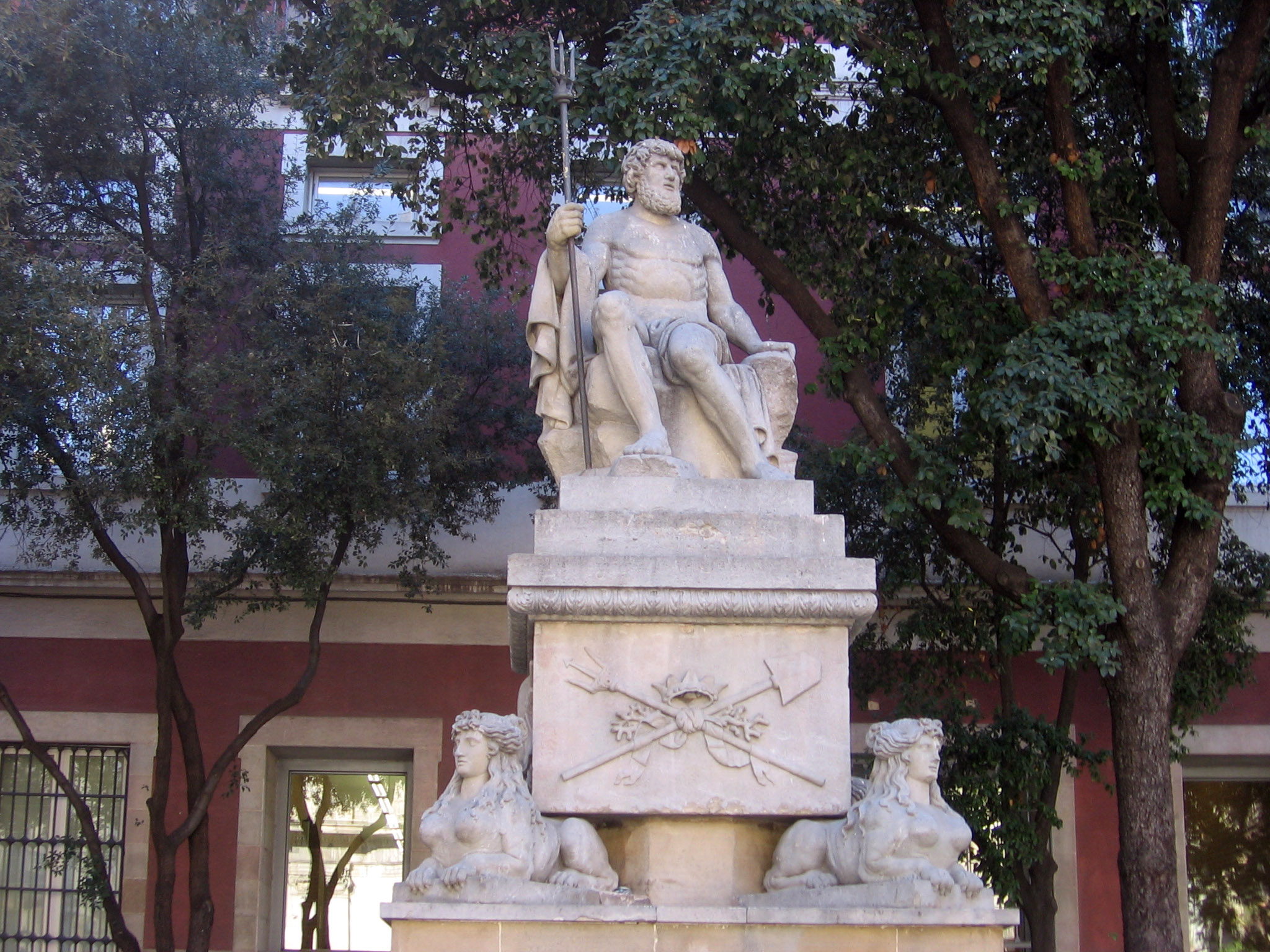
Fuente de Neptuno (1826), de Adrià Ferran, plaza de la Merced.

Del mismo 1826 es la fuente de la calle Nueva de la Rambla, procedente de la canalización de las aguas de Moncada realizada por el marqués de Campo Sagrado. De autor desconocido, está situada en un nicho excavado en una pared de la calle, y presenta dos pilares circulares superpuestos, el inferior con un grifo y el superior con una placa conmemorativa, rematados por el escudo de la ciudad rodeado por dos animales marinos.
En la Rambla se construyó en 1830 la fuente del Pla de la Boqueria, situada en un arcosolio de estilo neoclásico, encastado en el muro de un antiguo convento de capuchinos. Está decorada con un escudo de Barcelona esculpido en altorrelieve, rodeado de ramas de laurel y con una corona condal, mientras que en su base aparecen los símbolos de Hércules, la clava y la piel de león. La fuente está compuesta de tres grifos que vierten el agua en una pila. Ese año se inauguró también la fuente de Jesús, situada en el paseo de Gracia, entre las calles Aragón y Consejo de Ciento, en el solar antaño ocupado por el convento franciscano de Santa María de Jesús, originario de 1427 y destruido en la Guerra de la Independencia. La fuente era heredera del pozo del convento, que tenía un agua de mina con fama de ser la mejor del llano de Barcelona. Era una fuente no especialmente ornamentada, situada en una arboleda con una caseta de bebidas, pero fue un lugar habitual de reunión y celebración de picnics, hasta que desapareció en 1863 en el proceso de edificación del paseo de Gracia.
En 1845 se instaló una fuente pública en la Travesera de Gracia, compuesta por una pila con tres grifos, sobre la que se sitúa una placa de cerámica decorada con dos cabezas que vierten agua sobre unas copas y, en el centro, el escudo de Barcelona y la inscripción «fuente pública». Sobre esta placa, obra del ceramista Salvador Sunet, se encuentra una farola que ilumina la fuente por la noche.

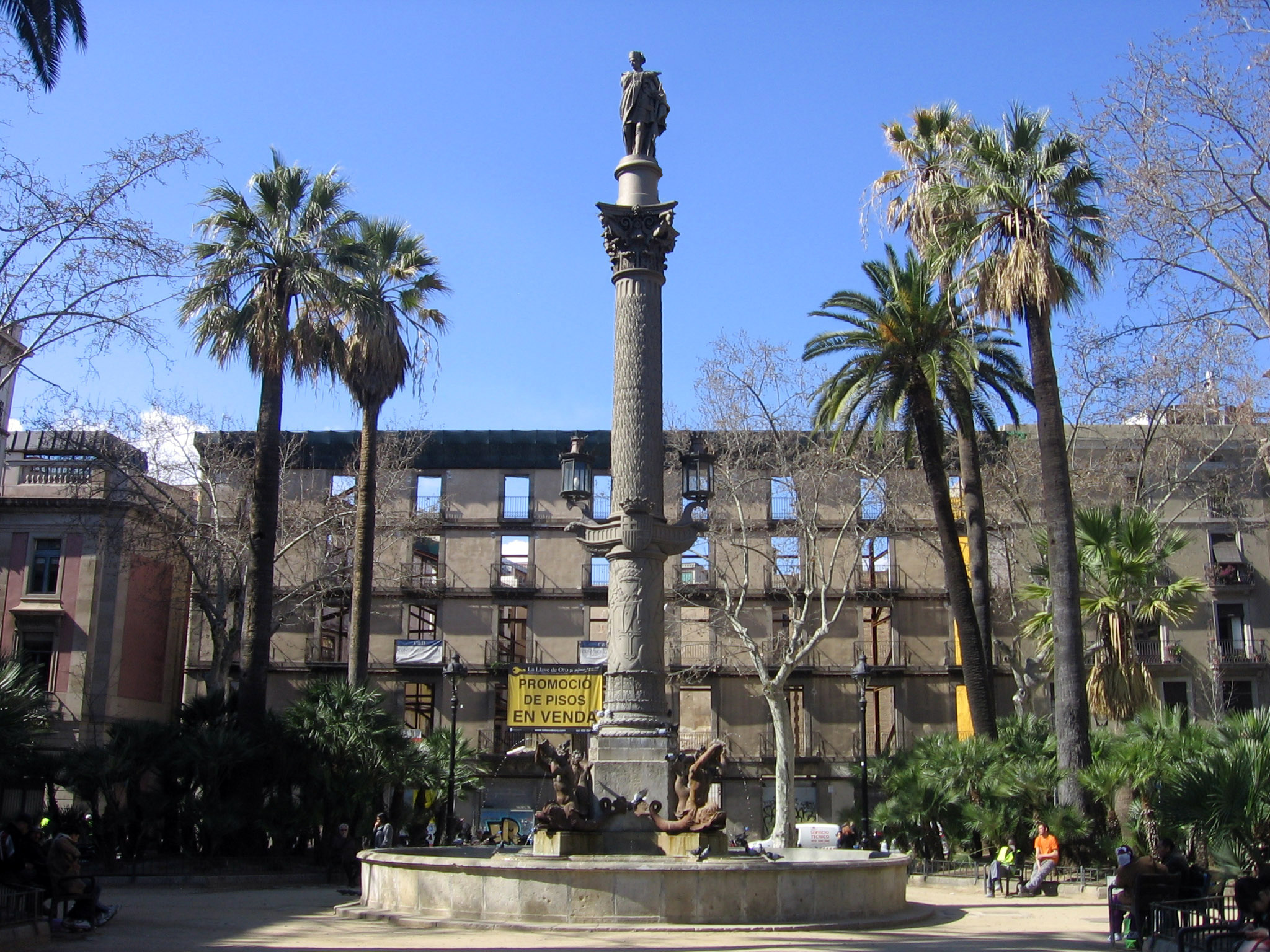
A Galceran Marquet (1851), de Damià Campeny, situada en la plaza del Duque de Medinaceli.

En 1851 se construyó en la plaza del Duque de Medinaceli el Monumento a Galceran Marquet, obra del arquitecto Francisco Daniel Molina y el escultor Damià Campeny, ayudado en la decoración de la base por Josep Anicet Santigosa. Fue el primer monumento elaborado en hierro en la ciudad. La fuente está formada por un estanque circular en cuyo centro se encuentra un bloque paralelepipédico con cuatro picas angulares sobre las que vierten agua unos cuernos tocados por tritones. Sobre este bloque central se alza la columna, decorada con relieves de motivos marinos, y que a un tercio de altura presenta dos brazos en forma de barco que sostienen sendas farolas, así como dos escudos de Barcelona en el centro de ambos brazos; el resto del fuste de la columna está decorada con hojas de plantas acuáticas. El capitel de la columna es corintio, decorado con caballos marinos, sobre el que se yergue la estatua, de pie con indumentaria de guerrero y la capa de consejero de la ciudad, con la mano izquierda apoyada en una espada y la derecha sosteniendo un pergamino enrollado.

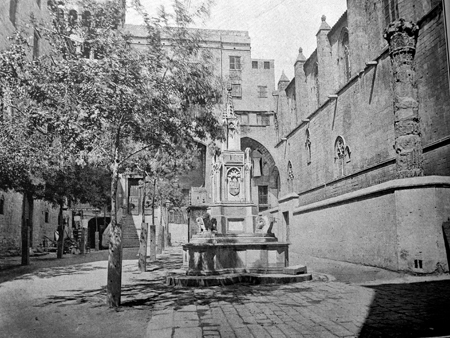
Fuente de la plaza del Rey (1853), de Francisco Daniel Molina.

De Francisco Daniel Molina fue igualmente la fuente de la plaza del Rey, construida en 1853 en la plaza situada frente al Palacio Real Mayor de Barcelona. Era de estilo neogótico, con una planta octogonal rematada por una aguja de piedra, por lo que asemejaba más bien un panteón funerario. Debía estar decorada con unas alegorías de los ríos de las cuatro provincias catalanas en cuatro de sus lados, y en los otros cuatro unas figuras de leones que arrojarían agua por la boca, proyecto que se encargó a los hermanos Baratta; sin embargo, finalmente solo se realizó el lado dedicado a Barcelona, decorado con el escudo condal. La fuente desapareció en la reforma de la plaza efectuada por Agustín Durán Sanpere entre 1931 y 1934.
La fuente de Can Gaig procede del mismo año, situada en la Sagrera, en la entonces villa independiente de San Martín de Provensals. Obra del arquitecto Antonio Rovira y Trías, constaba de una taza a nivel de tierra y dos bloques de piedra adosados a la pared, uno con un mascarón con el grifo para el agua, y otro con el escudo de San Martín. En 2004 se desmontó y guardó en un almacén municipal, a la espera de una remodelación de la zona.
Poco después, en 1854, se instaló en la plaza de San Vicente de Sarrià —entonces un municipio independiente, agregado a Barcelona en 1921— una fuente con un alto pilar sobre el que se situó una estatua de san Vicente, de autor desconocido aunque atribuido a Nicolau Travé, fechable en ese caso cerca de 1793. El santo aparece de pie, vestido de diácono, con la piedra de su martirio al lado y la mano izquierda sobre el pecho, donde probablemente llevaría la palma del martirio, hoy desaparecida.

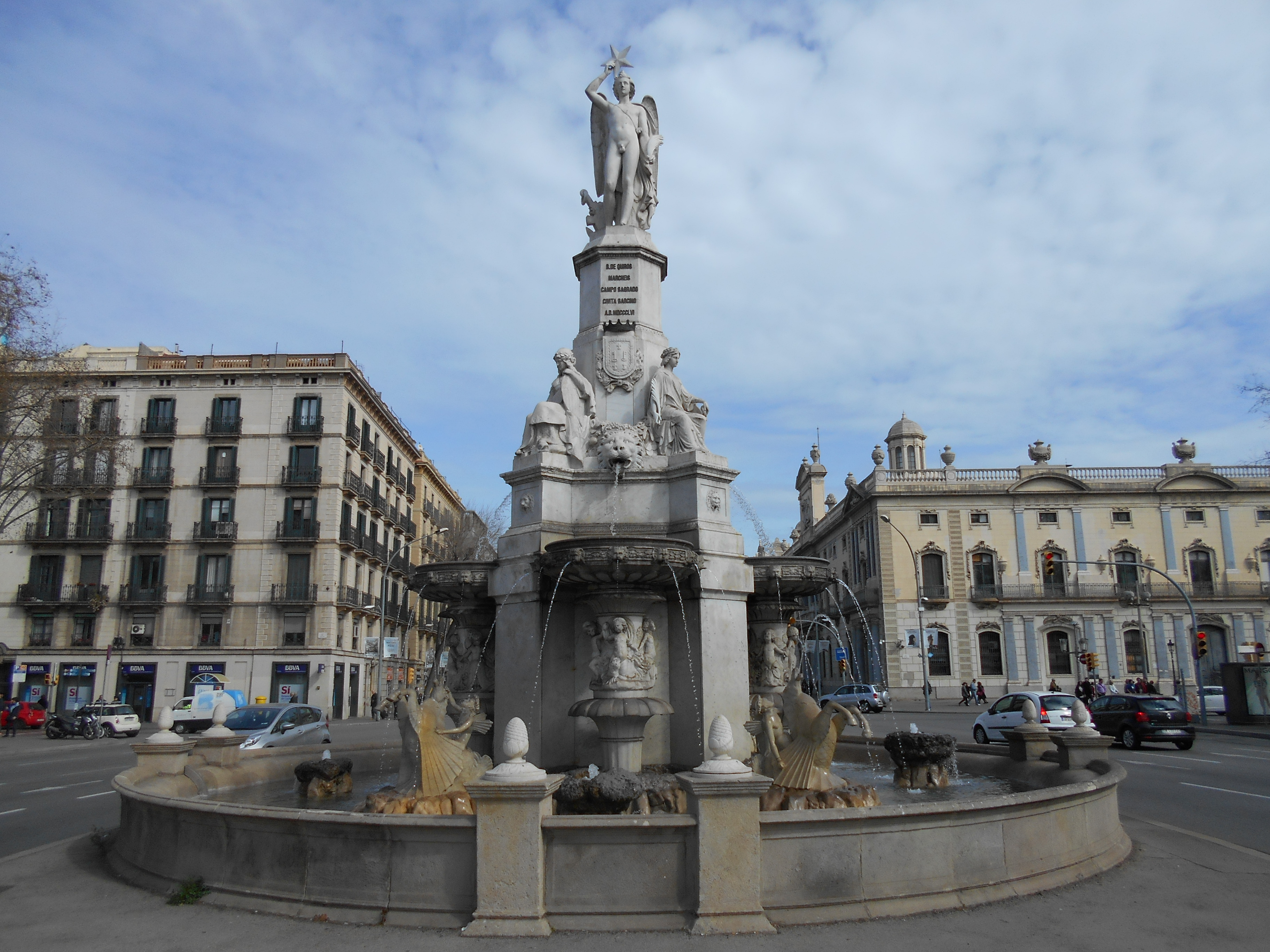
Fuente del Genio Catalán (1856), de Fausto Baratta y Josep Anicet Santigosa, Pla de Palau.

Del mismo año es la fuente de la plaza Molina —también conocida como Homenaje al pueblo—, en la villa de San Gervasio de Cassolas, obra de autor desconocido. Consta de una base sobre la que se alza un pilar cuadrangular de cuatro metros de altura, decorado en sus cuatro costados con los escudos de San Gervasio, Barcelona, Cataluña y España.
Dos años después, en 1856, se erigió en el Pla de Palau la fuente del Genio Catalán, obra del arquitecto Francisco Daniel Molina, con decoración escultórica de Fausto Baratta y Josep Anicet Santigosa. Se construyó en homenaje al marqués de Campo Sagrado, quien fomentó la llegada de agua procedente de Moncada en unos años de fuerte sequía. Sobre un estanque circular se halla un pedestal con estatuas alegóricas de las cuatro provincias catalanas, mientras que sus cuatro bocas de agua, con forma de cabeza de león, representan los principales ríos del Principado (Ebro, Segre, Ter y Llobregat); sobre un pilar octogonal se alza la figura del Genio Catalán, un joven desnudo con alas que sostiene una estrella en su mano derecha, que representa el Progreso, y una palma de la Victoria en la izquierda.
En 1861 se instaló en la villa de San Gervasio de Cassolas la Fuente de la Bonanova, obra de autor desconocido formada por una base rectangular sobre la que se alza una pilastra cuadrangular que asemeja un obelisco, con decoración floral esculpida a media altura, y rematada por una esfera con hojas de acanto. El conjunto sigue el eclecticismo de raíz clasicista propio de la época.

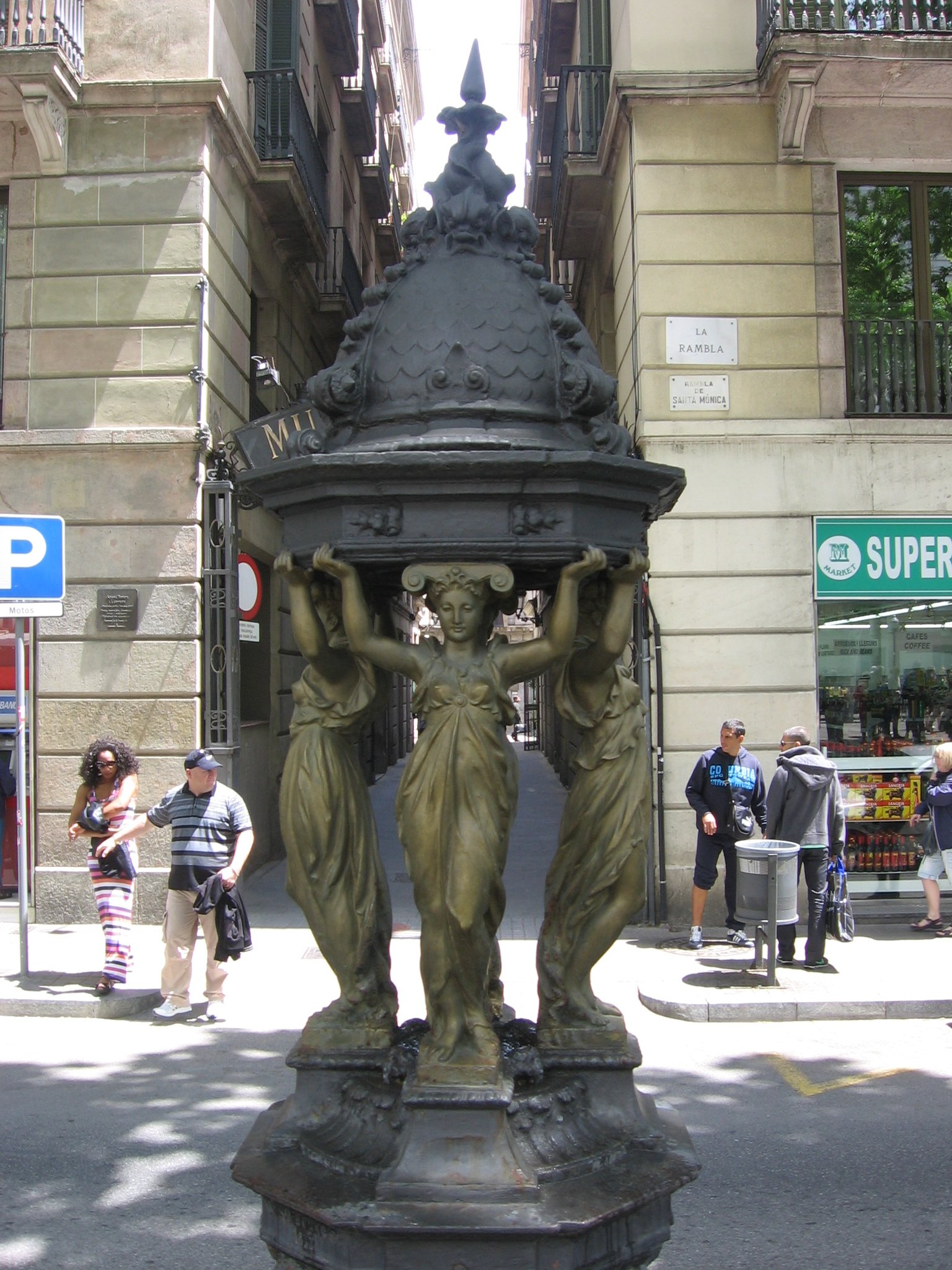
Fuente Wallace de la Rambla (1872).

En la plaza de Oriente —actual plaza de Rius i Taulet—, en la entonces villa independiente de Gracia, se construyó en 1862 una alta torre-campanario cuya base era una fuente, obra del arquitecto Antoni Rovira i Trias. La base de la torre es cuadrada, y tiene la función de fuente, con unos mascarones que vierten el agua. Sobre esta base se yergue la torre, de planta octogonal, decorada con unos relieves de terracota con los signos del zodíaco, ocupada en su parte superior por un reloj y rematada por una estructura de hierro que sostiene la campana.

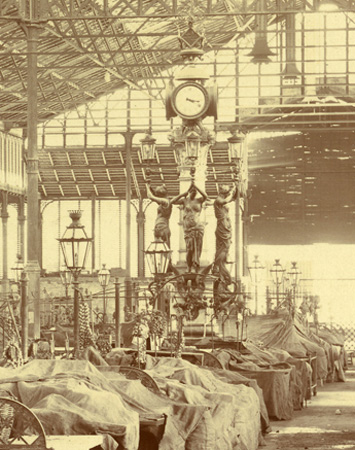
Fuente del mercado del Borne, de Josep Fontserè (1875).

En 1872 se instalaron en distintos puntos de la ciudad las conocidas como fuentes Wallace, realizadas por Charles-Auguste Lebourg por encargo del filántropo inglés sir Richard Wallace, y repartidas por múltiples ciudades europeas como acto de hermandad. En Barcelona quedan dos de una docena inicial: en la Rambla con el pasaje de la Banca y en la Gran Vía con el paseo de Gracia. Todas ellas presentan cuatro figuras de cariátides que sostienen una cúpula semiesférica con cuatro peces encima, entre las que cae un chorro de agua. En 1999 se instalaron varias réplicas de estas fuentes, situadas en la Rambla frente a la plaza Real, Gran Vía con Marina y Diagonal con Roger de Flor, elaboradas en serie y con peor calidad.
En 1873 se erigió en la plaza Artós, en la villa de Sarrià, la fuente titulada Al Municipio, obra de autor desconocido realizada en hierro colado. Fue sufragada por los propietarios del terreno «en conmemoración de un acto de justicia», según consta en la placa dedicatoria. Presenta una base cuadrangular de piedra, sobre la que se eleva una columna de hierro rematada por un capitel dórico con una esfera y una punta de lanza. Esta columna era antiguamente una farola de dos brazos, que posteriormente perdió su función iluminadora.
Poco después, en 1875, se colocó en la entrada al parque de la Ciudadela por el paseo Picasso la Fuente de los cuatro niños, inspirada en las fuentes Wallace, pero con niños en vez de cariátides. Fue adquirida a la fundición francesa Sommevoire A. Durenne, la misma que efectuó las fuentes Wallace, y como esta existen ejemplares en otros lugares, como los Campos Elíseos de París. El referente en este caso es más barroco que clásico, ya que los niños recuerdan las figuras de putti tan frecuentes en la iconografía barroca.

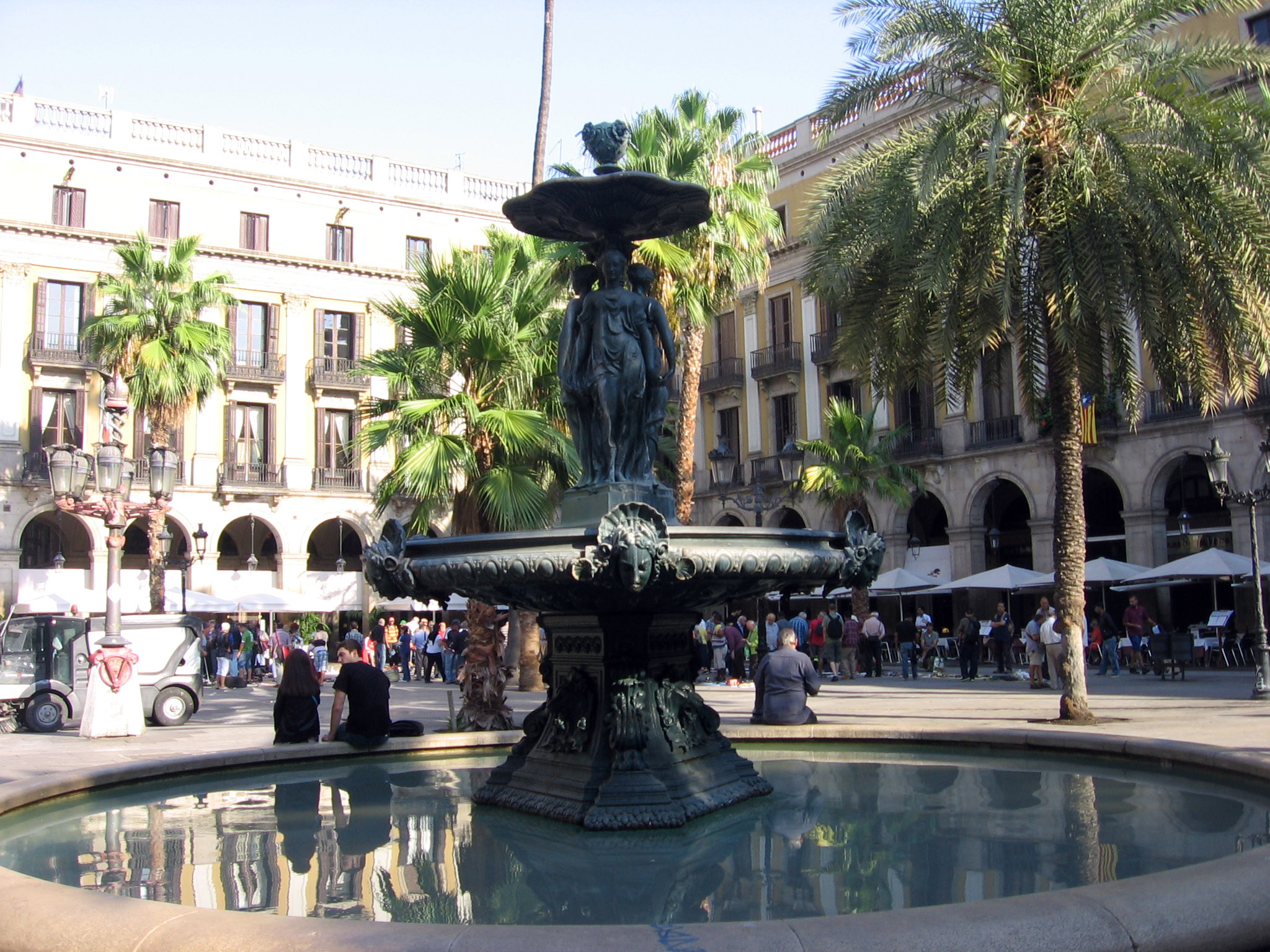
Fuente de las Tres Gracias (1876), de Antoine Durenne, plaza Real.

También en 1875 se instaló en el mercado del Borne una fuente-farola-reloj diseñada por José Fontseré con la posible intervención de Antoni Gaudí. Realizada en hierro fundido, tenía una base con una fuente con caños que salían de unas figuras de cisnes, sobre los que se encontraban cuatro esculturas de nereidas que sostenían sendas farolas de gas, con un reloj en la parte superior. Este diseño era muy parecido al coronamiento de una fuente monumental diseñada por Gaudí para la plaza de Cataluña como proyecto de carrera del curso 1876-1877 en la Escuela de Arquitectura de Barcelona, por lo que hace pensar que la autoría sería del arquitecto reusense, que por aquel entonces trabajaba como delineante de Fontserè.

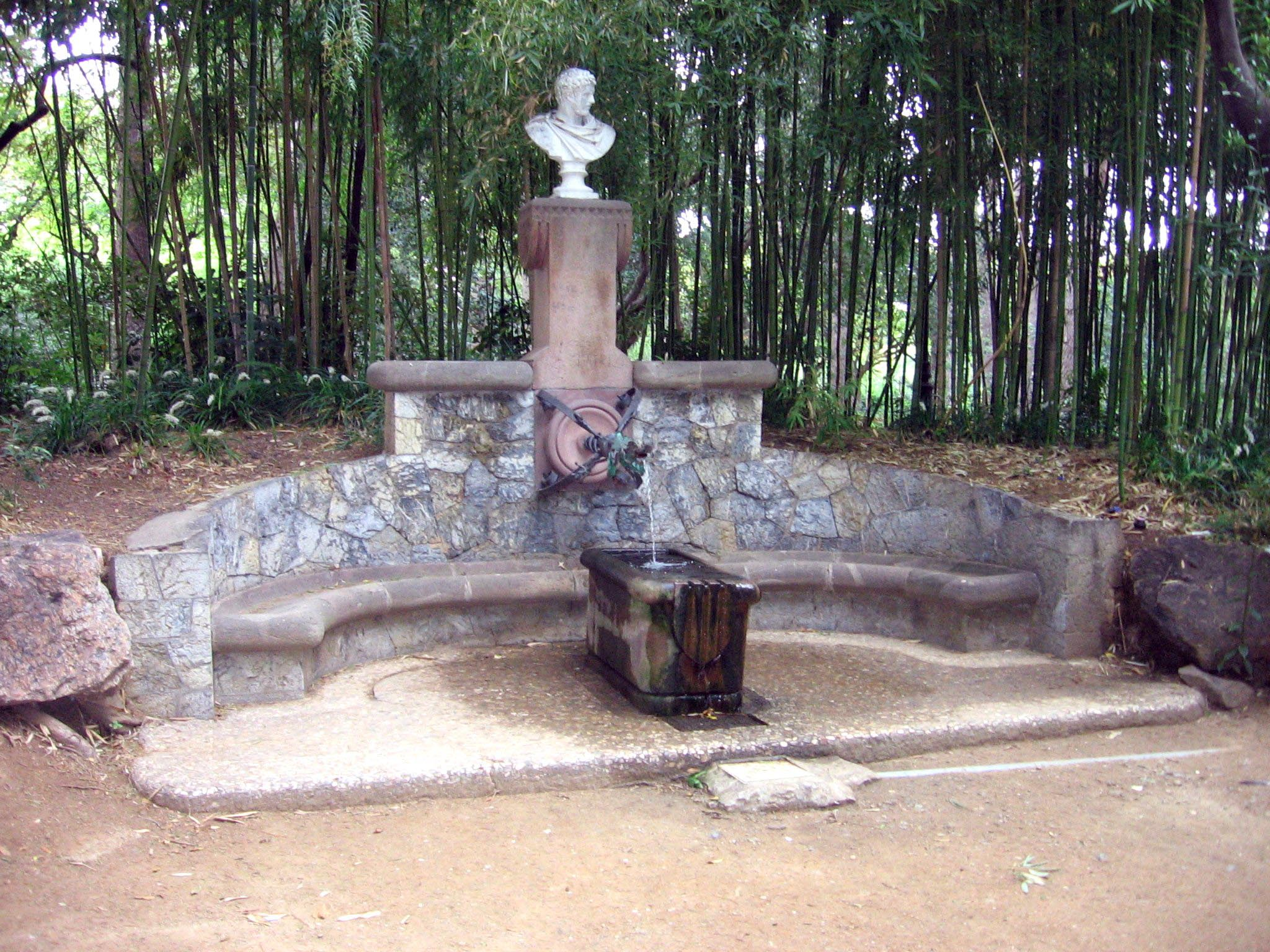
Fuente de Hércules (1887), de Antoni Gaudí, Palacio Real de Pedralbes.

Más adelante, en 1876, se ubicó en la plaza Real la fuente de las Tres Gracias, proyectada por el arquitecto Antonio Rovira y Trías. Esta fuente fue copiada de un modelo francés elaborado diez años antes por Antoine Durenne, inspirado a su vez en unas figuras de Germain Pilon elaboradas hacia 1560 y conservadas en el Museo del Louvre, que representan las Tres Gracias. Esta fuente fue sustituida en 1892 por un surtidor luminoso y trasladada a la Rambla del Poblenou, pero en 1926 fue retornada a su lugar original por decisión de Nicolás María Rubió Tudurí, director de Parques y jardines. La fuente está compuesta por un estanque circular en cuyo centro se alza una taza con seis mascarones que arrojan agua, sobre la que se ubican las tres estatuas que le dan nombre, rematadas por otra taza superior. Antiguamente estaba rodeada de un parterre circular de césped cercado por una barandilla baja de hierro, y el estanque de la fuente quedaba a ras de suelo; posteriormente se eliminó este parterre y se circundó el estanque con un muro bajo de piedra.
En 1880 se instaló en la plaza del mercado de Sants —entonces un municipio independiente— la fuente del Niño, obra de Agapito Vallmitjana. Presenta una base de planta redonda, sobre la que se alza un cuerpo de planta cuadrada con cuatro mascarones que vierten el agua, el cual sostiene un cuerpo de planta hexagonal con cuatro placas dedicatorias, que por último aguanta una columna toscana con cuatro escudos: de Sants, Barcelona, Castilla y Cataluña. Sobre esta columna figura la estatua de un niño, de mármol blanco, en una postura de contrapposto y apoyado sobre un cántaro del que mana el agua, mientras que con su mano izquierda sujeta otro cántaro sobre su cabeza. En 1970 fue trasladada a los jardines de Can Mantega.
Entre 1884 y 1887 el arquitecto Antoni Gaudí realizó diversos encargos para la finca Güell de Pedralbes, donde reformó el palacete y construyó un muro de cerca y los pabellones de portería, así como diseñó los jardines y construyó una fuente, la fuente de Hércules. Situada en un paraje algo escondido de los jardines, en medio de un bosquete de bambús, durante años la obra pasó desapercibida, hasta que fue redescubierta en 1983 por el arquitecto municipal Ignasi Serra Goday. Consta de un banco de piedra de forma elíptica con respaldo de mampostería, en cuya parte central se alza un pedestal sobre el que se encuentra un busto de Hércules. De la base de este pedestal surge un caño con forma de dragón chino, que vierte el agua en una pila con el escudo de Cataluña. El conjunto es sobrio pero estético, y se integra de forma armónica con la naturaleza circundante, una de las preocupaciones del arquitecto en su obra, ya que para el genio reusense la naturaleza era su gran maestra.

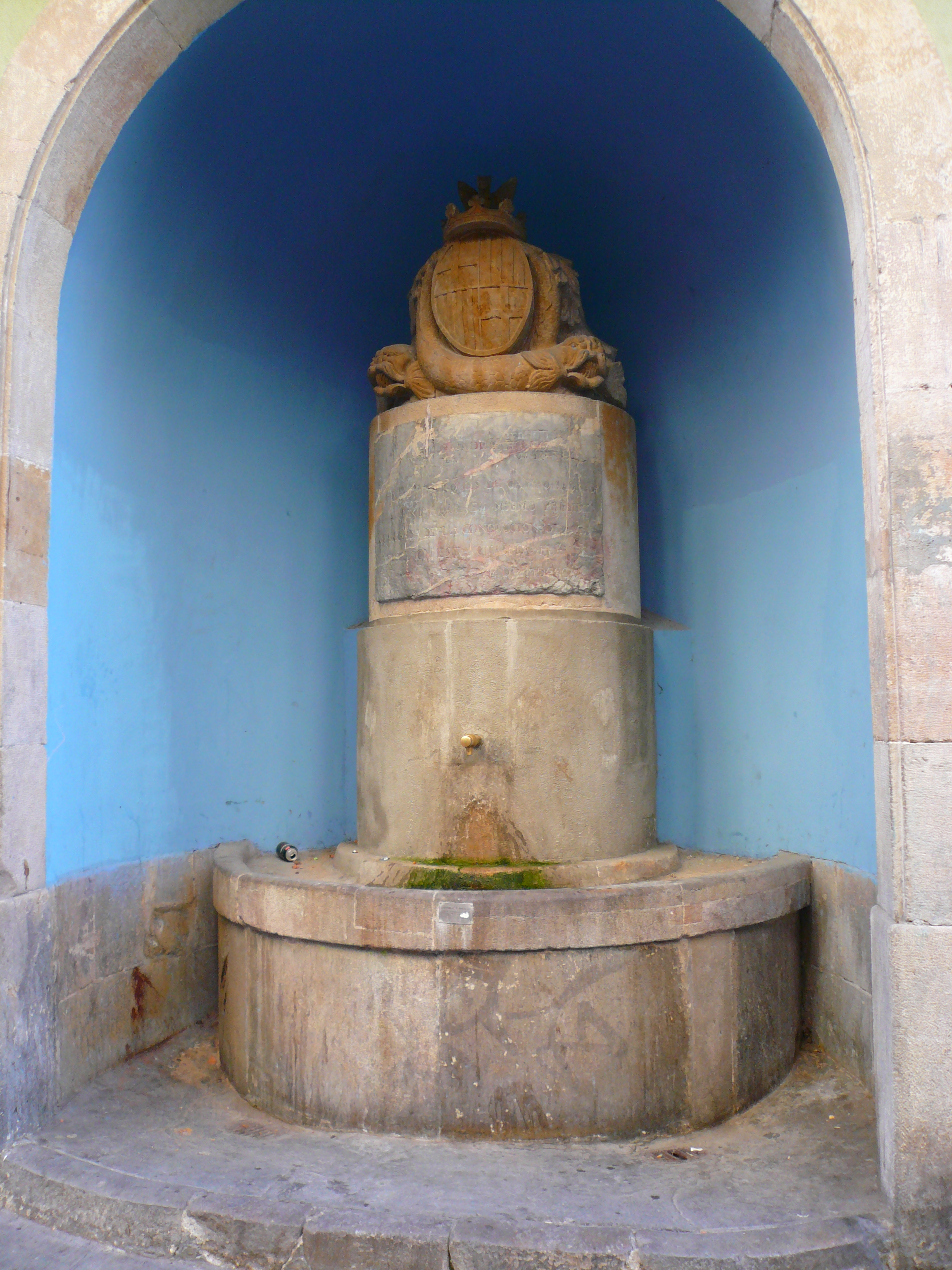
Fuente de la calle Nueva de la Rambla (1826).
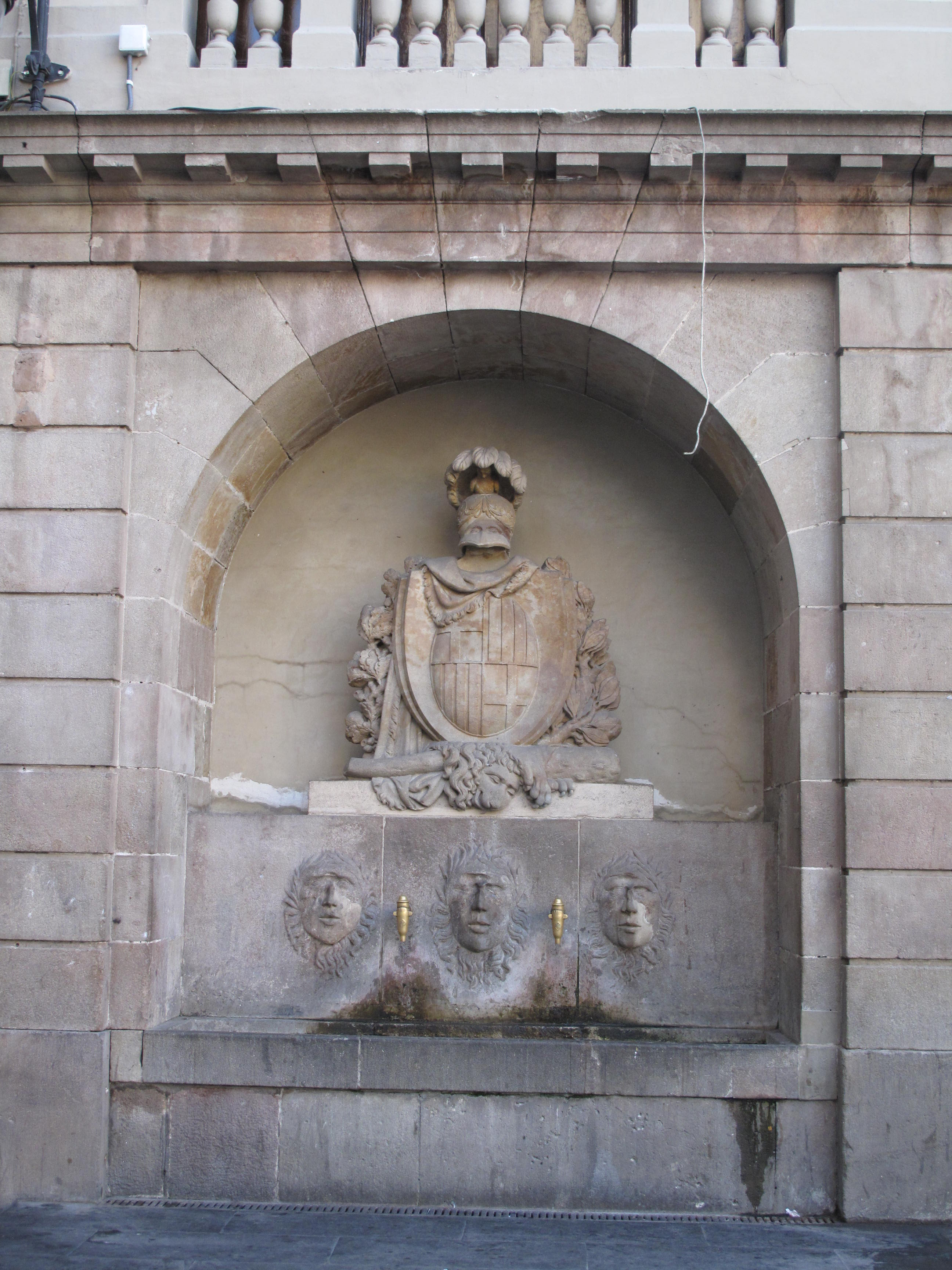
Fuente del Pla de la Boqueria (1830).
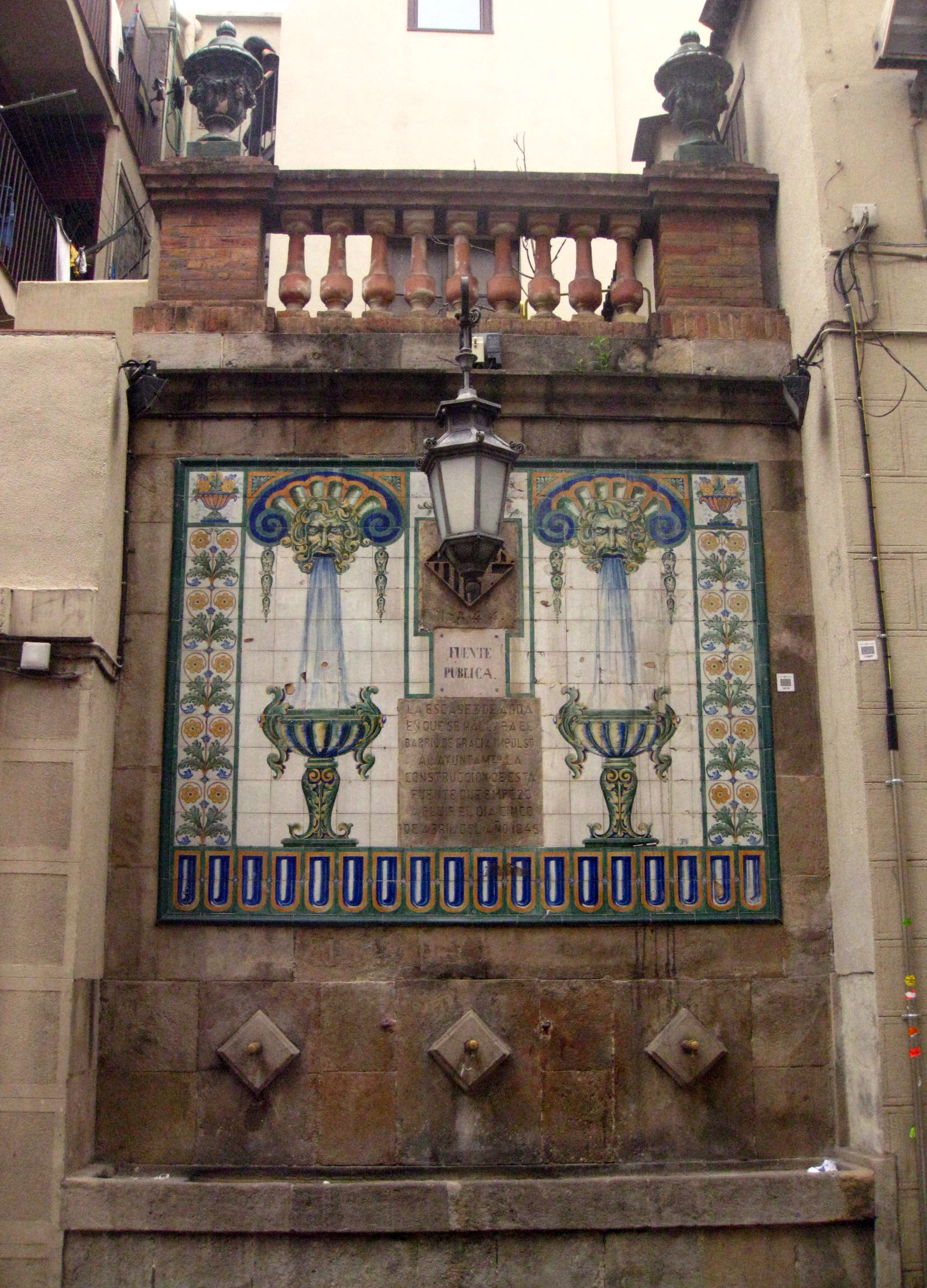
Fuente de la Travesera de Gracia (1845).
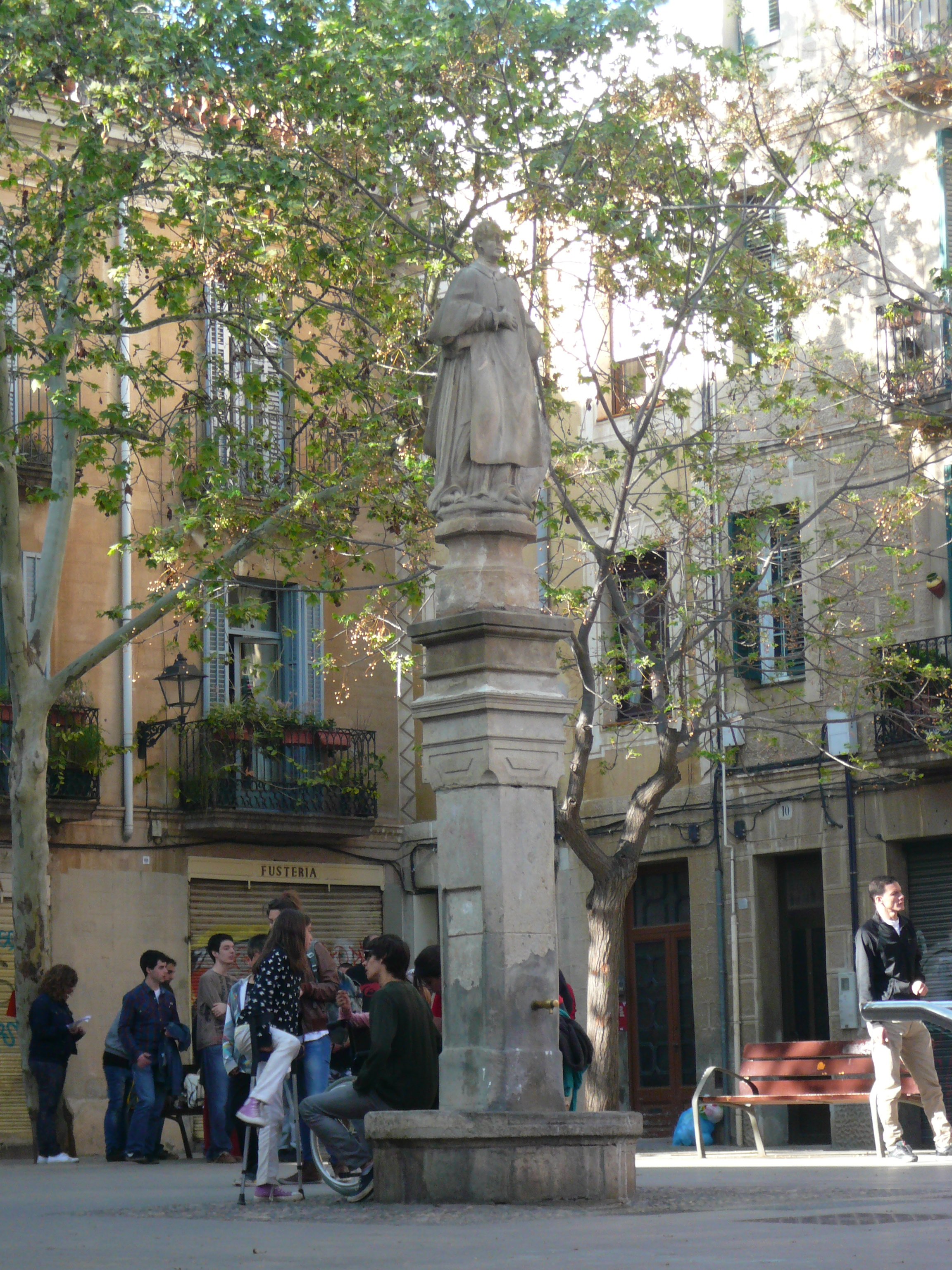
Fuente de San Vicente de Sarriá (1854).
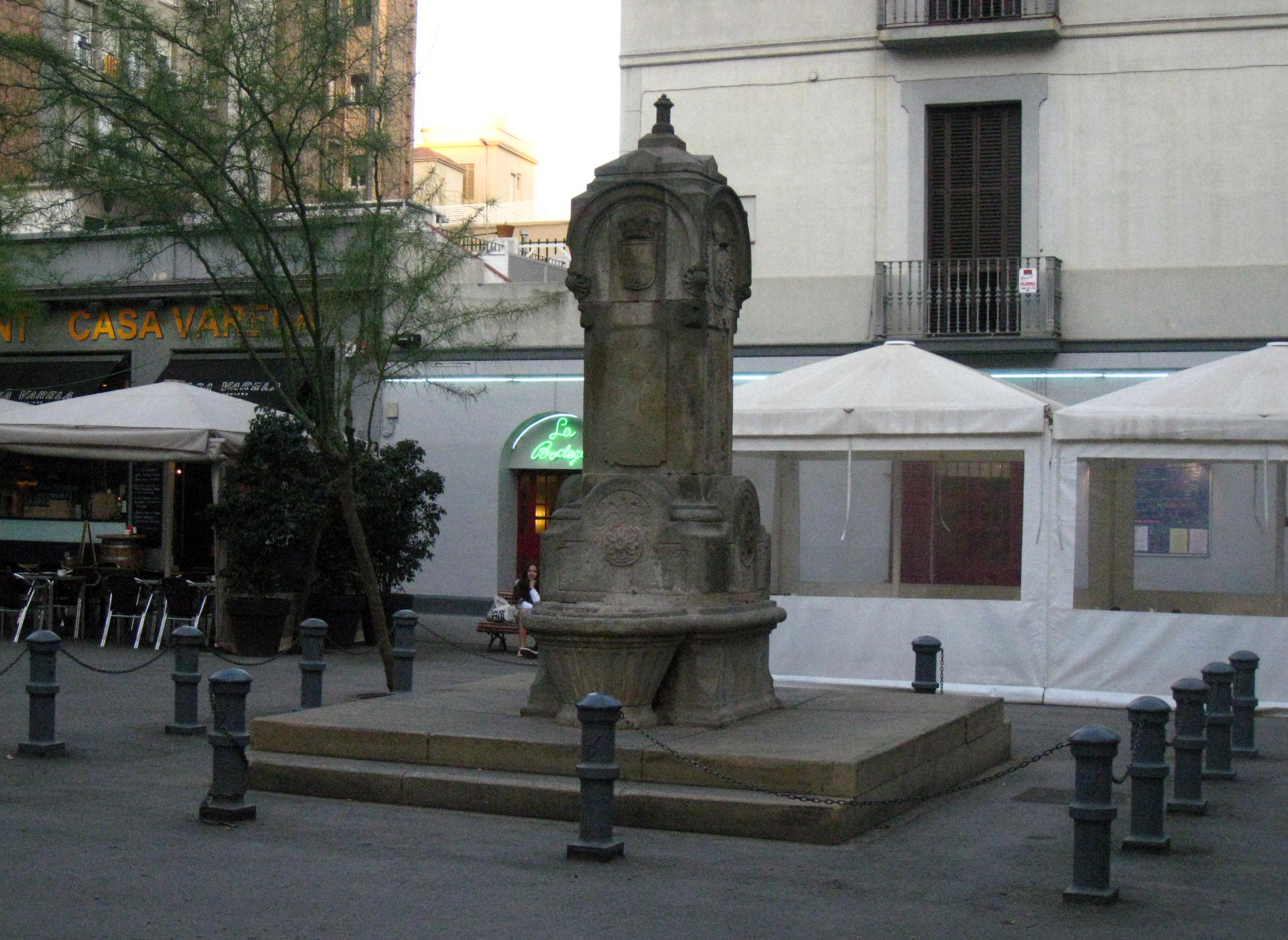
Fuente de la plaza Molina (1854).
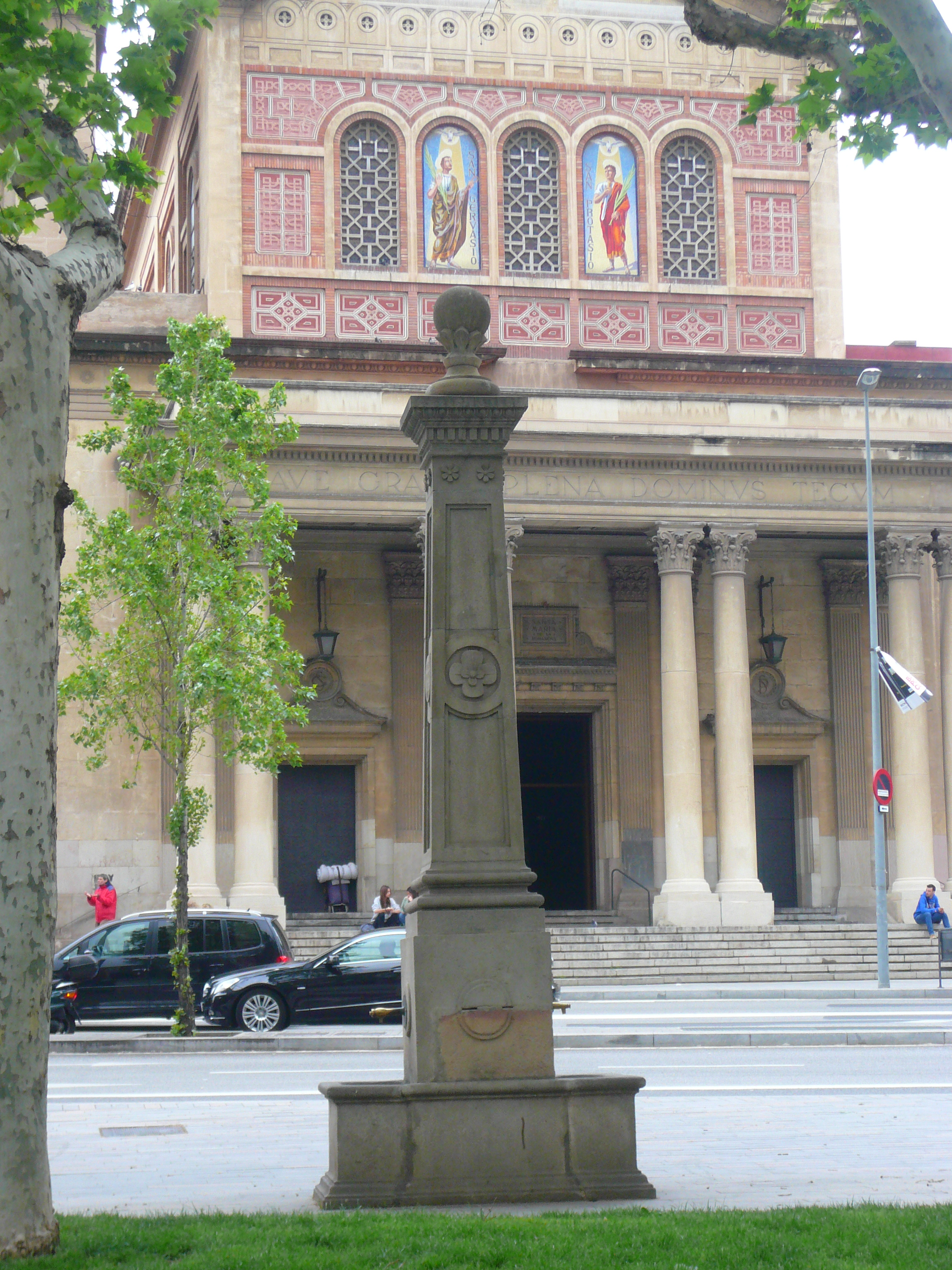
Fuente de la Bonanova (1861).
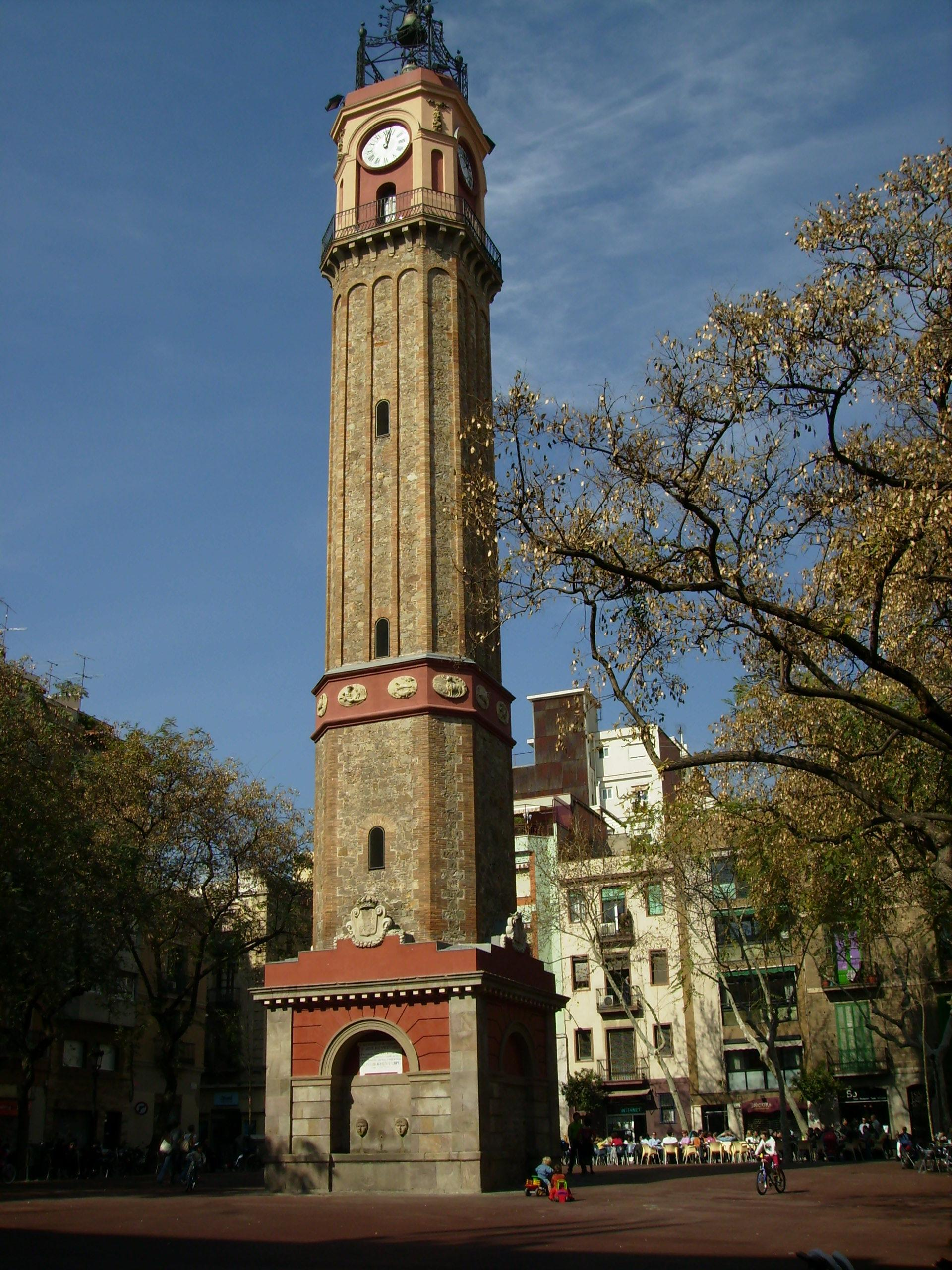
Torre-campanario de Gracia (1862), de Antoni Rovira i Trias, plaza de Rius i Taulet.
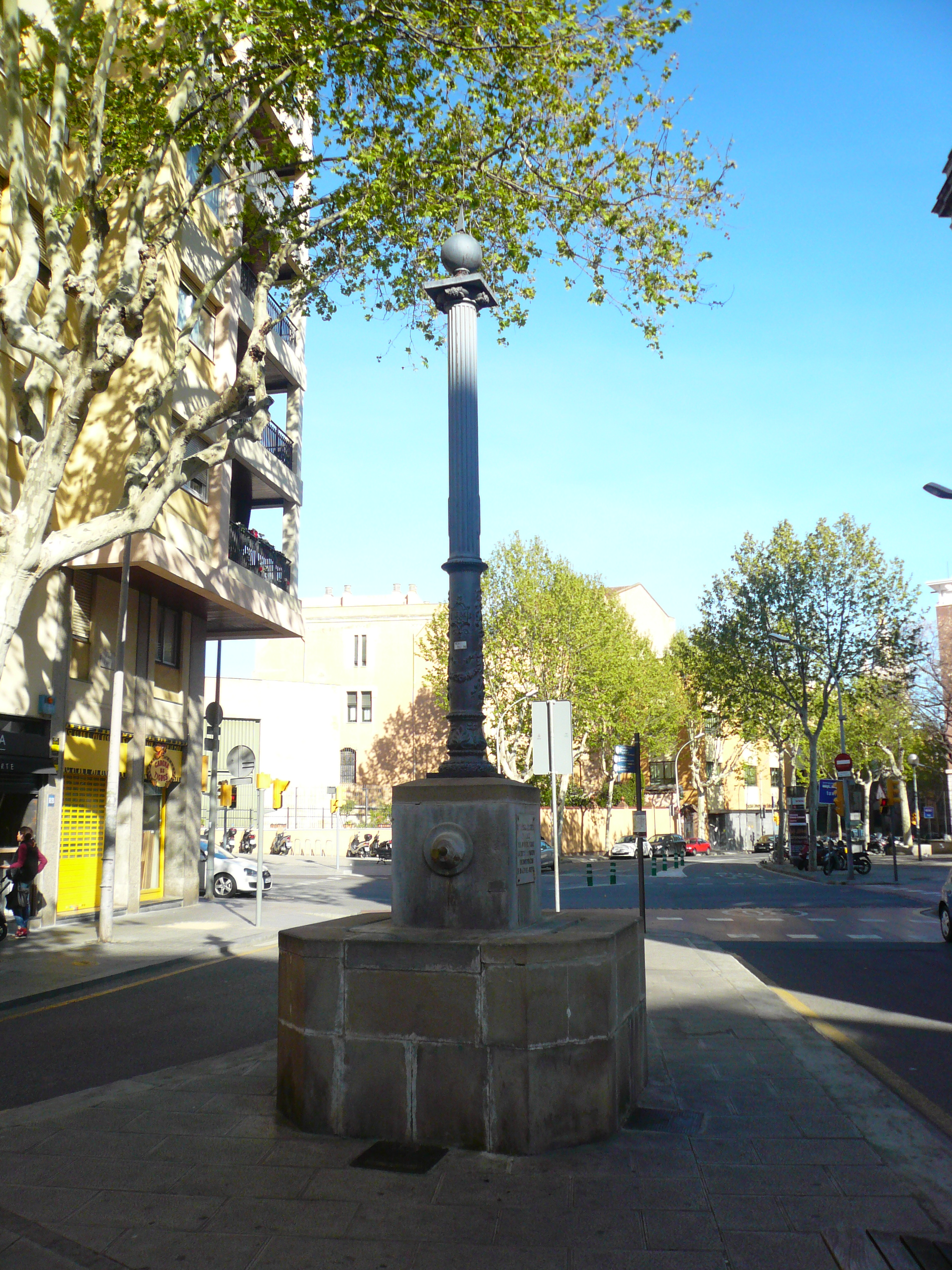
Al Municipio (1873), plaza Artós.
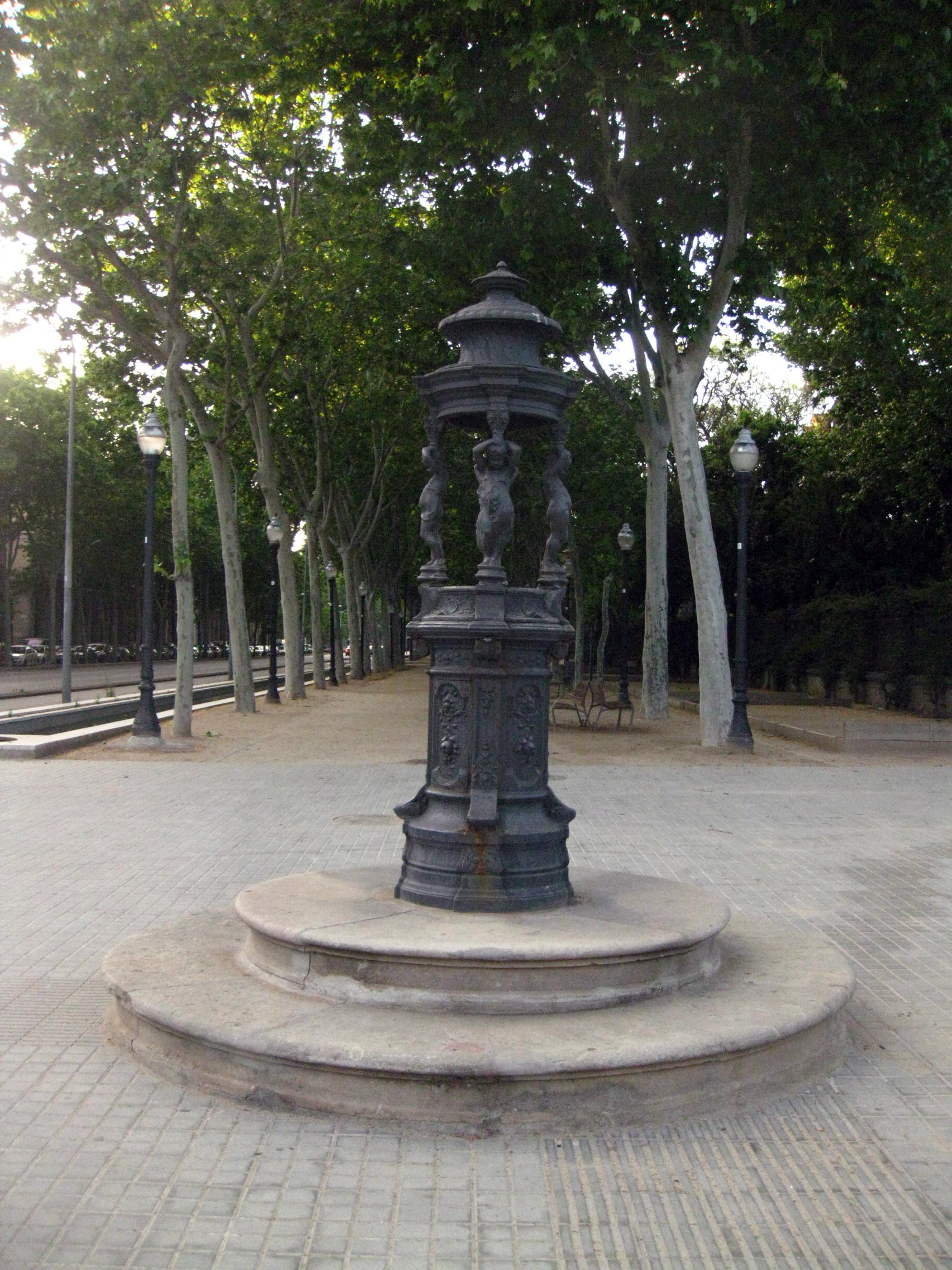
Fuente de los Cuatro Niños, paseo de Picasso (1875).

#### Exposición Universal de 1888

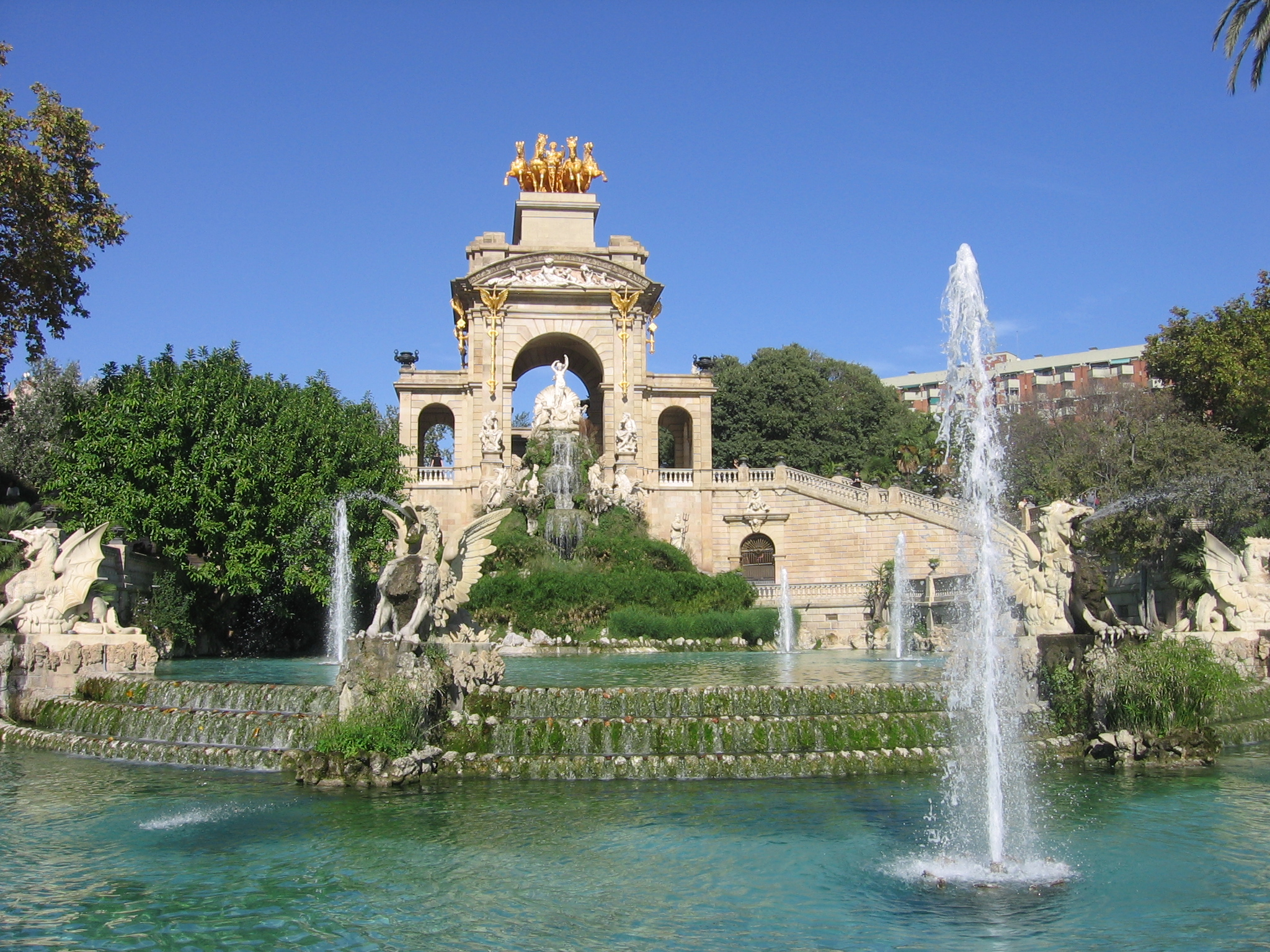
Cascada del Parque de la Ciudadela (1875-1888).

A finales de siglo se celebró un evento que supuso un gran impacto tanto económico y social como urbanístico, artístico y cultural para la ciudad, la Exposición Universal de 1888. Tuvo lugar entre el 8 de abril y el 9 de diciembre de 1888, y se llevó a cabo en el parque de la Ciudadela. Este evento supuso el banco de pruebas de un nuevo estilo artístico, el modernismo, que hasta principios del siglo XX fue el que imperó a nivel arquitectónico y artístico en la ciudad, y convirtió a la Barcelona modernista, junto con la gótica, en el estilo más definitorio de la Ciudad Condal.
En el recinto de la Exposición, además de los edificios y pabellones construidos para el evento, destacó la Cascada Monumental, proyectada por José Fontseré, ayudado por Antoni Gaudí, que intervino en el proyecto hidráulico y diseñó una gruta artificial debajo de la cascada. El conjunto arquitectónico presenta una estructura central en forma de arco triunfal con dos pabellones en sus costados y dos alas laterales con escalinatas, que acogen un estanque dividido en dos niveles. El monumento destaca por su profusión escultórica, en la que intervinieron varios de los mejores escultores del momento. El grupo principal es el de La Cuadriga de la Aurora, de Rossend Nobas, junto al que destaca El nacimiento de Venus, de Venancio Vallmitjana. Otras esculturas del conjunto son: Anfítrite, de Josep Gamot; Neptuno y Leda, de Manuel Fuxá; y Dánae, de Joan Flotats. El frontón es obra de Francisco Pagés Serratosa, y Rafael Atché realizó los cuatro grifos que expulsan agua por la boca, en la parte inferior del monumento.

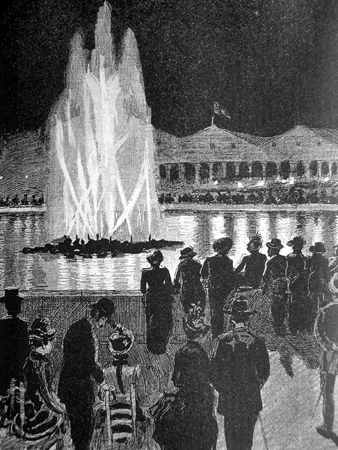
Fuente Mágica de la Exposición de 1888.

En la misma exposición destacó la llamada fuente Mágica, un precedente de la de Montjuic, que supuso toda una innovación para la época y fue una de las principales atracciones del evento. Estaba situada en la plaza ubicada frente al Palacio de la Industria, el centro neurálgico de la exposición, y fue proyectada por el arquitecto Josep Torres Argullol, en colaboración con la compañía The Anglo American Brush Electric Light Corporation. La fuente estaba situada en un estanque rectangular con un cuerpo central de forma octogonal, del que surgían 15 surtidores de agua. Estaba decorada con una iluminación de luces de colores, y acompañada de fuegos artificiales y música, tocada por la banda municipal de la ciudad. Según testimonios de entonces, era un espectáculo sin parangón para las gentes de la época, que quedaron extasiadas con los juegos de agua y luz. La fuente fue desmontada tras la finalización de la Exposición.

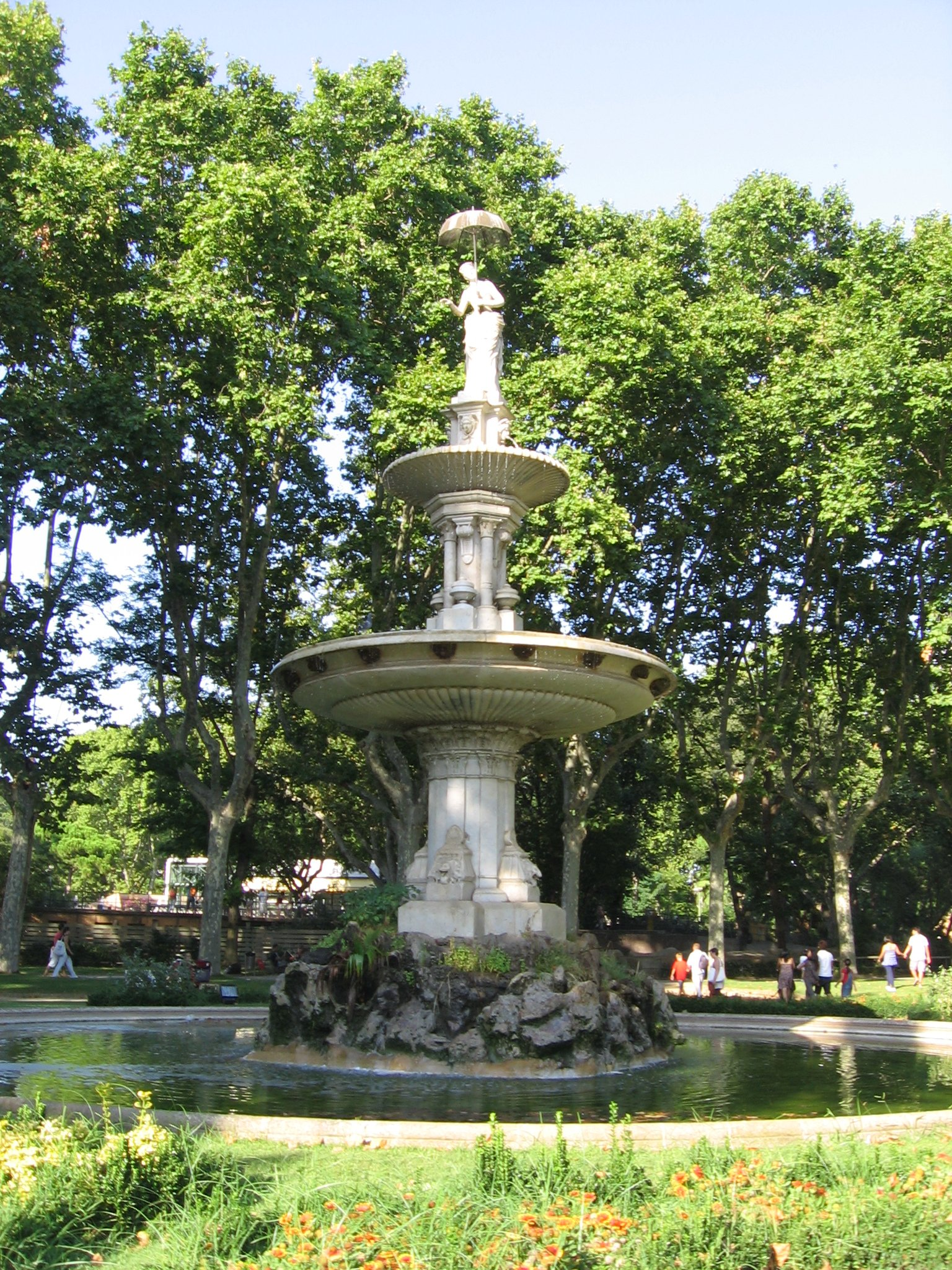
Dama del paraguas (1884), de Joan Roig i Solé, Zoo de Barcelona.

Para la Exposición se realizó también la Dama del paraguas (1884), de Joan Roig i Solé, situada en el actual emplazamiento del Zoo, y que con el tiempo se ha convertido en una obra emblemática de la ciudad. La fuente está formada por dos tazas superpuestas sobre una base de rocalla situada en un estanque circular, y coronada por la figura que le da nombre, una joven vestida con un traje de la época, de pie con un paraguas en la mano izquierda, mientras que asoma la derecha en actitud de comprobar si aún llueve. Se trata por tanto de un instante congelado en el tiempo, lo que otorga cierto dinamismo a la figura, alejado de los rigurosos cánones de las representaciones oficiales de la época. Asimismo, el hecho de que el agua caiga desde arriba del paraguas gracias a una canalización interior, confiere vida al conjunto, dando una apariencia de verosimilitud a la escena.
El mismo año se instaló la fuente de la Cigüeña y la zorra, obra de Eduard B. Alentorn. Situada en la entrada del parque de la Ciudadela por el paseo Picasso, esta fuente está inspirada en la fábula de estos dos animales de Esopo, y está formada por una alberca octogonal en cuyo centro se alza un basamento de igual trazado que sirve de pedestal a la escultura de los dos animales, que conjuga la horizontalidad de la zorra con la verticalidad de la cigüeña. A los pies de los dos protagonistas se hallan un plato y un jarrón, dos objetos igualmente relacionados con la fábula.

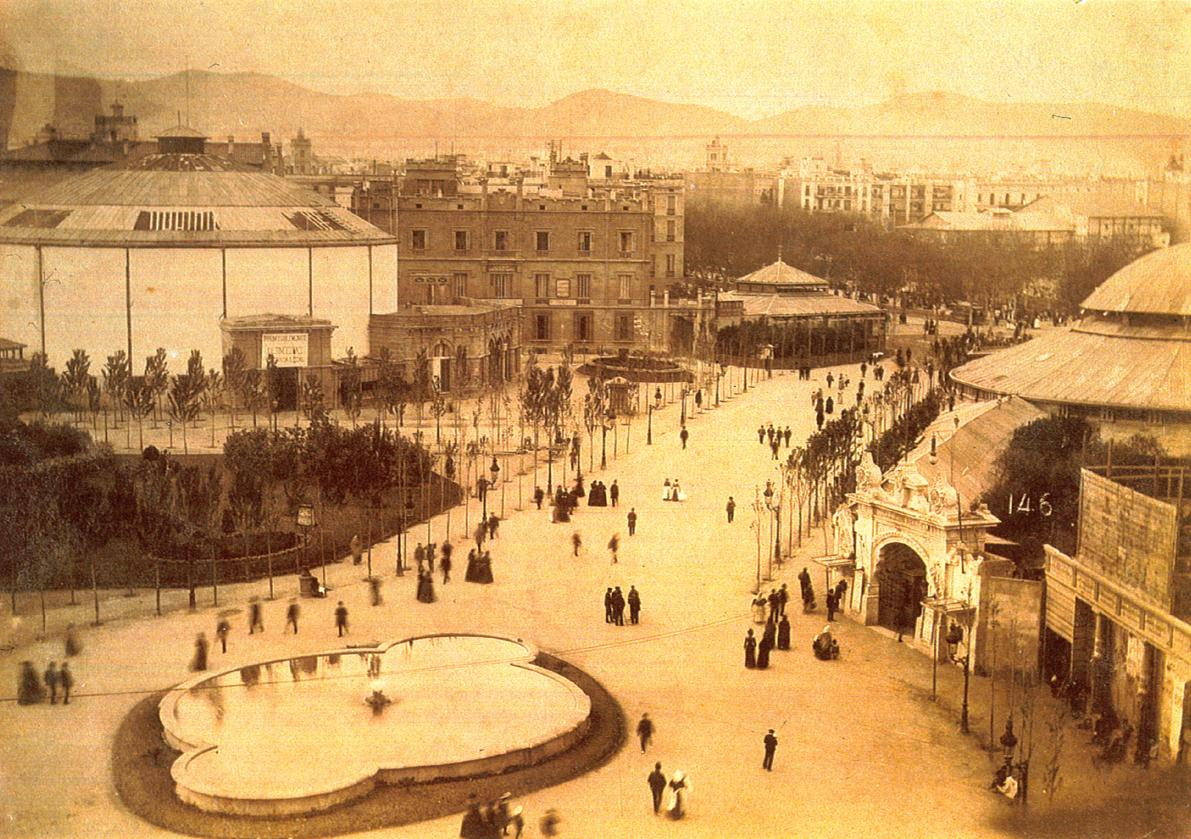
Surtidor de la plaza de Cataluña.

También con motivo de la Exposición se empezó a urbanizar la plaza de Cataluña, un nuevo espacio surgido tras el derribo de las murallas que conectaba la parte vieja de la ciudad con el nuevo Ensanche diseñado por Cerdà. Aunque la plaza no se acabó de urbanizar hasta los años 1920, los trabajos efectuados en 1888 se centraron principalmente en aspectos vinculados a la jardinería y en la instalación en el centro de la plaza de un estanque de forma cuadrilobulada con un surtidor en medio, que desapareció en 1902 en una nueva remodelación de la plaza, en que se trazaron una serie de caminos y parterres en forma de aspa.
Pasada la Exposición se colocaron varias fuentes más en el parque de la Ciudadela: en 1892 se instaló la Fuente del astrólogo, obra de Eduard B. Alentorn, realizada en mármol, de 2,5 m de altura, con una figura de astrólogo, mago o alquimista que destacaba por la torsión de la figura y el trabajo de los drapeados; la obra desapareció en los años 1940 en circunstancias desconocidas. En 1893 se colocó en el paseo de las Magnolias del parque el Jarrón con niños, de Josep Reynés, una escultura de mármol que, como su nombre indica, presenta unos niños jugando sobre un gran jarrón, situado sobre un estanque octogonal. El jarrón hace de surtidor-cascada, y los niños aparecen en diversas posturas de subida y bajada del jarrón, como un mismo movimiento representado en diversas fases a modo de tira de cómic. El artista consigue recrear con gran habilidad los gestos y expresiones de los niños, así como su anatomía, con un detallismo que recuerda a los grandes artífices del Renacimiento.

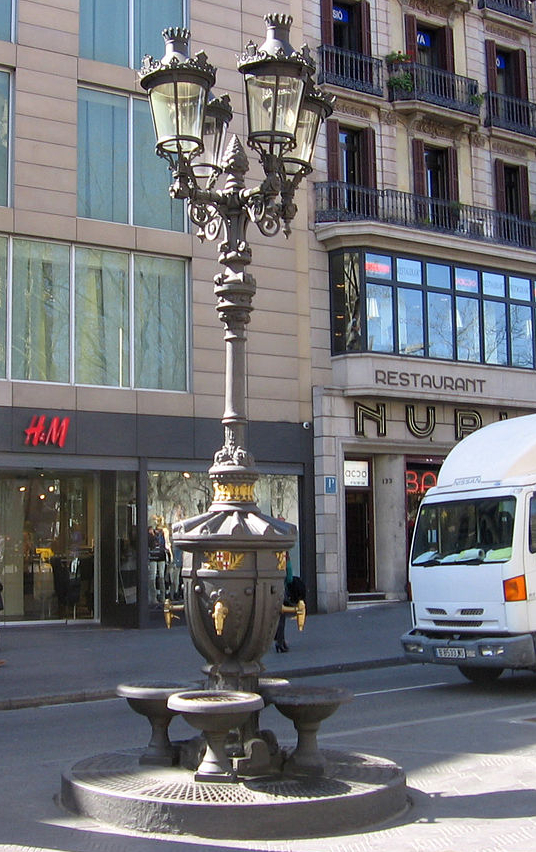
Fuente de Canaletas (1892), de Pere Falqués, Rambla con plaza de Cataluña.

De finales de siglo procede una de las fuentes más famosas de Barcelona, la fuente de Canaletas, situada en la Rambla con la plaza de Cataluña, que con el tiempo se ha convertido en un emblema de la ciudad y suele ser lugar de reunión de los aficionados del Futbol Club Barcelona en las celebraciones del equipo. Según una leyenda, «aquel o aquella que beba de su agua volverá a Barcelona». Fue construida en 1892 con un diseño de Pere Falqués. La fuente procedía de un depósito situado en la Torre de San Severo de la antigua muralla medieval, que abastecía la zona de la Rambla y el Raval, originaria del siglo XVIII, con un aljibe que ya recibía el nombre de Canaletas, quizá por las múltiples canalizaciones que desde aquí proveían a diversas fuentes de la zona. Con el derribo de las murallas en el siglo XIX la antigua fuente desapareció, al ser derribada la torre en 1862, y en su lugar se instalaron dos fuentes provisionales de hierro. En 1888 el Ayuntamiento acordó su sustitución por otra fuente definitiva, en el conjunto de un proyecto de cuatro fuentes-farolas ubicadas en diversos sitios de la ciudad, proyecto que fue encargado a Falqués; posteriormente se amplió el proyecto a catorce fuentes, adjudicadas a Jaume Rodelles. Realizada en hierro colado, la fuente tiene una base circular sobre la que se alza una estructura en forma de copa con cuatro grifos que vierten el agua sobre cuatro sendas pilas circulares; sobre esta copa se levanta una columna rematada por cuatro farolas. Las otras fuentes fueron colocadas en diversos lugares de la ciudad, como el Portal del Ángel, la calle Mayor de Gracia, la plaza de San Agustín Viejo, la ronda de San Pablo, la Gran Vía con Pau Claris, la plaza del Surtidor, la plaza de la Barceloneta, la Gran Vía con Rambla de Cataluña (jardines de la Reina Victoria), la calle Mayor de San Andrés, la plazoleta de San Miguel, la plaza de Santes Creus, la plaza del Fénix, la avenida de Esplugues, la calle de San Adrián, la plaza de la Infancia y la Vía Trajana. Algunas de ellas ya han desaparecido, como la de Portal de Santa Madrona / Montserrat y la de la plaza de Tetuán.
De Pere Falqués es igualmente la fuente de la plaza de San Pedro de las Puellas, construida entre 1893 y 1896. Es de hierro forjado, de estilo neogótico modernista, con una base circular sobre la que se alza una estructura formada por cuatro brazos con una columna central que contiene cuatro grifos que vierten el agua sobre una pila igualmente circular; la parte superior presenta una placa con el nombre de la plaza y el escudo de la ciudad, así como dos farolas laterales.

### sigloXX

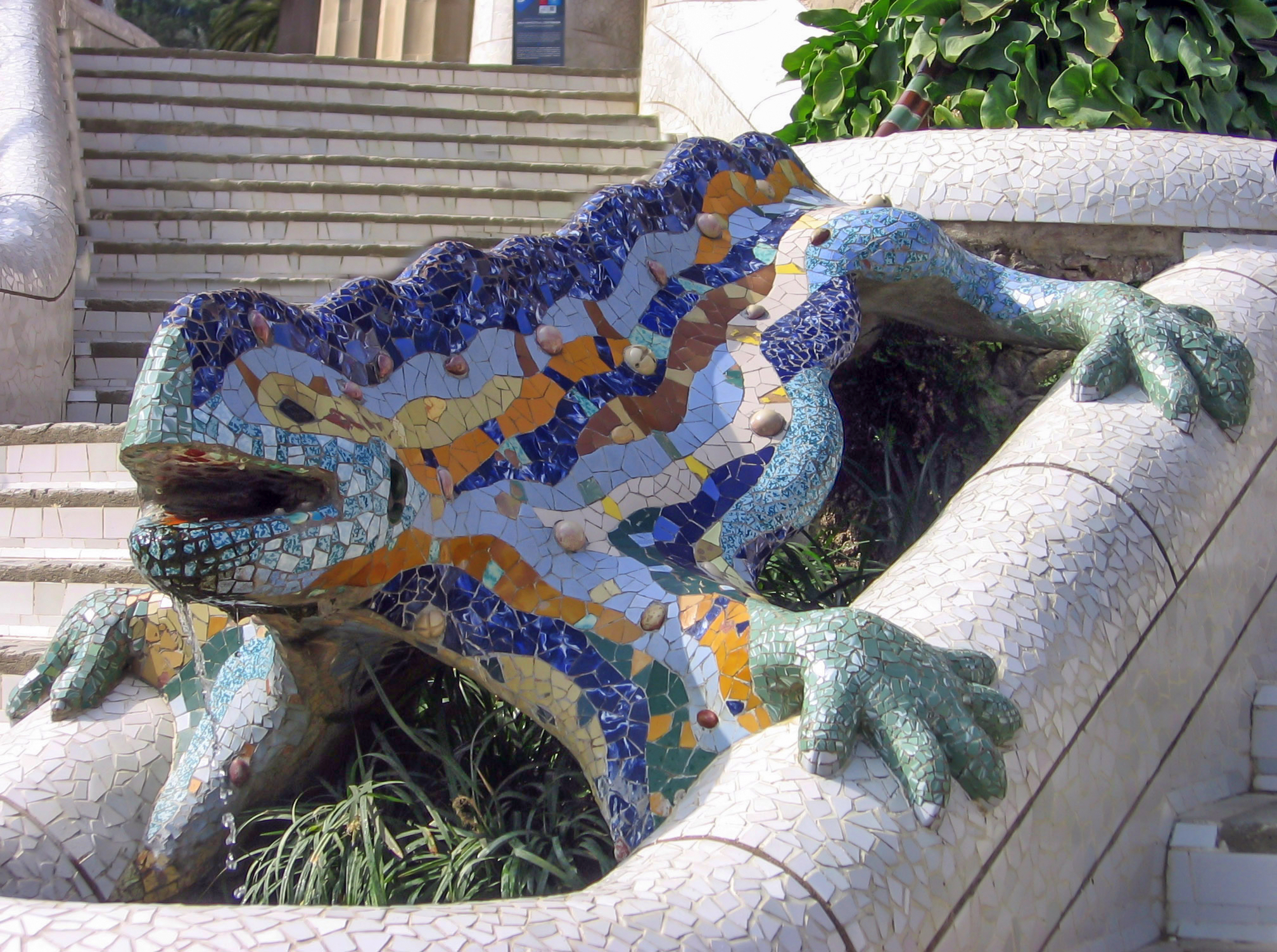
Dragón del parque Güell (1900-1903), de Antoni Gaudí, otro de los símbolos de la ciudad.

Durante el siglo XX continuó la colocación de fuentes en los espacios públicos de Barcelona. Cabe mencionar que en el transcurso del cambio de siglo el perímetro de la ciudad creció notablemente, debido a la agregación de diversos municipios colindantes que pasaron a ser nuevos barrios de Barcelona: Sants, Les Corts, San Gervasio de Cassolas, Gracia, San Andrés de Palomar y San Martín de Provensals en 1897, Sant Joan d'Horta en 1904 y Sarrià en 1921. La situación política en el siglo XX fue convulsa, con el fin de la monarquía en 1931 y la llegada de la Segunda República, finalizada con la Guerra Civil y sustituida por la dictadura franquista, hasta el restablecimiento de la monarquía y la llegada de la democracia. Socialmente, este siglo vio la llegada masiva de inmigración a la ciudad, con el consecuente aumento de la población: si en 1900 había 530 000 habitantes, en 1930 casi se habían doblado (1 009 000 hab), para llegar entre 1970 y 1980 al pico máximo (1 754 900) y a finales de siglo a 1 500 000 habitantes.
Del mismo 1900 es la fuente d'en Fargues, en el Turó de la Rovira. Los propietarios del terreno, Pere Fargas y Montserrat de Casanovas, construyeron una pequeña cueva en torno a un manantial que brotaba en aquel lugar, y alrededor construyeron un merendero con un quiosco modernista. Durante un tiempo el agua se comercializó, porque tenía propiedades oligometálicas y líticas. Durante toda la primera mitad de siglo fue un lugar muy popular para celebrar fiestas y romerías, pero en los años 1970 se construyó un restaurante y se perdió el encanto del lugar. Actualmente está en proceso de remodelación.

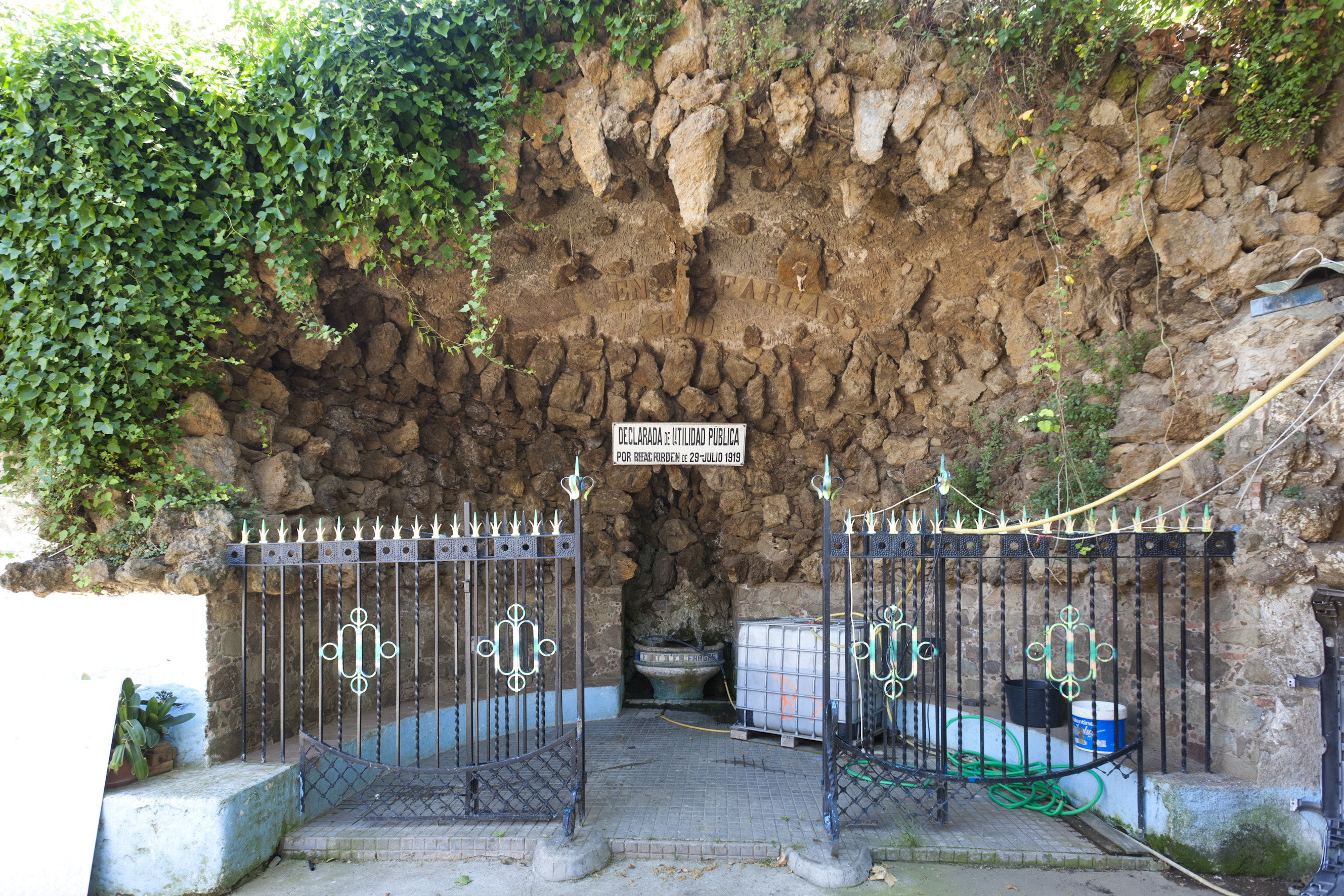
Fuente d'en Fargues.

De fecha indeterminada a principios de siglo es la fuente Catalana, situada en la plaza Catalana, en el barrio de El Guinardó. De autor desconocido, es un monolito de forma cuadrada con un coronamiento escultórico de motivos heráldicos: los escudos de Barcelona y Cataluña, adornados con guirnaldas vegetales, y la corona real con el murciélago del Reino de Aragón.
Entre 1902 y 1914 se realizó el parque Güell, situado en la vertiente meridional del Monte Carmelo, en el distrito de Gracia. Ideado como urbanización, fue diseñado por el arquitecto Antoni Gaudí por encargo del empresario Eusebi Güell. Pasó al patrimonio público en 1926. Del conjunto del parque destaca la escalinata de entrada, dispuesta simétricamente alrededor de una escultura de salamandra —o dragón— que se ha convertido en el emblema del parque y uno de los más reconocibles de la ciudad, y que forma parte de un conjunto de tres fuentes con elementos escultóricos que representan los Países Catalanes (Cataluña norte, francesa, y Cataluña sur, española).

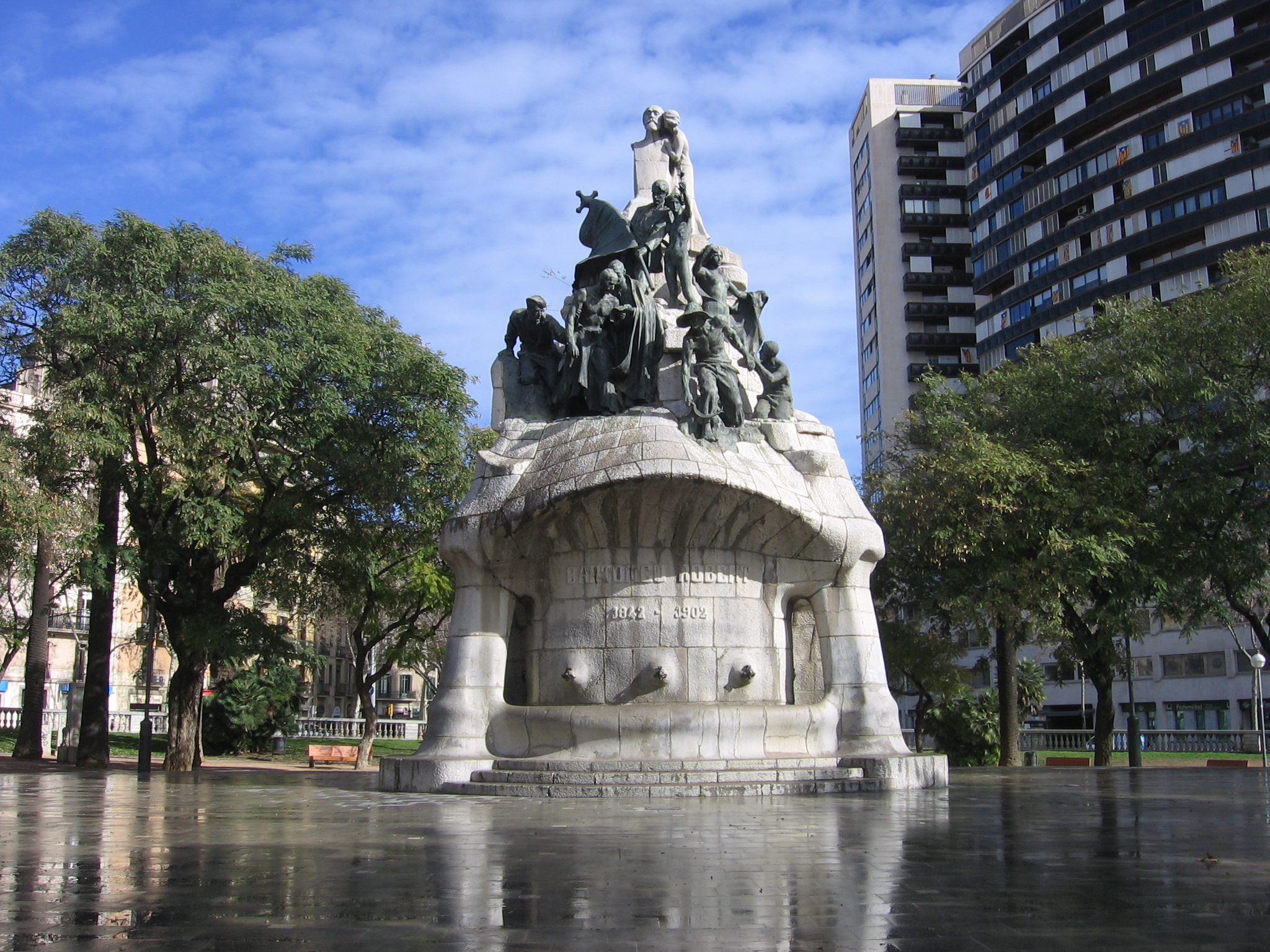
Monumento al Doctor Robert (1910), de Josep Llimona, plaza de Tetuán.

En 1910 se inauguró el Monumento al Doctor Robert, dedicado al médico y político catalanista Bartolomé Robert, alcalde de Barcelona entre marzo y octubre de 1899. Fue encargado al escultor Josep Llimona, y en su diseño intervino también el arquitecto Lluís Domènech i Montaner. El emplazamiento elegido fue la plaza de la Universidad, donde se puso la primera piedra en 1904. Sin embargo, en 1940 las nuevas autoridades franquistas decidieron retirar el monumento, que fue desmontado y guardado en un almacén municipal, hasta que en 1977 fue restituido, aunque en otro lugar, la plaza de Tetuán. El monumento tiene forma ligeramente piramidal, y se emplaza sobre un basamento de bloques de piedra que hace las veces de fuente. El conjunto escultórico frontal está realizado en bronce, y presenta una serie de figuras de varios estamentos sociales, además de alegorías de la Música y la Poesía y referencias a la medicina; por encima figura el busto del doctor Robert, junto a una alegoría de la Gloria. En la parte posterior figura otro grupo, con varias figuras alrededor de una central que representa la Medicina.

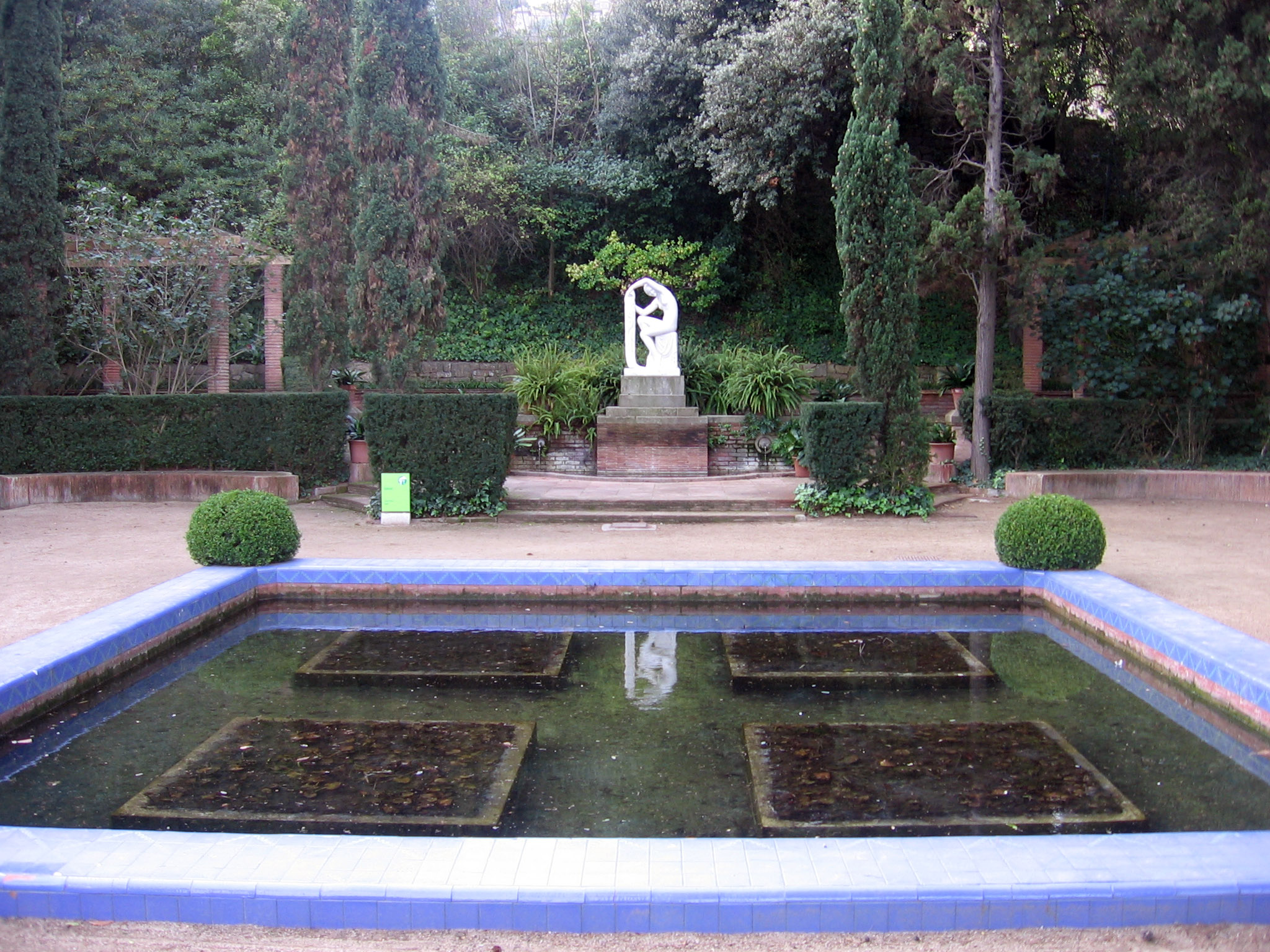
Jardines de Laribal (1917-1924), de Jean-Claude Nicolas Forestier y Nicolau Maria Rubió i Tudurí, Montjuic.

Entre los años 1910 y 1920 se efectuó la urbanización de la montaña de Montjuic, donde entre otros proyectos se constituyeron los Jardines de Laribal, un amplio conjunto de zonas verdes con una profusa ornamentación, realizados entre 1917 y 1924 con vistas a la celebración de la Exposición Internacional de 1929. Fueron obra de Jean-Claude Nicolas Forestier y Nicolau Maria Rubió i Tudurí, quienes realizaron un conjunto de marcado carácter mediterráneo y gusto clasicista, con un estilo de inspiración hispanoárabe como el que Forestier había desarrollado en el parque de María Luisa de Sevilla. Los jardines se estructuran a través de una serie de terrazas con pérgolas, plazoletas y fuentes, hasta desembocar en el Teatre Grec, un teatro al aire libre inspirado en los antiguos teatros griegos, proyectado por Ramon Reventós. Del conjunto destacan: la Font del Gat, una famosa fuente situada junto a un restaurante de estilo neoárabe, con una boca en forma de cabeza de gato, esculpida por Josep Antoni Homs en 1918; la fuente de Baco, realizada igualmente por Homs en 1919 detrás del actual Instituto Cartográfico de Cataluña, formada por un monolito de piedra con la imagen en relieve del rostro de un joven ebrio; la fuente del Sátiro, en la entrada a los jardines por el paseo de Santa Madrona, que presenta un mascarón en forma de sátiro; y la rosaleda de la Colla de l'Arròs, un patio ovalado rodeado de cipreses, debajo de una pérgola con pilares de terracota y una glorieta con una fuente en el centro, junto a la escultura Estival, de Jaume Otero (1929).
Forestier y Rubió también diseñaron en 1917 el parque del Guinardó, donde existía una fuente del siglo XVIII conocida como fuente del Cuento, que fue reformada. Al antiguo manantial se le construyó una estructura de piedra rústica con bancos para sentarse, y en sus muros se fijaron unas antiguas inscripciones realizadas en la piedra de la fuente. A ambos costados del chorro de agua hay dos puertas, una abierta y otra cerrada, y los muros laterales son escalonados, con un pretendido efecto de ruina. A los lados de esta construcción se extiende un banco en forma de anfiteatro oval.

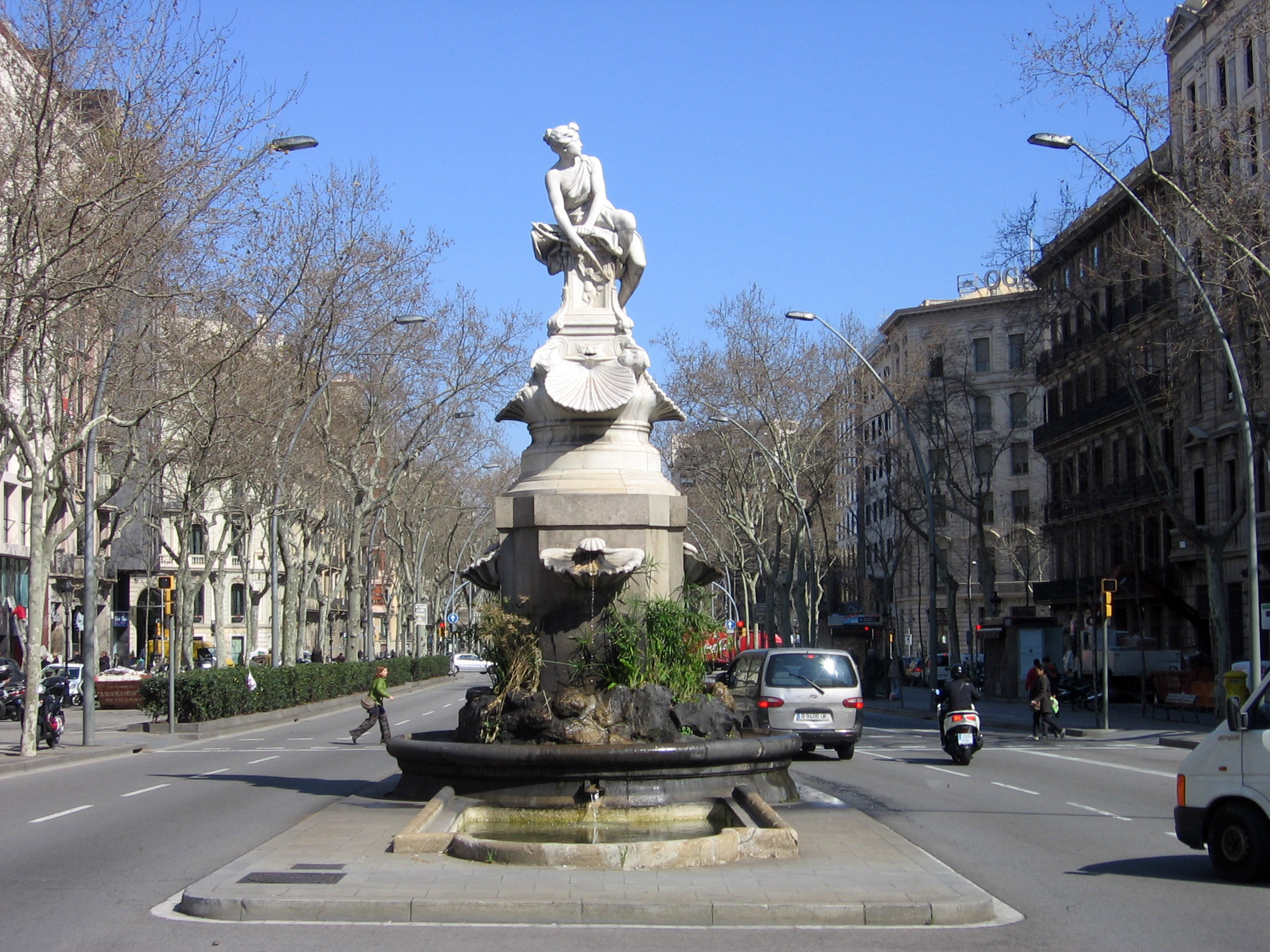
Fuente de Diana (1919), de Venancio Vallmitjana, Gran Vía con Roger de Lauria.

En 1919 se instaló en la Gran Vía con Roger de Lauria la fuente de Diana, de Venancio Vallmitjana. El autor aprovechó una estatua de la diosa de la caza romana que tenía ya hecha de unos años antes, y que ya había presentado en la IV Exposición de Bellas Artes de Barcelona de 1898. Inicialmente, esta estatua presentaba a la diosa desnuda, hecho que no gustaba al consistorio conservador presidido por el alcalde Joaquim Sagnier i Villavecchia, por lo que el escultor tuvo que modificar su obra y añadir una túnica que cubriese el cuerpo de Diana. La fuente se encontraba inicialmente en medio de un amplio parterre en el cruce de las dos calles, que fue recortado en los años 1950 para favorecer el tráfico. Actualmente se yergue sobre un pequeño estanque circular con base de rocalla, sobre el que se levanta un pedestal con dos basamentos —uno cuadrado y otro circular— decorados con grandes conchas por sus cuatro costados. Sobre este pedestal se encuentra la figura de Diana, sentada en posición expectativa con el arco en la mano, a la busca de alguna presa, como corresponde a la diosa cazadora.

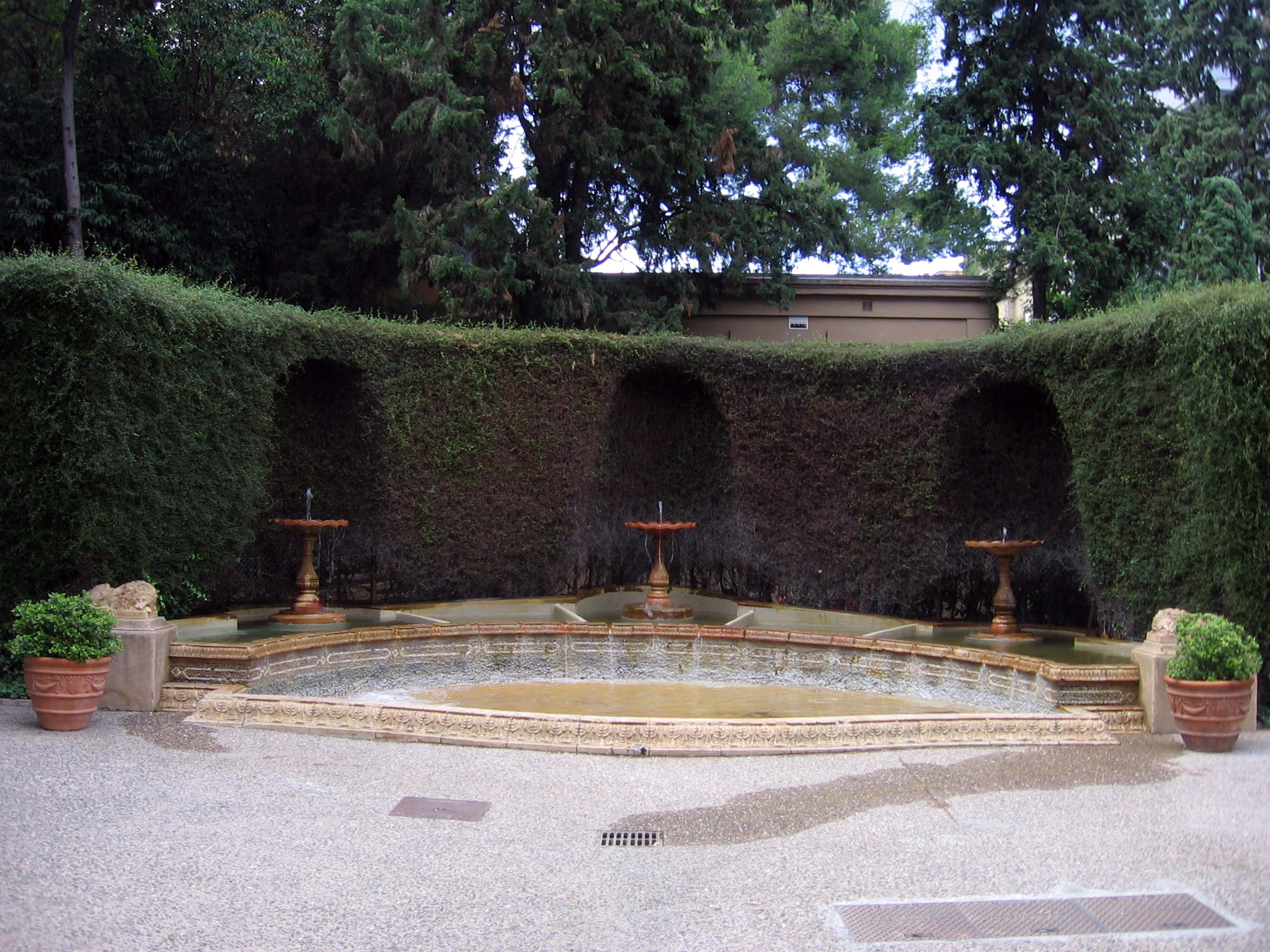
Fuente de los Leones, jardines de la Tamarita.

A principios de los años 1920 el arquitecto Nicolau Maria Rubió i Tudurí realizó en Sant Gervasi los jardines de la Tamarita, pertenecientes a una finca señorial de la familia Craywinckel que pasó a titularidad pública en 1993. Los jardines presentan diversos ámbitos que combinan zonas de parterres y setos con fuentes y estatuas: en la entrada hay un estanque con un surtidor y dos figuras de leones durmiendo; en la plaza principal frente a la casa destacan cuatro esculturas dedicadas a continentes —todos menos Oceanía—, obra de Virginio Arias, así como una fuente —llamada de los Cisnes— con unas figuras de putti jugando con cisnes; en una de las plazoletas aledañas destaca una fuente con ranas esculpidas que actúan de surtidores, y en otra una cascada hecha de rocalla y revestida de conchas marinas; por último, en un patio-jardín lateral se encuentra una fuente de terracota de taza baja, fuste abalaustrado y taza superior con óvulos y surtidor central, de inspiración islámica.
En 1924 se instaló en la plaza de Dante de Montjuic la escultura La Belleza, de Josep Llimona, situada sobre un estanque con surtidores de agua. La fuente tiene planta circular, y acoge en un primer nivel otras cuatro fuentes igualmente circulares, mientras que en un segundo nivel se encuentra un cuerpo con cuatro lados cóncavos en cuyo centro se alza el basamento que sostiene la estatua, rodeada de surtidores. La figura que representa la belleza es una joven desnuda, en actitud de contrapposto, que se atusa el cabello con la mano derecha.
En 1928 se instaló en la plaza Sanllehy la fuente de Domènec Sanllehy, dedicada al que fue alcalde de Barcelona entre 1906 y 1908. Tanto la plaza como la fuente fueron diseñadas por Nicolás María Rubió y Tudurí. La fuente consta de una pila sobre la que se alza un monolito de piedra con un medallón en relieve con la efigie del homenajeado, obra de Rafael Solanic.

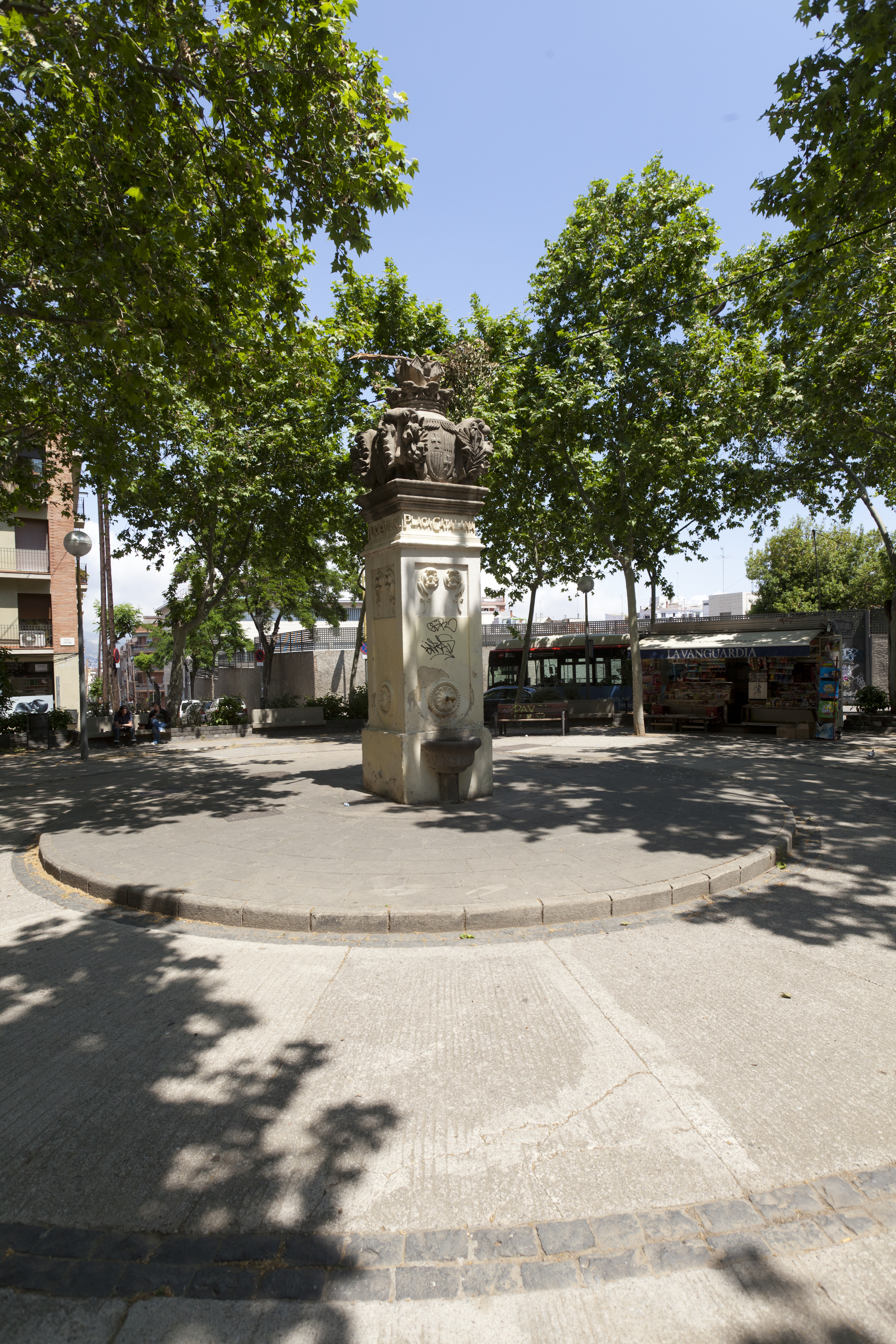
Fuente Catalana.
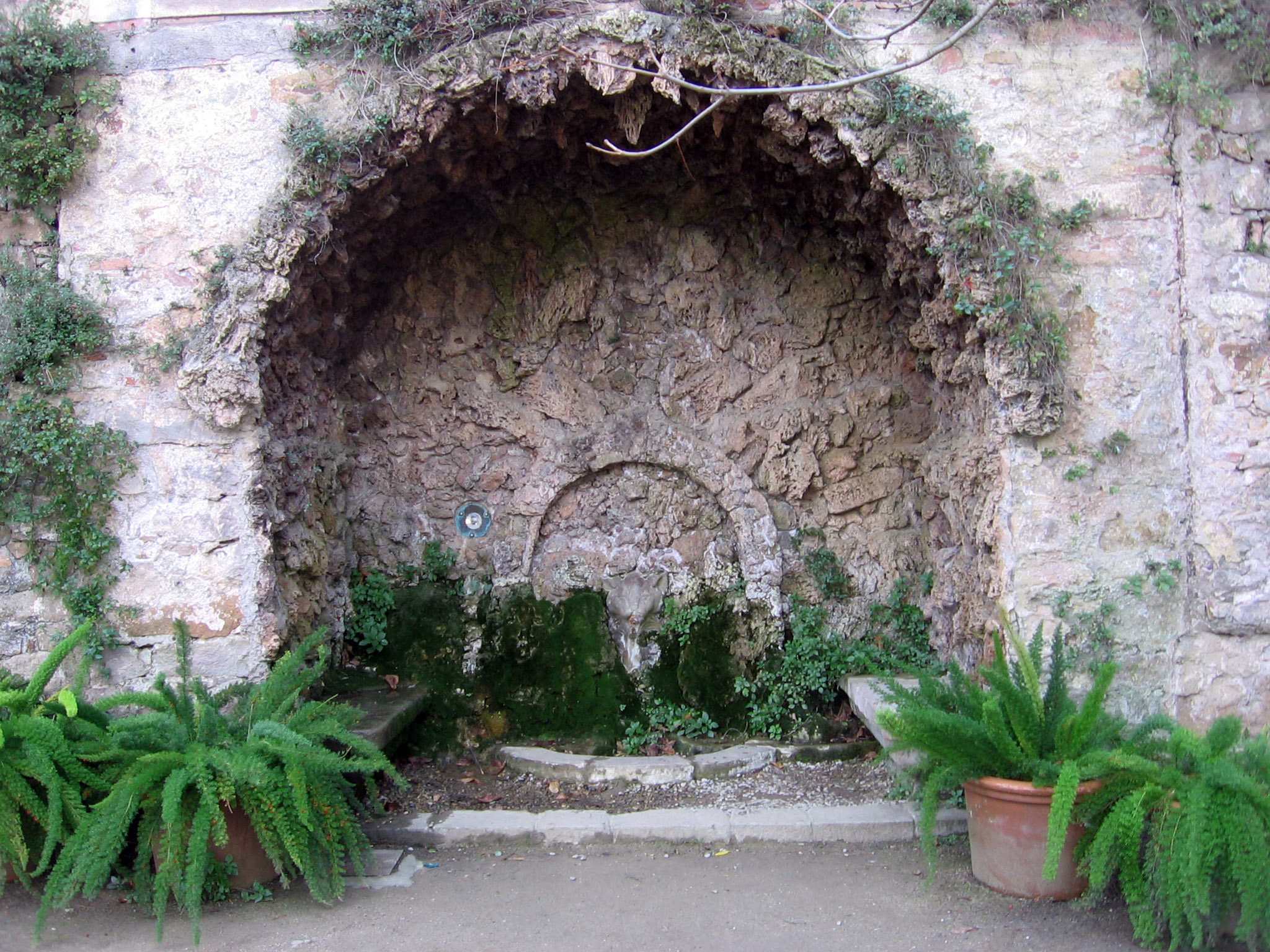
Font del Gat, jardines de Laribal.
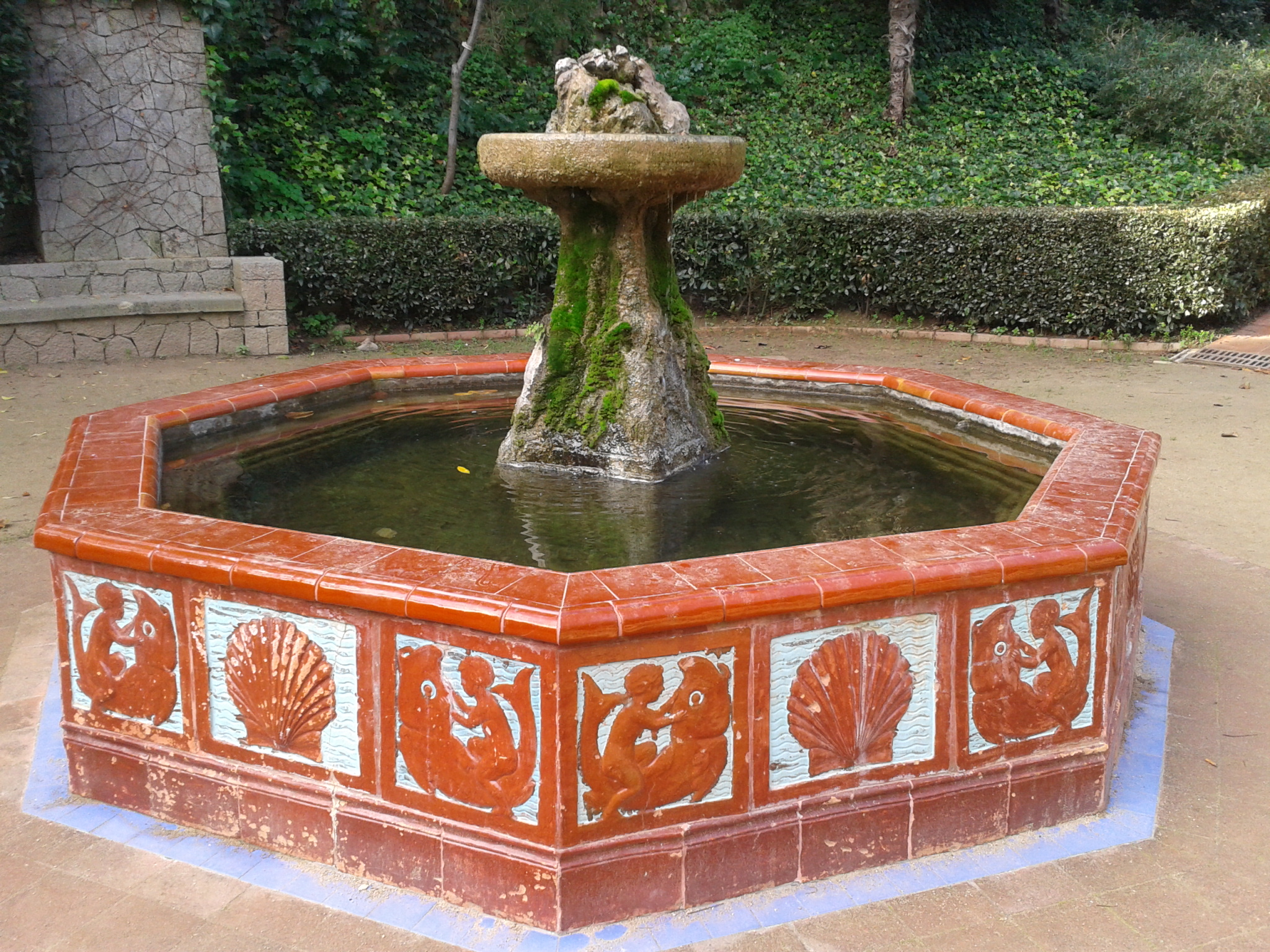
Fuente de cerámica, jardines de Laribal.
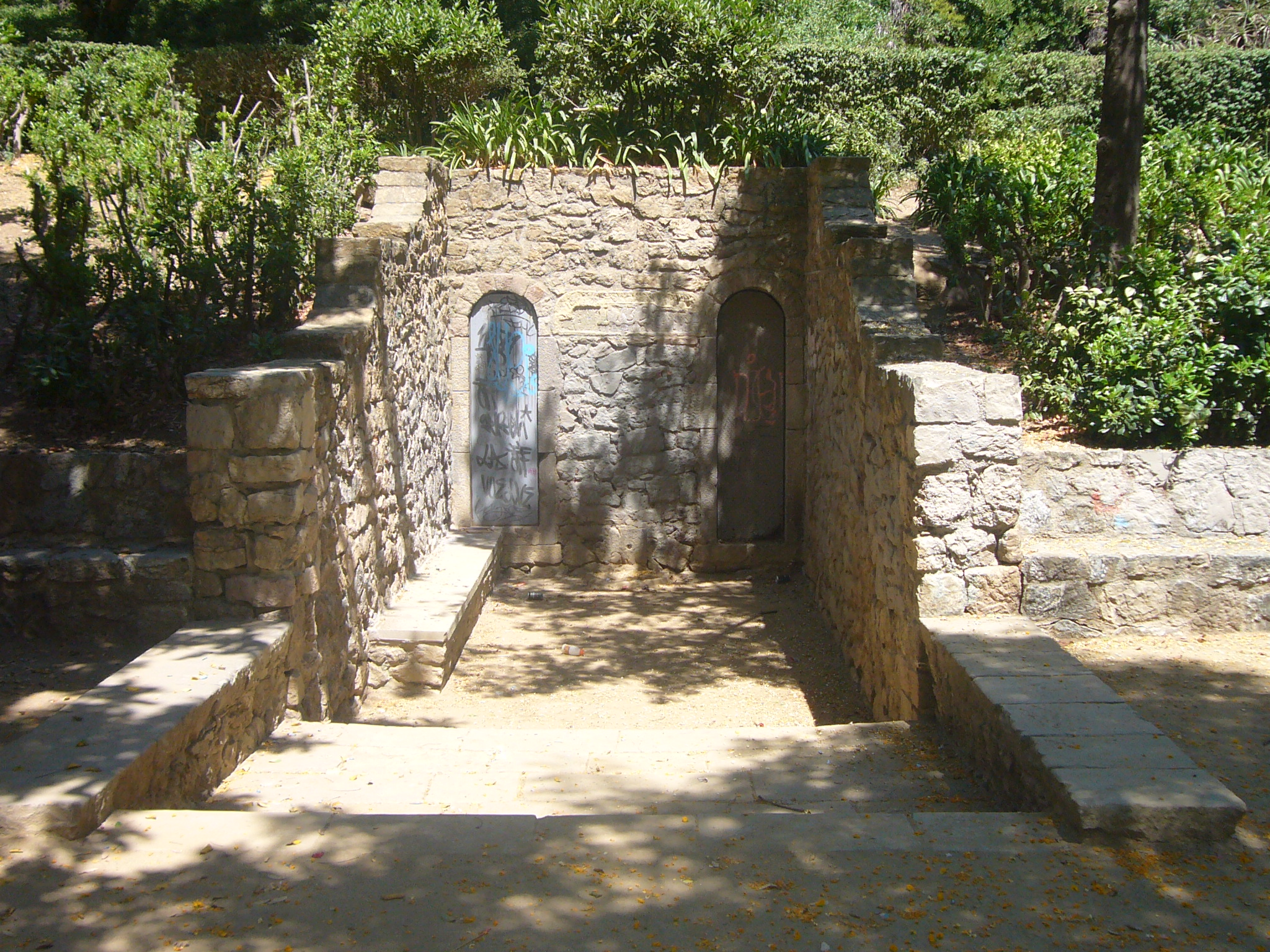
Fuente del Cuento, parque del Guinardó.
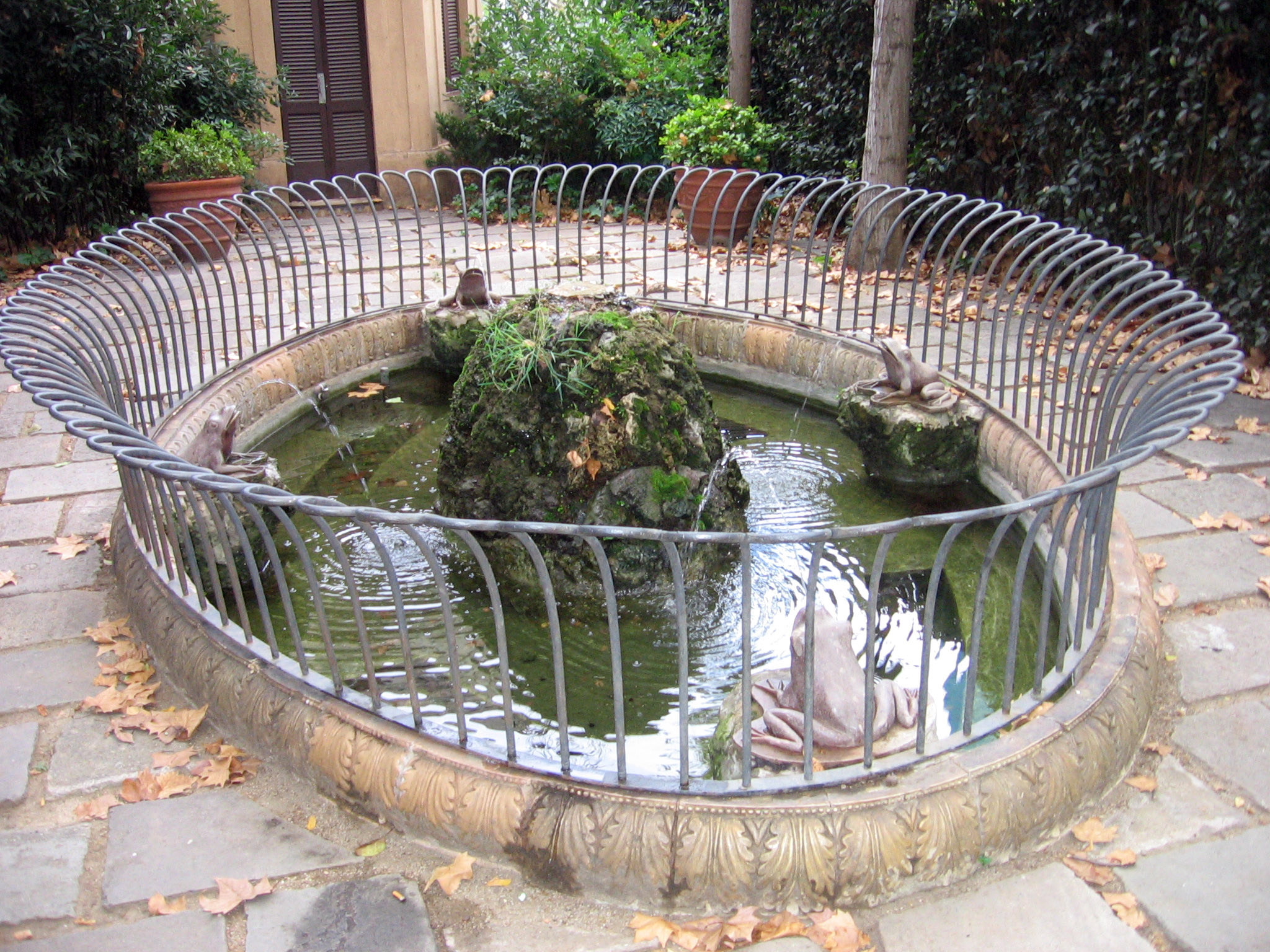
Fuente de las Ranas, jardines de la Tamarita.
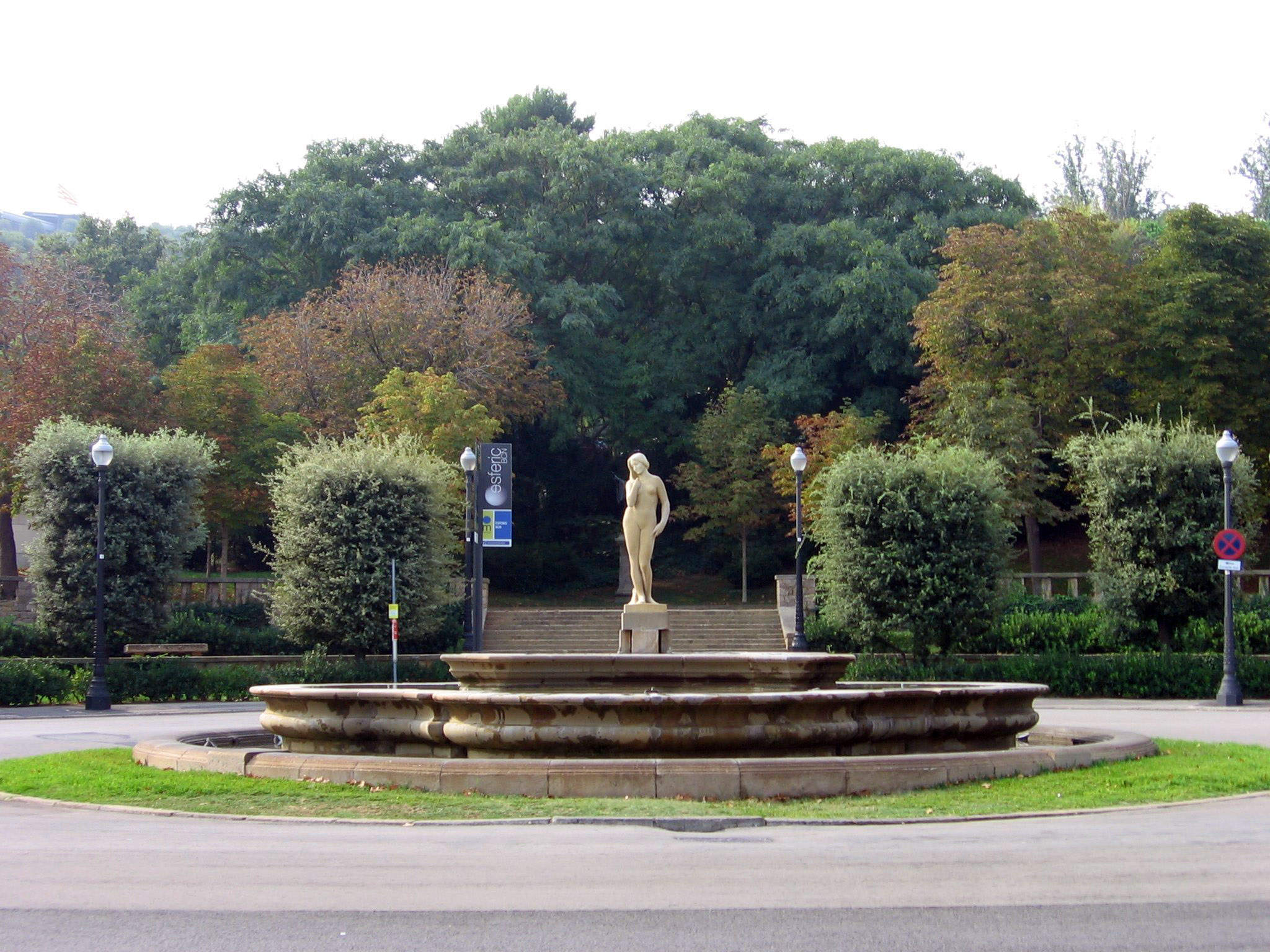
La Belleza (1924), de Josep Llimona, plaza de Dante.

#### Fuentes del Ensanche

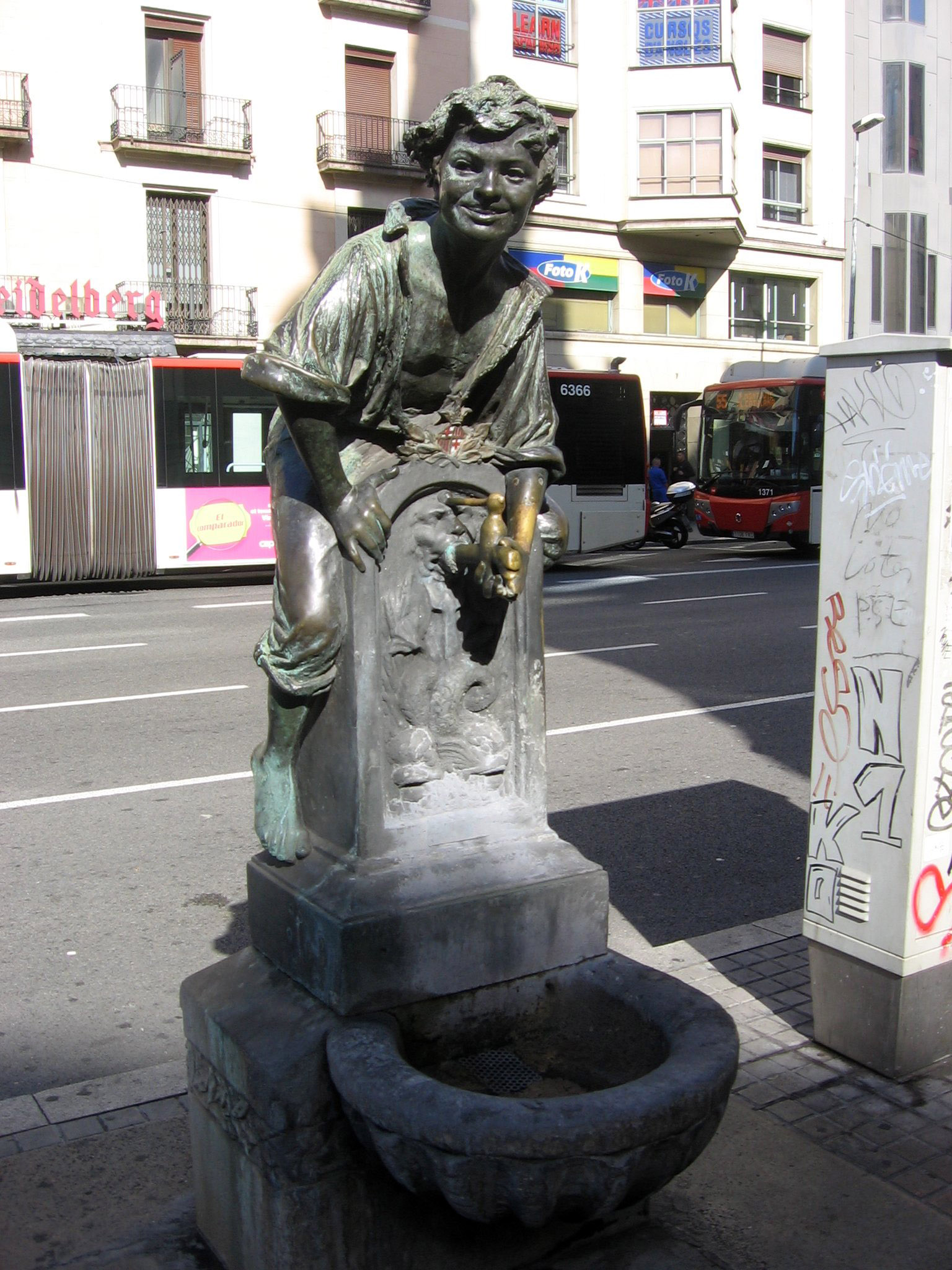
Fuente del Trinxa (1911), de Josep Campeny, ronda de la Universidad con Pelayo.

Durante los años 1910 y 1920 se instalaron numerosas fuentes en el distrito del Ensanche, fomentadas por la Comisión de Ensanche, que realizó varios concursos para colocar diversas fuentes ornamentales. El primero se realizó el 18 de diciembre de 1911, en el que se encargó su elaboración a Josep Campeny, del que se colocaron tres fuentes:
- Fuente del Trinxa: situada en la ronda de la Universidad con Pelayo, consta de una base de piedra sobre la que se sitúa la figura en bronce del trinxa («pilluelo»), un mozalbete descalzo y mal vestido pero de expresión simpática, que se encuentra encaramado al cuerpo de la fuente y sujetando el grifo con una mano. El estilo empleado es realista, y entronca con la tradición artística española de representación de personajes picarescos que va desde Murillo hasta Goya o, en escultura, Mariano Benlliure.[79]
- Fuente del joven de los cántaros: se encuentra en la plaza de Urquinaona, y consta igualmente de una escultura de bronce sobre una base de piedra. En esta ocasión, representa un joven que sujeta con las manos un botijo que se lleva a la boca para beber, mientras que a sus pies se encuentra otro botijo tumbado. La base está decorada con flores y el escudo de Barcelona.[80]
- Fuente de la Rana: ubicada en Córcega con Diagonal, como en las anteriores la figura de bronce se sitúa sobre un basamento de piedra. Como en las otras dos fuentes el sujeto representado es un chico, ataviado con un sombrero y tumbado sobre el cuerpo de la fuente, mientras que sujeta con las dos manos el grifo en forma de rana. El estilo empleado es como en sus compañeras de un cuidado realismo.[81]

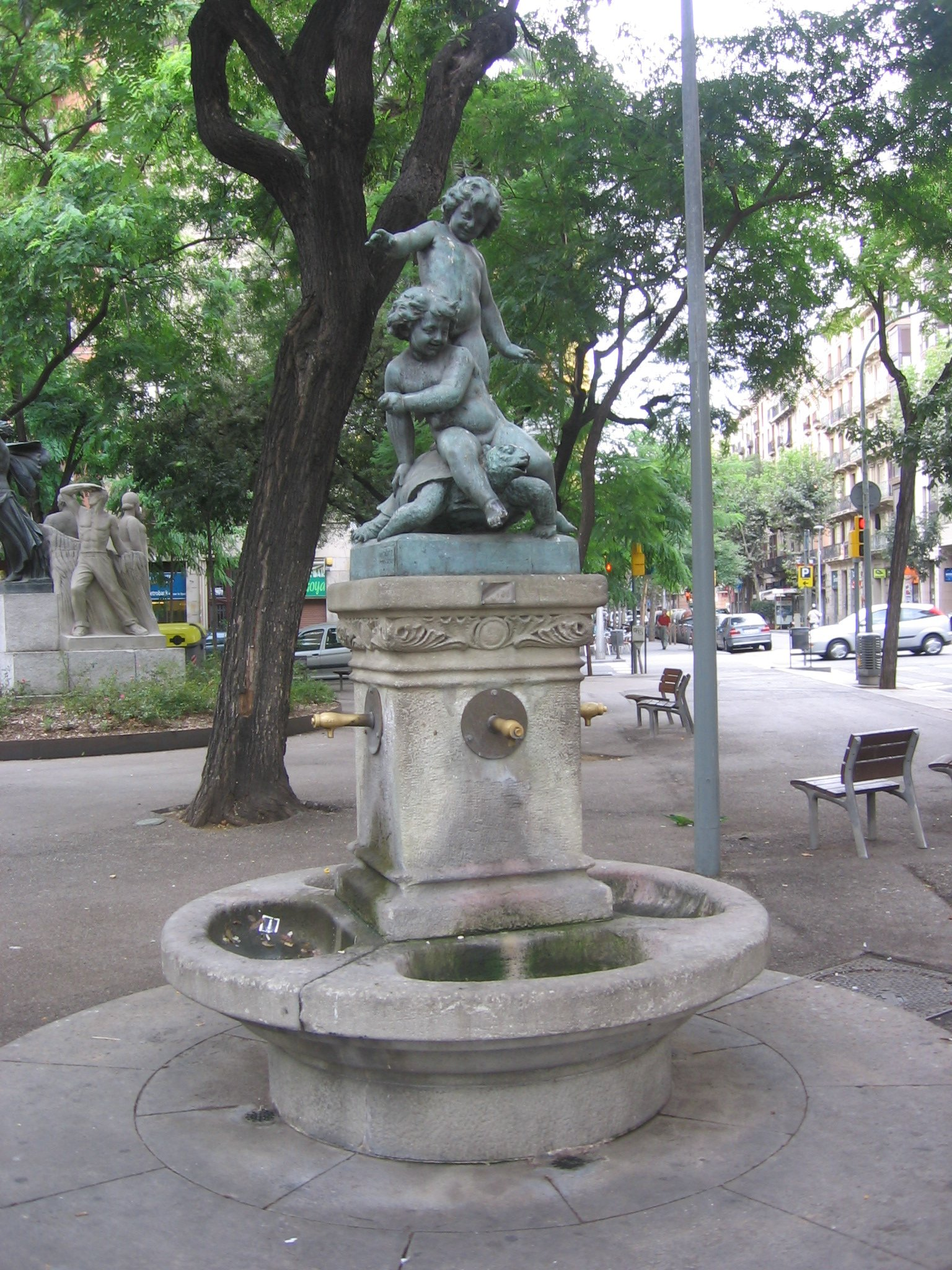
Fuente de la Tortuga (1913), de Eduard B. Alentorn, plaza de Goya.

El segundo concurso se adjudicó el 19 de diciembre de 1913 a Eduard B. Alentorn, autor de otras tres fuentes, realizadas igualmente en bronce sobre base de piedra e instaladas en 1917:
- Fuente de la Palangana (o del Negrito): se halla en la calle del Bruch con Diagonal, y representa una escena que al parecer correspondía al ámbito familiar del artista, el cual había adoptado un niño de raza negra que pedía a la hija del escultor que le lavase la cara para ver si se le aclaraba un poco la piel; así, en la escultura se aprecia a la joven limpiando al chico, que sujeta con sus manos una palangana que da título a la obra.[82]
- Fuente de la Labradora: situada en la plaza del Doctor Letamendi, muestra una joven payesa de pie con la pierna derecha adelantada y los brazos algo levantados, en actitud de sorpresa o contrariedad. Representa la fábula de la lechera, que pensando en lo que haría con el dinero ganado con la venta de la leche la pierde al caérsele el cántaro por el camino. Los tarros caídos a sus pies así la identifican, al tiempo que sirven para sustentar la base de la figura.[83]
- Fuente de la Tortuga: se encuentra en la plaza de Goya, y sobre una base circular con un monolito de forma prismática con cuatro surtidores se alza la escultura, que representa dos niños subidos sobre una tortuga, uno sentado y otro de pie, en actitud dinámica y expresión juguetona, resueltos de forma realista y simpática.[84]

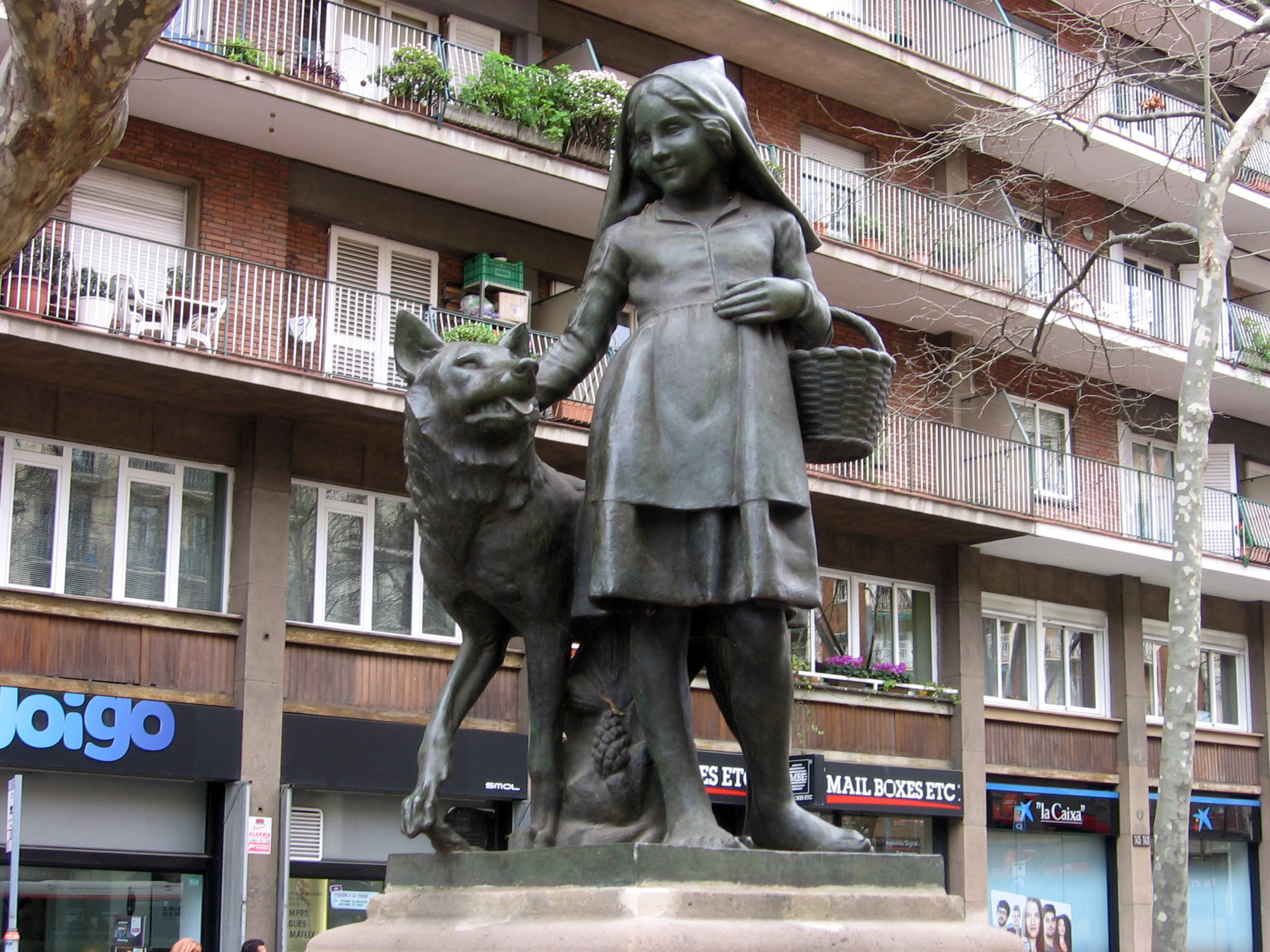
Fuente de la Caperucita (1921), de Josep Tenas, paseo de San Juan con Rosellón.

El tercer concurso se efectuó el 22 de marzo de 1920, fecha en la que se aprobó tan solo una, la fuente de la Sardana, de Frederic Marès, en la plaza de Tetuán. Realizada en piedra, consta de un basamento sobre el que se alza un bloque prismático decorado en el frontal y los costados por relieves rectangulares, de estilo novecentista, con una imagen principal de cinco figuras bailando la sardana, complementada con representaciones de cestas de frutas y vegetales. Bajo el relieve principal consta una frase de Joan Maragall, la sardana és la dansa més bella de totes les danses que es fan i desfan («la sardana es la danza más bella de todas las danzas que se hacen y deshacen»).
En 1921 se encargaron dos fuentes, la de la Caperucita, de Josep Tenas, en paseo de San Juan con Rosellón; y la del Efebo, de Àngel Tarrach, en Diagonal con Bailén. La primera es de bronce sobre un pedestal de piedra, y presenta al famoso personaje de los hermanos Grimm, la Caperucita Roja, que aparece junto al lobo del cuento, al que acaricia con la mano derecha, mientras que con la izquierda sostiene un cesto. La segunda es igualmente en bronce sobre una base de granito, y presenta la figura de un joven desnudo con el brazo derecho levantado apoyando la mano en el hombro. El estilo empleado es novecentista, aunque con un fuerte influjo helenístico.
Por último, en 1925 se aprobaron dos fuentes más, encargadas a Frederic Marès: la del Gallo, en la plaza homónima; y la del Pato, en Valencia con Enamorados, ambas de bronce sobre base de piedra. De características parecidas, ambas presentan estos animales domésticos tratados con realismo y minuciosidad en los detalles, en gestos de gran vitalidad y expresión dinámica.

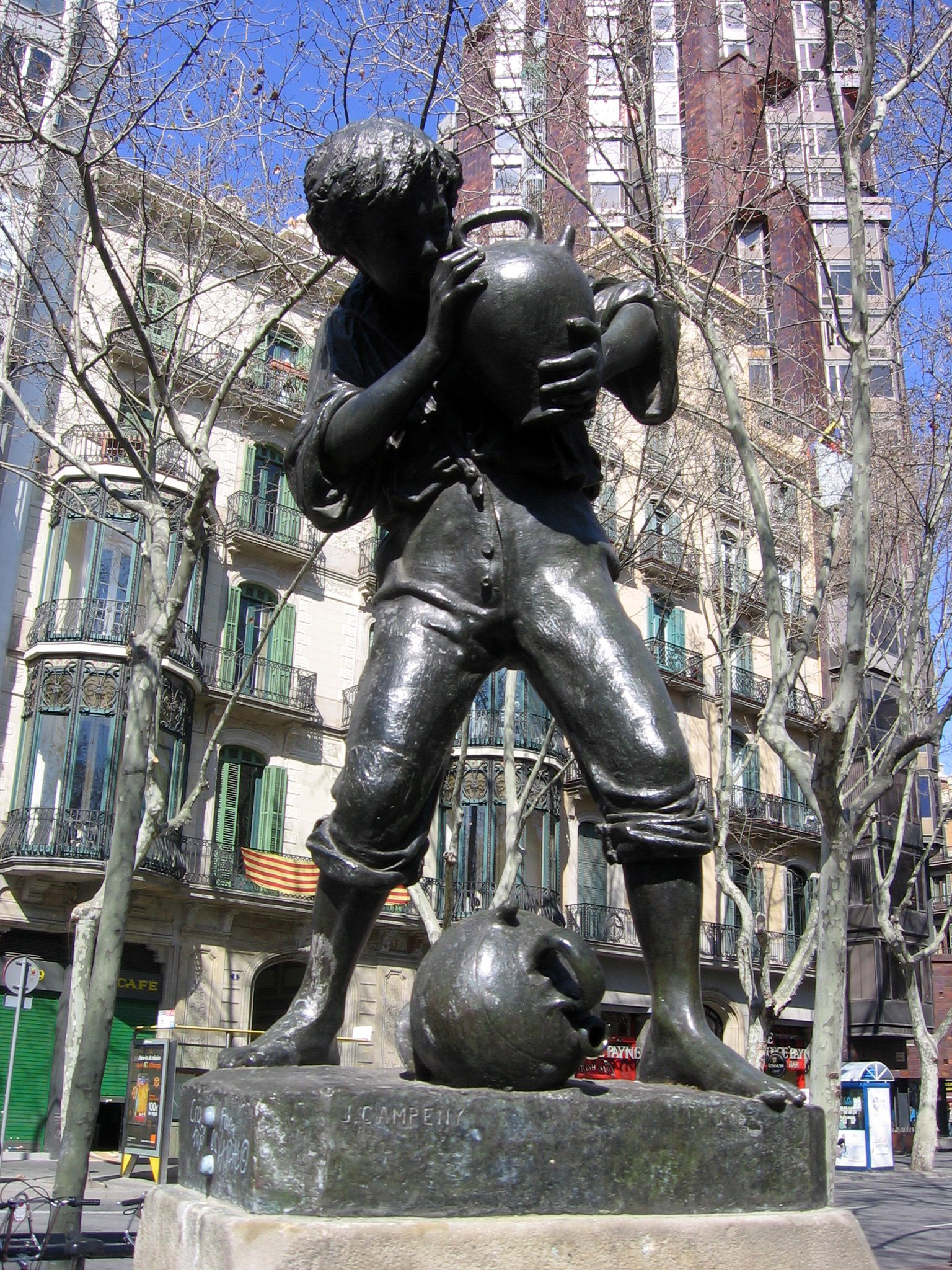
Fuente del joven de los cántaros (1911), de Josep Campeny, plaza de Urquinaona.
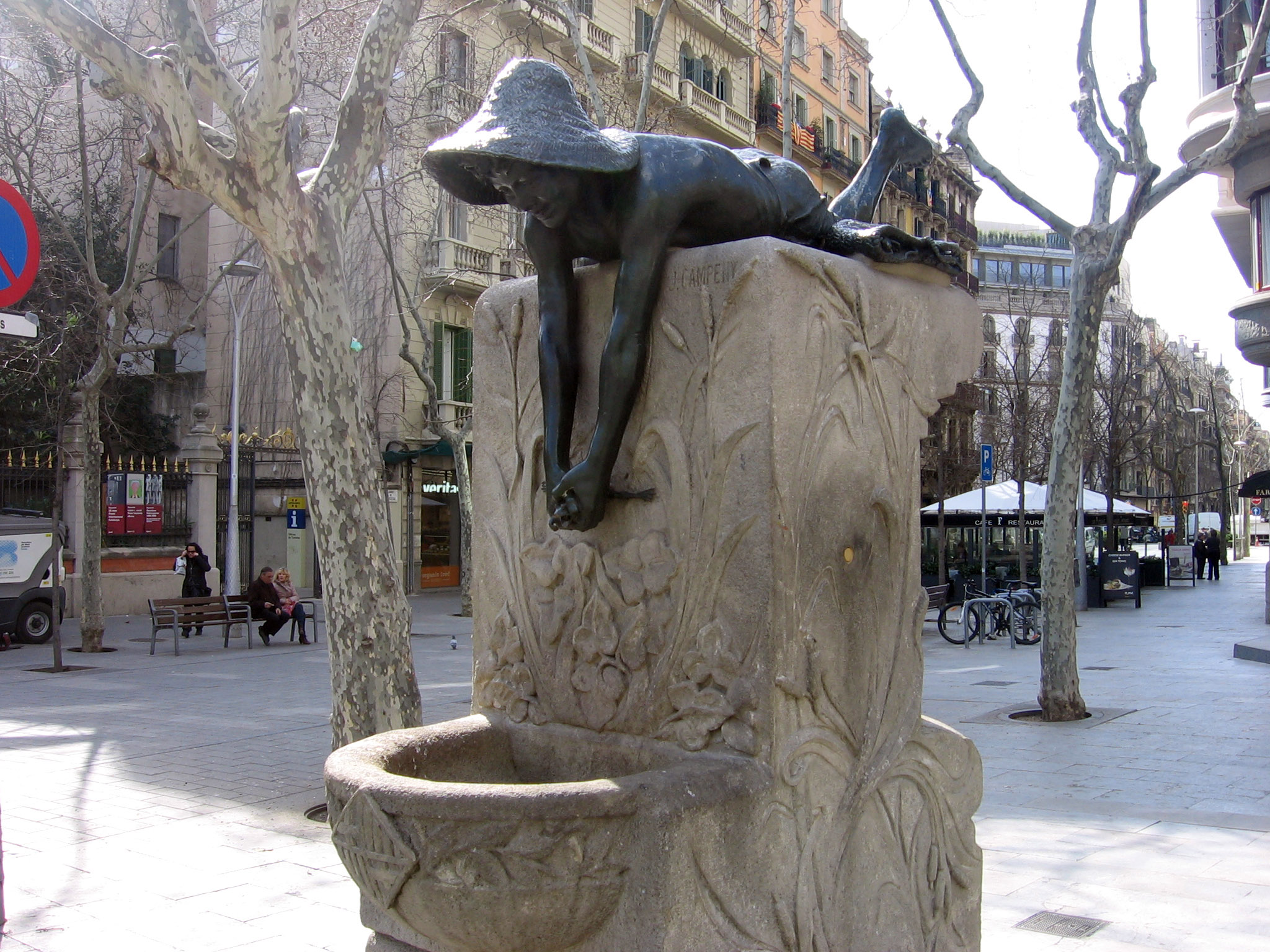
Fuente de la Rana (1911), de Josep Campeny, Córcega con Diagonal.
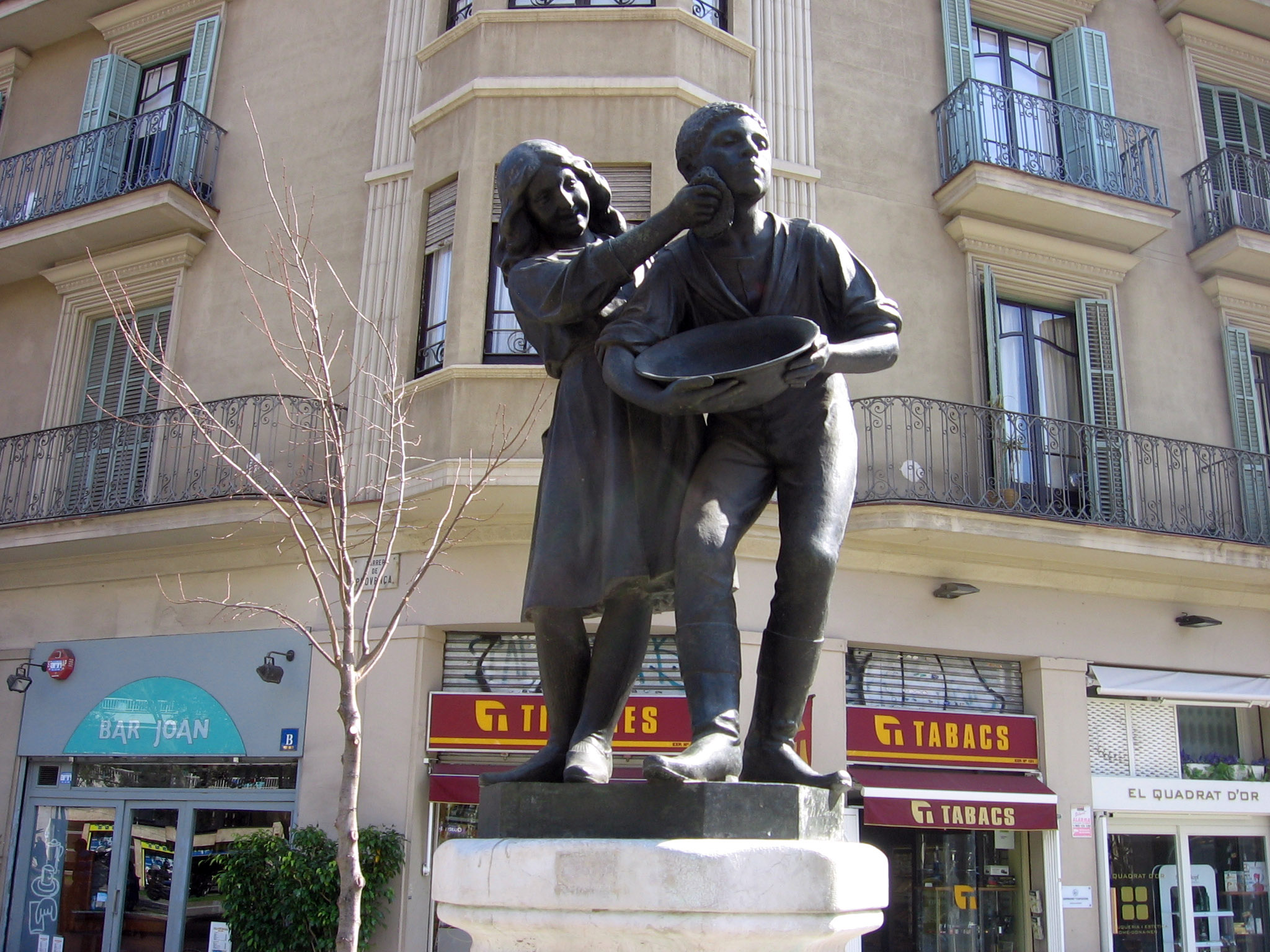
Fuente de la Palangana (1913), de Eduard B. Alentorn, Bruc con Diagonal.
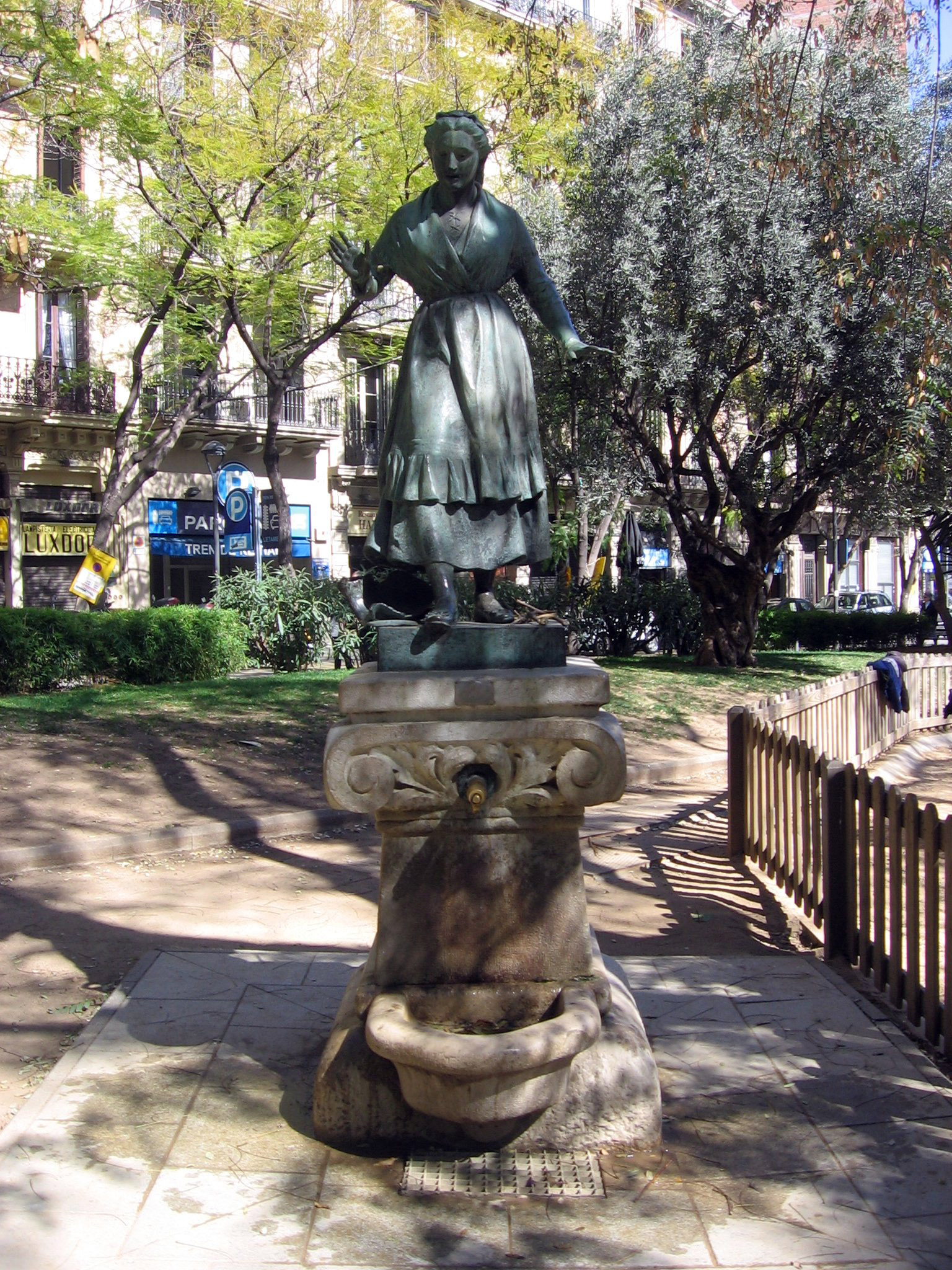
Fuente de la Labradora (1913), de Eduard B. Alentorn, plaza Letamendi.
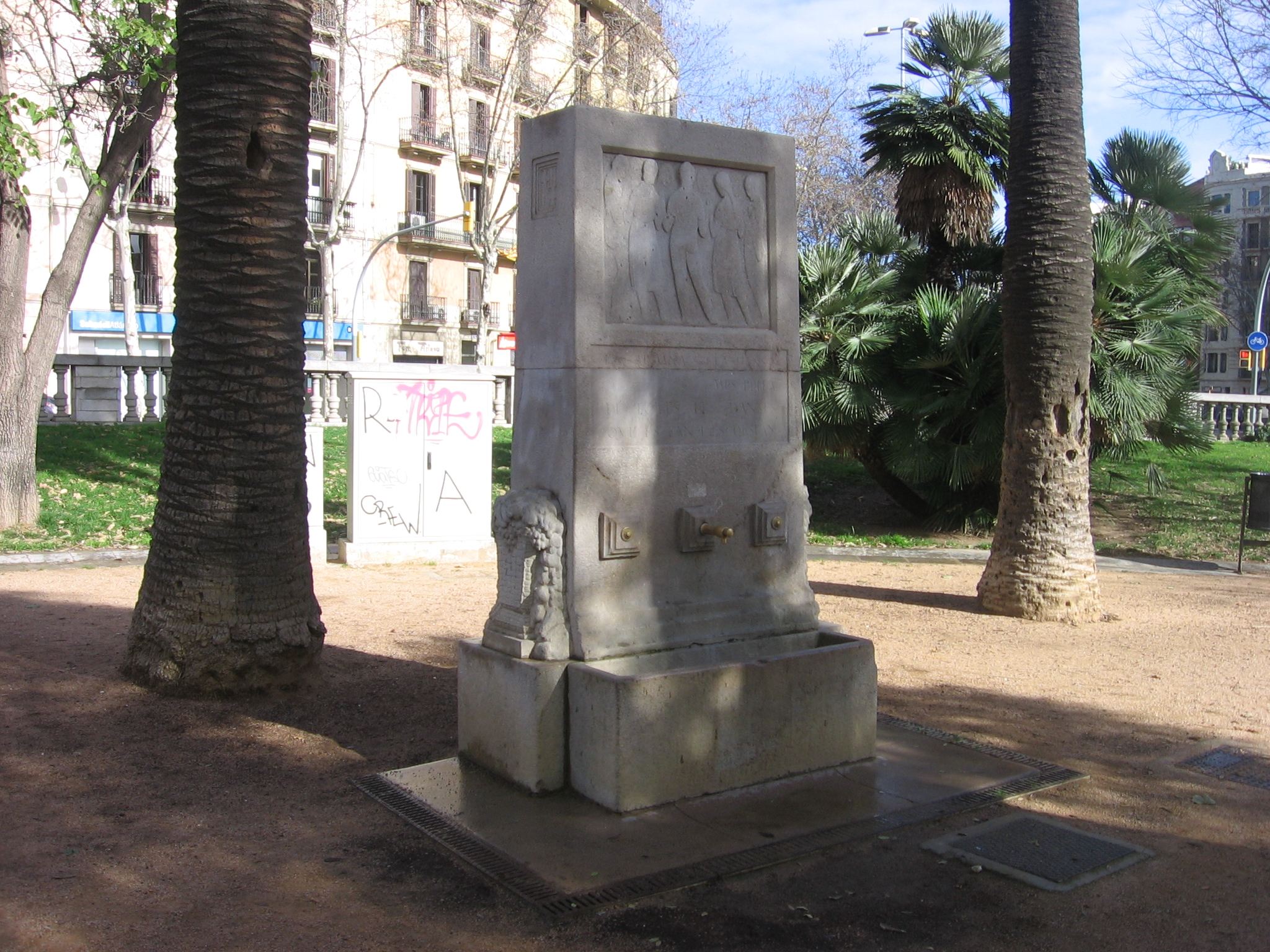
Fuente de la Sardana (1920), de Frederic Marès, plaza de Tetuán.
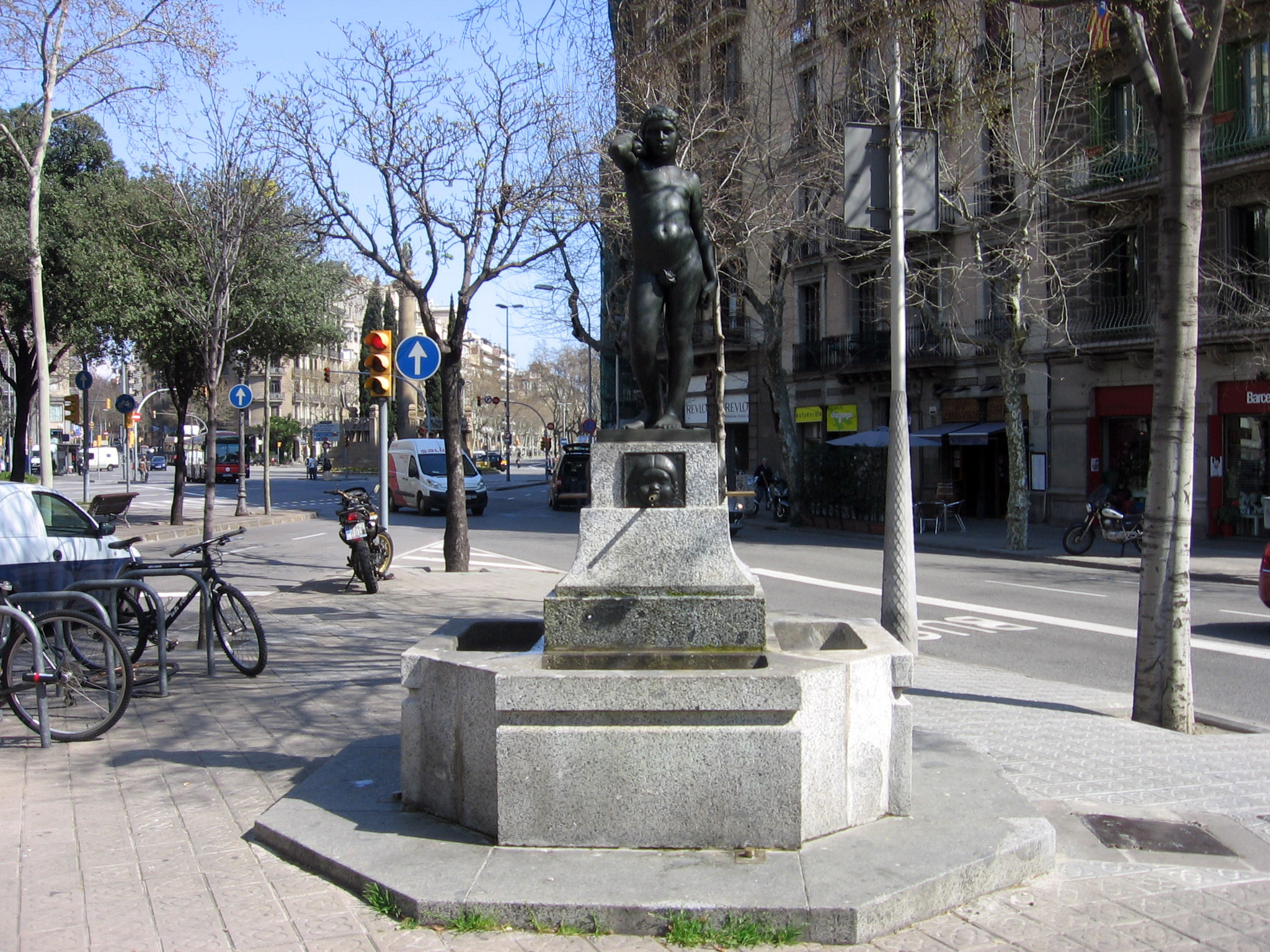
Fuente del Efebo (1921), de Àngel Tarrach, Diagonal con Bailén.

#### Exposición Internacional de 1929

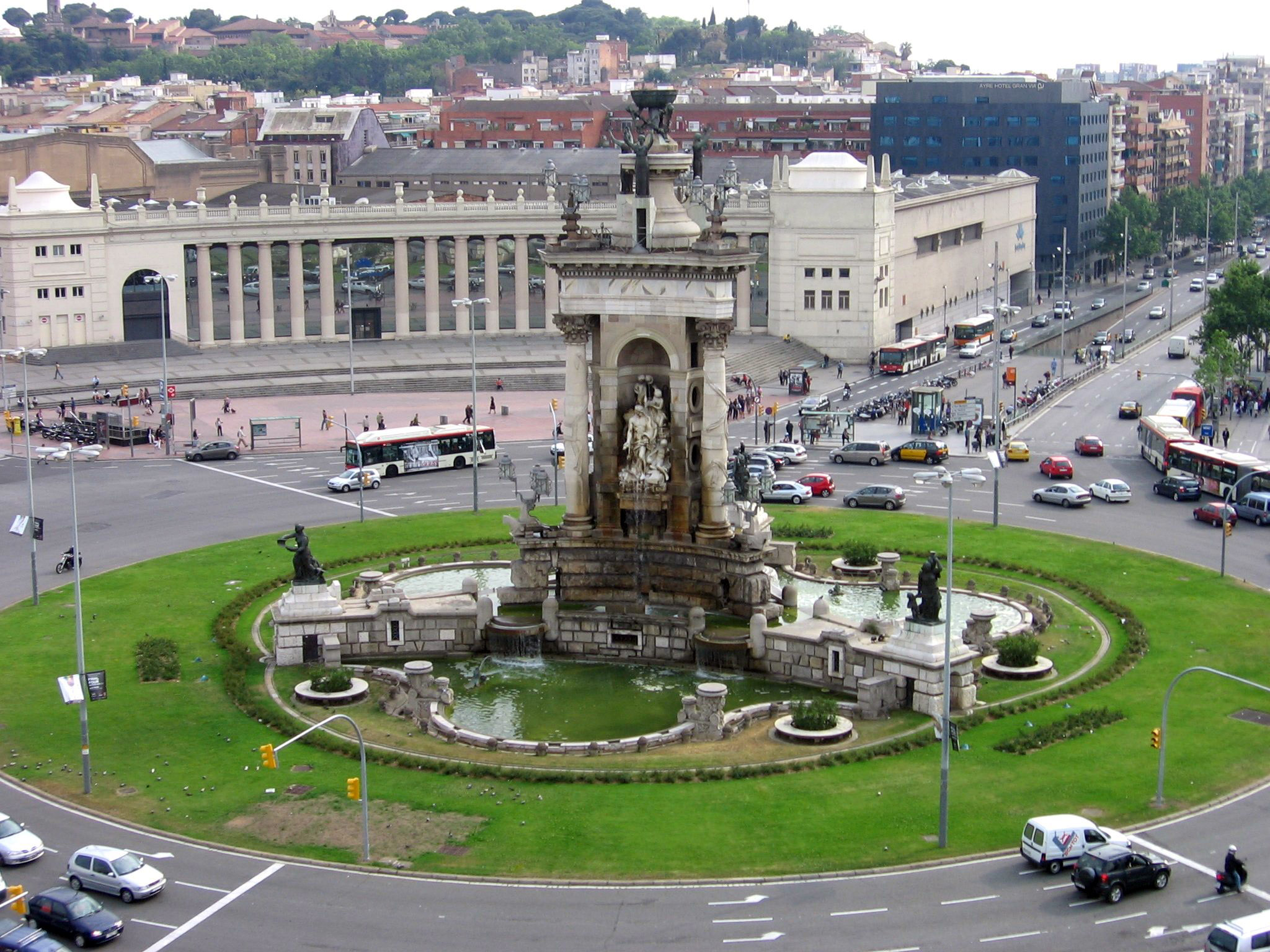
Fuente monumental de la plaza de España (1928-1929).

En 1929 se celebró otra exposición como la de 1888, que había dejado un grato recuerdo en la ciudad. Esta vez el emplazamiento elegido fue la montaña de Montjuic, que de esta forma fue urbanizada y ganada como espacio público para la ciudad. La Exposición Internacional tuvo lugar del 20 de mayo de 1929 al 15 de enero de 1930, en un recinto proyectado por Josep Puig i Cadafalch, que comenzaba en la plaza de España, pasando por la avenida de América —actual avenida de la Reina María Cristina—, donde se ubicaban los grandes edificios de la Exposición, hasta el pie de la montaña, donde se situó el Palacio Nacional, el edificio principal de la Exposición.

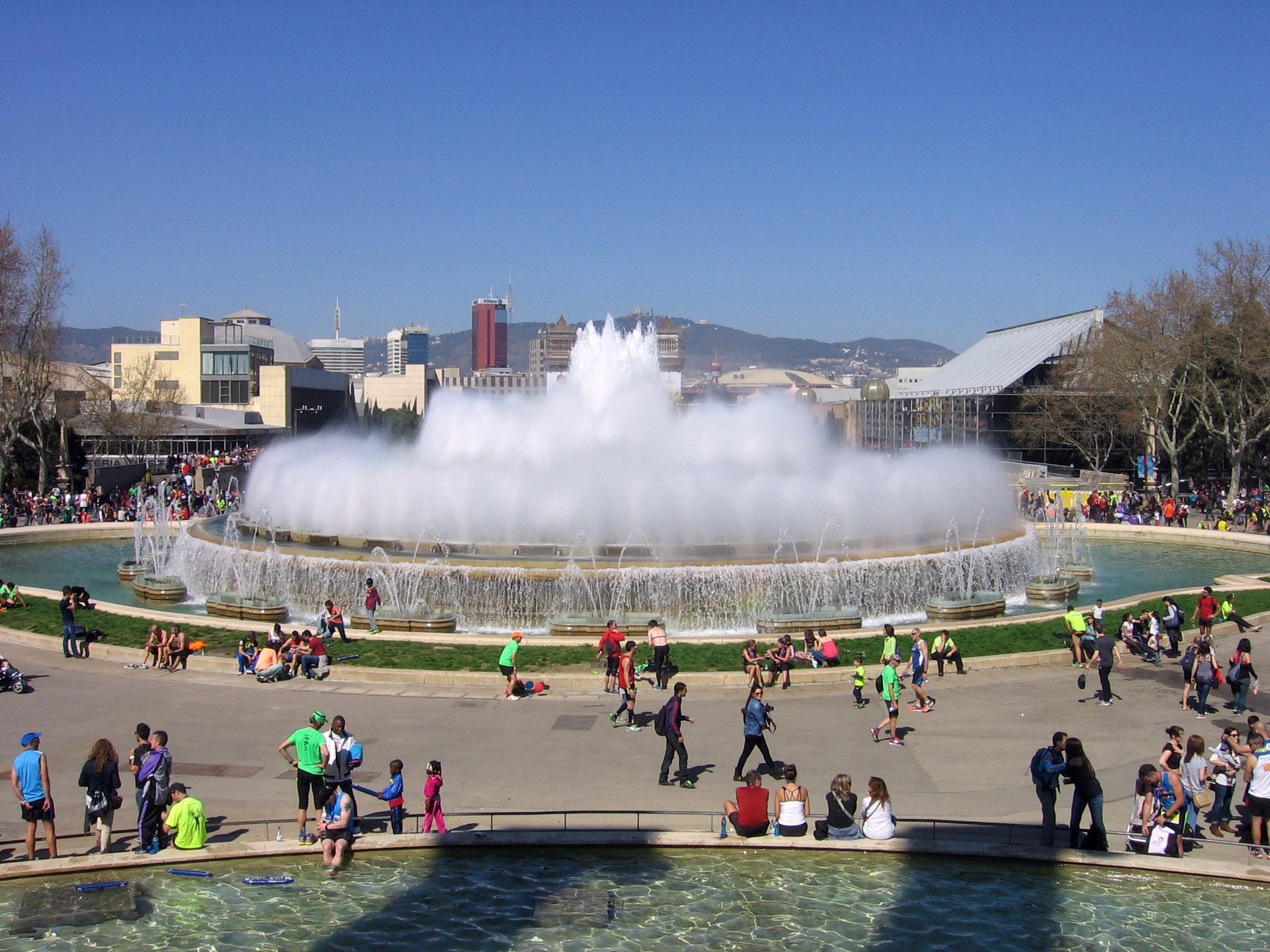
Fuente Mágica de Montjuic (1927-1928), de Carles Buïgas.

Uno de los monumentos más importantes de la Exposición fue la Fuente monumental de la plaza de España, diseñada por Josep Maria Jujol, con una ornamentada decoración escultórica obra de Miguel Blay y los hermanos Miquel y Llucià Oslé. De inspiración clásica, el sentido iconográfico de la obra representa una alegoría poética de España. Sobre un estanque de planta triangular se sitúa un edículo con tres nichos con grupos escultóricos que simbolizan los ríos que desembocan en los tres mares que rodean la península ibérica: el Ebro para el mar Mediterráneo, el Guadalquivir y el Tajo para el océano Atlántico y unas figuras de adolescentes para los ríos del mar Cantábrico, todos ellos obra de Blay. En los vértices del estanque se hallan tres grupos que representan los frutos y dones de las aguas: la Abundancia, la Salud Pública y la Navegación, obra de los hermanos Oslé. Alrededor del cuerpo central se encuentran tres columnas corintias con diversas figuras y emblemas que simbolizan la Religión, el Heroísmo y las Artes, todo ello diseñado por Jujol. Remata la obra un pebetero de fuego con tres Victorias, obra en bronce del escultor Frederic Llobet.
Entre la plaza de España y el Palacio Nacional se situó la fuente Mágica de Montjuic, obra de Carles Buïgas, que asombró al público por su fantástico juego de luces y surtidores de agua. Aun hoy es una obra emblemática de la capital catalana, donde suelen celebrarse espectáculos piromusicales en las fiestas de la Merced. Es de forma elipsoidal, formada por tres estanques concéntricos a distintos niveles, con 65 m de diámetro en su parte más ancha. Tiene treinta juegos de agua diferentes, con sus correspondientes coloraciones graduales, basadas en cinco colores: amarillo, azul, verde, rojo y blanco. Su motor de cinco bombas y 1100 caballos de potencia hace brotar 2600 litros de agua por segundo. Por sus juegos de luces en movimiento fue una obra precursora del arte cinético, aunque en aquel momento se le llamó «lumiartécnica».

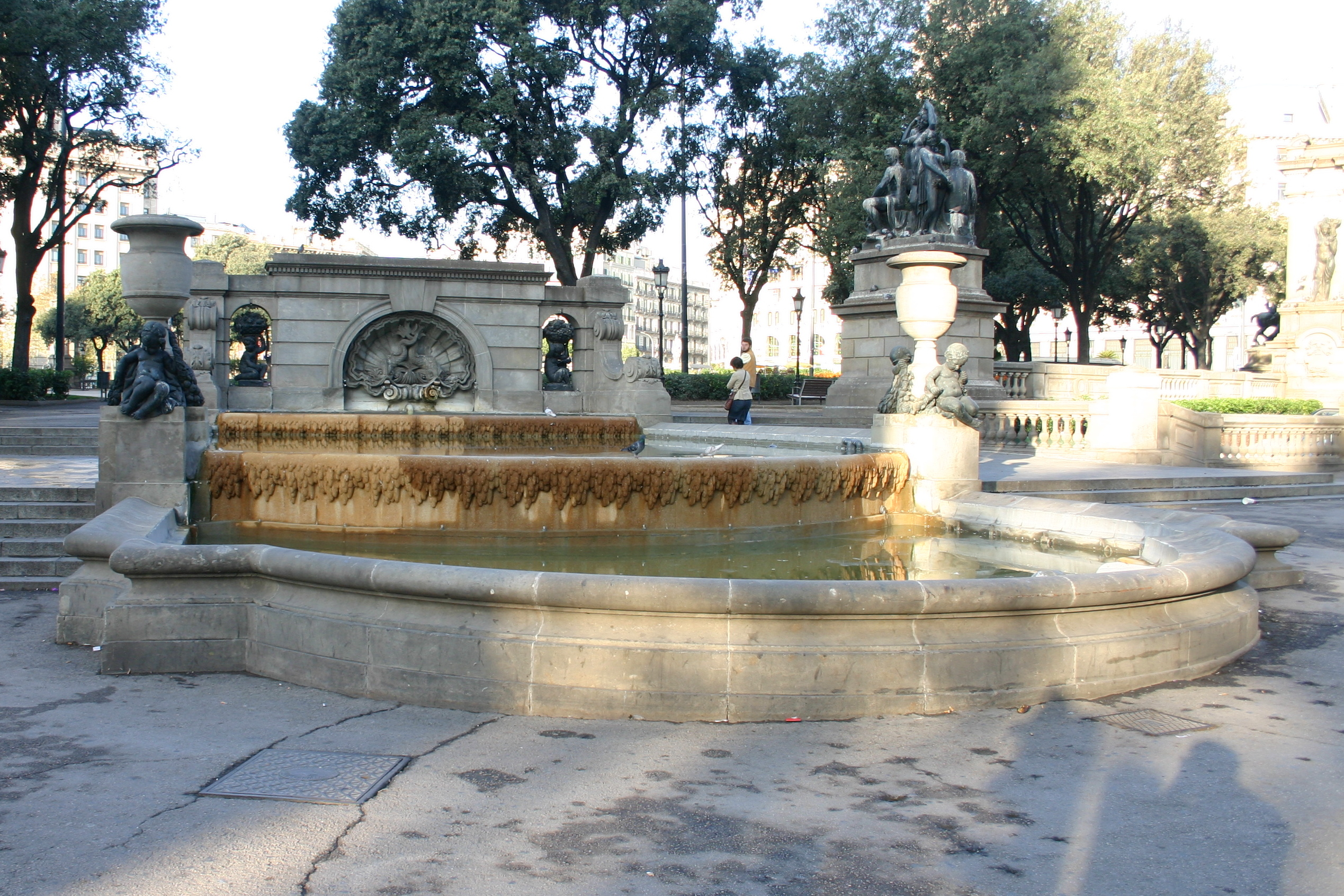
Fuente de los seis putti (1926), de Jaume Otero, plaza de Cataluña.

El año de la Exposición se realizaron otras dos fuentes más en Montjuic, la de la Maternidad y la de la calle de los Vivers. La primera fue obra de Joan Borrell, situada en la avenida del Marqués de Comillas, frente al Pueblo Español; realizada en piedra, presenta un altorrelieve con la figura de una mujer sosteniendo un niño en brazos, en un estilo que recuerda el Renacimiento florentino. La segunda, situada en la calle de los Vivers, es del mismo autor, y presenta igualmente un relieve con dos personajes clásicos, un hombre y una mujer, vestidos con túnica y girados el uno hacia el otro, de los que se desconoce su iconografía.

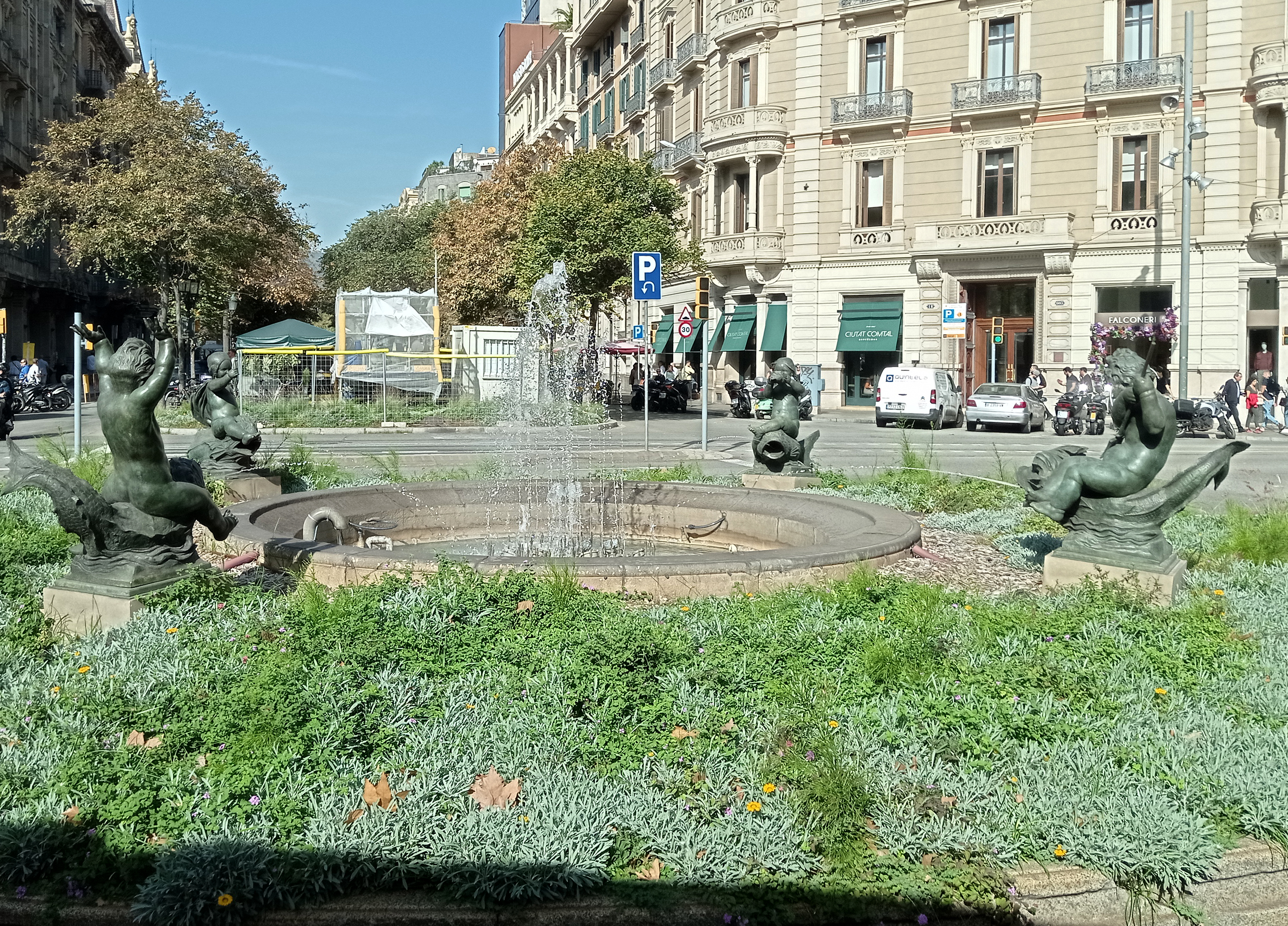
Niños cabalgando sobre peces (1928), de Frederic Marès

Además de las realizaciones en el recinto ferial, como en la anterior exposición se efectuaron diversas actuaciones por toda la ciudad. La más importante fue en la plaza de Cataluña, actualmente uno de los centros neurálgicos de la ciudad, pero que antiguamente era una explanada a las afueras del núcleo antiguo, que no empezó a urbanizarse hasta 1902. Con motivo precisamente de la Exposición se llevó a cabo una reurbanización de todo el espacio de la plaza, con un proyecto de Francesc Nebot. Para decorar la plaza se organizó un concurso público en 1927, en el que se decidió la instalación de veintiocho esculturas, entre ellas la Fuente de los seis putti, de Jaume Otero. Se trata de una fuente con una pequeña cascada, decorada, como su título indica, por seis figuras de putti o amorcillos, cuatro en torno a la fuente y dos bajo unos arcos en su parte superior. En la pared del fondo está representado el nacimiento de Venus, en el arco central del muro, que está flanqueado por dos más pequeños. Venus está representada en forma de venera, con dos peces entrelazados, y los dos putti que la flanquean portan cestos de frutas. La fuente cae en tres estanques sucesivos, los dos superiores ornamentados en forma de espuma, representando la sangre de Urano que al fecundar la espuma del mar dio origen a Venus; el estanque inferior cierra el conjunto, con unas molduras de formas barrocas. Los cuatro putti inferiores se encuentran flanqueando dos jarrones, y portan igualmente cestas con frutas.

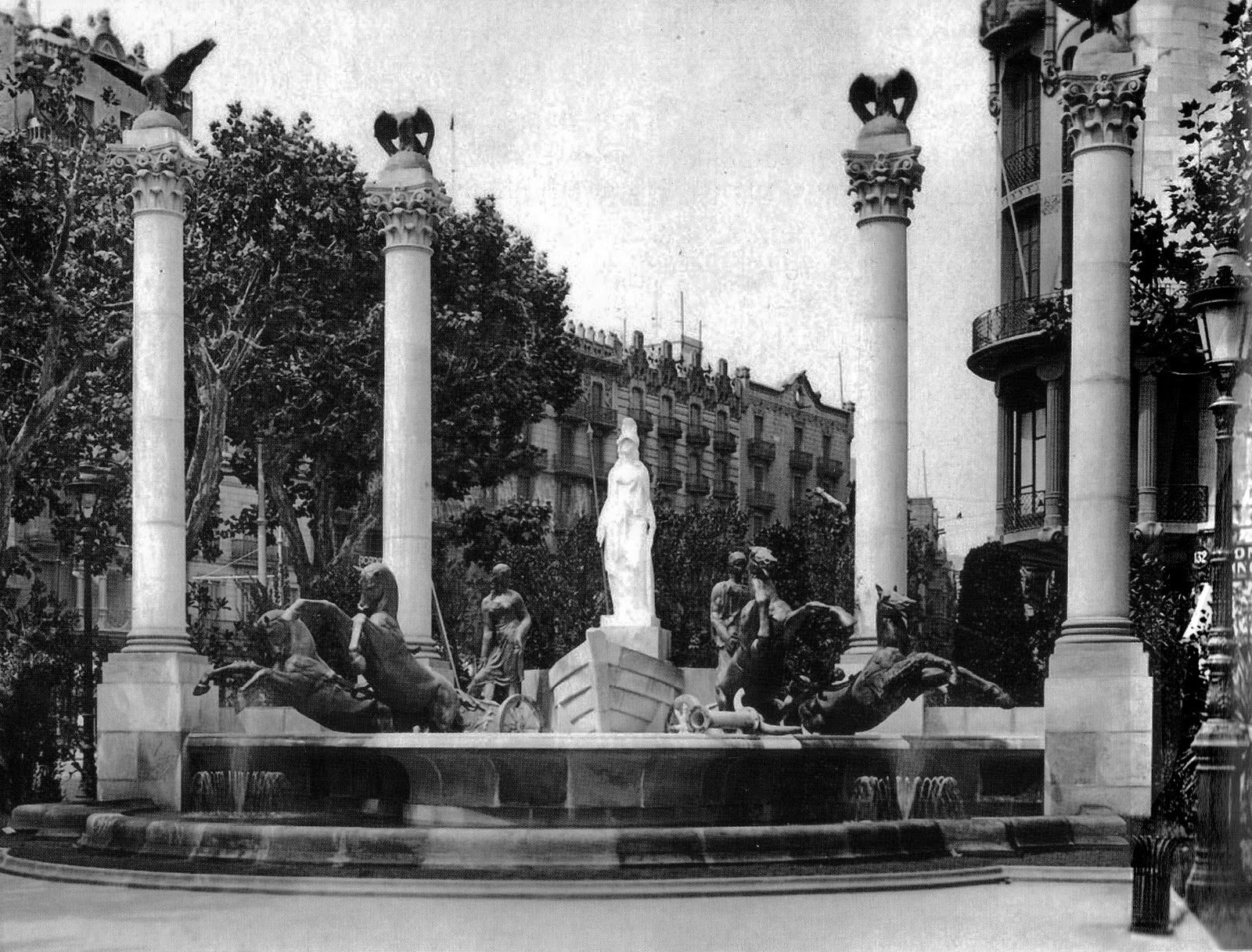
Fuente de la Aurora (1929), de Joan Borrell, fotografía histórica con el conjunto original, actualmente desmembrado.

Originalmente estaba también en la plaza el grupo Niños cabalgando sobre peces (1928), de Frederic Marès, una fuente con surtidores de agua y cuatro de las figuras que indica el título, que fue trasladada en 1961 al cruce de Gran Vía y Rambla de Cataluña. Las figuras son dinámicas y dotadas de una personalidad propia, cada una con un sello diferencial: hay dos niños y dos niñas, los primeros aparecen uno con un tridente y otro con los brazos en alto, mientras que las segundas se encuentran una soplando una caracola y otra sujetando una serpiente.

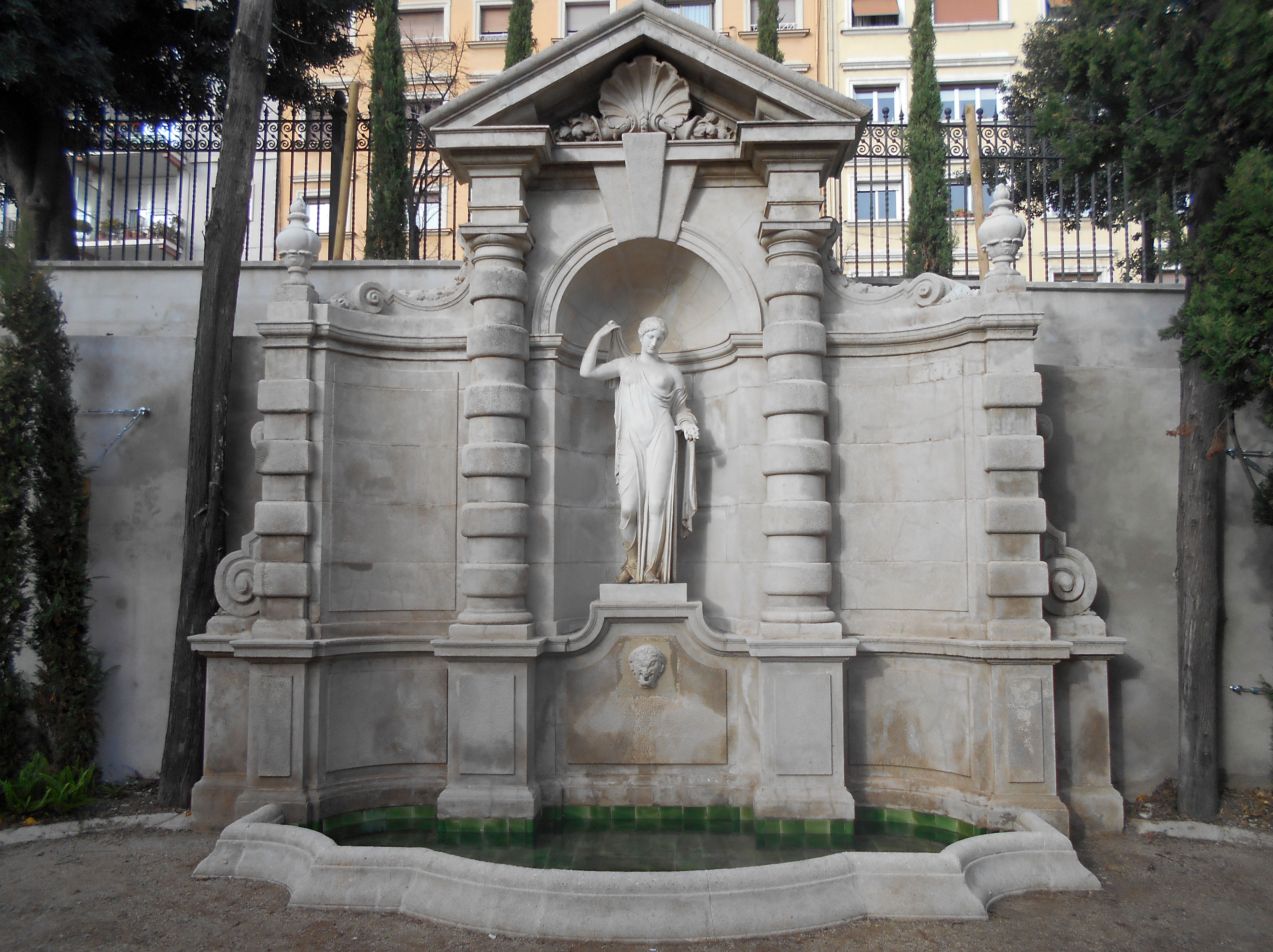
Fuente de la Venus de Fréjus, de Adolfo Florensa (1930), jardines del Doctor Pla i Armengol

Otra fuente realizada en el contexto de la Exposición fue la fuente de la Aurora (1929), obra de Joan Borrell. Fue concebida como elemento ornamental para decorar los Jardinets de Gràcia —actualmente jardines de Salvador Espriu—, situados en la parte superior del paseo de Gracia, realizados por Nicolás María Rubió Tudurí. La obra comprendía un grupo escultórico situado sobre un estanque, que constaba de una figura central, Minerva, de pie sobre una barca, que sujetaba dos cuadrigas tiradas cada una por dos caballos, una dirigida por Helios (el sol), y otra por Selene (la luna), más dos ninfas situadas a sus pies y unas columnas rematadas con águilas. Sin embargo, la obra no gustó a los vecinos, y en 1931 fue desmontada y guardada en un almacén municipal. Algunos años más tarde, algunas de sus piezas fueron colocadas de forma separada en otros lugares de la ciudad: uno de los carros, el de Helios, fue instalado en 1934 en el Turó Park; una de las ninfas, titulada Ninfa que se peina, se situó en la plaza Joaquim Folguera en 1968; las águilas fueron ubicadas en el Zoo de Barcelona en 1969; la figura de Minerva fue colocada en 2003 en el paseo de Santa Madrona, en Montjuic, en una hornacina del Instituto Cartográfico de Cataluña; y la figura de Selene fue colocada en 2014 en la avenida de Vallcarca, cerca de la plaza de Lesseps.
Pasada ya la Exposición y ya en el ámbito privado conviene recordar la Fuente de la Venus de Fréjus, diseñada en estilo novecentista por Adolfo Florensa en 1930. Se encuentra en la puerta de entrada de la antigua finca del Instituto Ravetllat-Pla, actualmente jardines del Doctor Pla i Armengol. Presenta un pequeño estanque polilobulado y un edículo con un nicho central con una escultura de Venus y rematado por un frontón, así como dos alas laterales de forma cóncava y rematadas con volutas y jarrones de piedra, separadas del cuerpo central por columnas fajadas. La estatua de Venus es una copia de la Venus de Fréjus (c. siglo IV a. C., Museo del Louvre, París), de un estilo derivado de Fidias.

#### Segunda República y dictadura franquista

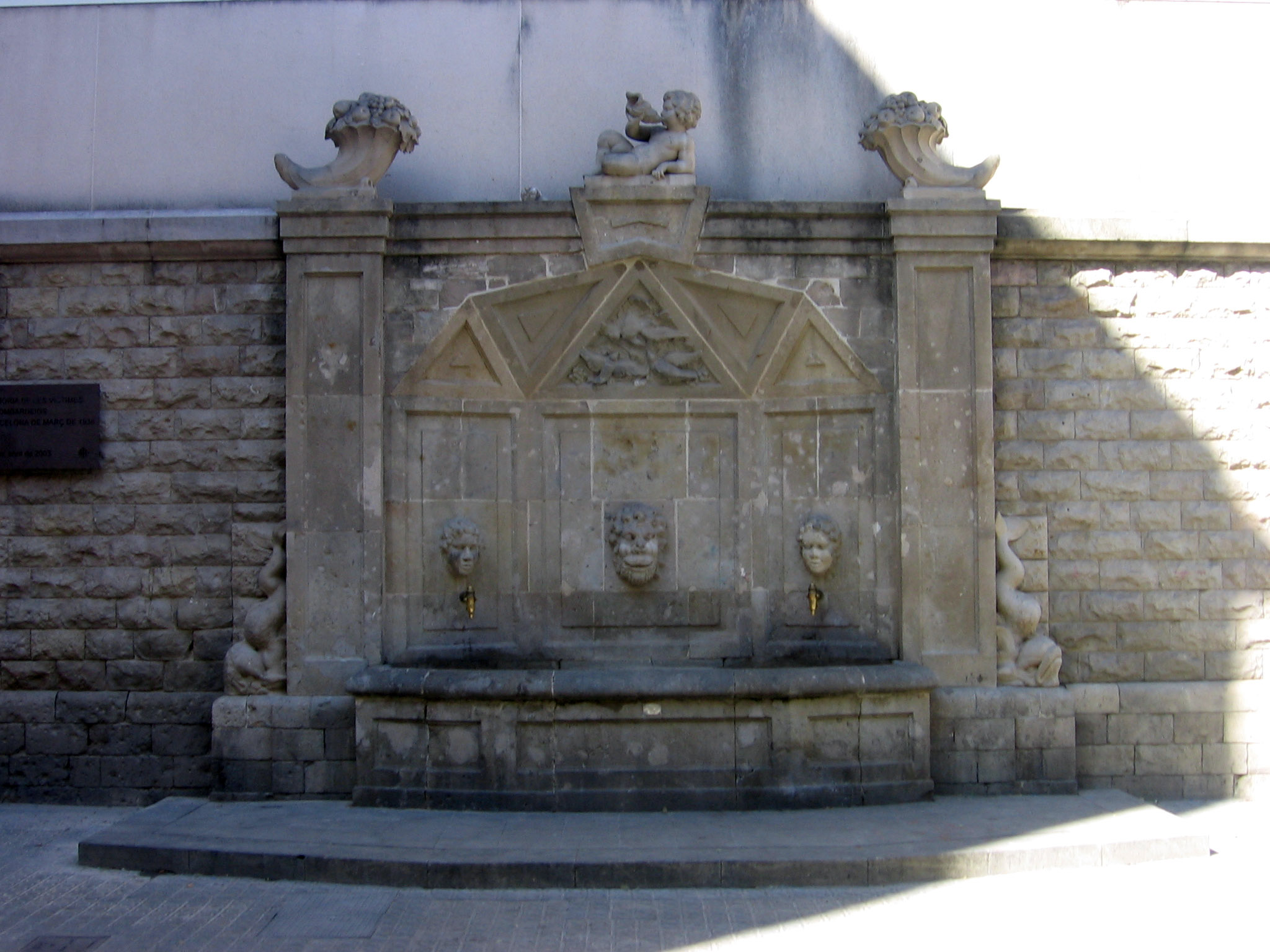
Fuente del Carmen (1931), de Josep Goday, plaza de Joan Amades.

Durante los años de la Segunda República y la Guerra Civil no se realizaron excesivos monumentos, debido a la inestabilidad política y la convulsa situación del país. En cuanto a fuentes, únicamente se realizó en 1931 la fuente del Carmen, en la plaza de Joan Amades, obra de Josep Goday. Realizada en piedra, presenta un estilo novecentista que sin embargo recuerda las fuentes góticas, principalmente a causa de los mascarones. La fuente está adosada al muro del colegio Milà i Fontanals, y presenta un cuerpo central con una pila inferior sobre la que se sitúan tres mascarones, el central en forma de cabeza de león y los laterales de jóvenes muchachos, que originalmente vertían el agua por la boca, función efectuada en la actualidad por unos grifos; sobre estos mascarones se sitúa un relieve con pájaros, y el cuerpo central está coronado con un angelote tocando un cuerno; en los laterales se encuentran unas pilastras rematadas por cornucopias y con unas figuras de peces en los laterales inferiores.

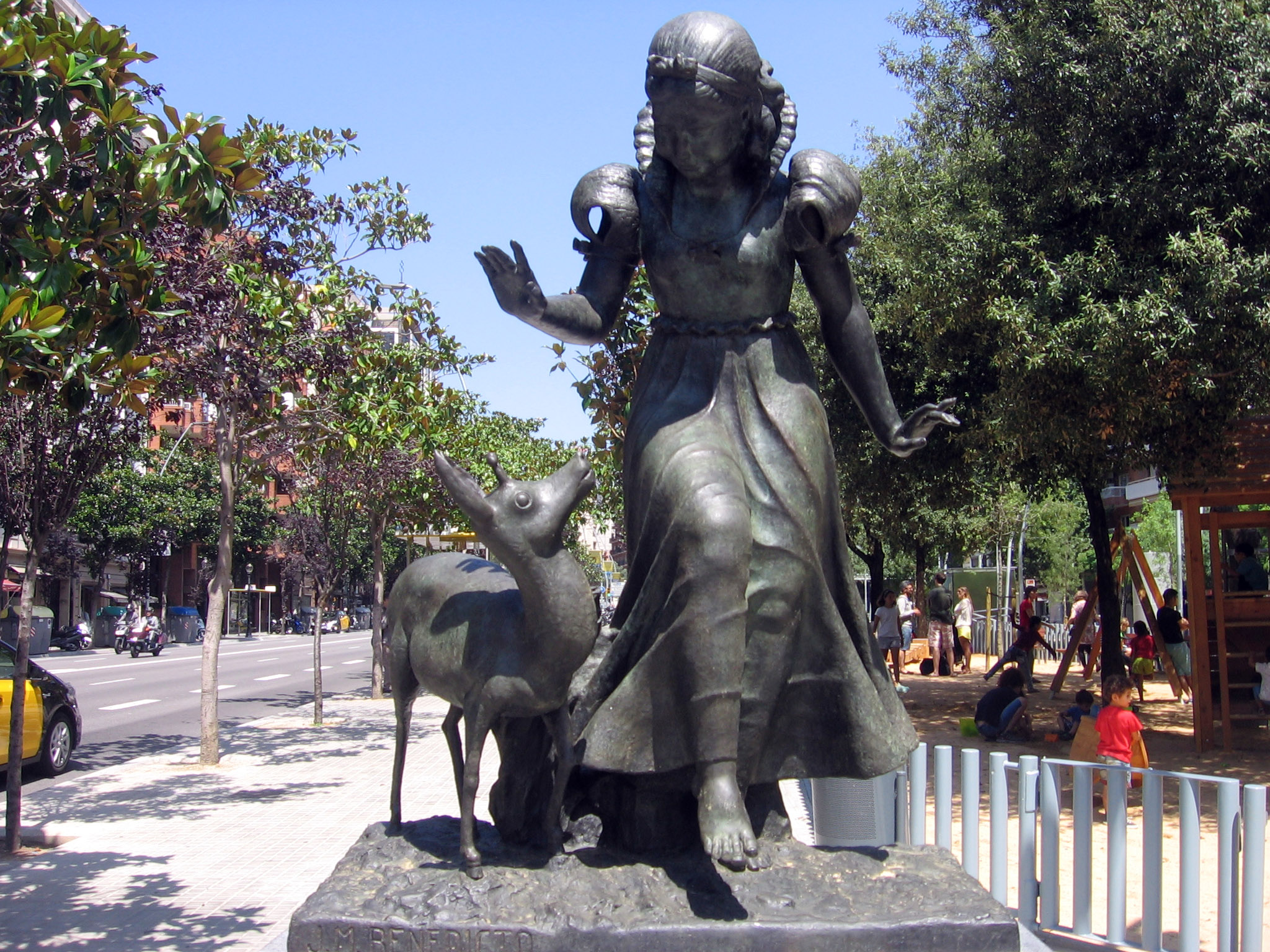
Fuente de Blancanieves (1947), de Josep Manuel Benedicto, plaza de Gala Placidia.

Tras la guerra se retomó la instalación de fuentes y monumentos en la ciudad. En 1947 se instalaron dos fuentes en los distritos del Ensanche y Gracia, siguiendo con la tradición iniciada en los años 1910-1920. Ambas fueron obra de Josep Manuel Benedicto, realizadas en bronce sobre una base de piedra. La primera, la fuente de Blancanieves, se situó en la plaza de Gala Placidia, y representa al famoso personaje de los hermanos Grimm, con su protagonista ataviada como en la película de Walt Disney, acompañada de un cervatillo. La otra fue la fuente del Niño Pescador, en Diagonal con Casanova, compuesta por la figura de un niño que sostiene en su mano izquierda un pez que acaba de coger, mientras que alza la derecha en señal de victoria; a los lados se encuentran dos tritones elaborados igualmente en bronce.
Dos años después se instaló la fuente de Rut en la plaza de la Virreina, realizada por Josep Maria Camps i Arnau en bronce. Representa al personaje bíblico protagonista del Libro de Rut, una mujer moabita viuda y sin hijos, símbolo de la fidelidad familiar. Aparece de pie con un manojo de espigas, en actitud de avanzar, con un movimiento enfatizado por los pliegues de la ropa.

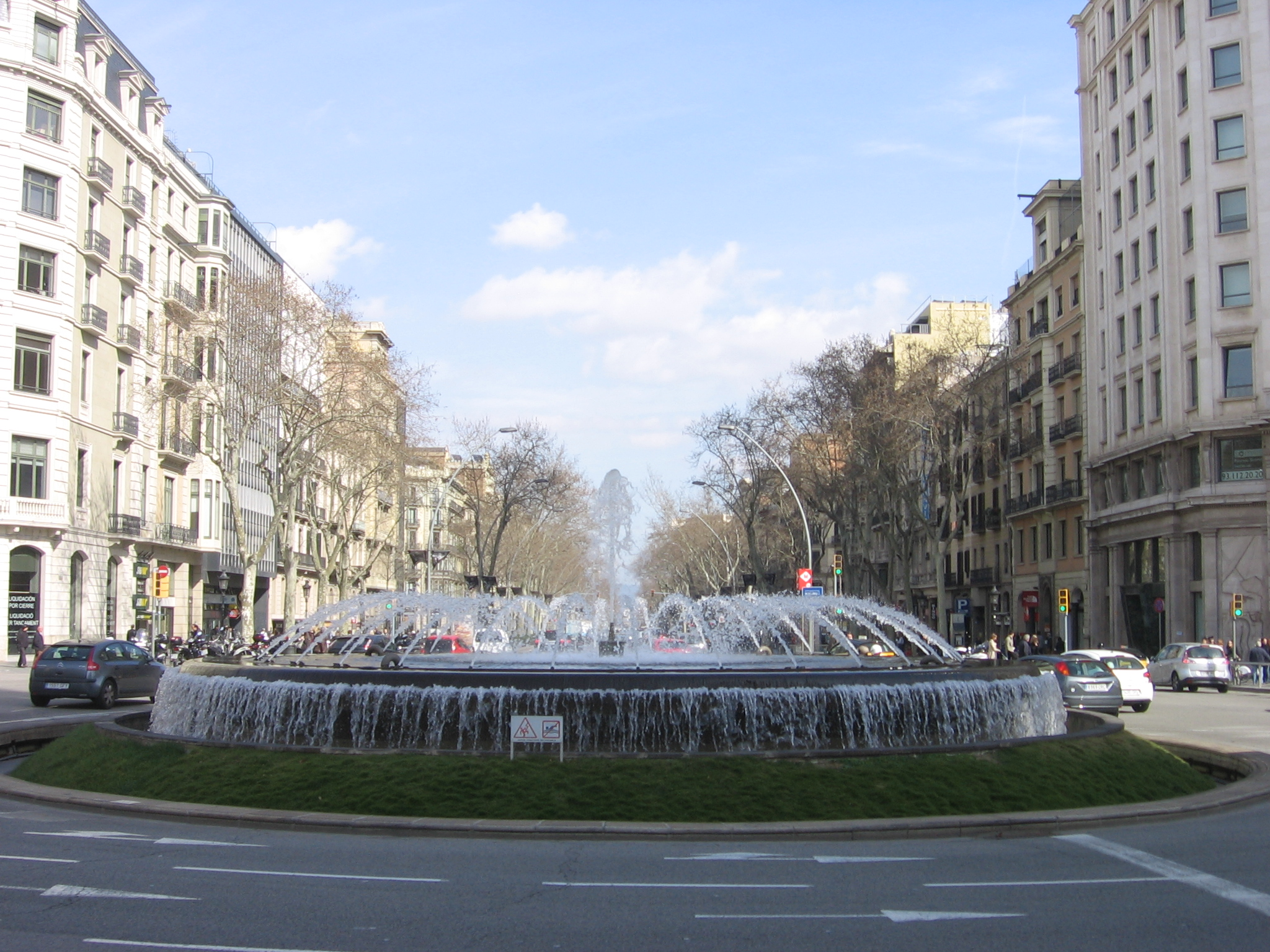
Fuente monumental del paseo de Gracia (1952), de Josep Soteras.

En 1952, en el transcurso de una serie de reformas llevadas a cabo en toda la ciudad con motivo del XXXV Congreso Eucarístico Internacional, se instaló en el cruce de la Gran Vía con el paseo de Gracia una fuente monumental, realizada por Josep Soteras. Está compuesta por una gran taza de 13,5 metros de diámetro, con dieciocho surtidores que envuelven uno central que alcanza los 17 metros de altura, rodeada por un talud de césped que alberga las luces que hacen juego con el agua. Realizada sin mucho presupuesto, su ejecución responde más a la ornamentación de una rotonda para regular el tráfico que no a la monumentalidad de las fuentes de estas características.
En 1955 se colocó en los jardines del Doctor Fleming el Monumento a Alexander Fleming, obra de Josep Manuel Benedicto. La fuente se halla en una hornacina en la pared de la Academia de Medicina, y consta de una pila con un mascarón que vierte el agua, sobre el que se sitúa un busto del descubridor de la penicilina.
Poco después, en 1958, se inauguró en la plaza de la Villa de Madrid la fuente de la Maja madrileña, obra de Lluís Montané. Está formada por un pedestal de piedra de forma prismática, con pilas en sus cuatro costados sobre las que vierten agua unos peces, y con conchas marinas en las cuatro esquinas, así como los escudos de Madrid y Barcelona; sobre este pedestal se alza la figura de la maja, elaborada en mármol, que viste un traje típico y se lleva la mano izquierda al pecho, donde sostiene un abanico.
Al año siguiente se instaló en el patio del Palacio Episcopal de Barcelona una fuente con una columna en cuyo capitel se encuentran cuatro bocas de agua en forma de cabeza de ángel, en el centro de un pequeño parterre rodeado de cuatro farolas. Sobre la columna se encuentra una imagen de la Virgen María, titulada Mater Divinae Gratiae, obra original de Josep Maria Camps i Arnau que fue sustituida en 1959 por otra de Tomàs Bel Sabatés debido a la erosión de la piedra.
Ese mismo año se colocó en la plaza Brugada la Fuente de Carmen Amaya, obra de Rafael Solanic. Dedicada a la célebre bailaora, está elaborada en piedra y adosada al muro de la plaza, donde un arco ciego acoge un relieve con figuras de cinco niños desnudos, dos tocando la guitarra y otros tres bailando, motivo que provocó la protesta del párroco de la zona, al que contestó la propia bailarina arguyendo que eran angelitos, y que estos siempre van desnudos. La fuente se halla junto al paseo Marítimo de la Barceloneta, donde durante la posguerra se hallaba el barrio de barracas del Somorrostro, donde nació Amaya.

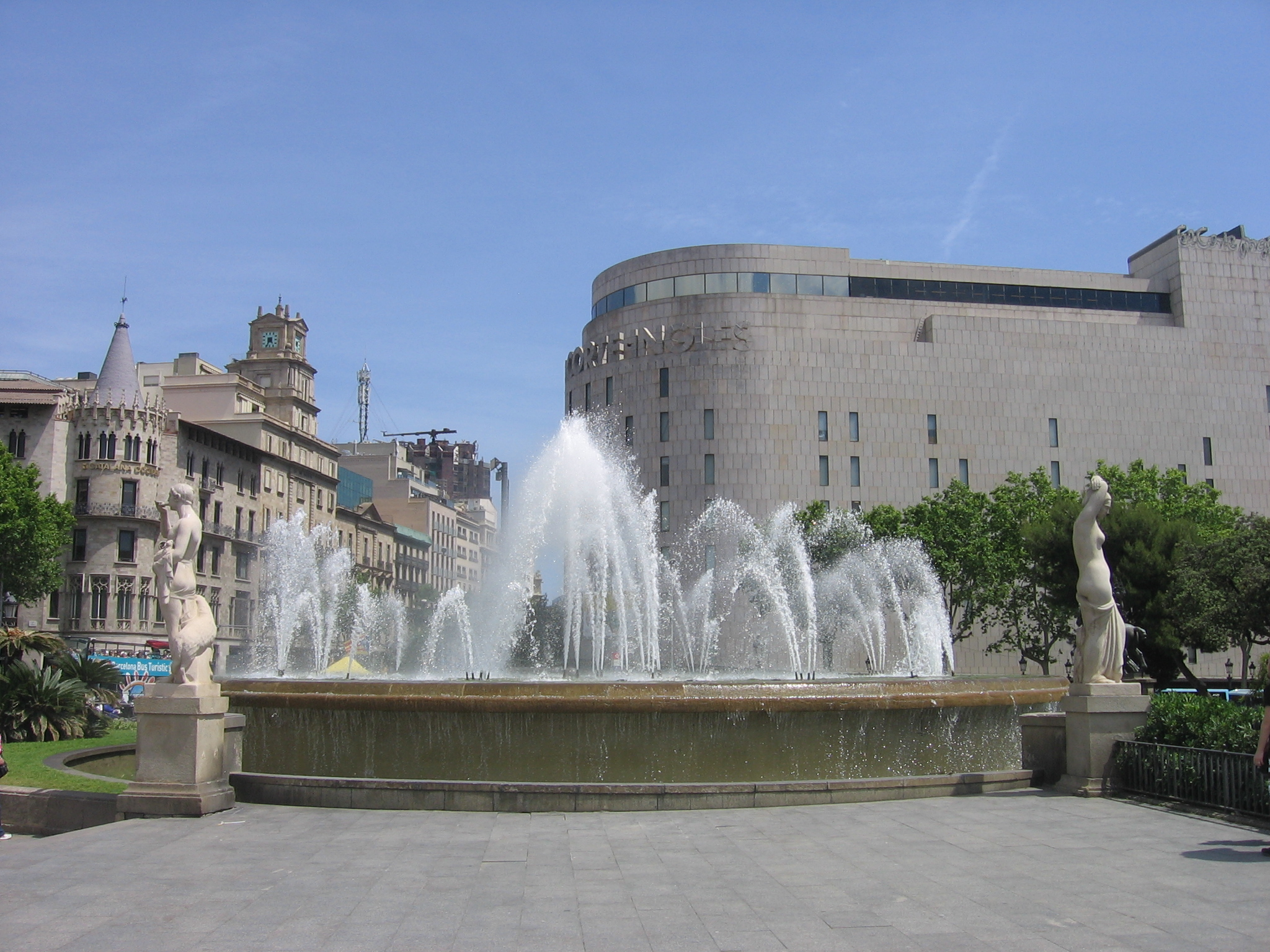
Fuente de la plaza de Cataluña, lado Besós.

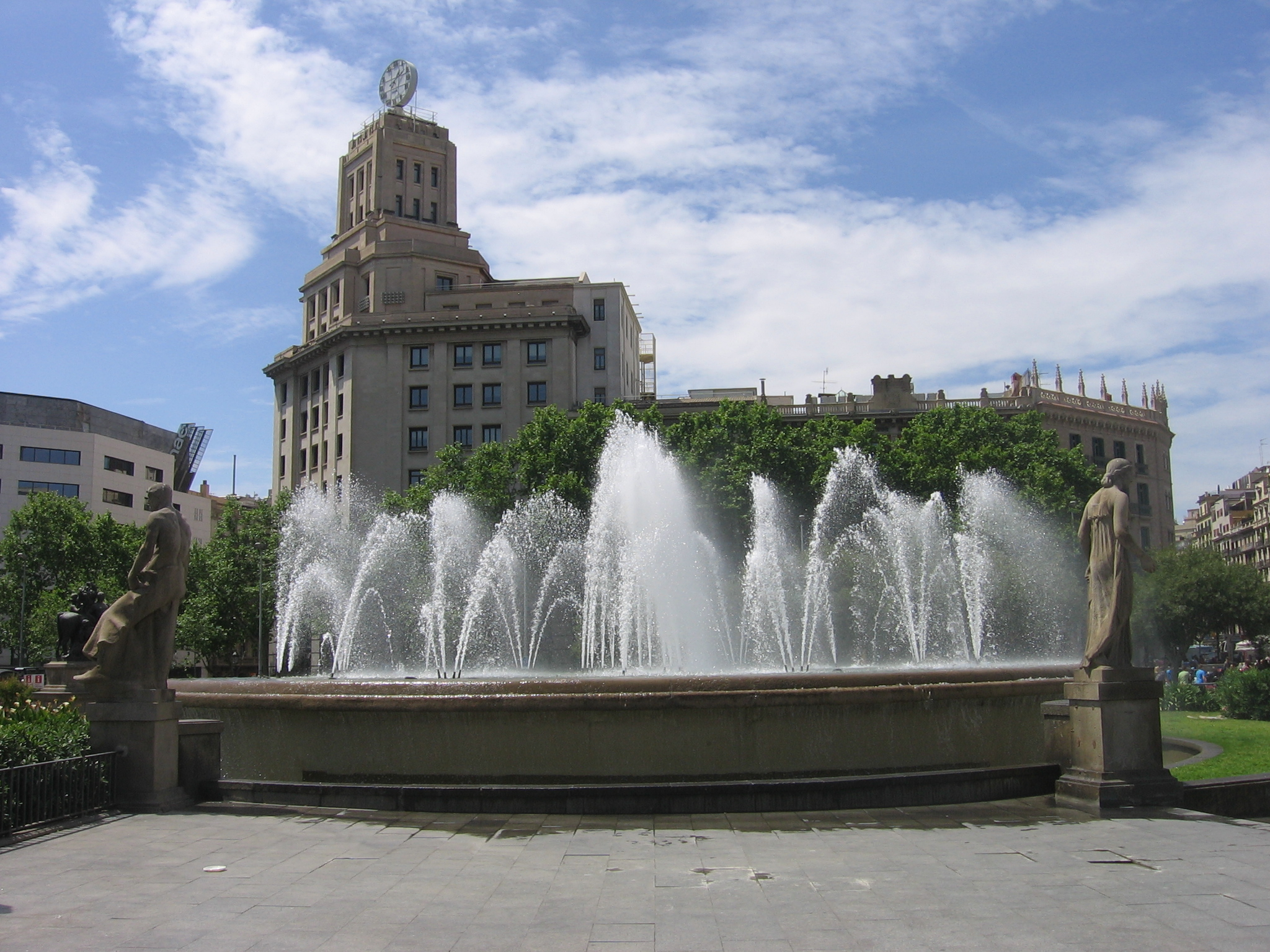
Fuente de la plaza de Cataluña, lado Llobregat.

El mismo 1959 se decidió la colocación de dos fuentes monumentales en la terraza superior de la plaza de Cataluña, situadas en la galería de estatuas procedentes de la Exposición de 1929. Fueron obra de Fernando Espiau Seoane, y son dos fuentes gemelas de 21,60 metros de diámetro, de forma circular, con una serie de surtidores laterales y uno central de mayor altura. Estas fuentes sustituyeron la de los Niños cabalgando peces de Frederic Marès, que fue trasladada a la Gran Vía con Rambla de Cataluña.
En 1961 se inauguró en la plaza Adriano la fuente de la Lección, obra de Manuel Silvestre de Edeta. Sobre un pedestal de obra vista se alza una escultura realizada en piedra de dos jóvenes abrazadas, una con un libro en las manos que leen las dos simultáneamente. Esta fuente formaba parte de un conjunto de diez esculturas premiadas en un concurso organizado ese año para decorar diversos espacios verdes de la ciudad.
Al año siguiente se instaló en la plaza de San Felipe Neri una fuente diseñada por el arquitecto Joaquim de Ros de Ramis, formada por una taza octogonal, sobre la que se elevaba una columna de unos tres metros de altura, con una taza circular de menor tamaño en su parte inferior, y coronada por una estatua de san Severo, obra de Josep Miret. Esta figura fue robada al año siguiente y sustituida por una estatuilla del mismo autor conocida como El estudiante, igualmente sustraída a finales de los años 1970. Actualmente solo queda el cuerpo de la fuente.
En la avenida del Paralelo se colocó en 1966 la fuente de la Violetera, de Josep Viladomat. Elaborada en bronce, está dedicada a la cantante Raquel Meller, popular intérprete de la canción La Violetera. La escultura retrata a la cupletista ataviada con un traje de época y con un cesto de violetas en la mano. Viladomat se basó en fotografías de juventud de la cantante, y para el vestido encargó un diseño original a una modista. Del conjunto destaca la postura de ligero movimiento y el detallismo en los pliegues de la ropa.
Durante los años 1960 y 1970 se produjeron numerosas actuaciones en el conjunto de parques y jardines, que vivieron una época de esplendor bajo las directrices de Lluís Riudor y Joaquim Casamor. Entre 1963 y 1967, gracias a la donación a la ciudad del Castillo de Montjuic, se creó en sus aledaños los jardines del Mirador del Alcalde, con una fuente diseñada por Carles Buïgas en la pendiente de una colina, donde a través de una serie de terrazas cae el agua desde unos surtidores situados en la parte superior hasta un estanque en la inferior. En 1970 se constituyeron en torno al Palacete Albéniz, residencia de la familia real española en Barcelona, los jardines de Joan Maragall, los cuales presentan un amplio conjunto de fuentes y estanques, así como más de veinte esculturas. Destacan dos fuentes gemelas situadas a cada lado del palacio, decoradas con esculturas de niños tritones; unas cascadas situadas frente al palacio decoradas con esculturas femeninas de Luisa Granero; y un estanque con cuatro angelotes que sostienen respectivamente un pez, una flauta, una rana y una caracola de mar, elaborados igualmente por Luisa Granero.

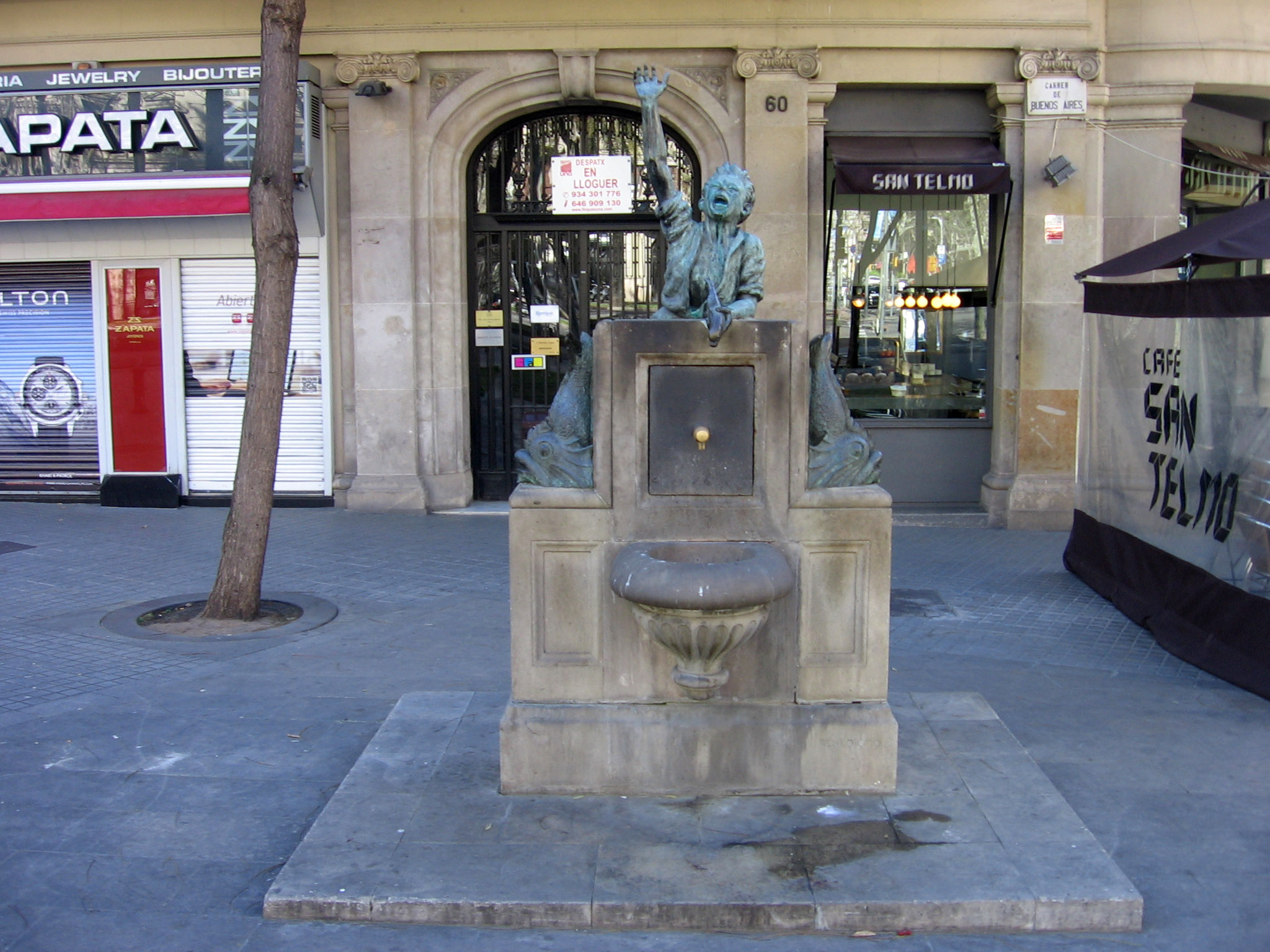
Fuente del Niño Pescador (1947), de Josep Manuel Benedicto, Diagonal con Casanova.
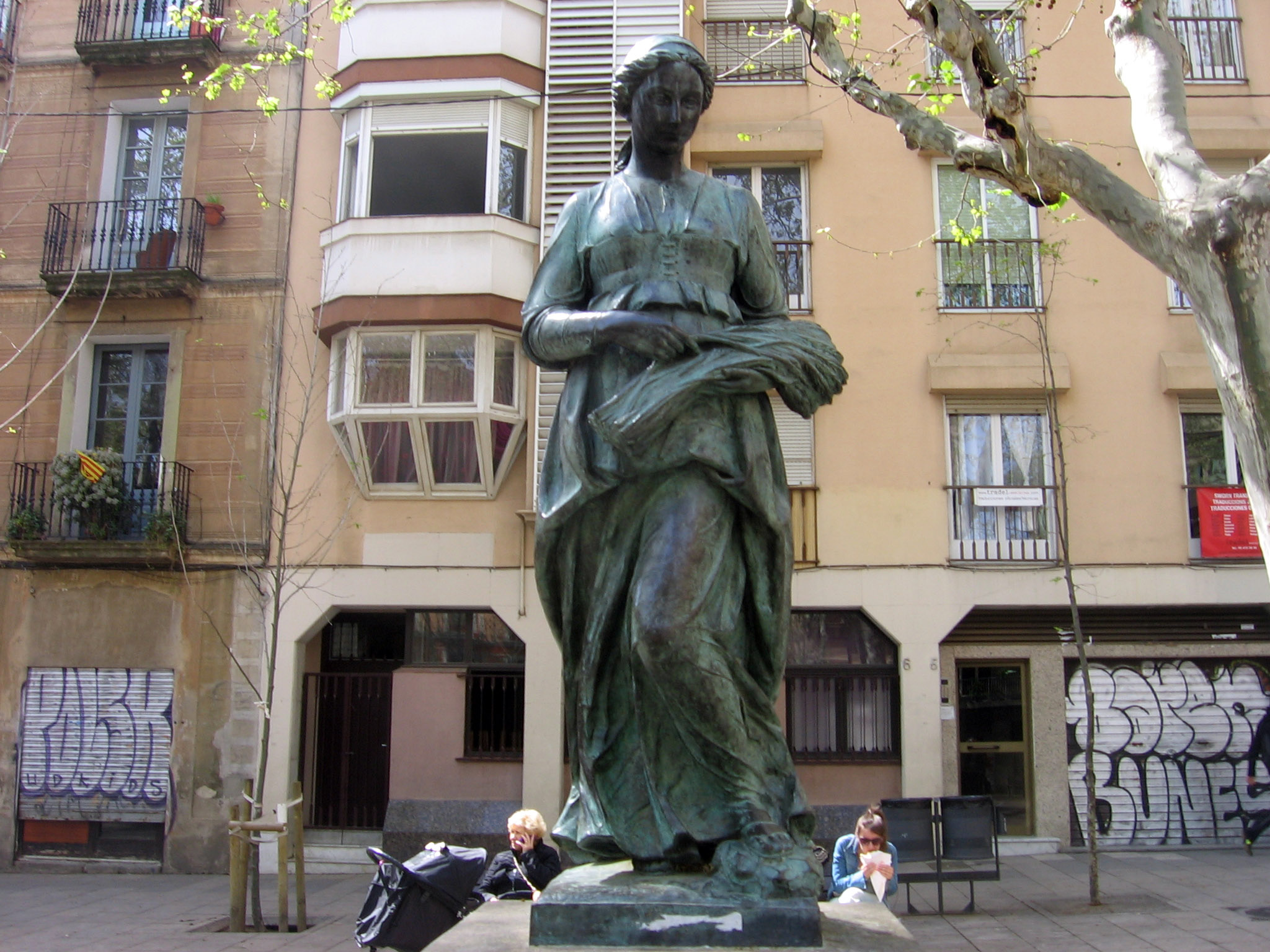
Fuente de Rut (1949), de Josep Maria Camps i Arnau, plaza de la Virreina.
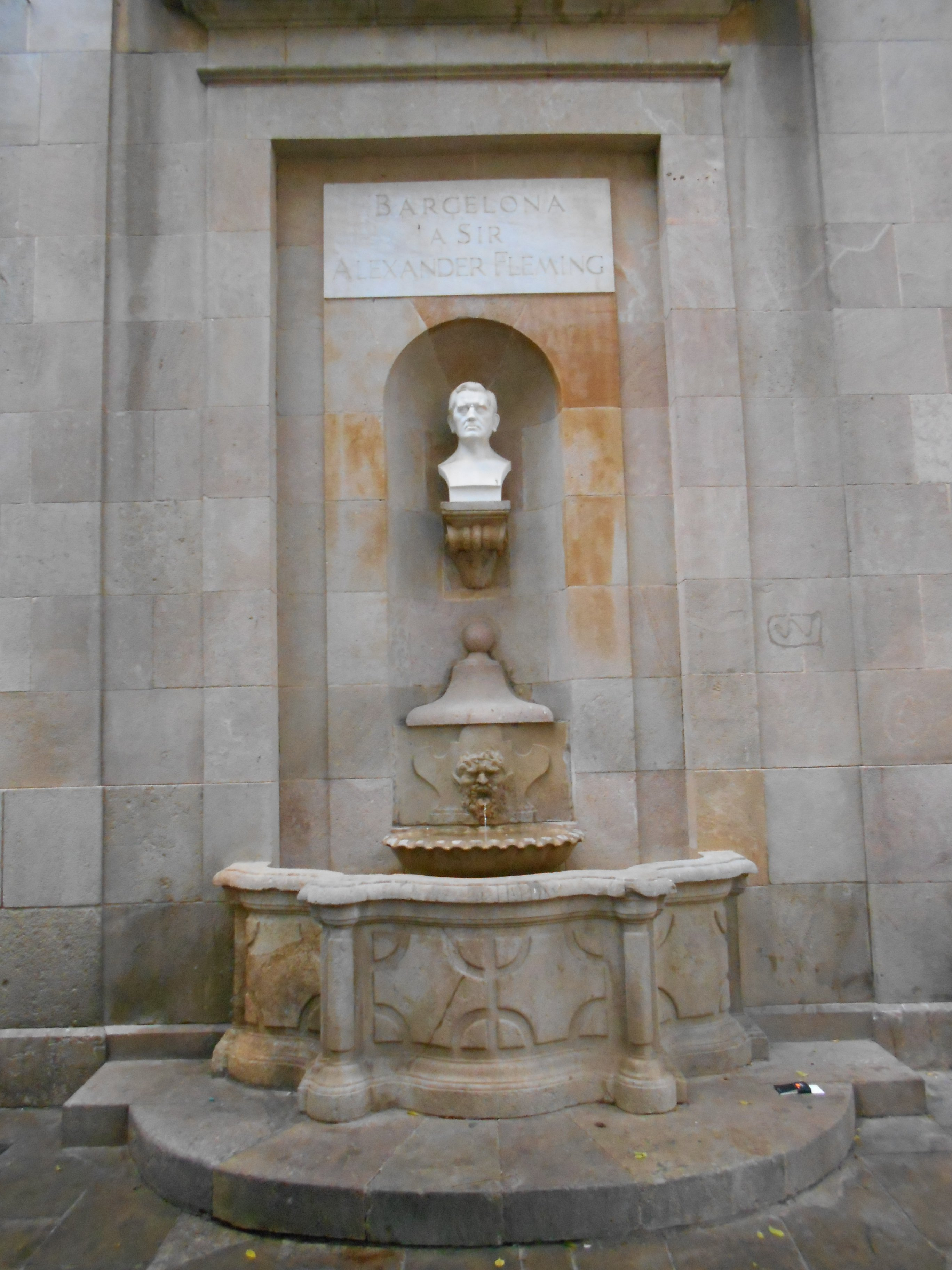
Monumento a Alexander Fleming (1955), Josep Manuel Benedicto.
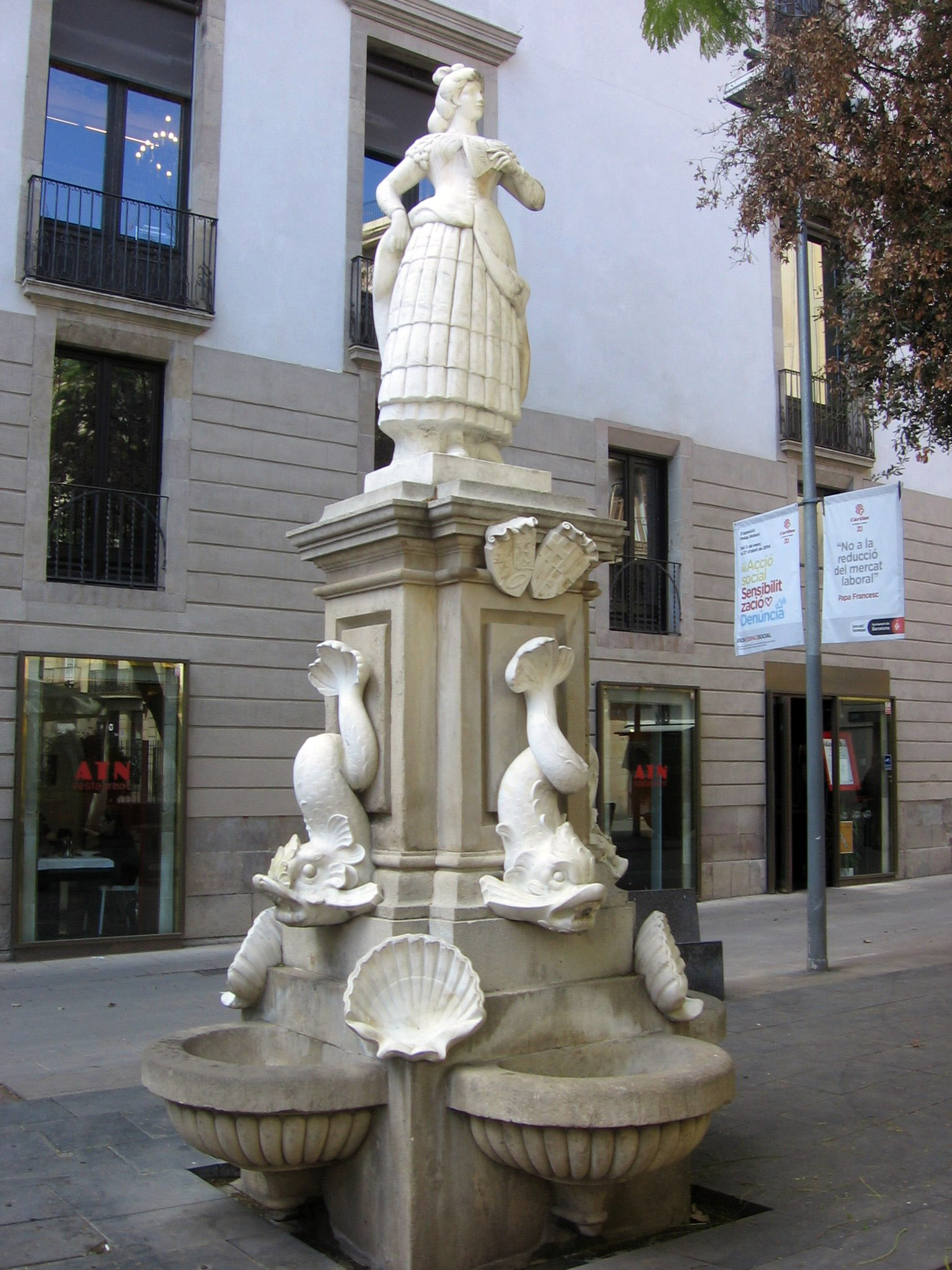
Fuente de la Maja madrileña (1958), de Lluís Montané, plaza de la Villa de Madrid.
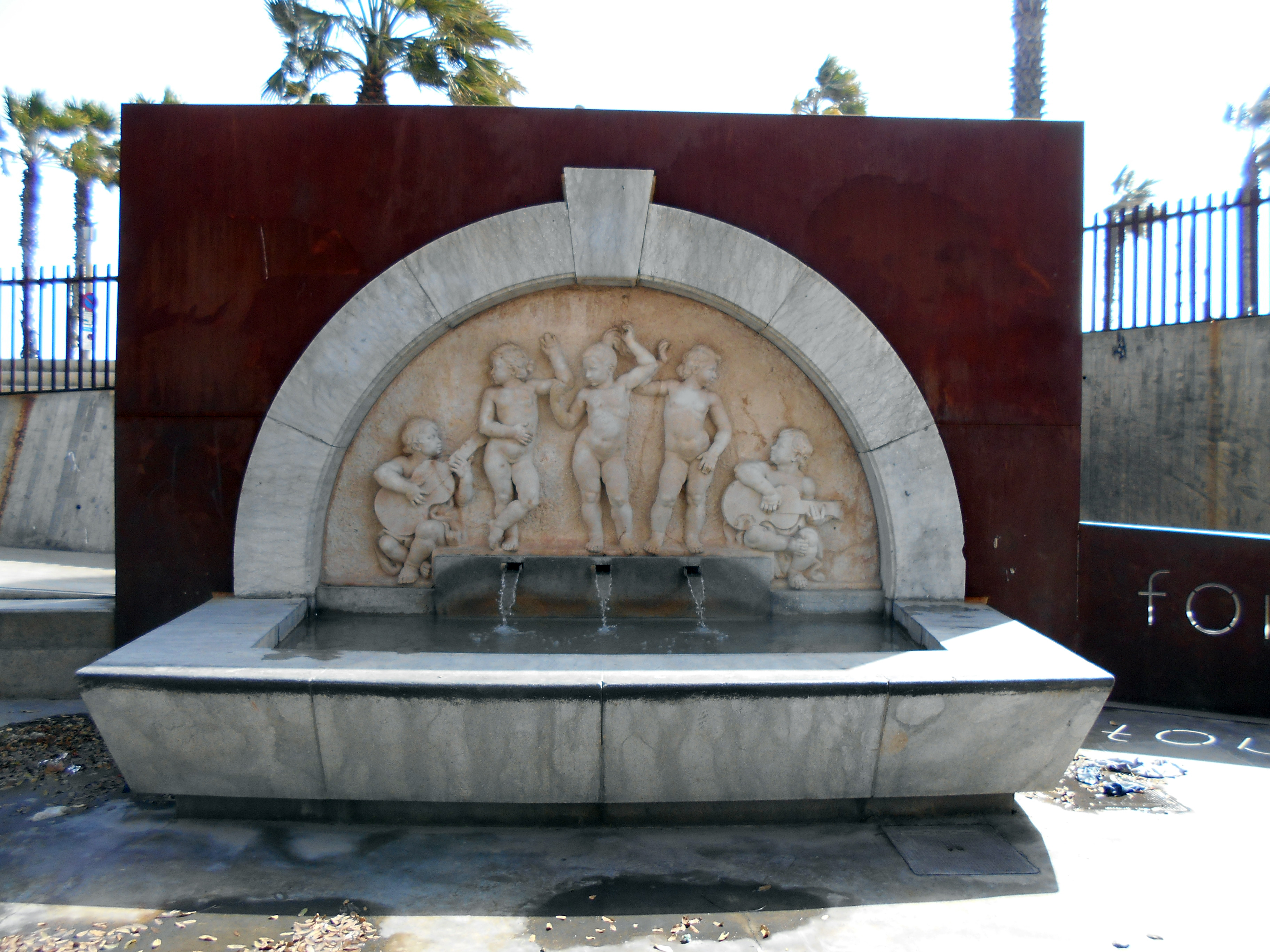
Fuente de Carmen Amaya (1959), de Rafael Solanic, plaza Brugada.
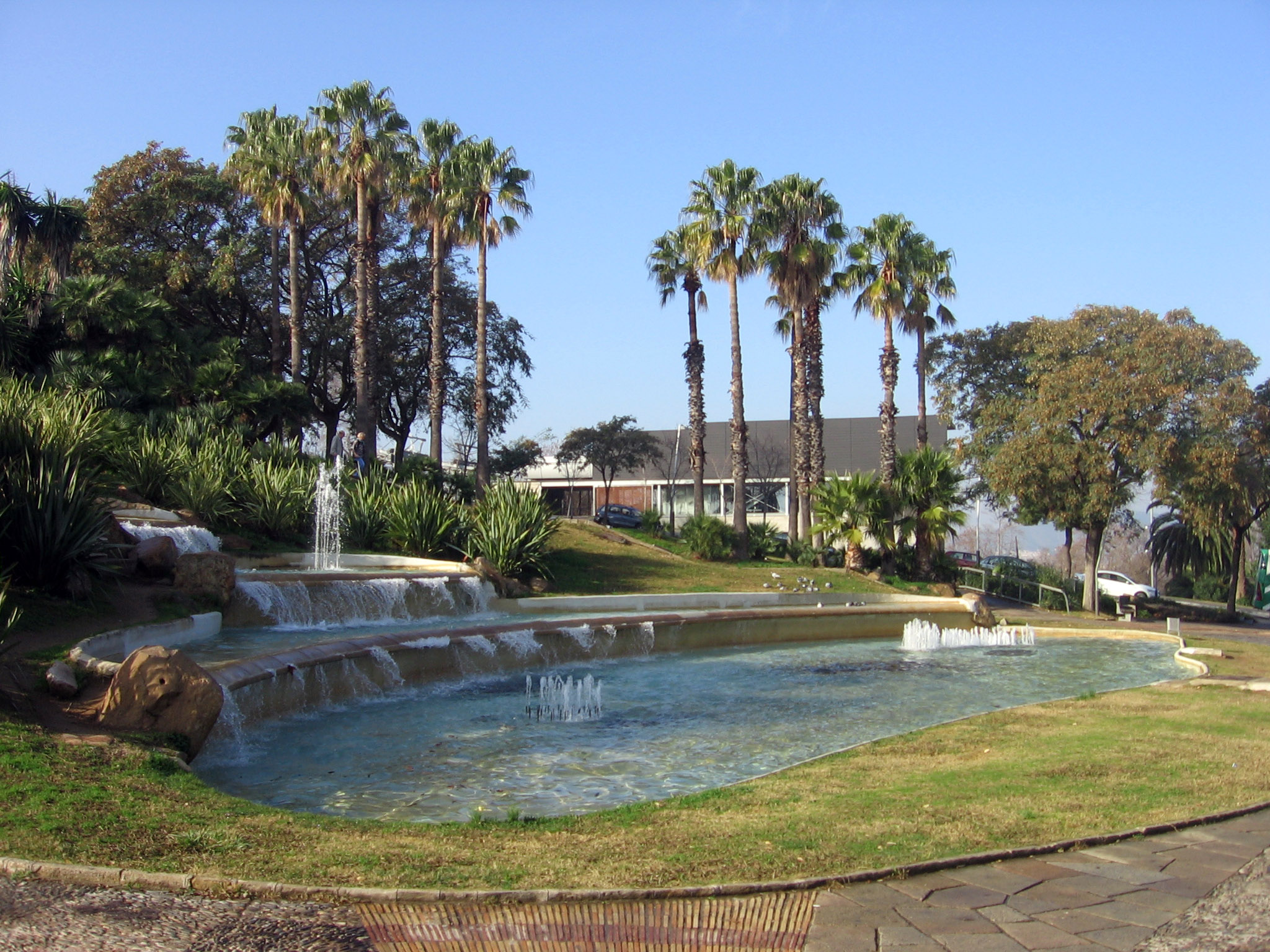
Fuente de los Jardines del Mirador del Alcalde (1963-1967), de Carles Buïgas.
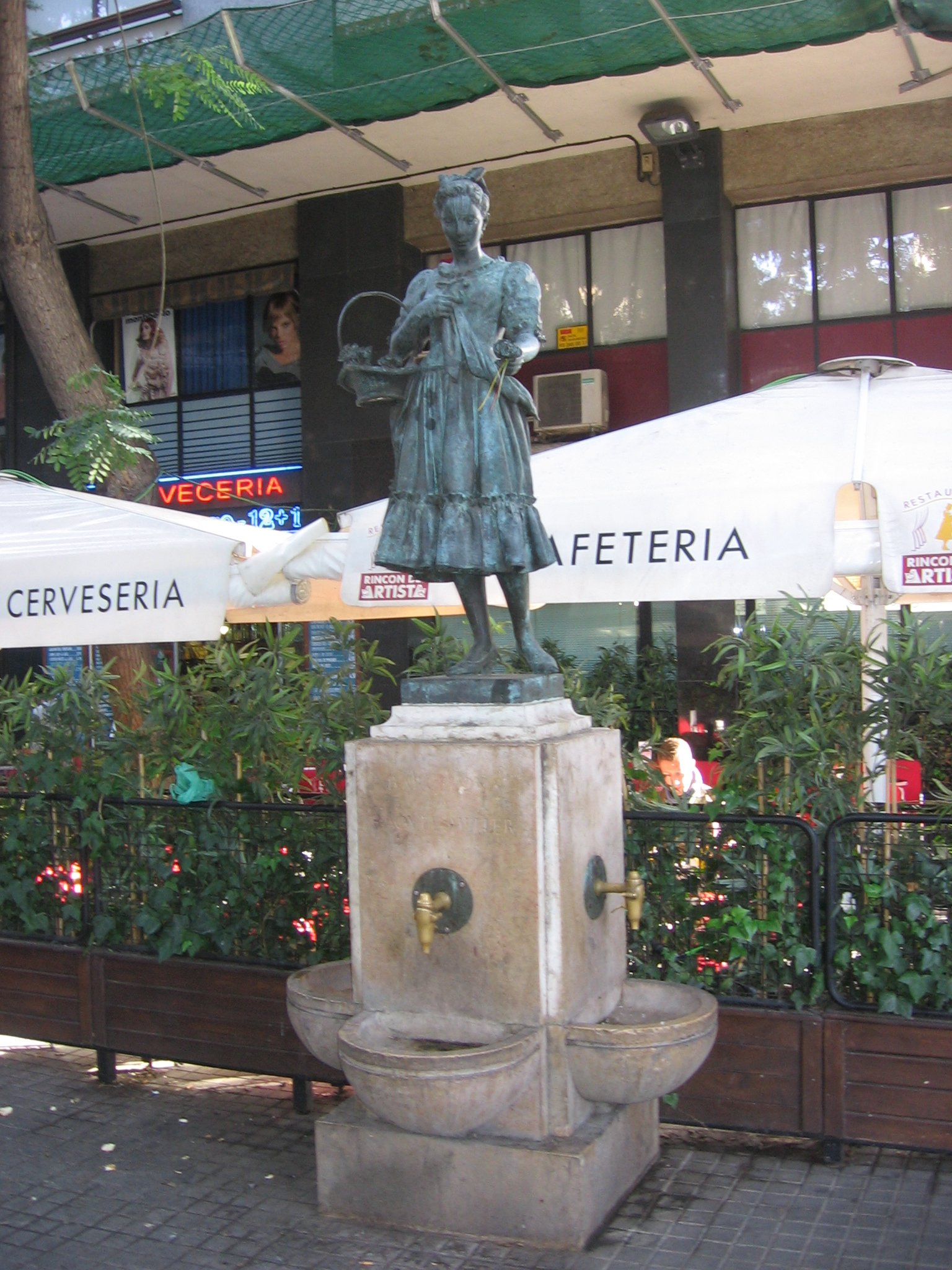
Fuente de la Violetera (1966), de Josep Viladomat, avenida del Paralelo.
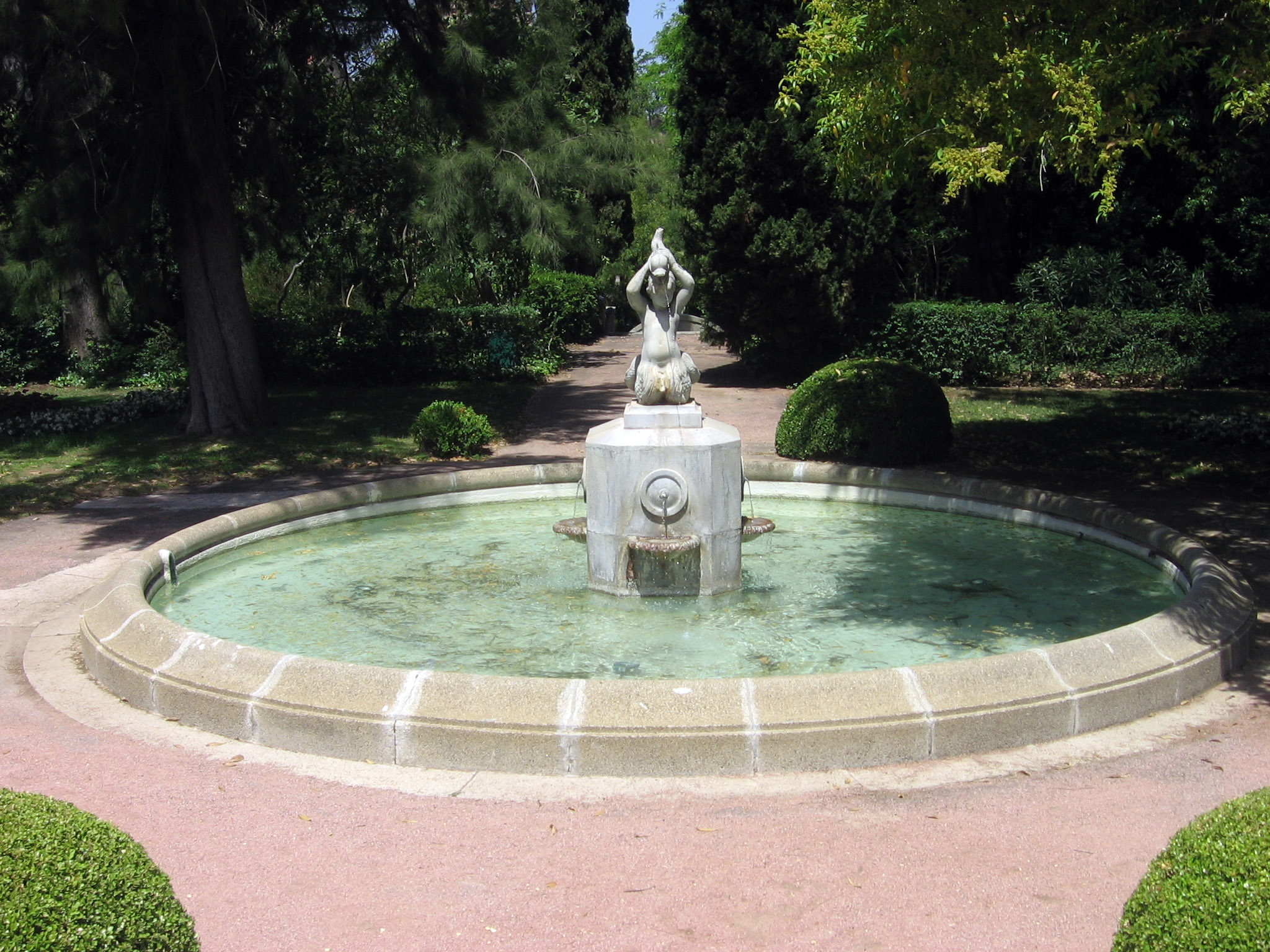
Fuente de los Tritones (1970), Jardines de Joan Maragall.

#### Democracia

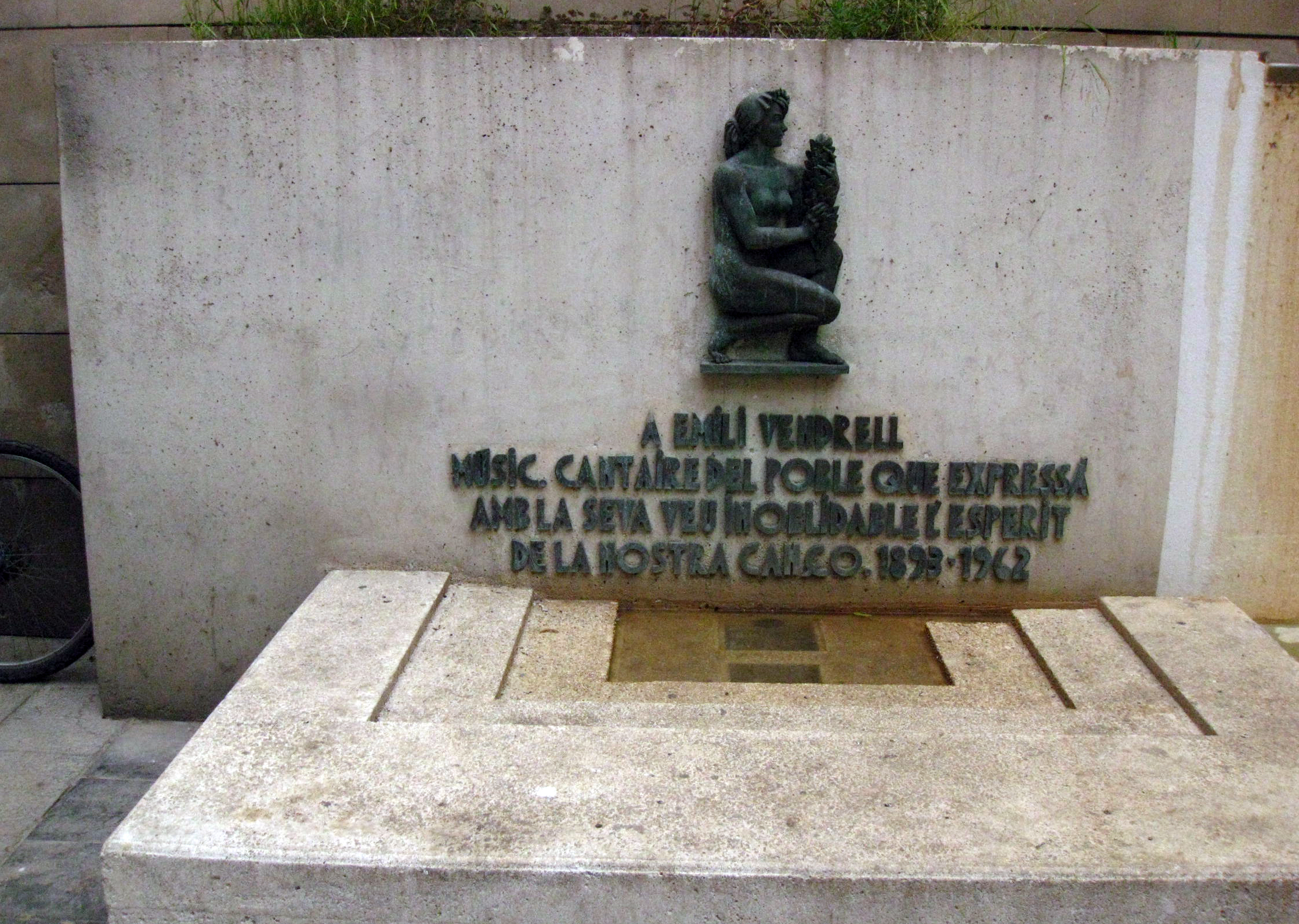
A Emili Vendrell (1982), de Rafael Solanic.

Con la llegada de la democracia se inició un nuevo período en la elaboración de fuentes y monumentos en la ciudad. A nivel estilístico, se hizo una clara apuesta por el arte contemporáneo y por la incorporación de obras de artistas de renombre de todo el mundo. Los consistorios de Narcís Serra y Pasqual Maragall hicieron una apuesta directa por el arte en la ciudad como medio de prestigio y promoción de la imagen pública en el extranjero.
Sin embargo, desde el inicio de la democracia en 1975 la creación de nuevas fuentes se hizo esperar, y hasta 1982 no se dio uno de los primeros exponentes: A Emili Vendrell, situada en la plaza que lleva el nombre de este tenor e intérprete de canciones populares catalanas. Obra de los arquitectos Beth Galí y Rosa Maria Clotet y el escultor Rafael Solanic, está realizada en piedra con relieves de bronce. La fuente está adosada a la pared de la plaza, y presenta una imagen de la Balanguera, la hiladora protagonista de la famosa canción popularizada por Vendrell, junto a una inscripción en memoria del cantante.
En 1983 se instaló la fuente de la plaza de los Países Catalanes, obra de los arquitectos Helio Piñón y Albert Viaplana, con un diseño vanguardista y antifigurativo formado por unos porches metálicos y un pavimento de hormigón, mármol y granito, donde se situaron unos surtidores formados por una serie de columnas metálicas de altura creciente situadas en dos filas convergentes, de cuya parte superior surgen unos chorros de agua que caen sobre el pavimento de granito rosa.

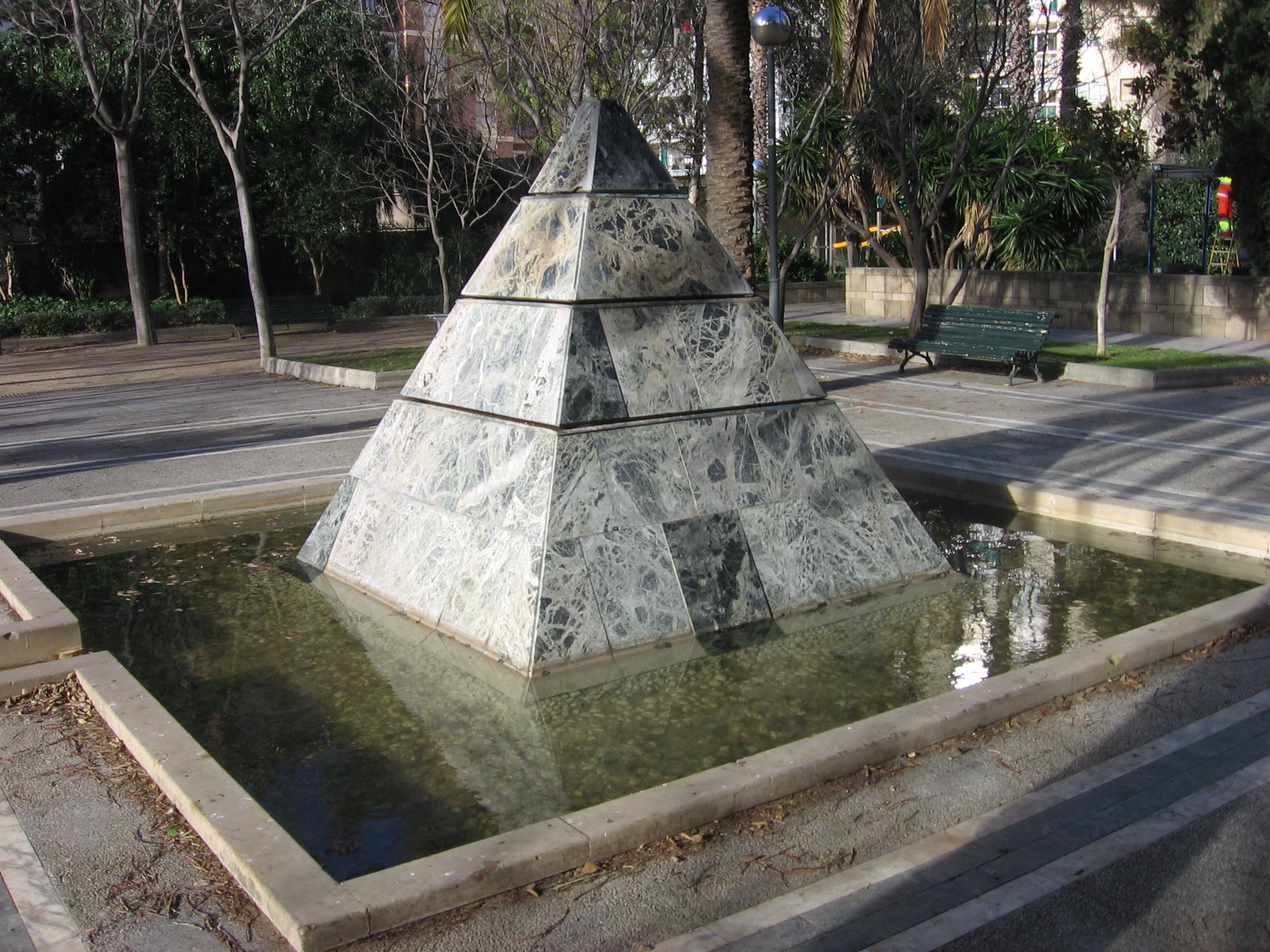
Fuente de la Pirámide (1984), parque de Can Sabaté.

Al año siguiente se inauguró el parque de Can Sabaté, donde se ubica un estanque que alberga una pirámide de mármol verde de 2,40 metros de altura, de la que sale un chorro de agua que transcurre por un canal de unos 50 metros de longitud hasta una alberca rodeada por una columnata de ocho columnas truncadas.
En 1985 se construyó en la avenida Gaudí —frente al Hospital de San Pablo— una fuente decorativa realizada en piedra arenisca y acero inoxidable, obra de Màrius Quintana, cuya forma abstracta contrasta con el edificio modernista que le sirve de telón de fondo. Ese año se inauguró también la fuente de la plaza Josep Maria Folch, dedicada a este insigne escritor en lengua catalana, obra de la arquitecta Carme Ribas y el escultor Josep Ricart, compuesta por un conjunto escalonado por el que cae el agua en cascada sobre el que se sitúa un relieve de bronce en forma de friso clásico con varias figuras humanas que sostienen una placa con la inscripción llengua, identitat d'un poble («lengua, identidad de un pueblo»).
El mismo 1985 se inauguraron un conjunto de fuentes de la Corporación Metropolitana de Barcelona, diseñadas por Xavier Corberó. Aunque estaba prevista la colocación de 38 fuentes, solo se realizaron cinco, debido a la desaparición de la Corporación en 1987: estaban situadas en el parque de la Ciudadela, el paseo de Colón, el parque de la España Industrial, la calle del Torrent de l'Olla y la calle de Santa Rosalía. Realizadas en bronce, tenían dos metros de altura y forma de columna, de diseño minimalista, con un círculo en su base con un poema de Joan Maragall: a l'hora que el sol se pon, bevent al raig de la font, he assaborit els secrets de la terra misteriosa («a la hora que el sol se pone, bebiendo en el chorro de la fuente, he saboreado los secretos de la tierra misteriosa»). El agua surgía de la parte superior de la columna y bajaba por sus aristas, hecho que favoreció su oxidación, motivo por el que cuatro de ellas fueron retiradas entre 2010 y 2012; solo queda la del parque de la Ciudadela, en bastante mal estado de conservación.

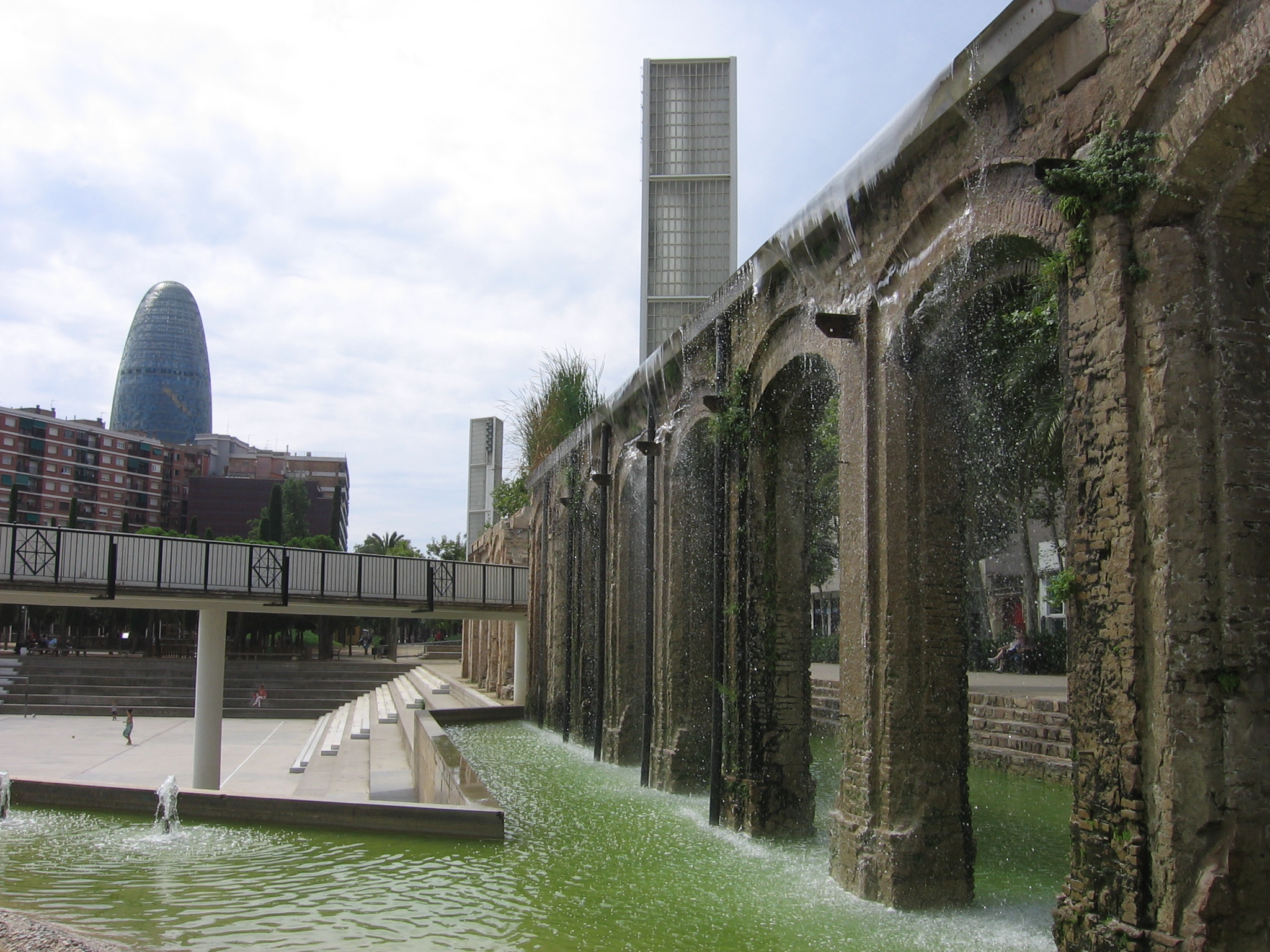
Acueducto del parque del Clot (1986).

En 1986 se creó el parque del Clot, realizado por Daniel Freixes y Vicente Miranda, emplazado en la ubicación de un antiguo taller de RENFE, algunas de cuyas paredes fueron aprovechadas como elementos ornamentales, como se percibe en la arcada reconvertida en un acueducto de 25 m de longitud, que a través de una cascada surte de agua el lago situado en un lateral del parque.

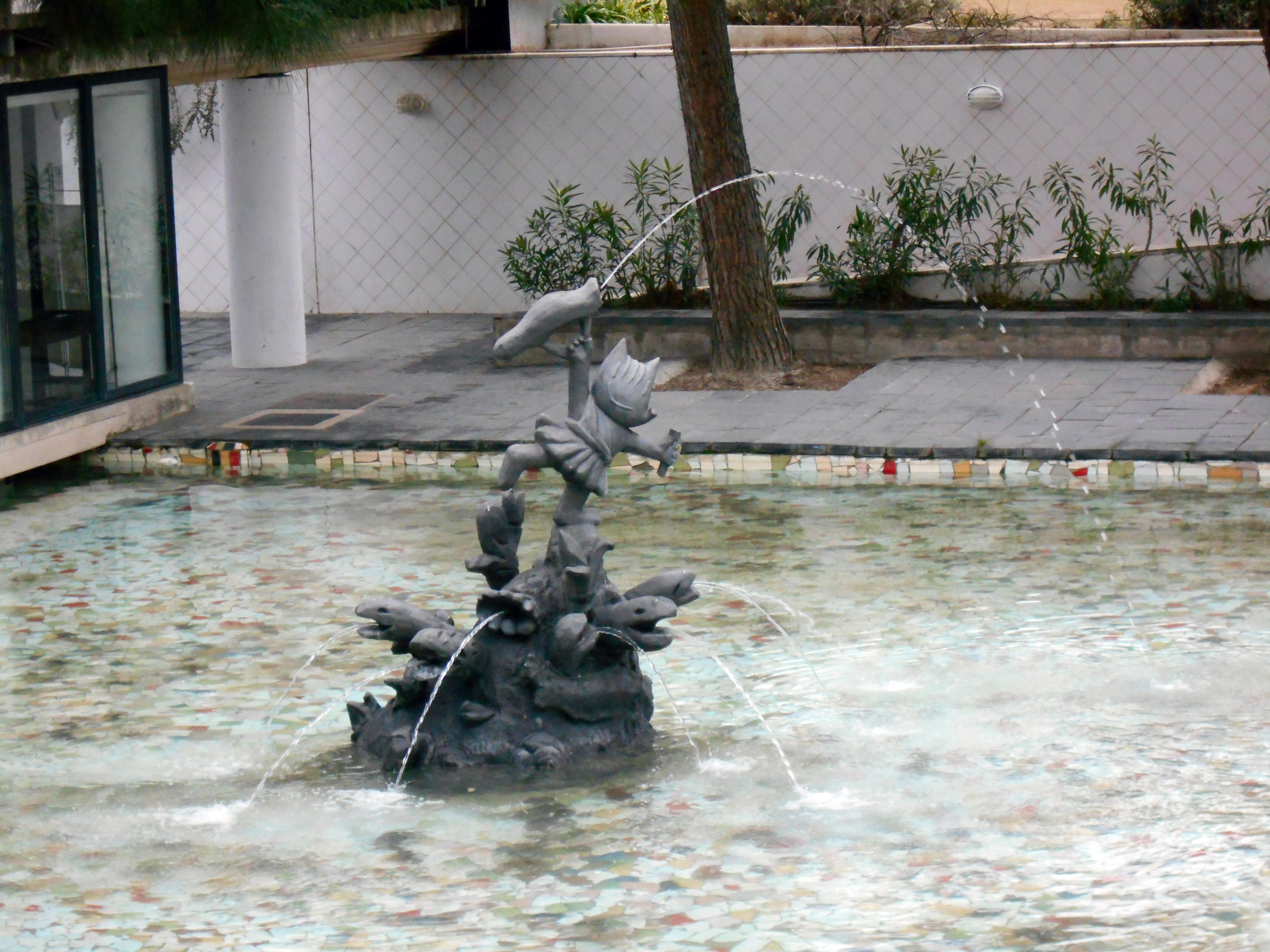
Estanque de Cobi (1992), de Javier Mariscal, parque del Puerto Olímpico.

Ese mismo año se inauguró en la plaza de Ángel Pestaña la fuente mutante, obra de Enric Pladevall, formada por un estanque con unos surtidores de agua que vierten sobre un suelo de cerámica, y una escultura de siete metros de altura en forma de árbol invertido, de cuyo tronco surgen las raíces en su parte superior, de las que cae un chorro de agua.

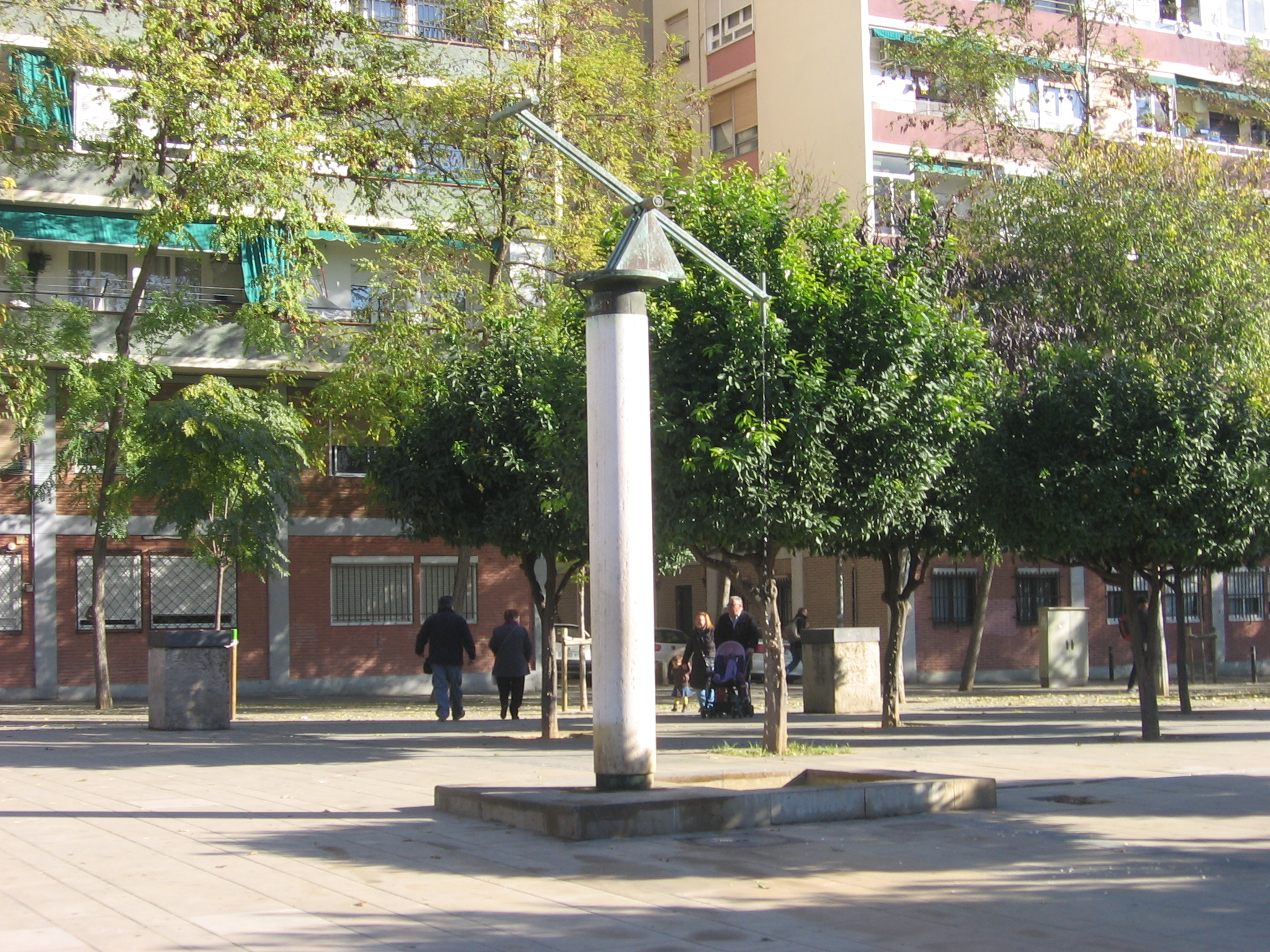
Fuente de San Martín de Provensals (1987), de Antoni Roselló, parque de Sant Martí.

En 1987 se emplazó en el parque de Sant Martí la fuente de San Martín de Provensals, que lleva el nombre de la que fue antaño villa y actual distrito de la ciudad. Obra de los arquitectos Carles Martí y Antonio Armesto y el escultor Antoni Roselló, está realizada en cobre, travertino y piedra calcárea, y está formada por una columna de cuatro metros de altura sobre la que se sitúa un accionador con forma de bomba de agua, en recuerdo del pasado agrario de la zona; de su parte superior cae un chorro de agua sobre un pequeño estanque a los pies de la columna.
Un gran hito en la historia de la ciudad fue la celebración de los XXV Juegos Olímpicos en 1992. Para tal evento la ciudad emprendió un intenso programa de reformas y mejoras urbanísticas, que se centraron principalmente en la montaña de Montjuic, donde se remodeló el Estadio Olímpico y se construyó el Palau Sant Jordi, pero también en las villas olímpicas del Poblenou y el Valle de Hebrón, así como diversas zonas más de la ciudad.
Para los Juegos se instalaron en diferentes puntos de la ciudad una serie de fuentes conmemorativas, elaboradas por el escultor Juan Bordes en colaboración con los arquitectos Óscar Tusquets y Carlos Díaz. Se realizaron ocho, todas con un pedestal de piedra artificial y una figura de bronce de un niño jugando con el agua: Pelota, en la avenida del Paralelo; Lanzamiento, en el Mirador del Palau; Buceo, en la avenida de Chile; Chip-chap, en la plaza Alfonso Comín —actualmente desaparecida—; Cabriola, en la calle de Isadora Duncan —desaparecida—; Boga, en la avenida Litoral —robada en 2018—; Chapuzón, en el Rompeolas del Poblenou; y Tanteo, en la plaza de las Glorias Catalanas —retirada por reforma de la plaza—.

Fuentes olímpicas
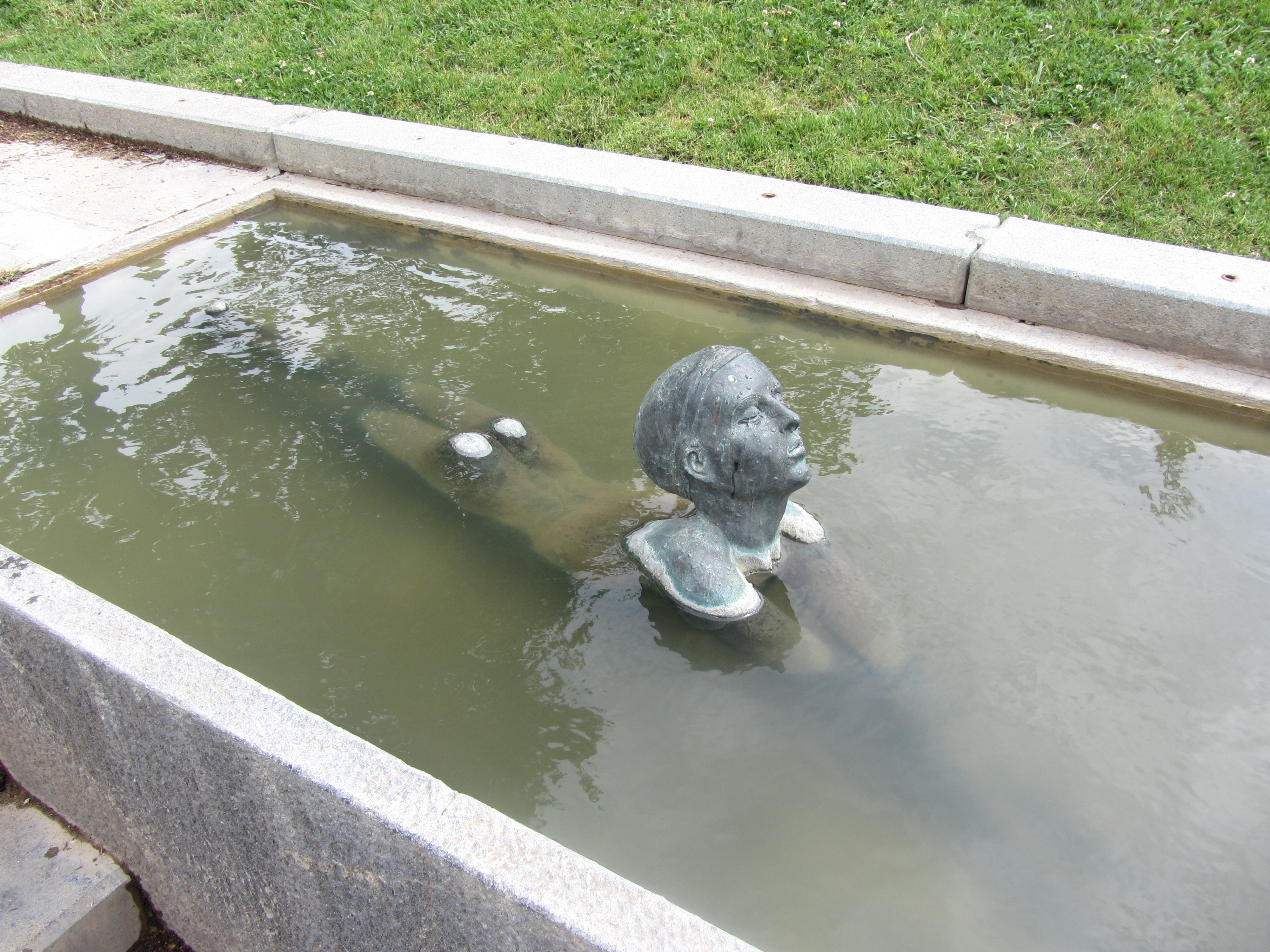
Buceo.
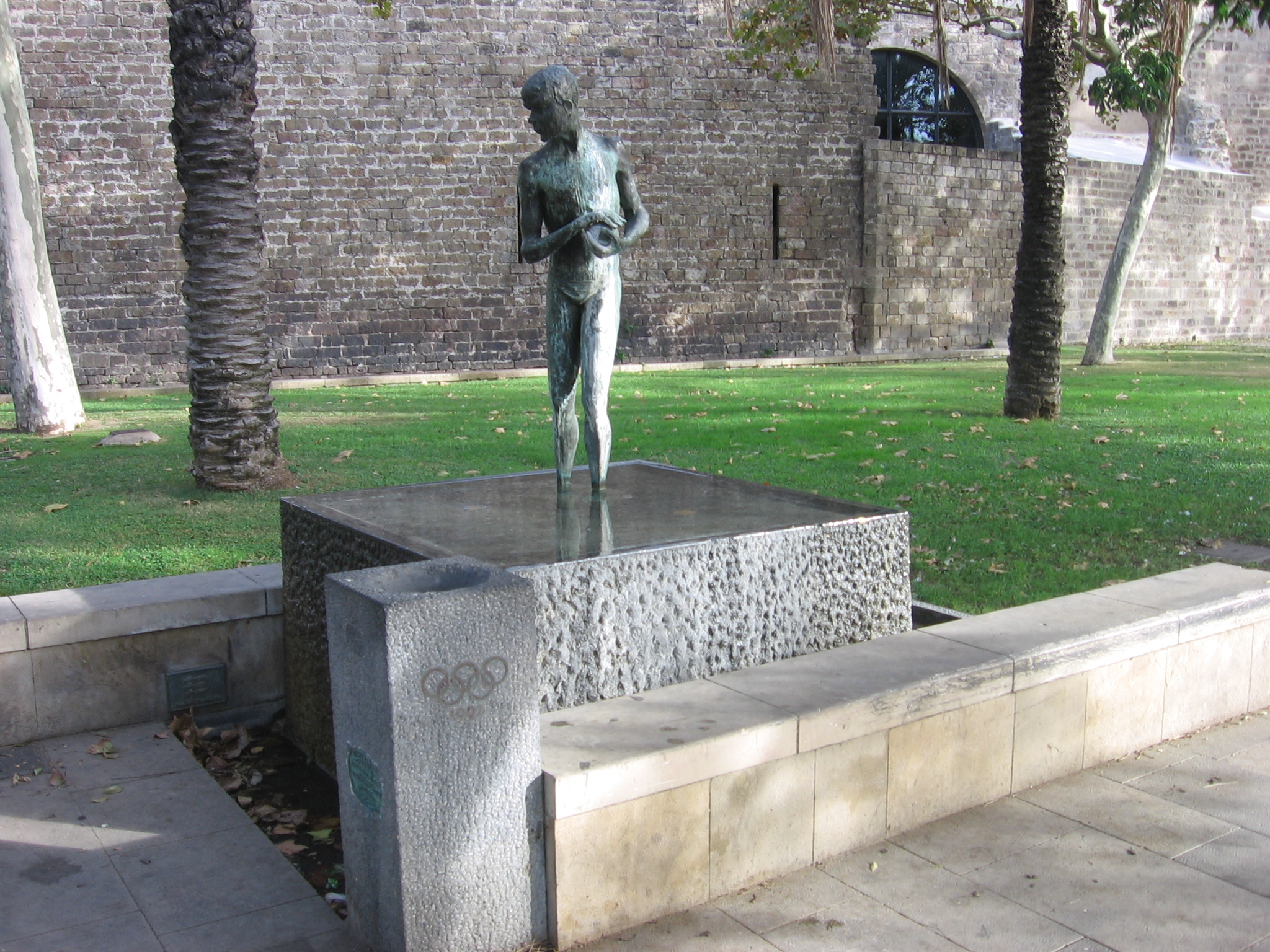
Pelota.
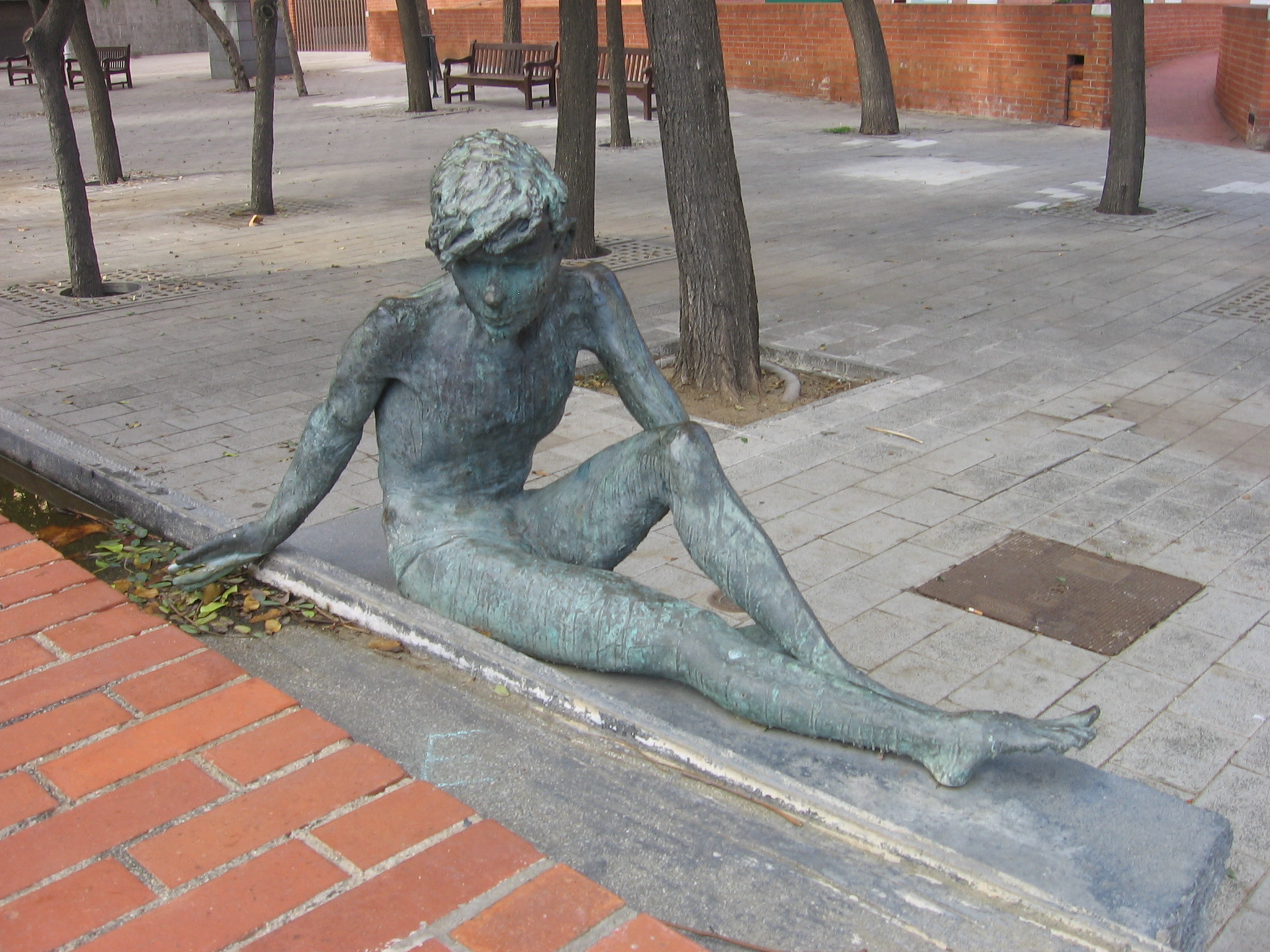
Boga.
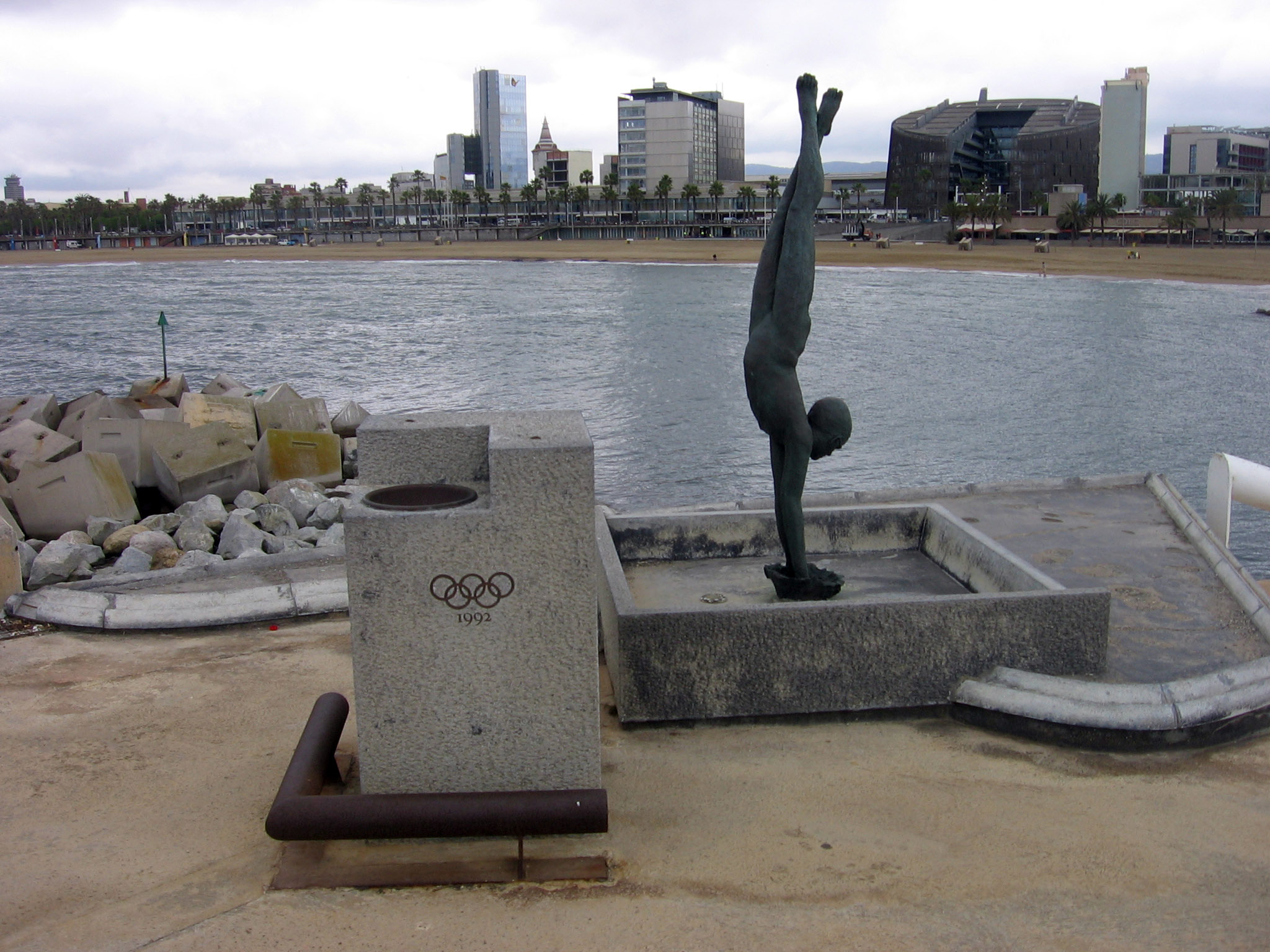
Chapuzón.
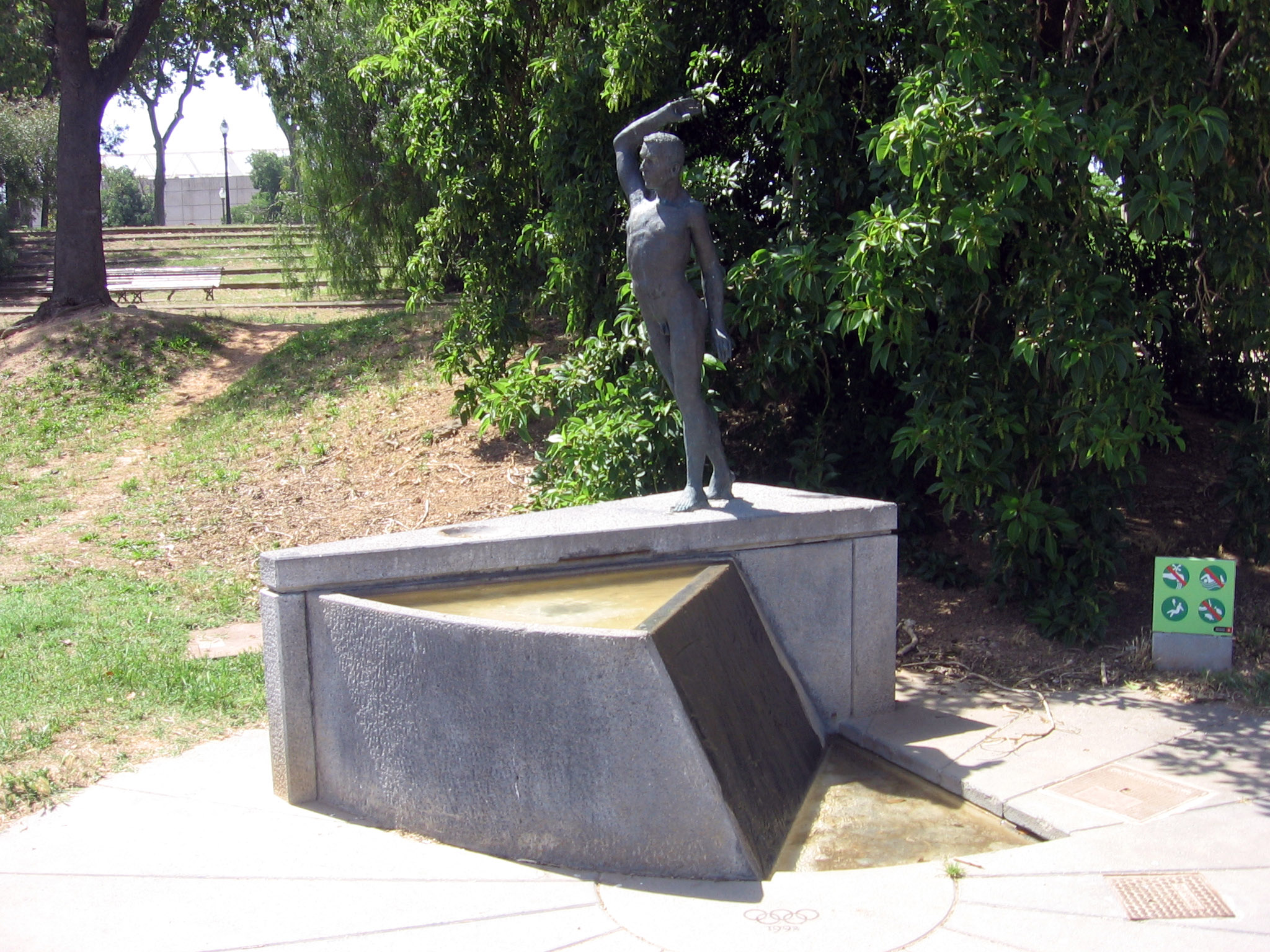
Lanzamiento

También para los Juegos se creó la fuente de la plaza de los Voluntarios, en la Villa Olímpica del Poblenou, situada en una rotonda frente a dos rascacielos, la Torre Mapfre y el Hotel Arts. Realizada en granito rosabel por José María Mercé, tiene 97 metros de diámetro. De forma circular, presenta una lámina de agua con una serie de surtidores en su parte central que llegan a los 10 metros de altura. Igualmente, en el parque del Puerto Olímpico se instaló el Estanque de Cobi, obra de Javier Mariscal, un estanque con suelo de trencadís cerámico con una fuente central con una figura de resina bañada en bronce de Cobi, la mascota de los Juegos Olímpicos.
Ese mismo año se inauguró la fuente Castellana, ubicada en la plaza homónima, obra del arquitecto Jordi Farrando. Se trata de un estanque con surtidores de 75 metros de largo por 30 de ancho, dividido en dos por un suelo cerámico elaborado por Madola (Maria Àngels Domingo), el cual presenta diversos colores y relieves creando un espacio de gran singularidad.
En 1994 se instaló en el parque de Josep Maria Serra Martí la fuente Mágica Manuel de Falla, obra de Pedro Barragán, formada por un estanque que alberga una plataforma metálica de la que cae el agua en cascada, y dos grandes rocas junto a unos surtidores de agua. Su contraste de materiales —acero, piedra natural— y los juegos de líneas verticales y horizontales la convierten en un buen ejemplo de eclecticismo posmoderno.

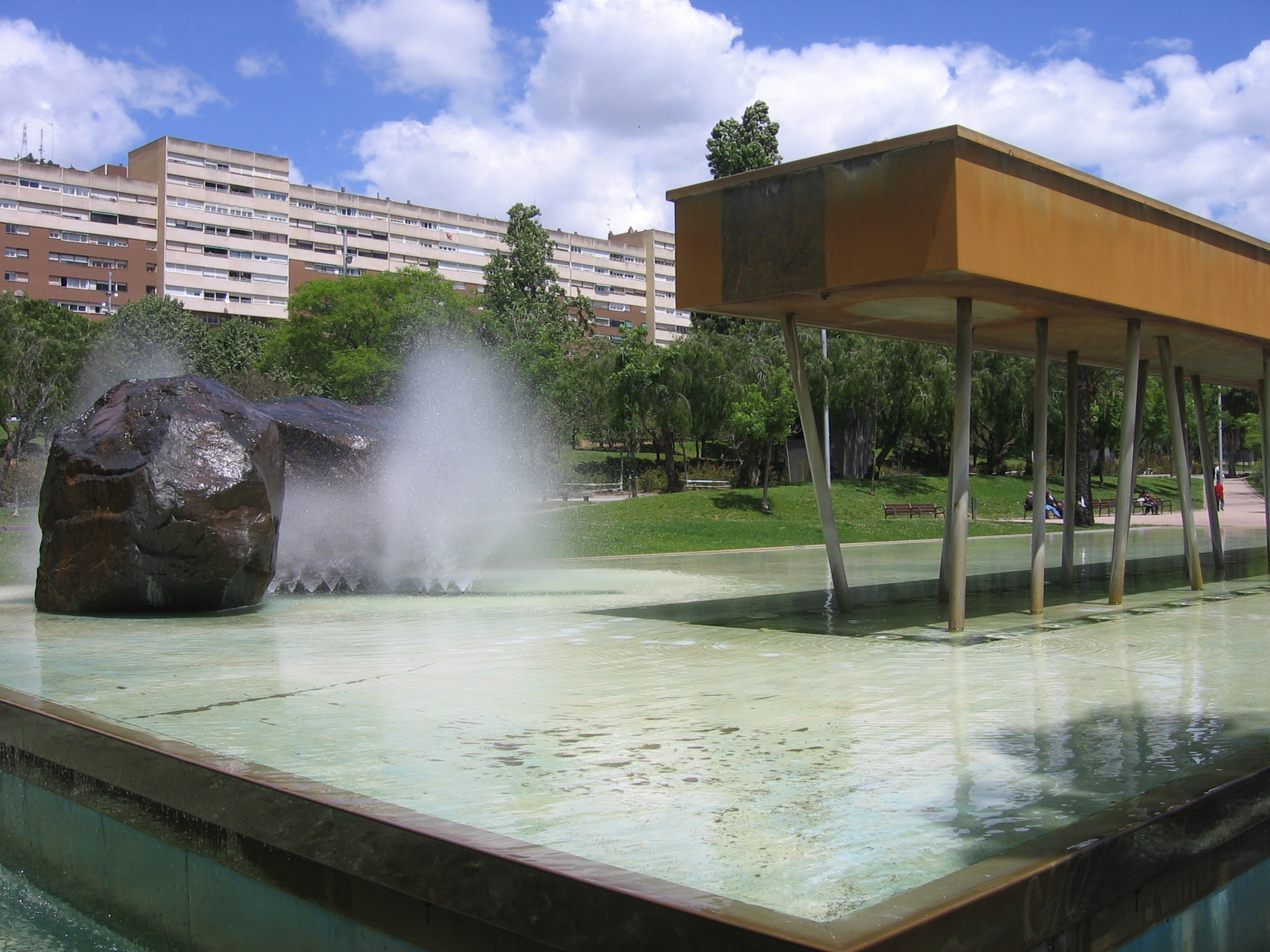
Fuente Mágica Manuel de Falla (1994), de Pedro Barragán, parque de Josep Maria Serra Martí.

También en 1994 se creó la Fuente de la plaza dels Porxos, obra de Moisés Gallego y Franc Fernández, realizada en hormigón. Tiene 45 metros de ancho y 20 de alto, y presenta un diseño abstracto de configuración arquitectónica, donde sobre una plataforma surge un brazo en diagonal con un canalón que vierte agua desde la altura sobre un estanque de dos niveles.
Al año siguiente se inauguraron tres fuentes: la de la plaza de Islandia, de Andreu Arriola y Carme Fiol, un estanque con cinco cascadas y un géiser de 18 metros de altura, así como unas placas de acero corten que parecen surgir del suelo como efecto de un terremoto; A los Santpere, de Òscar Tusquets y Juan Bordes, en la Rambla de Santa Mónica, una fuente que tiene la forma del teatro de Epidauro, con un friso con escenas de la vida artística de Josep y Mary Santpere, realizada en piedra, bronce y fibra óptica; y la Fuente cibernética de Can Fabra, en los jardines del mismo nombre, obra de Ramon Llopart, una fuente musical interactiva que mezcla agua, color y música, situada en un estanque de 35 metros de ancho con diversos surtidores.

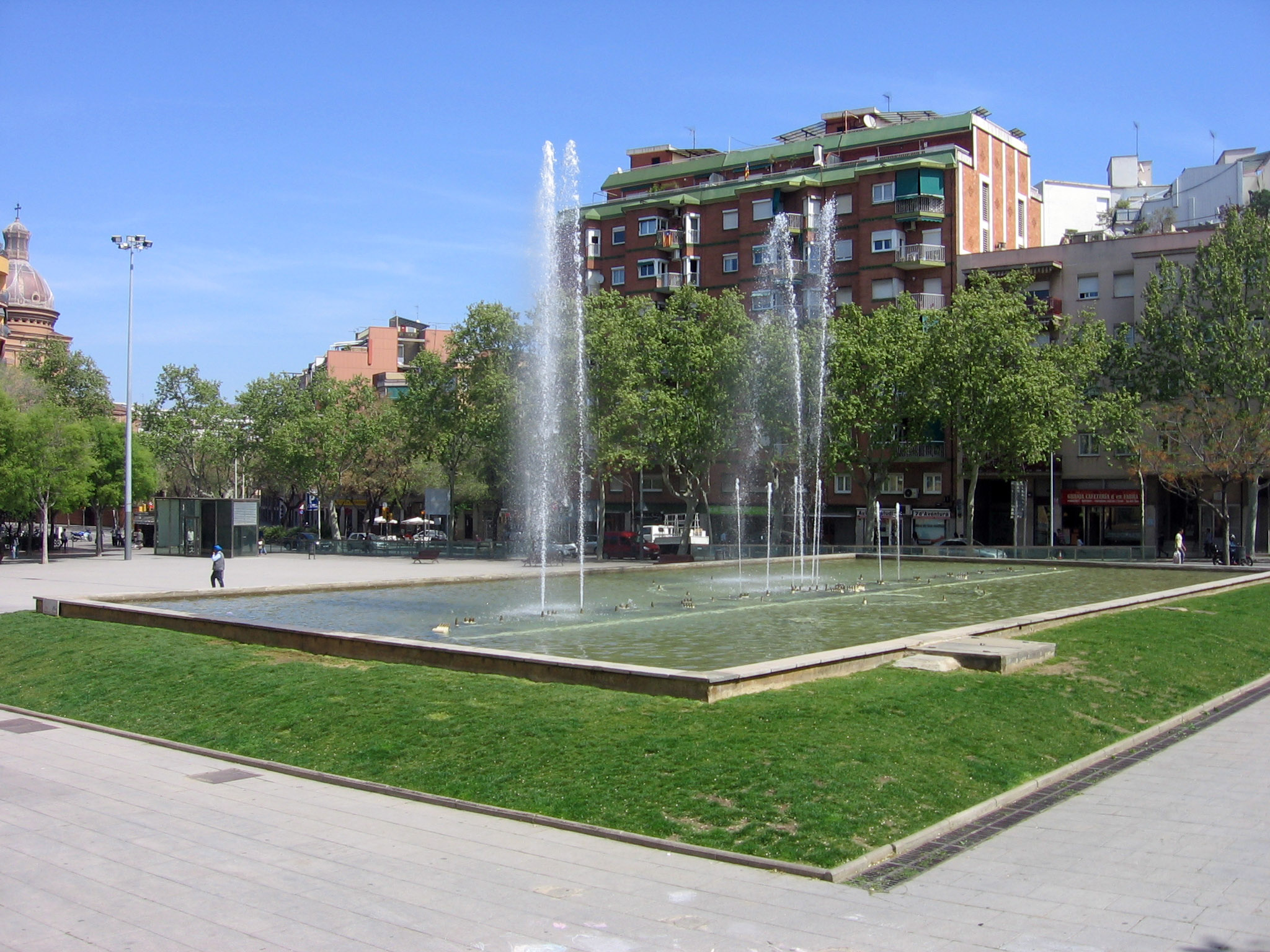
Fuente cibernética de Can Fabra (1995), de Ramon Llopart, Jardines de Can Fabra.

En 1996 se instaló la fuente de la Asamblea de Cataluña en la plaza homónima, realizada en acero corten por Olga Tarrasó. De diseño minimalista, está formada por un estanque de forma rectangular, sobre el que unos surtidores generan unos chorros de agua de forma parabólica. En 2014 se instaló en esta fuente la obra titulada Nuestras raíces, de Aina Mitjans, Cristina Nacher y Eva Oliveras, formada por cuatro piezas de hormigón de forma ligeramente antropomórfica, situadas en el agua, junto a otras empotradas en el pavimento alrededor de la fuente, que imitan unas raíces.

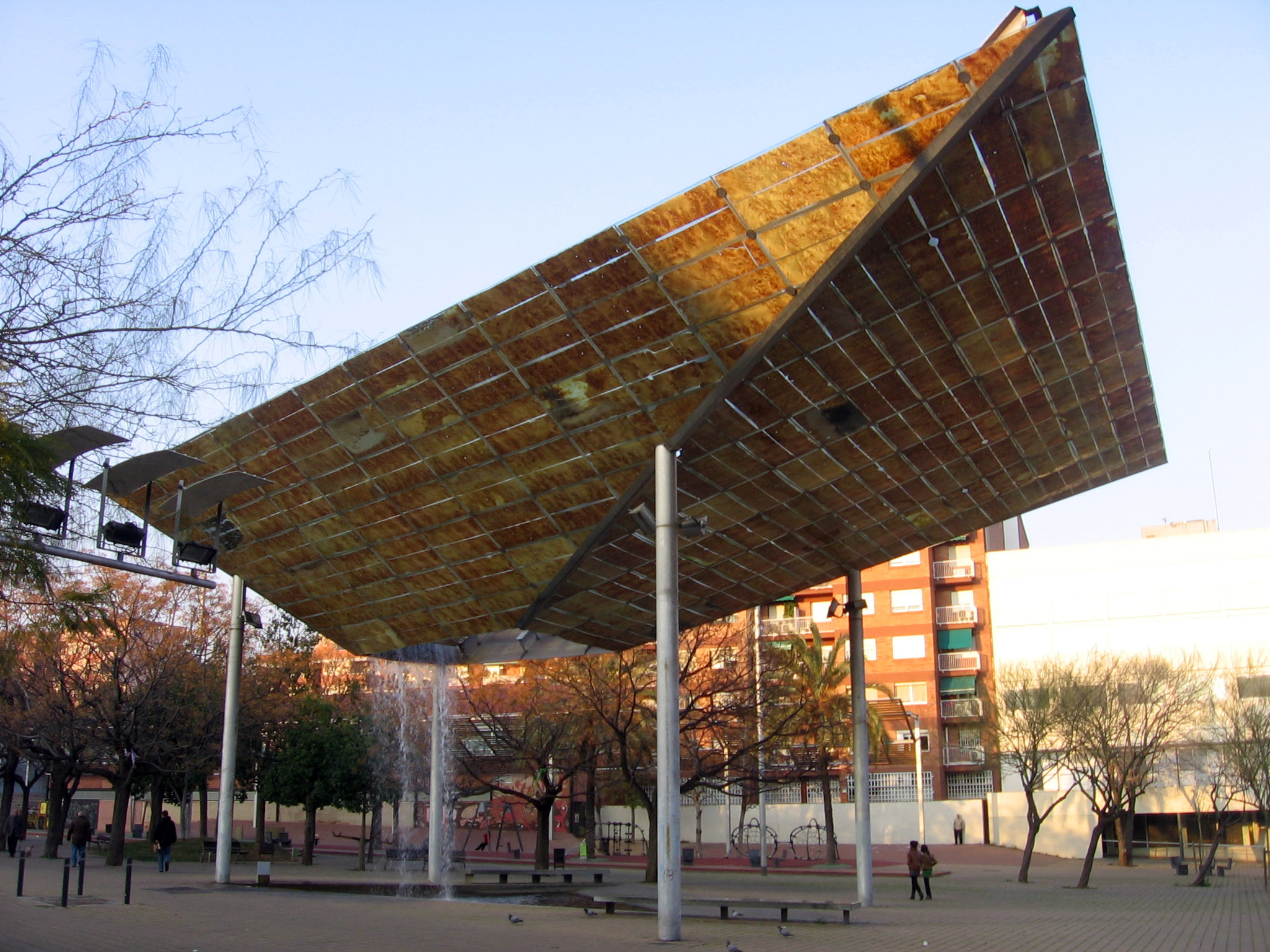
Fuente de la Harry Walker (1999), de Màrius Quintana, plaza de la Harry Walker.

En 1999 se inauguró la fuente de la Harry Walker, en la plaza que lleva el nombre de una fábrica de accesorios de automóvil que había en esta ubicación. Obra de Màrius Quintana en madera y metal, está formada por una pérgola de diez metros de altura compuesta de cuatro piezas de forma trapezoidal, elaboradas con láminas de abedul, de la que cae agua en un estanque triangular.
El mismo año se instaló en el Muelle de España del puerto de Barcelona la fuente del World Trade Center, en la plaza central del complejo de edificios del mismo nombre. Realizada por la empresa californiana Wet Design, tiene forma de cruz, dentro de una plaza cuadrada de 26,50 metros. Es de tipo cibernético, que solo funciona cuando se pisa, con unos surtidores que lanzan unos chorros de agua que caen al propio pavimento de la plaza.
En el cambio de siglo, entre 1997 y 2007, se creó el parque Central de Nou Barris, con un proyecto de los arquitectos Carme Fiol y Andreu Arriola. Los autores se inspiraron en el cuadro Horta de Sant Joan, de Picasso, de estilo cubista, por lo que hicieron una fragmentación del espacio en secciones interconectadas. Del conjunto del parque destacan unos elementos ornamentales en forma de diapasón que actúan como paneles lumínicos, así como la presencia del agua, a través de tres lagos con surtidores: en la parte inferior del parque se encuentra la fuente del Fòrum Nord, un estanque con un surtidor central de tres metros de altura; en la parte central se halla la fuente Triangular, llamada así por alojarse en un lago con esa forma, con cuatro surtidores verticales y cinco horizontales que al caer de la pared al lago crean unos arcos de agua; y en la zona superior se sitúa la fuente Sidney, en un lago cruzado por un puente proveniente de una sección del antiguo acueducto de Dosrius.

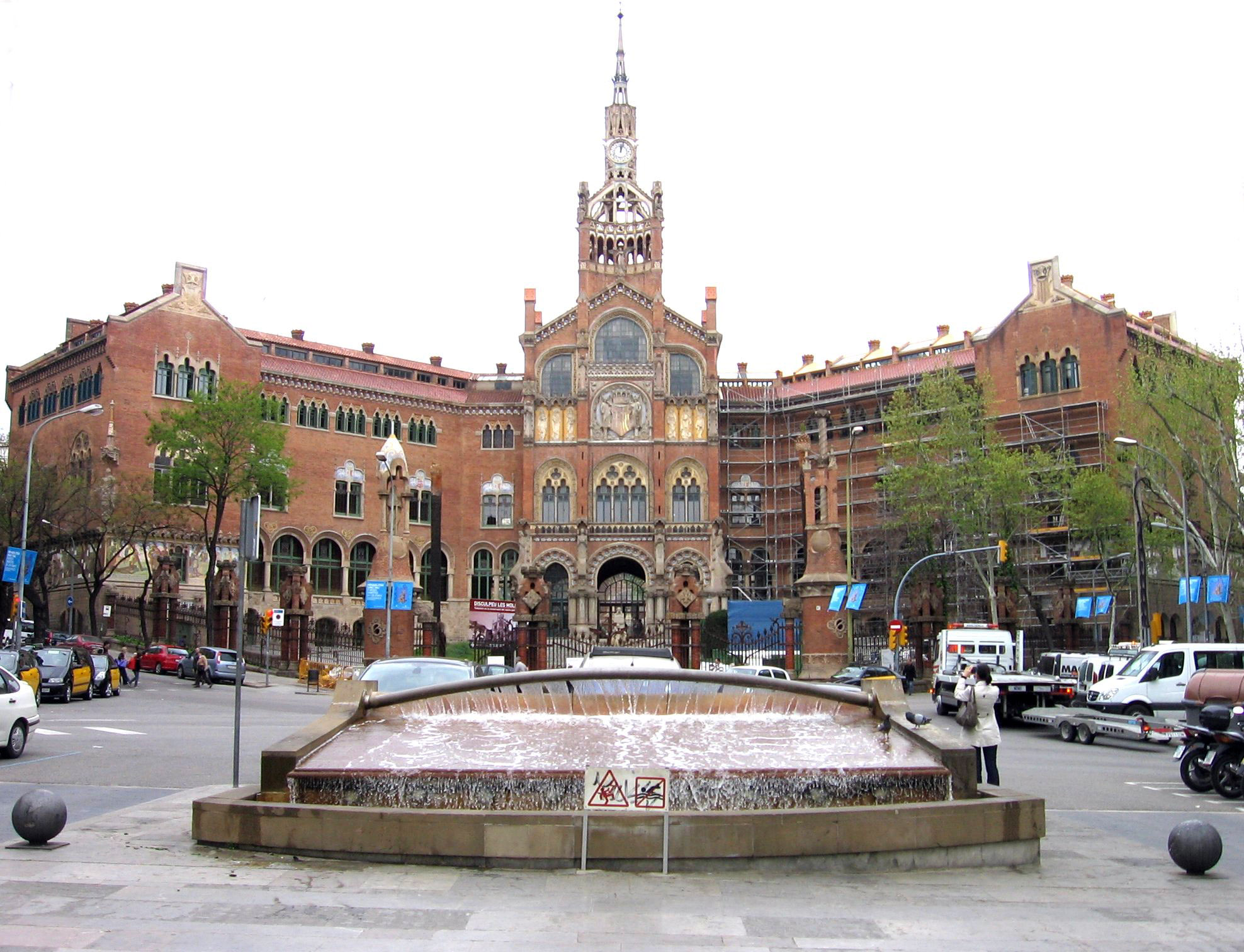
Fuente de la avenida Gaudí (1985), de Màrius Quintana.
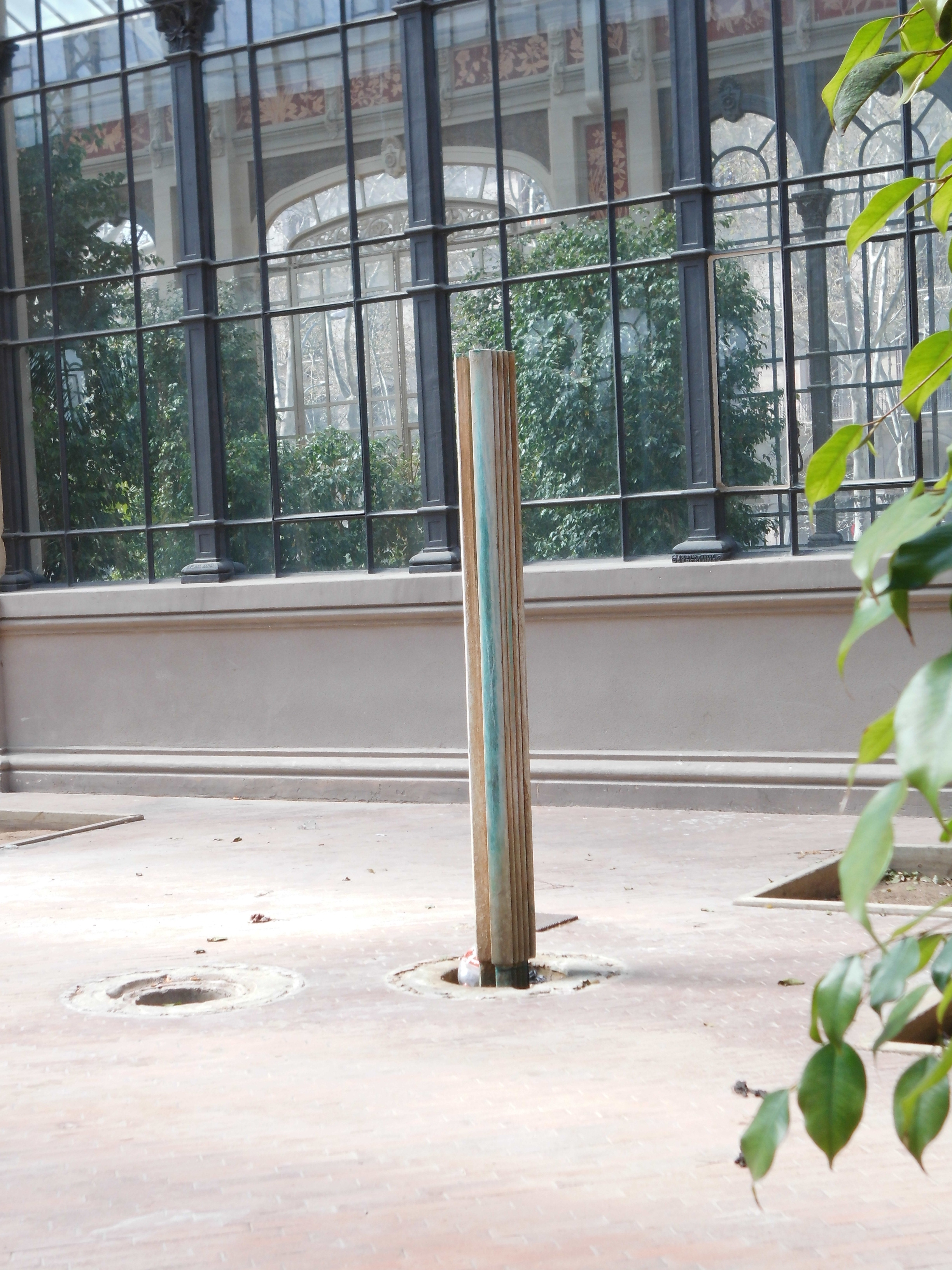
Fuente de la Corporación Metropolitana de Barcelona (1985), de Xavier Corberó, parque de la Ciudadela.
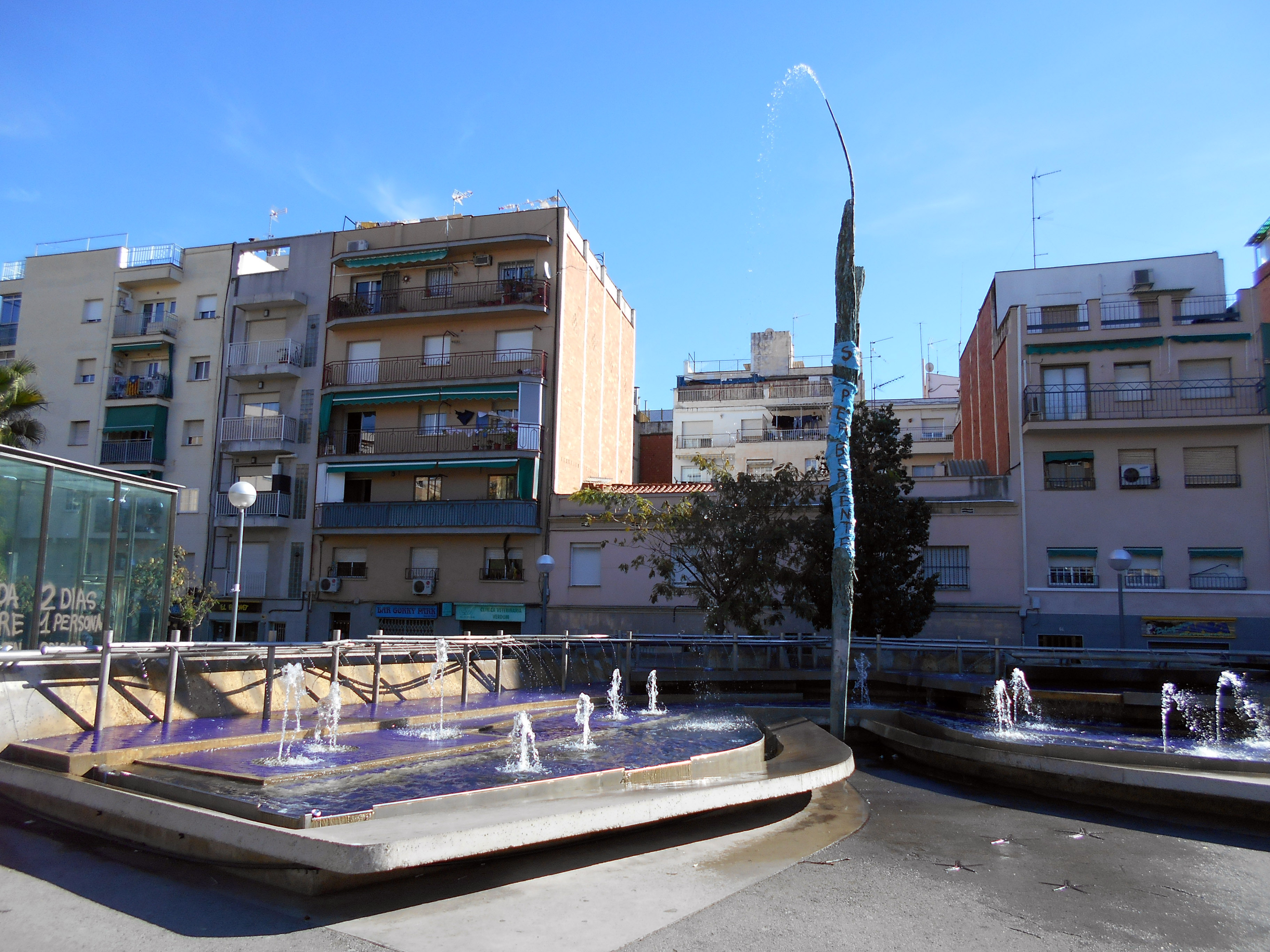
Fuente mutante (1986), de Enric Pladevall, plaza de Ángel Pestaña.
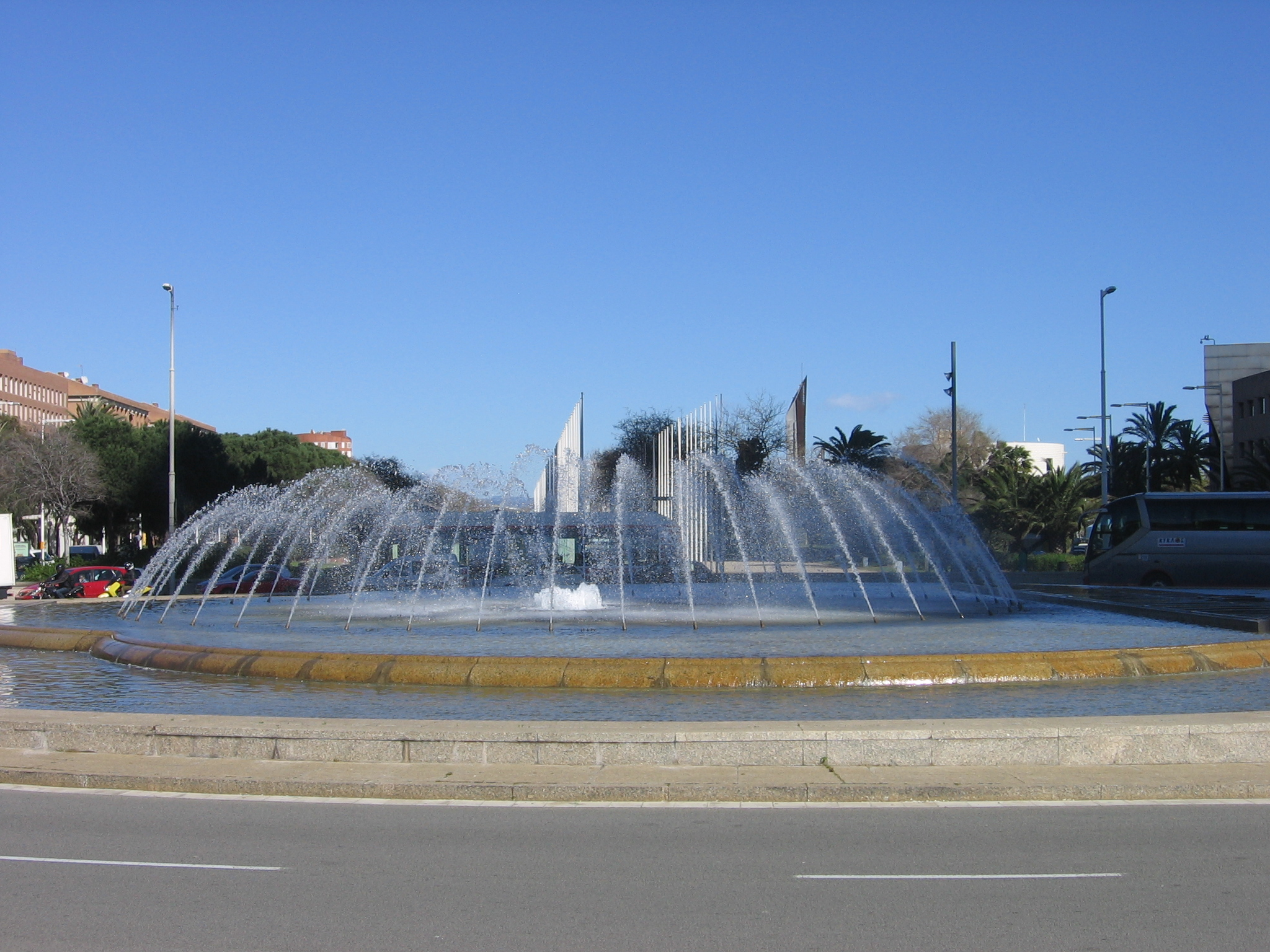
Fuente de la plaza de los Voluntarios (1992), de José María Mercé.
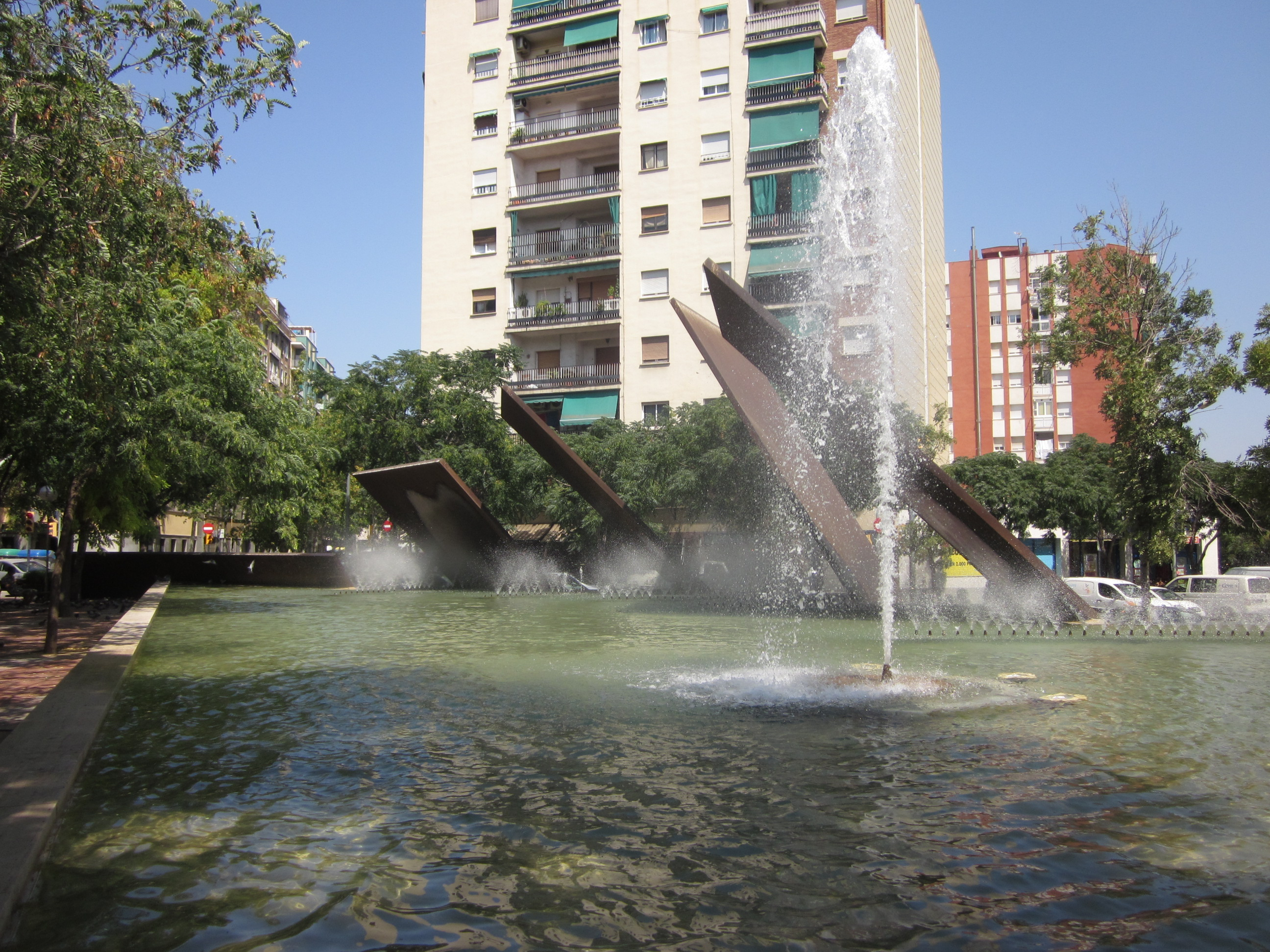
Fuente de la plaza de Islandia (1995), de Andreu Arriola y Carme Fiol.
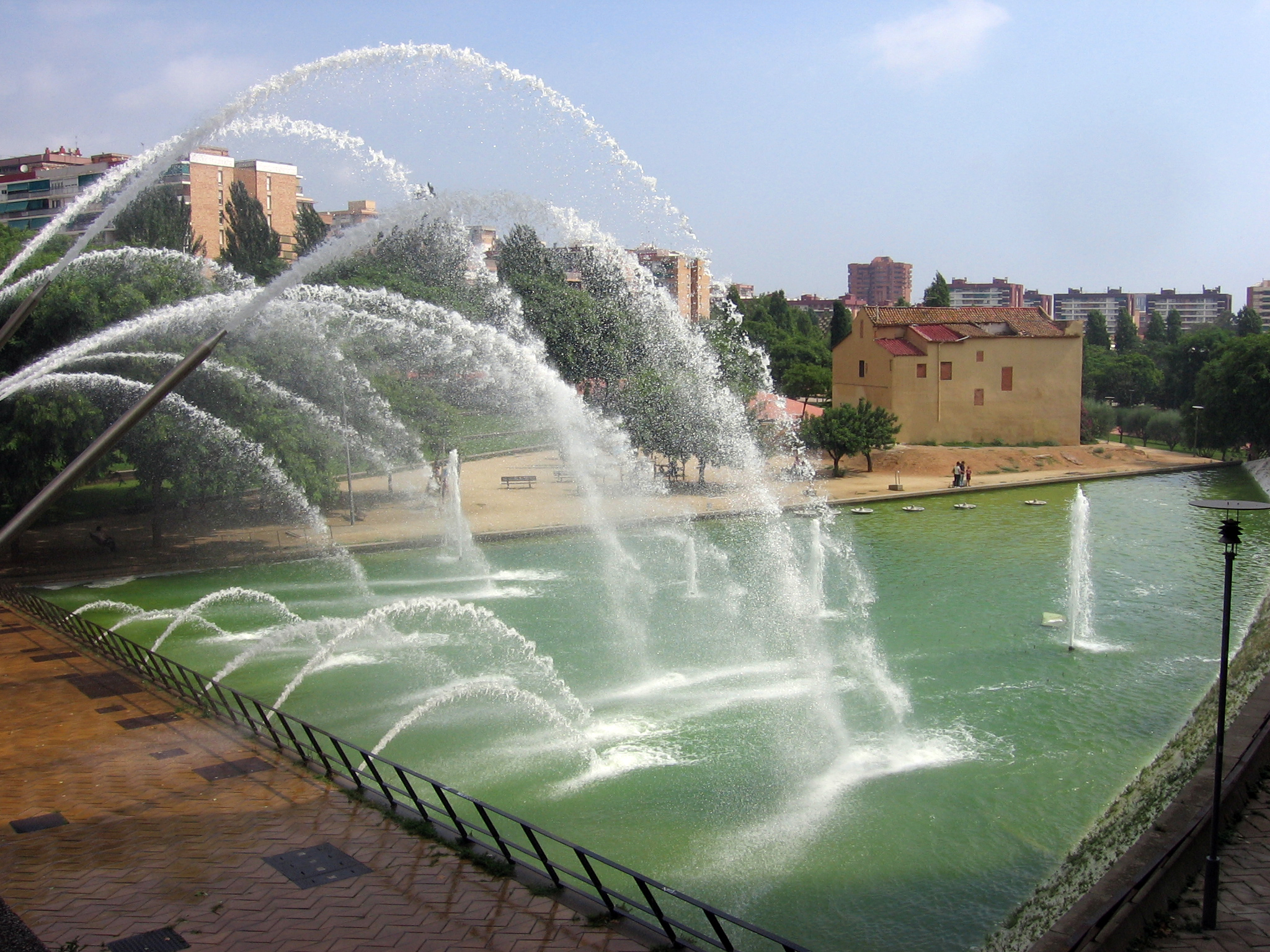
Fuente Triangular (1997-2007), parque Central de Nou Barris, de Andreu Arriola y Carme Fiol.
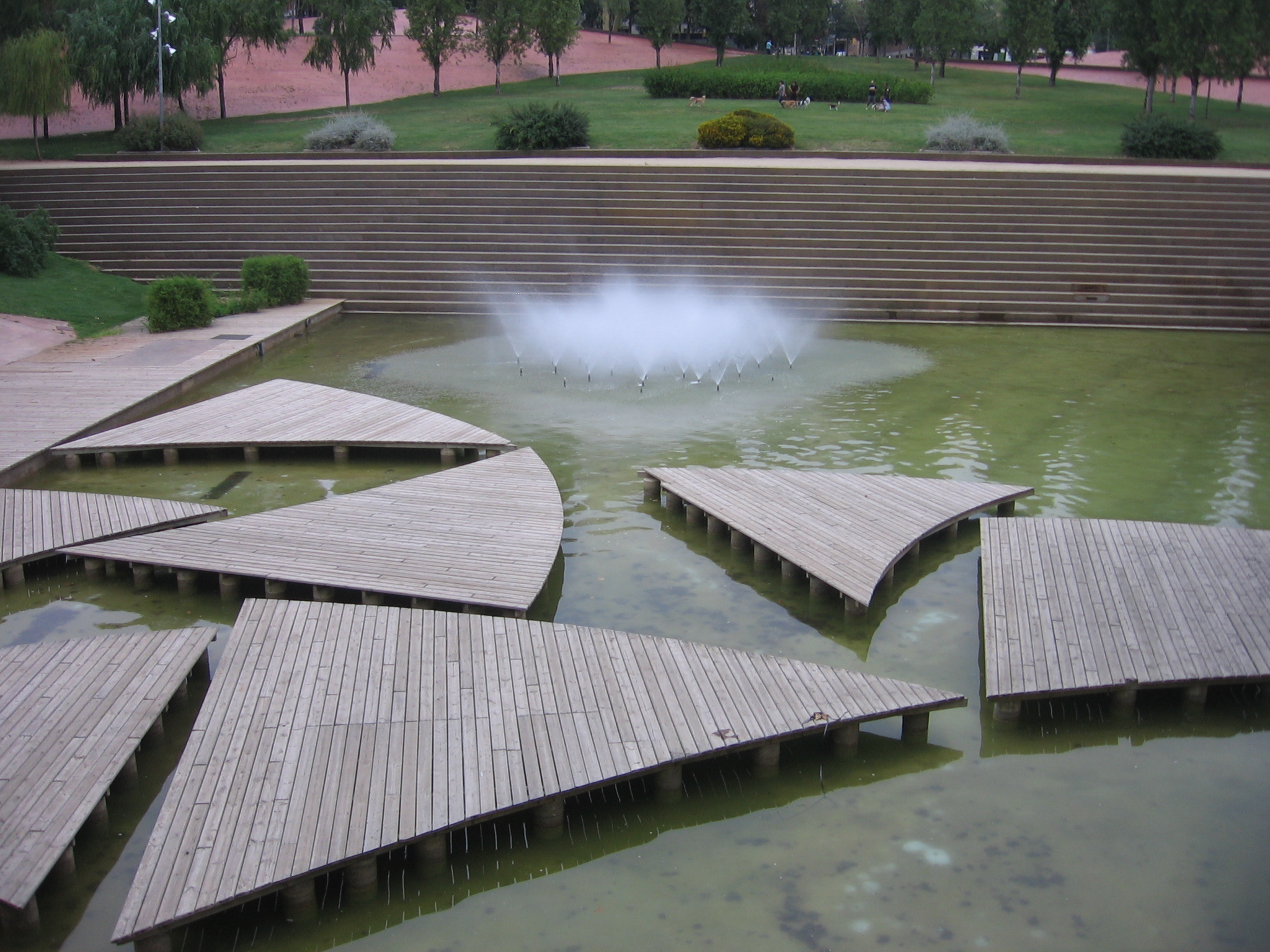
Fuente Sidney (1997-2007), parque Central de Nou Barris, de Andreu Arriola y Carme Fiol.

### sigloXXI

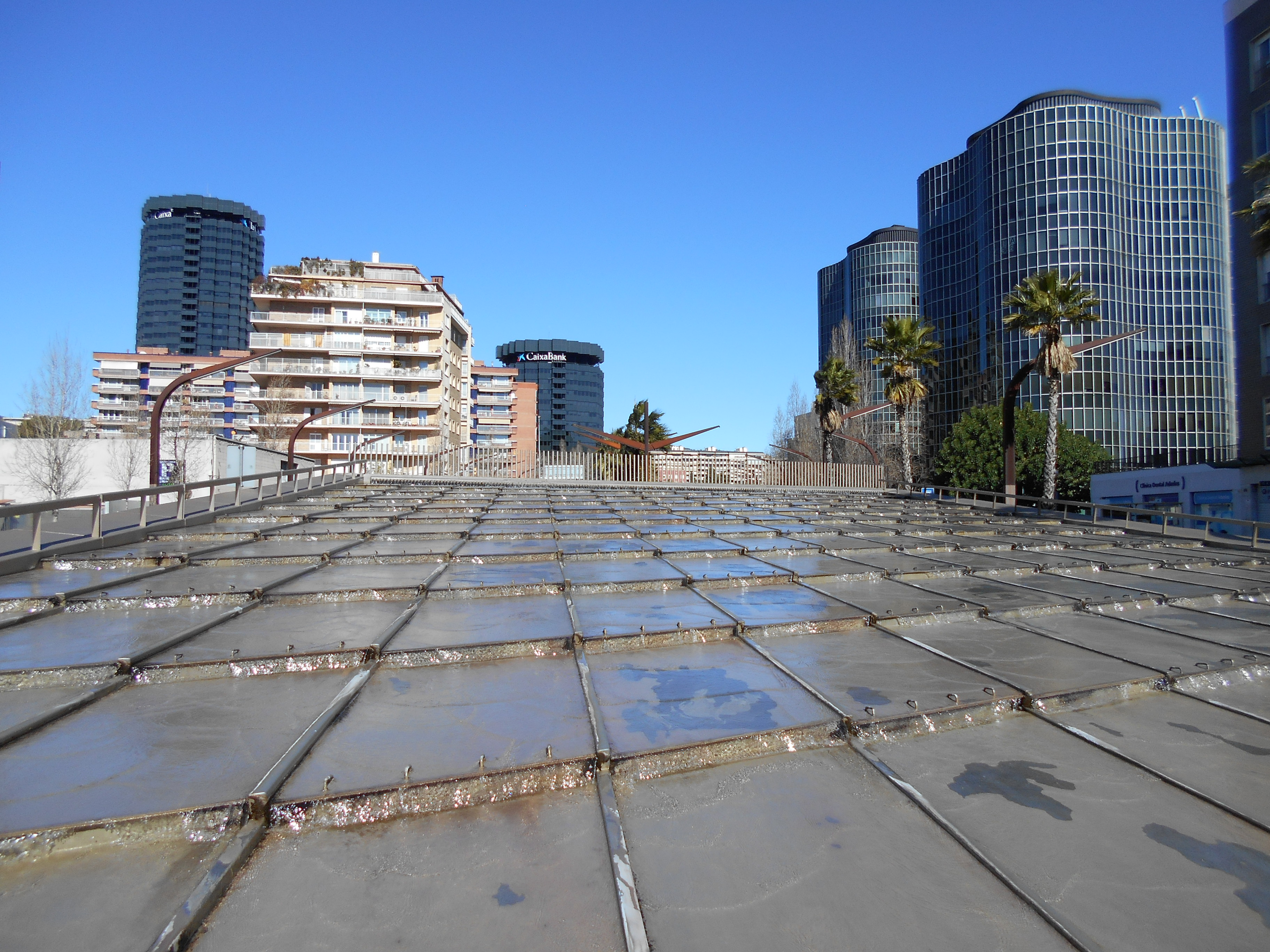
Fuente de Carlos III (2003), de Jordi Henrich y Olga Tarrasó, Gran Vía de Carlos III.

El cambio de siglo no deparó una modificación sustancial en el devenir de la ciudad, que siguió apostando por la innovación y el diseño como proyectos de futuro, junto al uso de nuevas tecnologías y la apuesta por la sostenibilidad ambiental. Uno de los eventos más destacados del nuevo milenio fue la celebración del Fórum Universal de las Culturas de 2004, que permitió nuevos cambios urbanísticos en la ciudad: se recuperó toda la zona del Besós, hasta entonces poblada de antiguas fábricas en desuso, regenerando todo el barrio del Pueblo Nuevo y construyendo el nuevo barrio de Diagonal Mar, y se dotó a la ciudad de nuevos parques y espacios para el ocio de los ciudadanos.
El primer exponente del nuevo milenio fue la fuente interactiva del Heron City, un centro comercial ubicado en Nou Barris. Obra de Juli Capella, está formada por un conjunto de surtidores que surgen del pavimento de la plaza central del complejo de ocio —que recibe el nombre de Luis Buñuel—, los cuales se accionan al paso de los transeúntes.

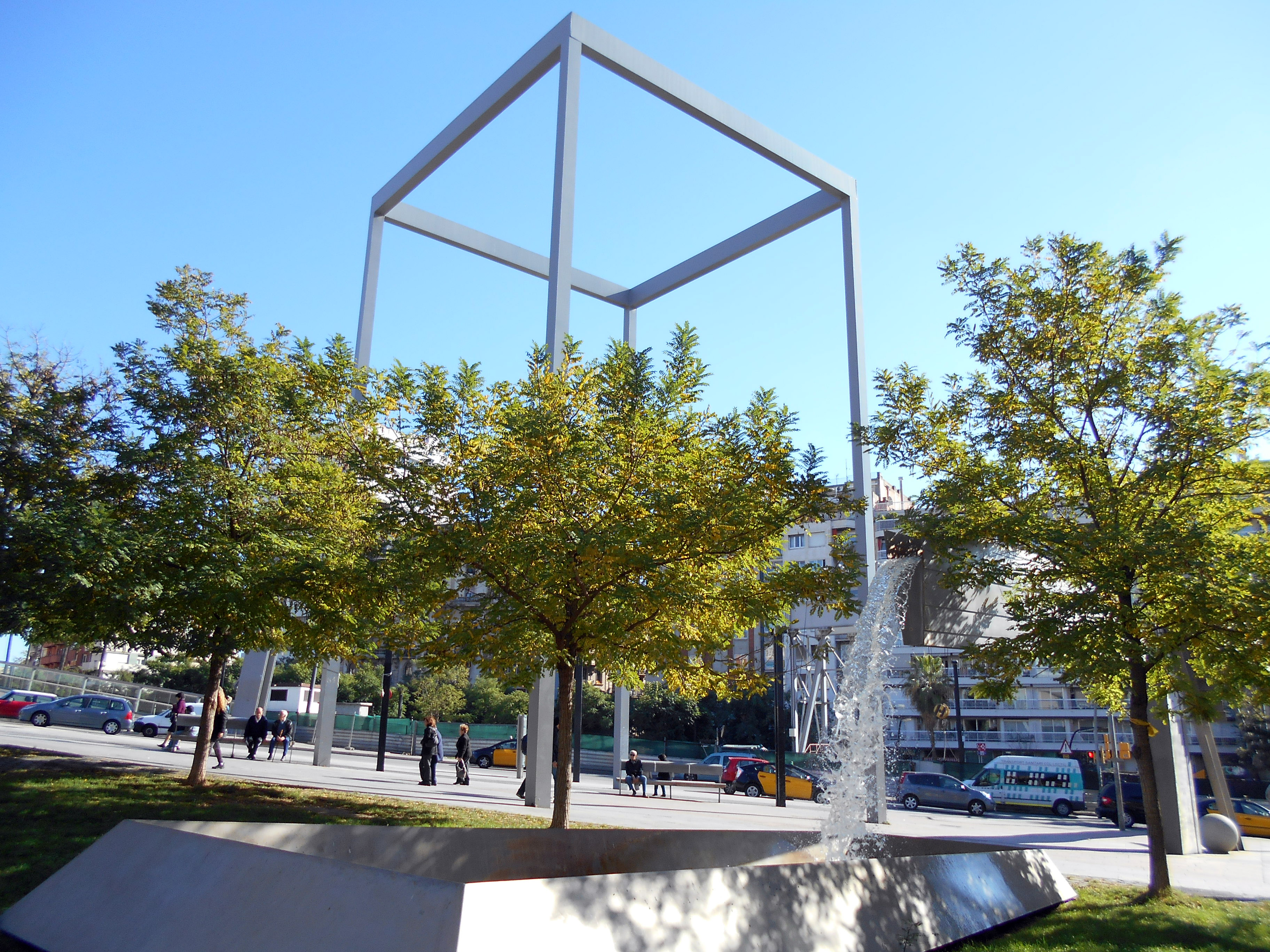
El Canal de Suez (2009), de Albert Viaplana, plaza de Lesseps.

En 2003 se inauguró la fuente de Carlos III en la Gran Vía que lleva el nombre de este monarca, obra de Jordi Henrich y Olga Tarrasó. Realizada en acero, está formada por una rampa escalonada por la que cae el agua en cascada, y que refleja intensamente los rayos del sol, como en los antiguos chadar de la jardinería islámica. El mismo año y en la misma avenida, junto a la calle de La Pobla de Lillet, se situó la fuente de los Jardines de los Doctores Dolsa —fundadores del Instituto Frenopático—, obra de Agustí Pruñonosa. Realizada en hormigón, se trata de un depósito pluvial de 47 000 m³, sobre el que se halla un estanque con unas estructuras en forma de T de las que cae el agua sobre el estanque.

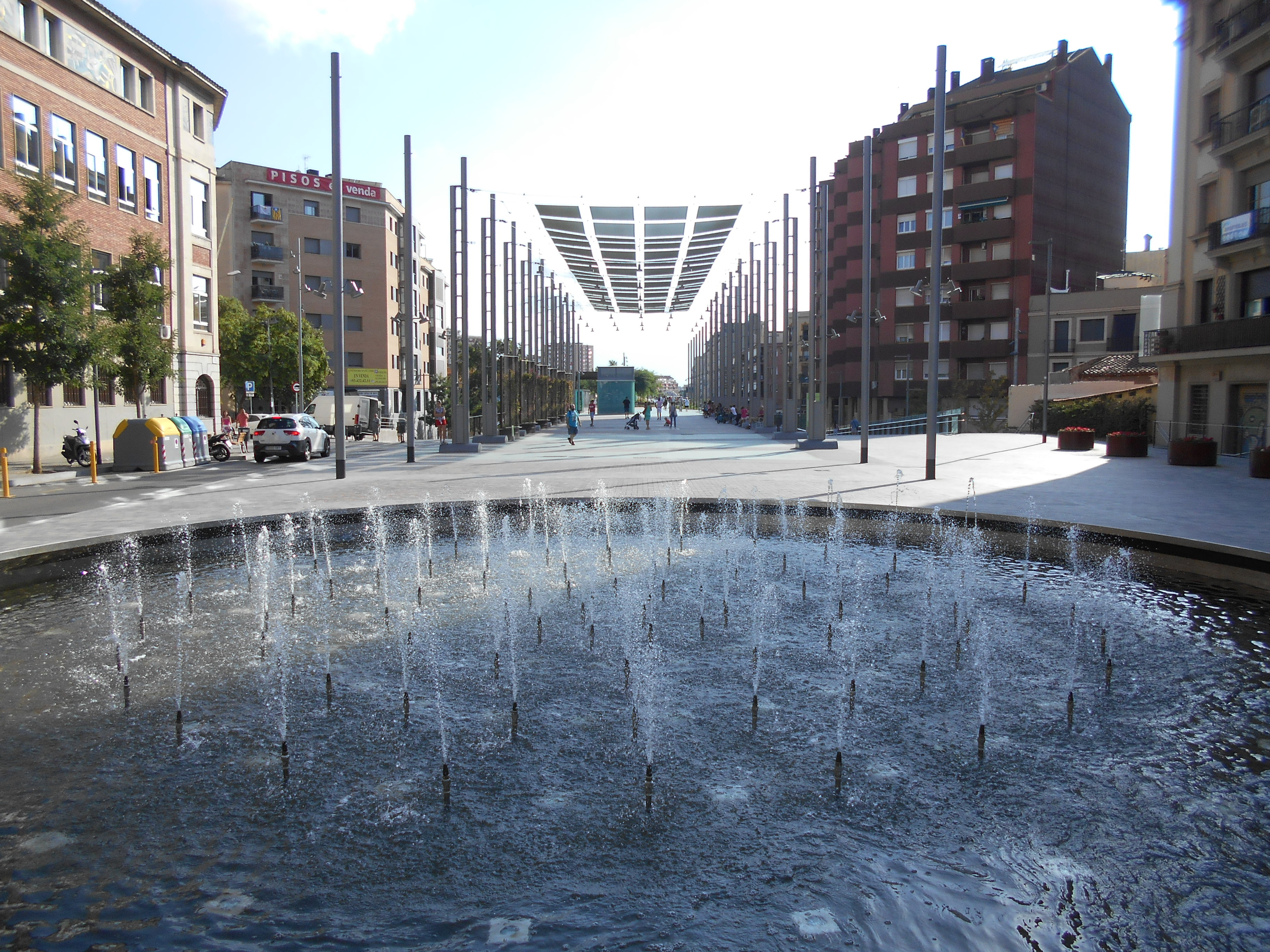
Fuente de los jardines de la Rambla de Sants (2016).

En 2006 se instaló la fuente de Santa Caterina en el mercado del mismo nombre, en Ciutat Vella, obra de Enric Miralles y Benedetta Tagliabue realizada en mármol y estuco. Se encuentra adosada a una pared del mercado, un antiguo convento en cuyo pozo se abastecían los vecinos del barrio, de ahí la colocación de la fuente en este lugar. El conjunto presenta un fregadero múltiple —en homenaje a los usados en el mercado—, encajado en una hornacina del muro, con dos caños para el agua y un mosaico en relieve con un tubo metálico en forma de penca de bacalao, el producto estrella del mercado.
En 2009 se finalizó la remodelación de la plaza de Lesseps, con un proyecto del arquitecto Albert Viaplana, que incluía la instalación El Canal de Suez, un monumento al ingeniero francés al que está dedicada la plaza, constructor del gran canal que une el mar Mediterráneo con el mar Rojo. Así, un canalón metálico elevado cruza toda la plaza, con un flujo de agua que desemboca en un salto sobre una alberca situada frente a la Biblioteca Jaume Fuster; este canal está complementado con dos puentes que albergan varias jardineras, así como dos plataformas inclinadas a ambos extremos de la plaza, que recuerdan la proa y la popa de un barco, mientras que unas torres de iluminación y una alta estructura metálica en forma de paralelepípedo y que recuerda un palio, situada en medio de la plaza, simularían la cabina y los mástiles de ese barco.
En la plaza de Sants se instaló en 2016 una fuente ornamental que sirve de entrada a los jardines de la Rambla de Sants. Tiene forma circular, de 11 m de diámetro, con 82 pulverizadores que despiden chorros de agua a una altura de entre 70 y 80 cm. Dispone además de 96 luces led que crean diversas coreografías de colores.

## Fuentes en serie

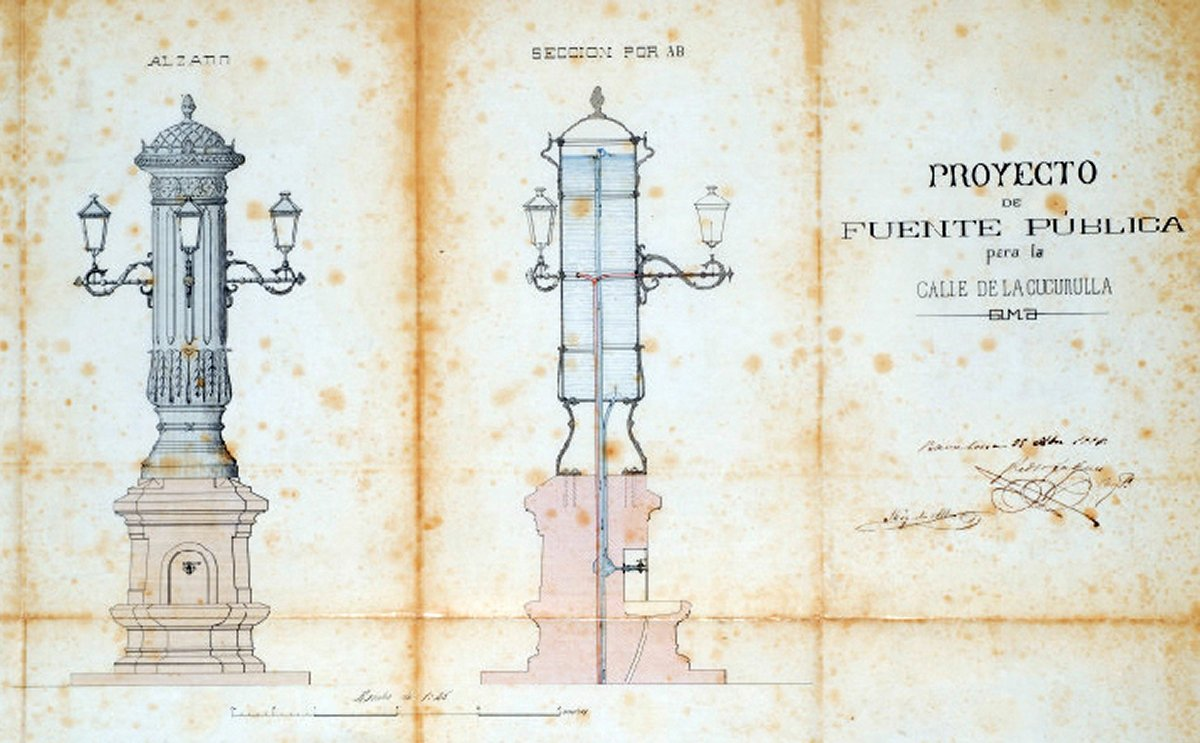
Proyecto de fuente pública para la calle Cucurulla (1886), de Pere Falqués.

En último lugar no se pueden dejar de citar las fuentes elaboradas en serie, las más numerosas de la ciudad, que si bien no están especialmente ornamentadas no dejan de cumplir su misión. Muchas eran confeccionadas antaño de mampostería, pero han ido siendo sustituidas, y hoy día la mayoría son de hierro colado, con uno, dos, tres o más grifos, generalmente de latón. Las más habituales son del modelo Barcelona, de forma cilíndrica, con el fuste estriado y con un remate de aspecto vegetal; en muchas ocasiones incluyen el escudo de Barcelona. Una variante del modelo Barcelona es el modelo Urbana, también con fuste estriado y rematada por una cúpula. El modelo Capilla tiene relieves ornamentales de peces o tritones, con un mascarón en la salida de agua. Algunas son un poco más ostentosas, como las coronadas por una pita, creadas entre 1880 y 1897 por la fundición Ebolumar y Tatay, de las que se conservan tres, situadas en la plaza de Cardona, el cruce de Pau Claris y Rosselló y el de Camelias con Escorial.

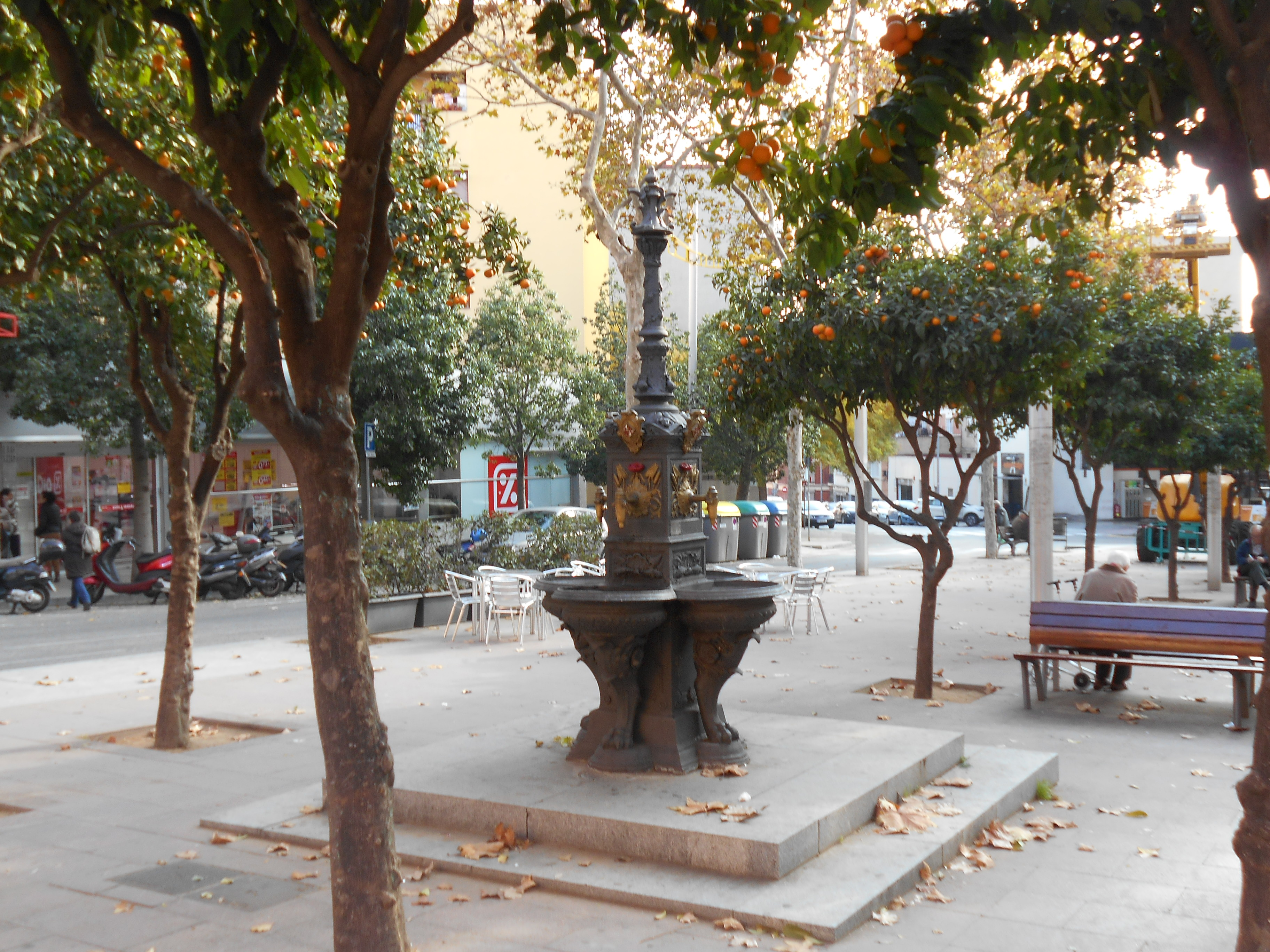
Fuente de la plaza de las Madres de la Plaza de Mayo.

Conviene destacar las diseñadas por Antonio Rovira y Trías en 1877 y construidas por La Maquinista Terrestre y Marítima, elaboradas en hierro colado y formadas por una base decorada con dos caballitos de mar y una concha, sobre la que se sitúa una columna estriada. Quedan varios ejemplos en la ciudad, como en la plaza de Lesseps, en Diagonal con Aribau, Gran Vía con Rocafort, Gran Vía con Bruc, plaza de San Miguel, avenida de la Catedral, plaza de Regomir, paseo de San Juan o plaza del Bonsuccés.
Algunas, como la situada en el paseo de Lluís Companys —frente al Palacio de Justicia de Barcelona—, en la plaza de Llucmajor o en el parque del Castell de l'Oreneta, son de una serie diseñada por Francesc Rogent para el Ayuntamiento de Badalona (1892), donde existen varias de esta modalidad, y donde están consideradas bien cultural de interés local. Son de hierro colado, y están formadas por una columna estriada con un remate cuadrangular de perfil semicircular, coronado por una piña, y con el escudo de la ciudad; pueden tener uno o más caños.
Durante unos años hubo algunas fuentes de chorro continuo, de las que existieron dos variedades principales: entre los años 1940 y 1960 se instalaron varias fuentes de piedra artificial, con una base tripartita, fuste octogonal y taza circular con relieves florales, de la que salía un chorro vertical que caía sobre la misma taza; la segunda se dio entre los años 1960 y 1970, hechas de conglomerado de color rosado, con base circular y fuste de sección cónica.
Entre los diseños más actuales se encuentran: el modelo Georgina, diseñado por Antoni Roselló, de acero inoxidable, bronce o hierro colado, con un cilindro de sección ovalada y un caño en forma de semiesfera cóncava con el orificio inclinado, con una base de reja ondulada a nivel del suelo; el modelo Atlántida (1991), diseñado por Enric Batlle y Joan Roig, en forma de columna cuadrada con grifo y reja en el suelo; el modelo Villa Olímpica (1992), de cuerpo cilíndrico y base de rejilla circular, con un grifo con pulsador temporizado; el modelo Sarastro (1995), de Andreu Arriola y Carme Fiol, de chapa de acero zincado y cuerpo cilíndrico rematado por una cubeta plana y un disco de acero inoxidable, que incluye un reloj solar; el modelo Egea (1996), elaborada en con forma de columna cilíndrica y grifo niquelado de presión; el modelo Lama (2004), diseñado por Elías Torres y José Antonio Martínez Lapeña para el Fórum Universal de las Culturas 2004, en forma de láminas dobladas y con pulsador temporizado; y el modelo Caudal (2005), de Pau Roviras y Carlos Torrente, de chapa de acero cincado y surtidor y pulsador de latón cromado, con forma de L invertida y la rejilla en la bandeja superior.
Entre las fuentes en serie cabe destacar la llamada fuente de los Castellers, situada en los jardines del mismo nombre en el barrio del Clot. Fue una iniciativa de los Castellers de Barcelona, que ensayaban en este lugar y querían una fuente para refrescarse. Se trata de una sencilla fuente de las realizadas en serie por toda la ciudad, que para particularizarla los castellers la recubrieron en su base de cerámica en forma de trencadís, y la situaron junto a un pequeño conjunto de piedras de Montserrat, todo ello en 1978.

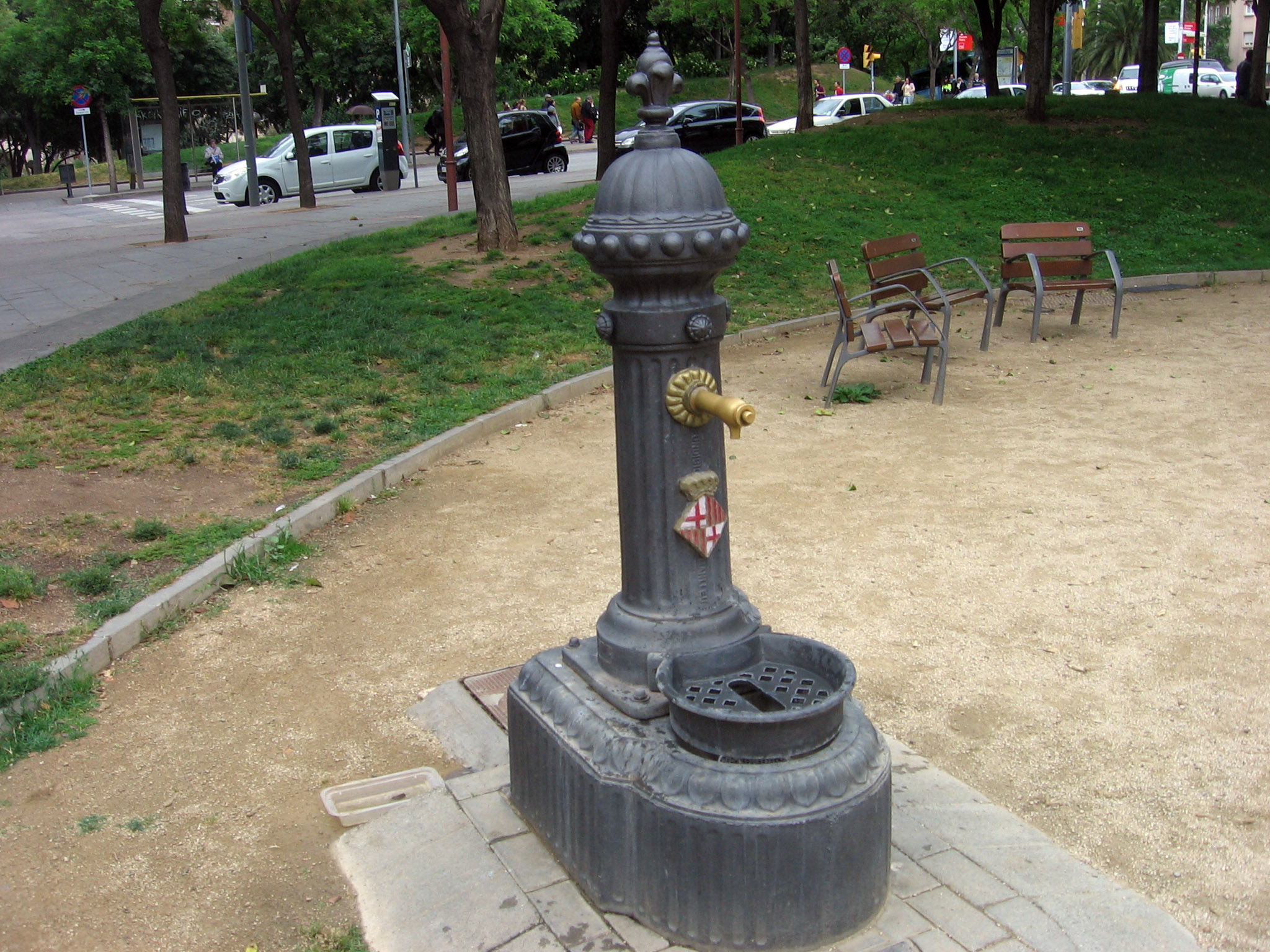
Modelo Barcelona, plaza de Pablo Neruda.
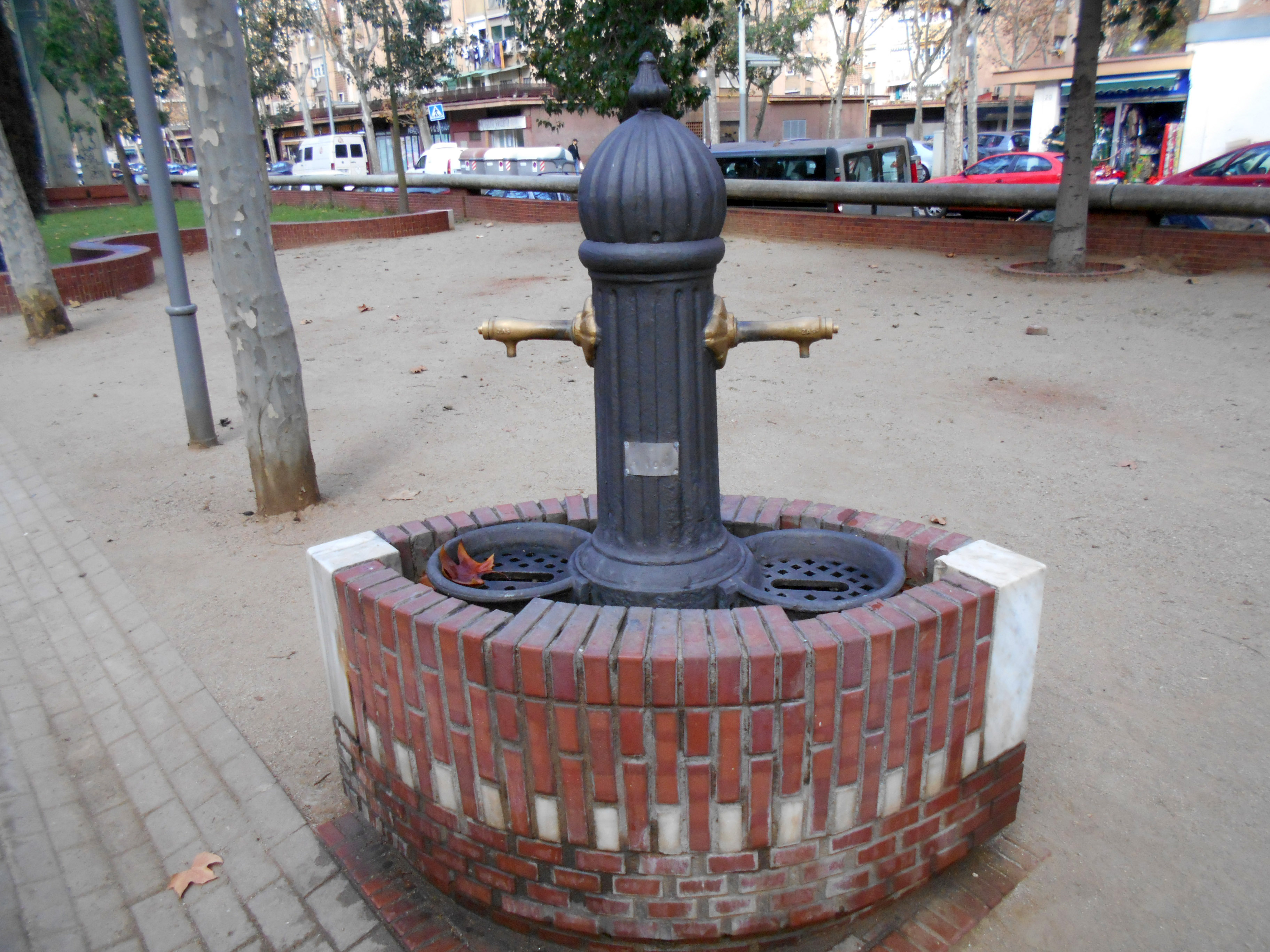
Modelo Urbana, rambla de Prim.
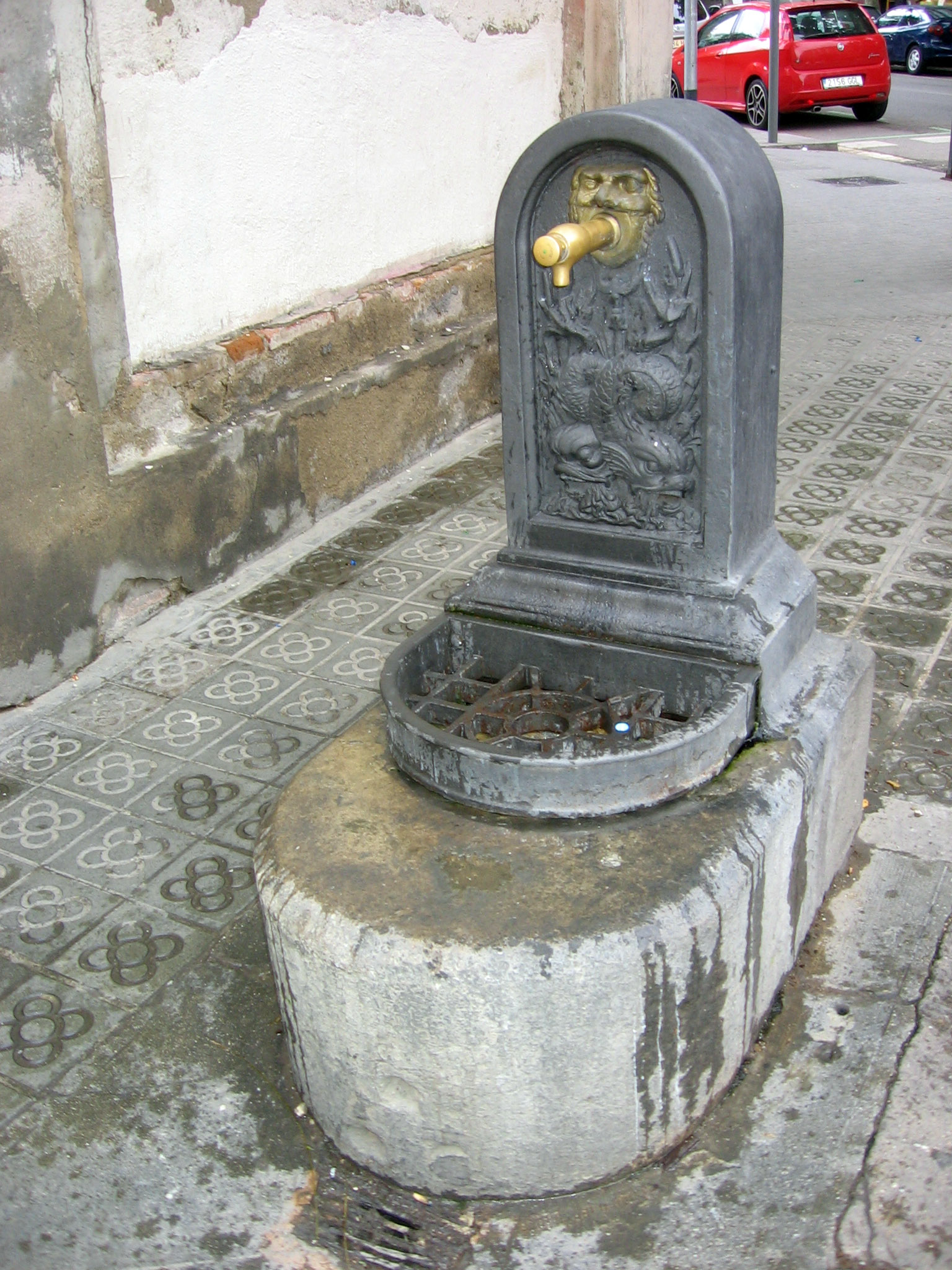
Modelo Capilla, calle de Cerdeña con Travesera de Gracia.
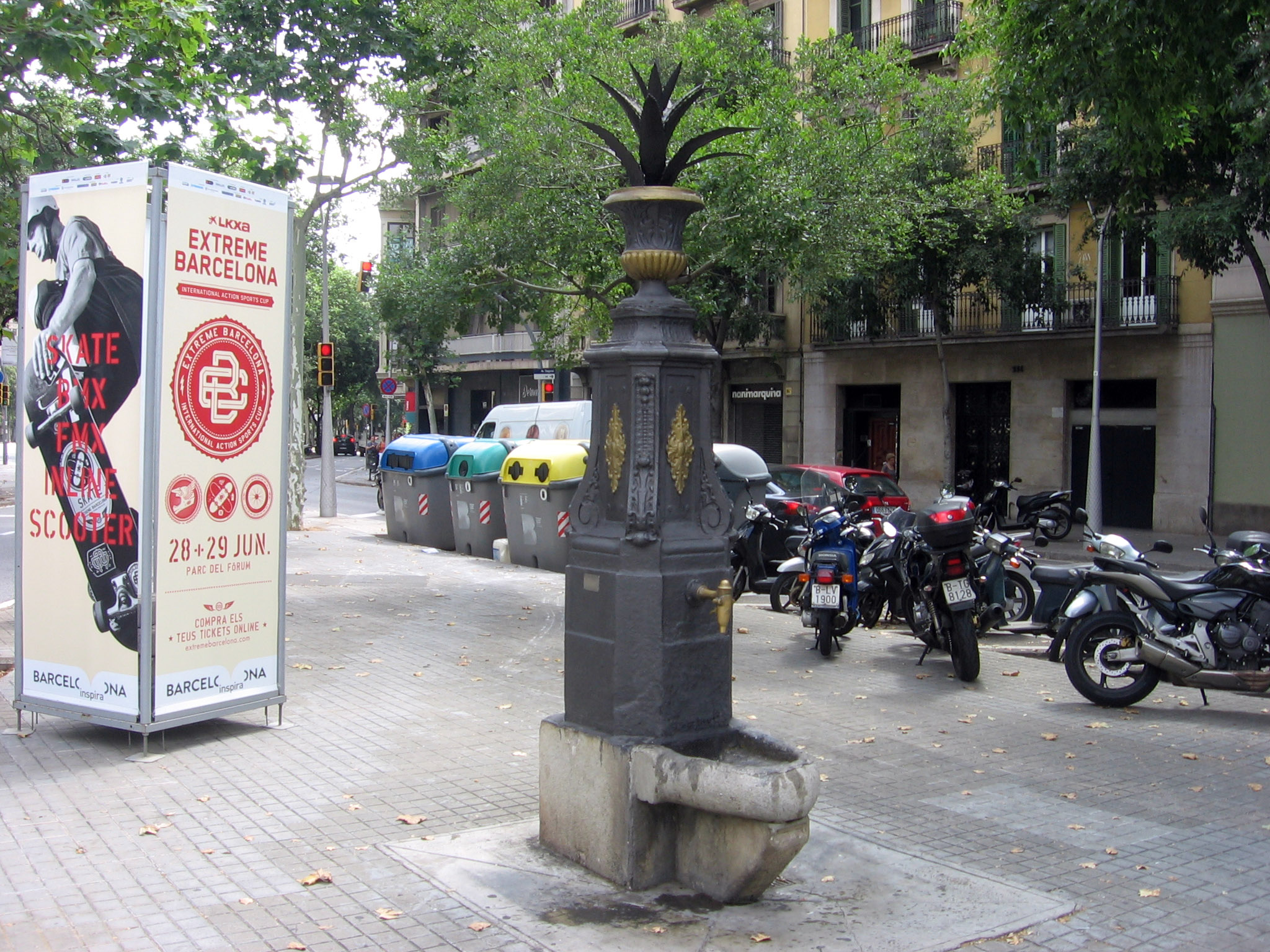
Modelo Pita, c/ Pau Claris con Rosselló.
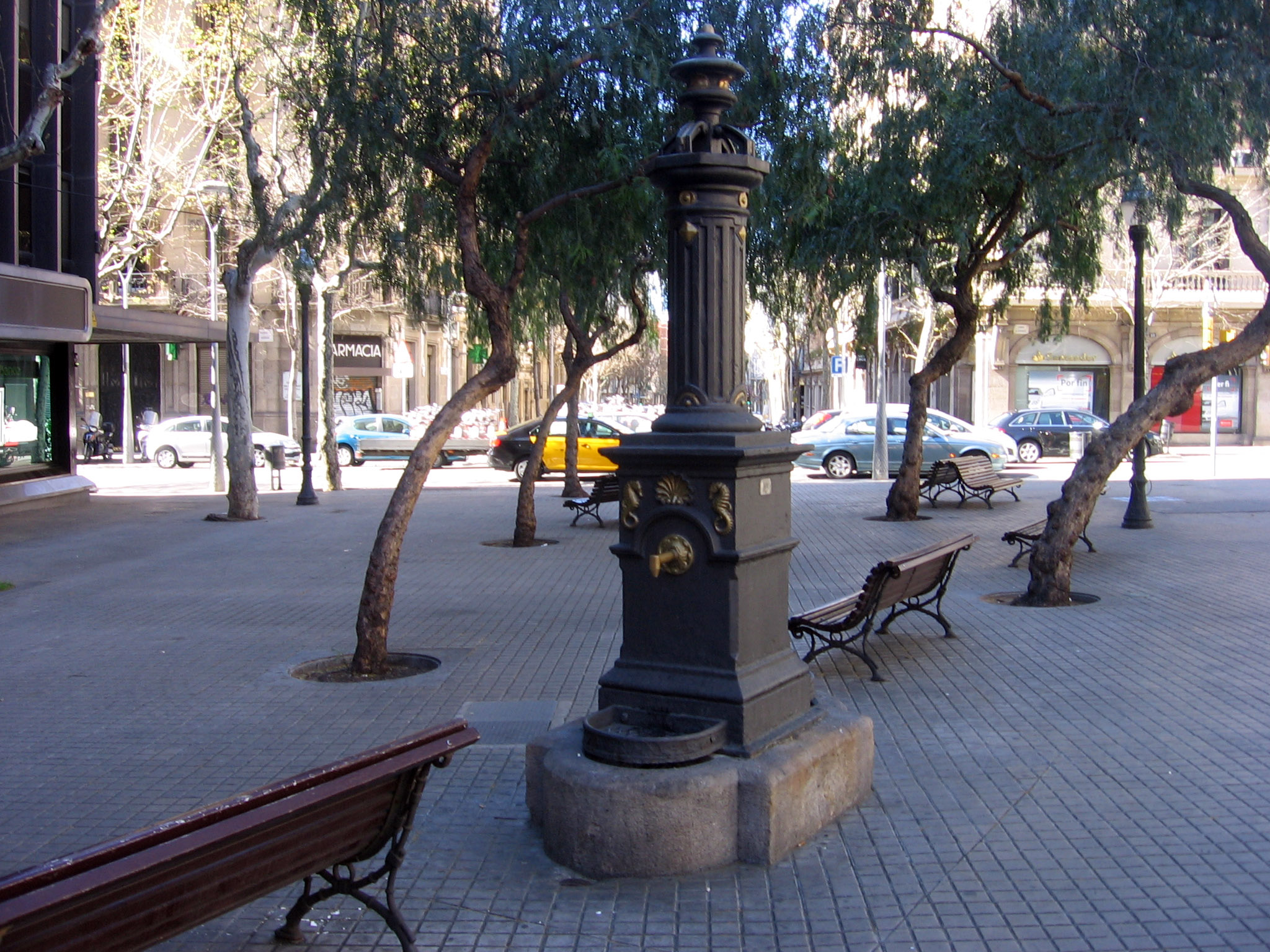
Fuente diseñada por Antonio Rovira y Trías, Diagonal con Aribau.
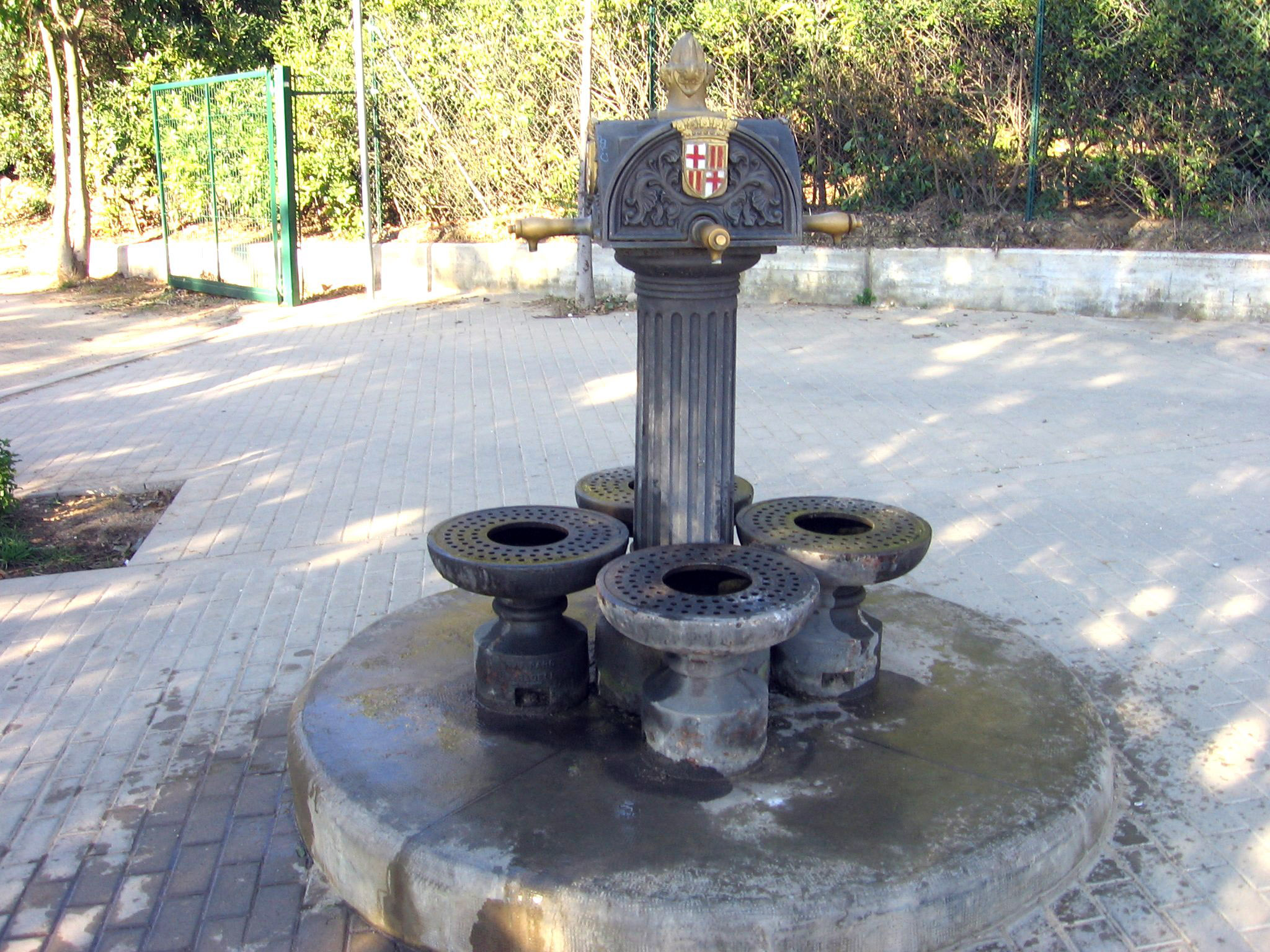
Modelo Badalona, diseñada por Francesc Rogent, parque del Castell de l'Oreneta.
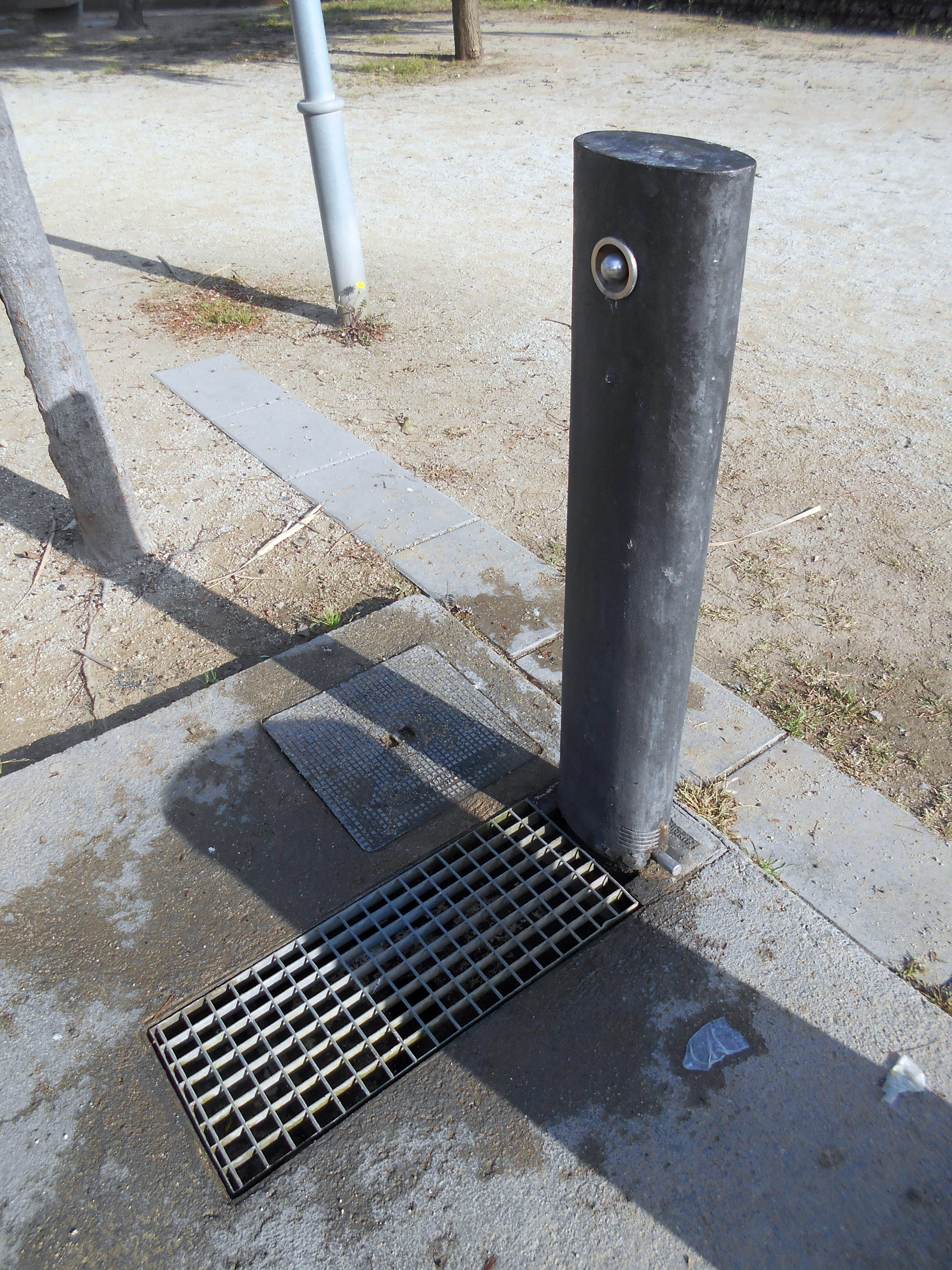
Modelo Georgina, parque de Diagonal Mar.
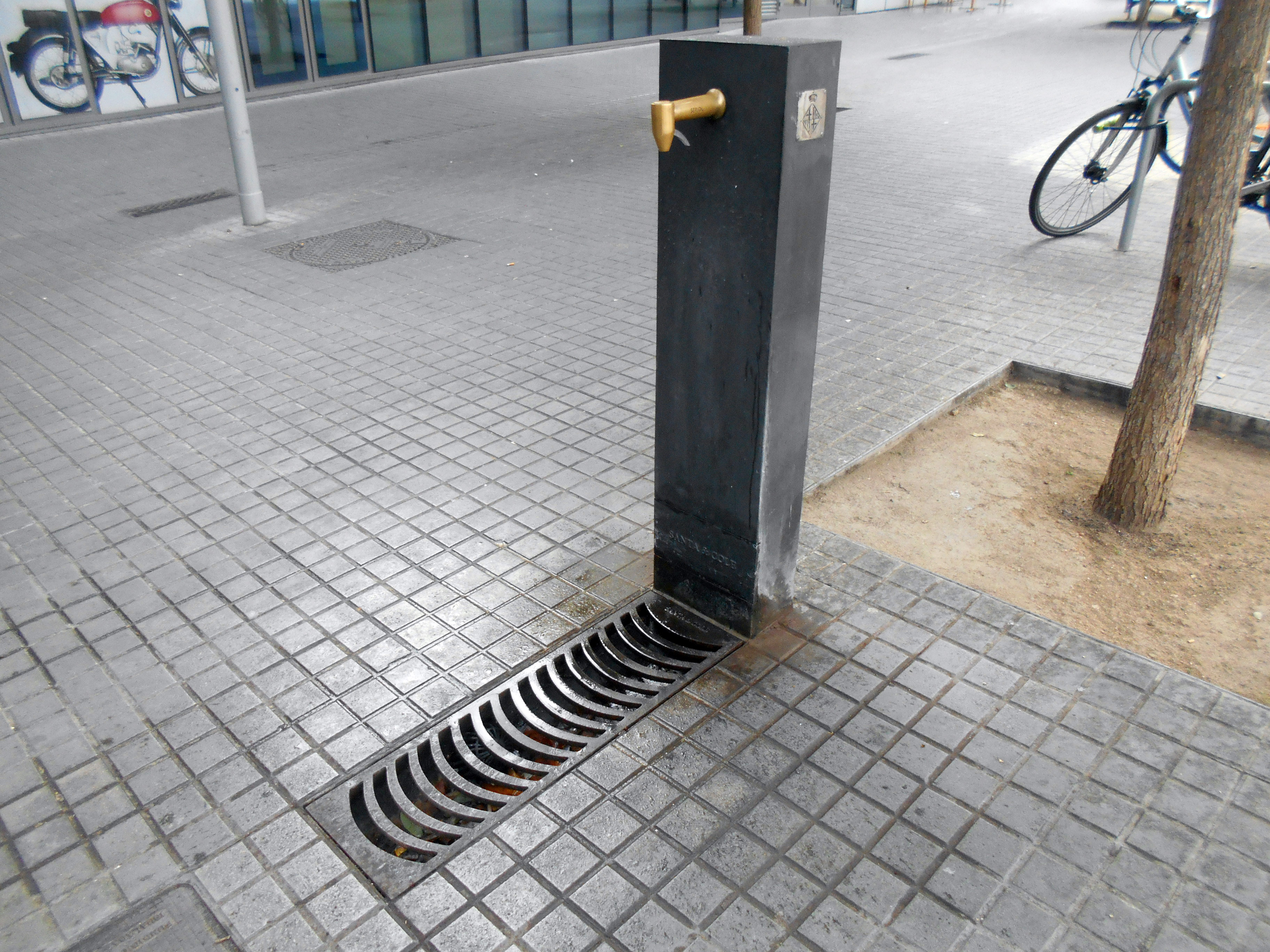
Modelo Atlántida, plaza de las Glorias Catalanas.
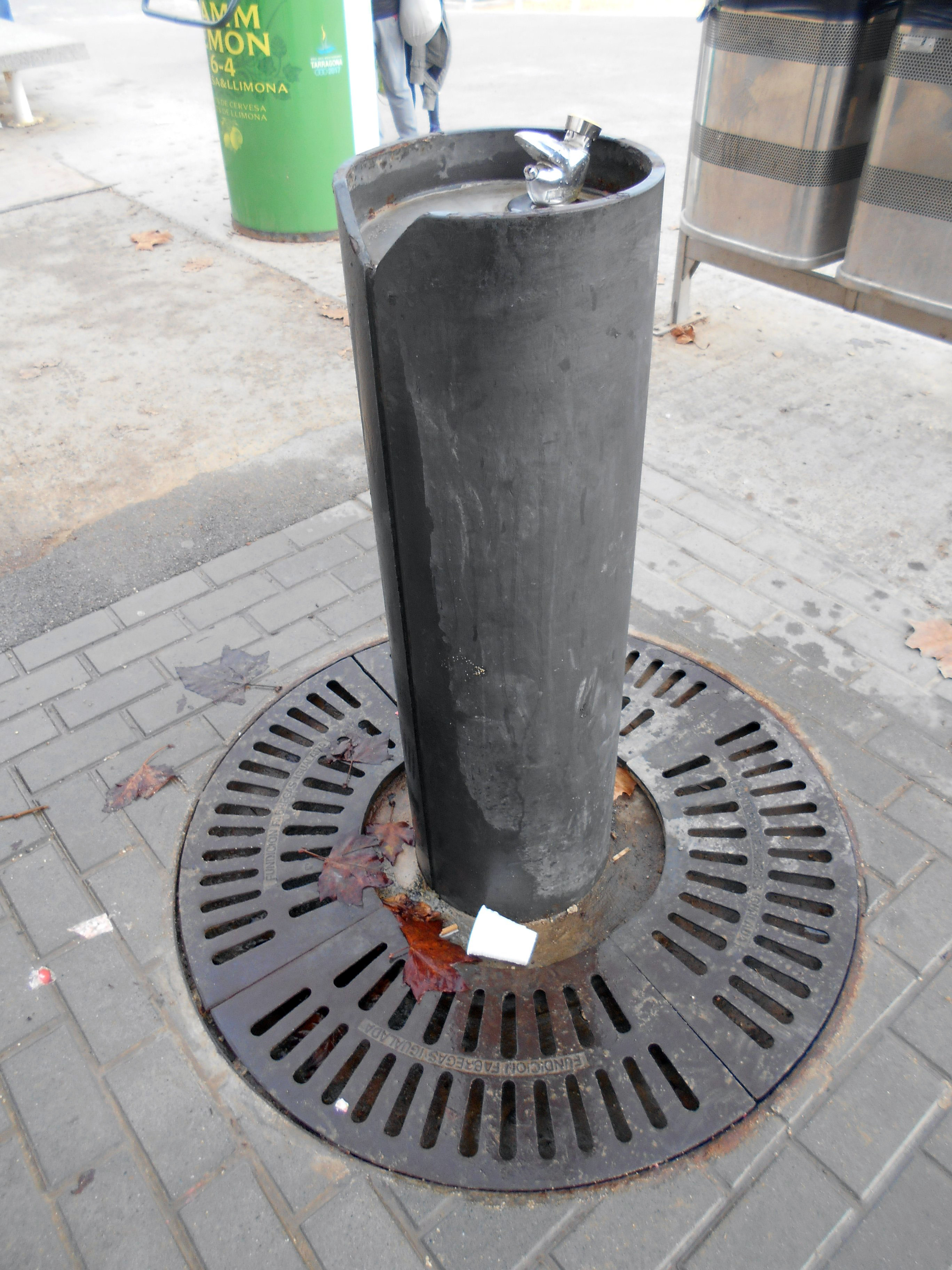
Modelo Villa Olímpica, playa de la Nova Icària.
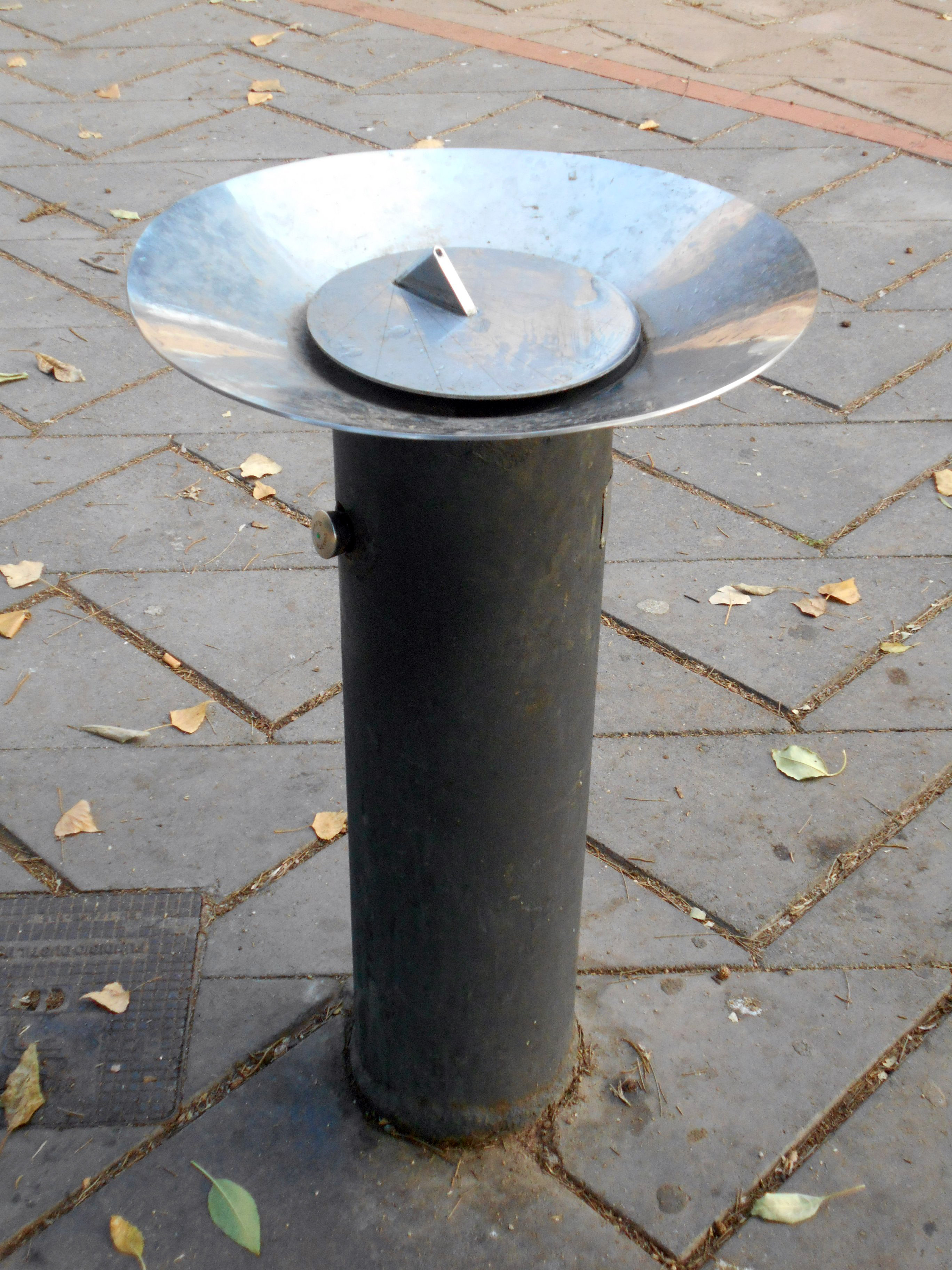
Modelo Sarastro, parque Central de Nou Barris.
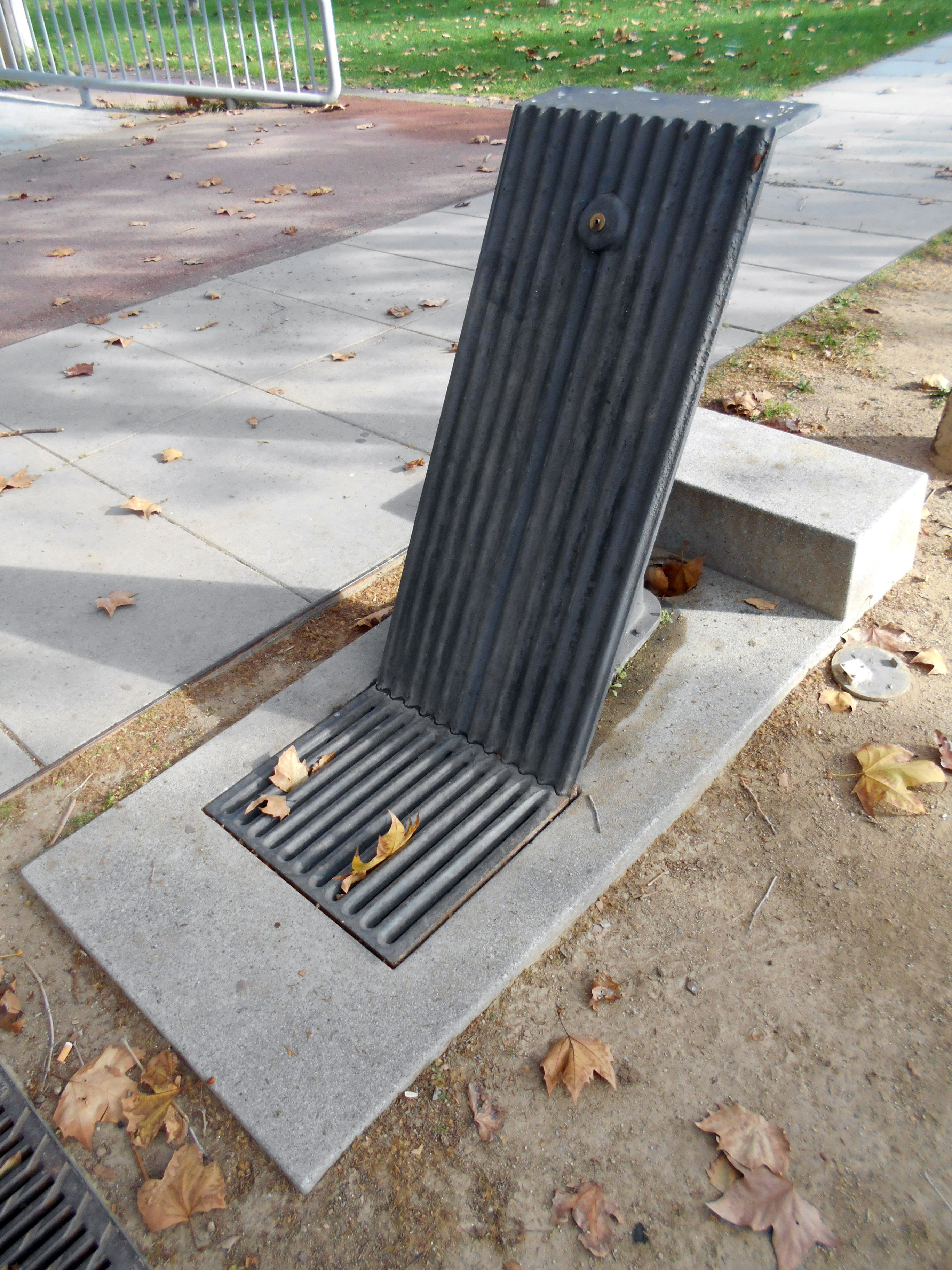
Modelo Lama, plaza del Fórum.
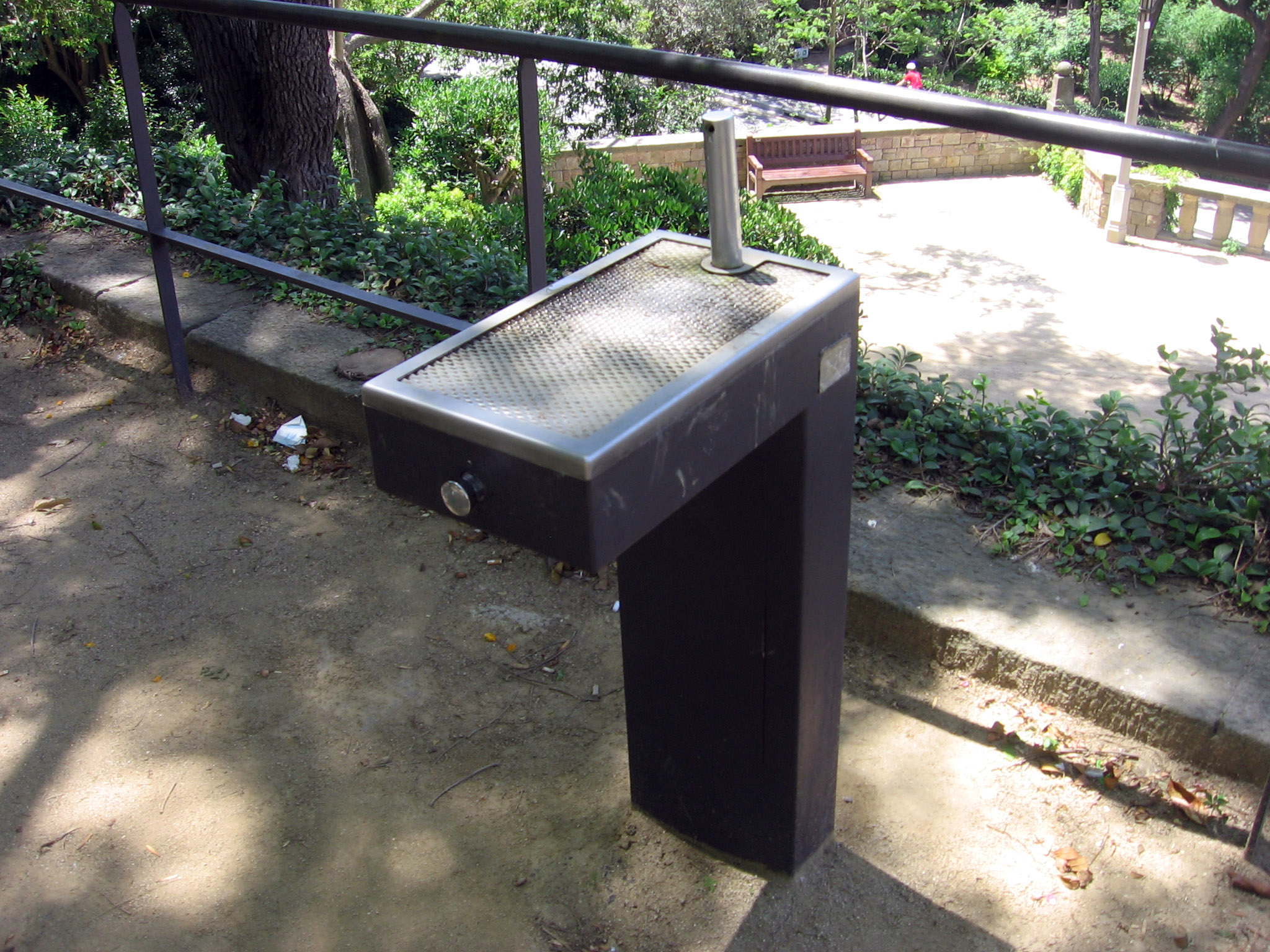
Modelo Caudal, jardines del Teatre Grec.